# أبو جعفر المنصور
أمير المُؤمِنين وخليفةُ المُسْلِمين سُلطان الله في أرضِه الإمام أبُو جَعْفَر عبد الله المَنْصُور بن مُحمَّد بن علي بن عبد الله بن العَبَّاس بن عبد المُطَّلِب الهاشِميُّ القُرَشيُّ (صفر 95 – 6 ذي الحجَّة 158هـ / نوفمبر 713 – 6 أكتوبر 775م)، المعروف بكنيته ولقبه معًا أبُو جَعْفَر المَنْصُور والمَنْصُور، هو ثاني خُلَفاء بني العَبَّاس، والخليفة الحادي والعشرون في ترتيب الخلفاء عن النبي مُحمَّد. حكم الدَّولة العبَّاسية (13 ذي الحجَّة 136 – 6 ذي الحجَّة 158هـ / 10 يونيو 754 – 6 أكتوبر 775م)، ودام حكمه إحدى وعشرين سنة وأحد عشر شهرًا وثلاثة وعشرين يومًا حتى وفاته.
وُلد عبد الله بن مُحمَّد المعرُوف بكنيته أبي جعفر، في قرية صغيرة تدعى الحُمَيمة من جند الأردن الشَّاميَّة. وتلقى تعليمًا كثيفًا منذ صغره، فنشأ فصيحًا، بليغًا صحيحُ اللِّسان، وكان لتعلُّم الفقه والسُّنن نصيبٌ وافر في مسيرته لانتمائه لأسرة مسلمة مُحافظة على صلة وقرابة عُمومة بالنبي، فهو من ذرية الصَّحابي عبد الله بن عبَّاس. بعد اشتداد عود أبي جعفر دخل الدَّعوة العبَّاسية السِّريَّة التي أسسها والده مُحمَّد بن علي بهدف الإطاحة بحكم بني أميَّة، فنشط بها وتجوَّل داعيًا بين الأمصار إليها فزار البصرة والموصل ومكَّة والقيروان ودمشق وغيرها من المُدُن، مُكتسبًا خبرةً في معرفة الناس وأحوالهم، إلا أن العيون والأرصاد الأمويَّة لاحقته وطاردته، فاضطَّر للتنقُّل كثيرًا مُخفيًا هويته حفاظًا على حياته.
تولى أخوه إبراهيم الإمام وراثة الدَّعوة بعد وفاة والدهما سنة 124هـ / 742م، وفي عهده أظهر الثَّورة العبَّاسية سنة 129هـ / 747م بعد اكتمال تنظيمها وحلول وقتها، فجنَّد أبو مُسلم الخُراساني الأجناد، وقاد الحملات للسيطرة على خُراسان وما جاورها، غير أن الشُّرطة الأمويَّة في هذه الأثناء قبضت على الإمام إبراهيم إثر معرفتها بوقوفه خلف الثَّورة، ليُزج في السجن حتى وفاته. تولَّى أبو العبَّاس إمامة الدَّعوة بوصيةٍ من أخيه إبراهيم، فخرج بأهل بيته مع أبي جعفر نحو الكوفة سرًا بعد وصول الجيوش العبَّاسية إليها بقيادة القائد قحطبة بن شبيب الطَّائي تمهيدًا لإعلان تأسيس الخلافة العبَّاسية منها.
بُويع السَّفَّاح في الكوفة أول خليفةٍ من بني العبَّاس في صفر 132هـ / سبتمبر 749م، ووكَّل أبا جعفر بأخذ البيعة عنه. بعد هزيمة مروان بن محمد آخر خُلفاء بني أميَّة في وقعة الزَّاب وهروبه حتى مقتله في مصر استولى العبَّاسيُّون على معظم البلاد الإسلاميَّة من ما وراء النَّهر حتى إفريقية. سافر أبو جعفر في مهماتٍ رسميَّةٍ يتكليفٍ من أخيه الخليفة، فالتقى بأبي مُسلم وعرض عليه مسائلَ خطيرةً مثلَ خيانة الوزير أبي سلمة الخلاَّل، إلا أنه كره أبا مُسلم لمّا رأى منه عظمته في خُراسان مُشكلًا دولةً داخل الدولة متوجّساً تهديده سُلطةَ الخليفةِ نفسِه. ولَّى السَّفَّاح أخاه أبا جعفرَ أعمالَ الجزيرة وأذربيجان وأرمينية، فقاتل الخوارج ليُعيد الاستقرار والهدوء في ولايته. قاد أبو جعفر مهمة حصار ابن هبيرة في واسط مدة 11 شهرًا، ومع أنه أراد تقديم الأمان له، إلا أن السَّفَّاح وبنصيحة أبي مُسلم أمر بقتله ناكثًا بذلك للعهد. أعجب السَّفَّاح بأخيه أبي جعفر، ورأى فيه صفات القائد الحريص والحذر على شؤون دولةٍ جديدةٍ متراميةِ الأطراف، فعهد إليه بالخلافة من بعده، ومن بعده لابن أخيهما عيسى بن موسى.
تولَّى أبو جعفر الخلافة في 13 ذي الحجَّة سنة 136هـ / 10 يونيو 754م بعد وفاة أخيه السَّفَّاح، ولم تكن أمور الدَّولة الوليدة قد توطَّدت دعائمها، فواجه مخاطرَ عديدةً هددت وجود الدَّولة أو وحدة الأسرة. تحقَّقت أولى مخاوف أبي جعفر حين ثار عمِّه عبد الله بن علي طلبًا للخلافة ورفض خلافة ابن أخيه لكونه انتُدب لحرب الأمويين وإنهاء وجودهم. أمر أبو جعفر القائدَ أبا مُسلمٍ على الرُّغم من حذره منه، بمحاربة عمِّه عبد الله وإنهاء شره، فانتصر أبو مُسلم عليه في نصيبين وفر عبد الله من المعركة لتنتهي ثورته. وجد أبو جعفر أن هدفَه التالي التخلُّص من أبي مُسلم ونفوذِه المُتعاظم في الدَّولة، فهو قادر على الاستقلال بخُراسان وربما إزالة الدولة نفسها إن استمر شرُّه، حتى إن السَّفَّاح لم يتمكن من قتله سابقًا مخافة إحداث فتنةٍ للدَّولة الوليدة حديثًا. دبَّر الخليفة مكيدةً لاستقدام أبي مُسلم إلى المدائن وقتله في شعبان سنة 137هـ / فبراير 755م. لم تنته مصائب الخليفة بمقتل أبي مُسلم، فقد تحرَّك الخطر الآخر الذي مثَّله أبناء عمومته من العلويين طلبًا للخلافة، فانتفض محمد النَّفس الزكيَّة في المدينة المنورة وتبعه أخوه إبراهيم بن عبد الله في البصرة منتصف سنة 145هـ / أواخر 762م، ليقضي عليهم تباعًا. لقَّب أبو جعفر نفسه بالمنصُور بعد هزيمة النَّفس الزكيَّة تعبيرًا عن الشخص الذي نصره الله على أعدائه.
واجه المنصُور العديد من الثورات والتحديات، منها ثورة سنباد وثورة أستاذ سيس في خُراسان وسجستان، وثورات كثيرة للخوارج من الصفريَّة والحروريَّة والإباضيَّة في الجزيرة، وعُمان، وإفريقية وغيرها من الولايات، وظهور طائفة الرَّاوندية التي ادَّعت ألوهية المنصُور، والاصطدام مع الأصبهبذ حاكم طبرستان، وثار العبيد في المدينة المنورة، وتمرُّد عدد من القادة والوُلاة عليه مثل عبد الجبَّار الأزدي، وجمهور العجلي، واضطَّربت أحوال إفريقيَّة بظهور الخوارج، ولم تكن الأحوال هادئة في أطراف البلاد مع الممالك المُحيطة بها، فقد استمرت الحروب والحملات الموسميَّة بين الخلافة العبَّاسية ومملكة الرُّوم، إضافةً لقيام الخزر والتُّرك بالإغارة على ولاية أرمينية، وقيام عبد الرحمن الدَّاخل الأموي بالاستقلال بالأندلس، مما سبَّب تهديدات متواصلة للبلاد في عهد المنصُور. تمكَّن الخليفة في النهاية من سحق معظم الثَّورات وإخماد الفتن والاضطِّرابات التي شبَّت في أنحاء دولته، فحافظ على هيبة الخلافة، وأرسى قواعدها، وثبت دعائمها، مُسهلًا على الخُلفاء من ذريته لاحقًا، ليشتهر عهده بالحزم والصَّلابة، في حين ازدهر وانفتح في عهد ابنه مُحمَّد المهدي.
أشرف المنصُور بنفسه على مشاغل الحكم وأعبائه، فلم يكن للوزير أهمية في عهده سوى المُساهمة في الرأي والشورى. ومن أشهر وزرائه أبو أيوب المورياني، فقد دامت وزارته لنحو 13 عامًا. حرص المنصُور على ميزانيَّة الدولة وضبط الأسعار في أسواق البلاد، وحاسب عُمَّاله على تقصيرهم، وراقب أداءَهم لمنع وجود أي تلاعبٍ يخل ببيت مال المُسلمين، وأنشأ ديوان المظالم لهذا الغرض. عمل المنصُور على التأكيد على فصل القضاء والتأكيد على استقلاليته، واهتم بتقوية الجيش العبَّاسي مُحافظًا على التوازن بين فِرق الجيش من العرب والخُراسانيَّة والموالي تفاديًا لوقوع المشاكل، غير أن جلَّ قادة جيشه كانوا من العرب مثل خازم بن خزيمة التَّميمي، ويزيد بن حاتم المهلبي، ومحمد بن الأشعث الخزاعي، وبعضهم من أهل بيته مثل عيسى بن موسى، وصالح بن علي، والعبَّاس بن مُحمَّد وحتى ابنه مُحمَّد المهدي الذي قاد فتح طبرستان الأوَّل سنة 141هـ / 758م.
من أبرز إنجازات المنصُور الخالدة هو بناؤه لمدينة السَّلام (بغداد)، فقد ضاق ذرعًا من سكنه في الهاشميَّة المُضطربة اثر ثورة الرَّاوندية، فأرسل مجموعة لاستكشاف أنسب الأماكن في العراق، فاختير موضع بغداد لجودة هوائها، وتوسُّطها ولايات الدَّولة، فبُنيت على طراز مُدوَّر، وجعل لها أربعة أبوابٍ وبنى قصره والمسجد الجامع في وسطها، وسُرعان ما توسَّعت وكثر سكانها لتصبح حاضرة الخلافة لخمسة قرونٍ قادمةٍ ما خلا بضع سنواتٍ حين بنيت سُرَّ من رأى في عهد حفيده المُعتصم بالله. بنى المنصُور العديد من المُدُن وعلى الثُّغور مع الرُّوم والخزر، فبنى ملطية، والمُصَيْصَةَ، والرَّافقة، والمُحمَّدية وغيرها لحماية المُسلمين من غارَّات الرُّوم والخزر.
وُصف الخليفة المنصُور بأنه شديد التمسُّك بالدين، وقورًا وحسن الخلق في خلوته ومع أهله، بينما يتغير كليًا حين يخرج من خلوته، فلم يعرف العبث ولا المزاح، وخلا قصرُهُ من مظاهر الأبَّهة والغناء. كان المنصُور كريمًا في بعض المواطئ، إلا أن شُحه وحرصه على جني الأموال بهدف حماية دولة بني العبَّاس وازدهارها لاحقًا قد غلبت عليه عند بعض المُؤرخين. أحب المنصُور أهل العلم وأصحاب الحديث وقرَّبهم إليه، فالتقى أبا حنيفة النعمان، ومالك بن أنس، وعبد الرَّحمن الأوزاعي، وغيرهم ممن دُرِّس فقههم لينتشر في ربوع العالم الإسلامي لاحقًا.
عاصر المنصُور الكثير من الأحداث، فحكم نحو 22 عامًا، شهد فيها أشد المصاعب والفتن التي كادت لتضع حدًا للدَّولة العبَّاسية الوليدة، فتمكن من الحفاظ عليها وتقوية دعائمها، واستهلك ذلك من صحته وقوته خصوصًا عند كبر سنه، فأصيب بحرٍ شديد حينما أراد المسير لأداء الحج، ثم اشتد عليه المرض في بطنه، وتفاقمت عِلَّتُه بنزوله في نواحي مكَّة -ولم يكن قد حج بعد- ليتوفى في السَّادس من ذي الحجَّة سنة 158هـ / السَّادس من أكتوبر 775م ودُفن في مقبرة المعلاة. يُعد المنصُور المُؤسس الحقيقي للدَّولة العبَّاسية التي استمرت لخمسة قرونٍ فعليًا حتى سقوط بغداد سنة 656هـ / 1258م، وهو الجد الجامع للخُلفاء العبَّاسيين من بعده حتى زوال خلافة بني العبَّاس في القاهرة بسقوط راعيتِها الدَّولةِ المملوكيَّةِ سنة 922هـ / 1517م، في عهد آخر خُلفائها المُتوكِّل على الله الثَّالث.

## نشأته وتعليمه

### نسبه

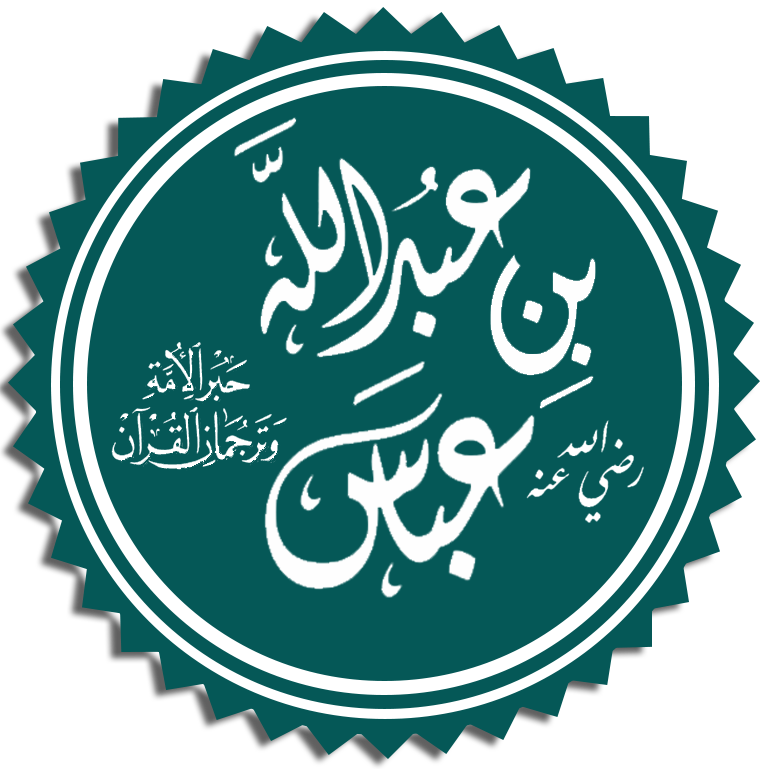
تخطيط باسم صحابيُّ النَّبي مُحمَّد، وابن عمِّه عبد الله بن عبَّاس، جد الخُلفاء العبَّاسيين.

هو عبد الله المنصور بن مُحمَّد بن علي بن عبد الله بن العبَّاس بن عبد المُطَّلب بن هاشم بن عبد مناف بن قُصي بن كِلاب بن مُرَّة بن كعب بن لؤي بن غالِب بن فهر بن مالك بن النَّضر بن كِنانة بن خُزَيمة بن مُدركة بن إلياس بن مضر بن نزار بن معد بن عدنان.
والدهُ هو الإمام مُحمَّد بن علي الحفيد المباشر للصَّحابي عبد الله بن عبَّاس، ويُصنف من التابعين، فقد كان عالمًا زاهدًا وأكبر أولاد أبيه علي بن عبد الله المعرُوف بالسَّجَّاد.
والدتُه أمُّ ولد تُدعى سلامة بنت بشير من قبيلة صنهاجة البربريَّة من مدينة نفزة في إفريقية. وقيل من مولدات البصرة. اشتراها مُحمَّد بن علي بعد جلبها من نفزة، فحظيت لديه، وولدت له عبد الله أبو جعفر، فأعتقها ثم تزوَّجها.

### ولادته
ولد عبد الله في شهر صفر سنة 95هـ / نوفمبر 713م على أصح الأقوال. ويُقال أنه ولد في ذي الحجَّة سنة 95هـ / سبتمبر 714م، أو في إحدى السنوات التالية 93 و94 و95هـ / 712 و713 و714م. وقيل بل ولد في سنة 101هـ / 720م.
أجمع معظم المُؤرخين أنه ولد في قرية صغيرة تُدعى الحُمَيْمَة، من بلاد البلقاء الواقعة في كورة الشراة من جند الأردن. وقيل بأنه ولد في إيذج قرب الأهواز. نُقل عن والدته سلامة قولها: «رأيتُ حين حملتُ به، كأنه خرج مني أسد فزأر، وأقعى على يديه، فما بقي أسد حتى جاء فسجد له».
أسماه والده عبد الله نتيجة وصيَّة من أبي هاشم إليه قائلًا عن نبوءة تداولها: «.. وأعلم أن صاحب هذا الأمر من ولدك عبد الله بن الحارثيَّة ثم عبد الله أخوه الذي أكبر منه»، مما جعل مُحمَّد بن علي يُطلق اسم عبد الله على كلا ولديه، إيمانًا منه بأن الخلافة ستؤول إلى أحدهما، وخوفًا من أن يموت أحدٌ منهما قبل تمام الأمر له، وبذلك يضمن ما تنبأت به الوصيَّة. عبد الله أبو جعفر هو الولد الثاني بعد أخيه غير الشَّقيق إبراهيم. ومن المُصادفات، أن ولادة أبو جعفر عبد الله جاءت في السنة التي توفي فيها الحجَّاج بن يوسف الثَّقفي والي العراق، وفي آخر خلافة الوليد بن عبد الملك الأموي (حكم 86-96هـ / 705-715م).

### طفولته

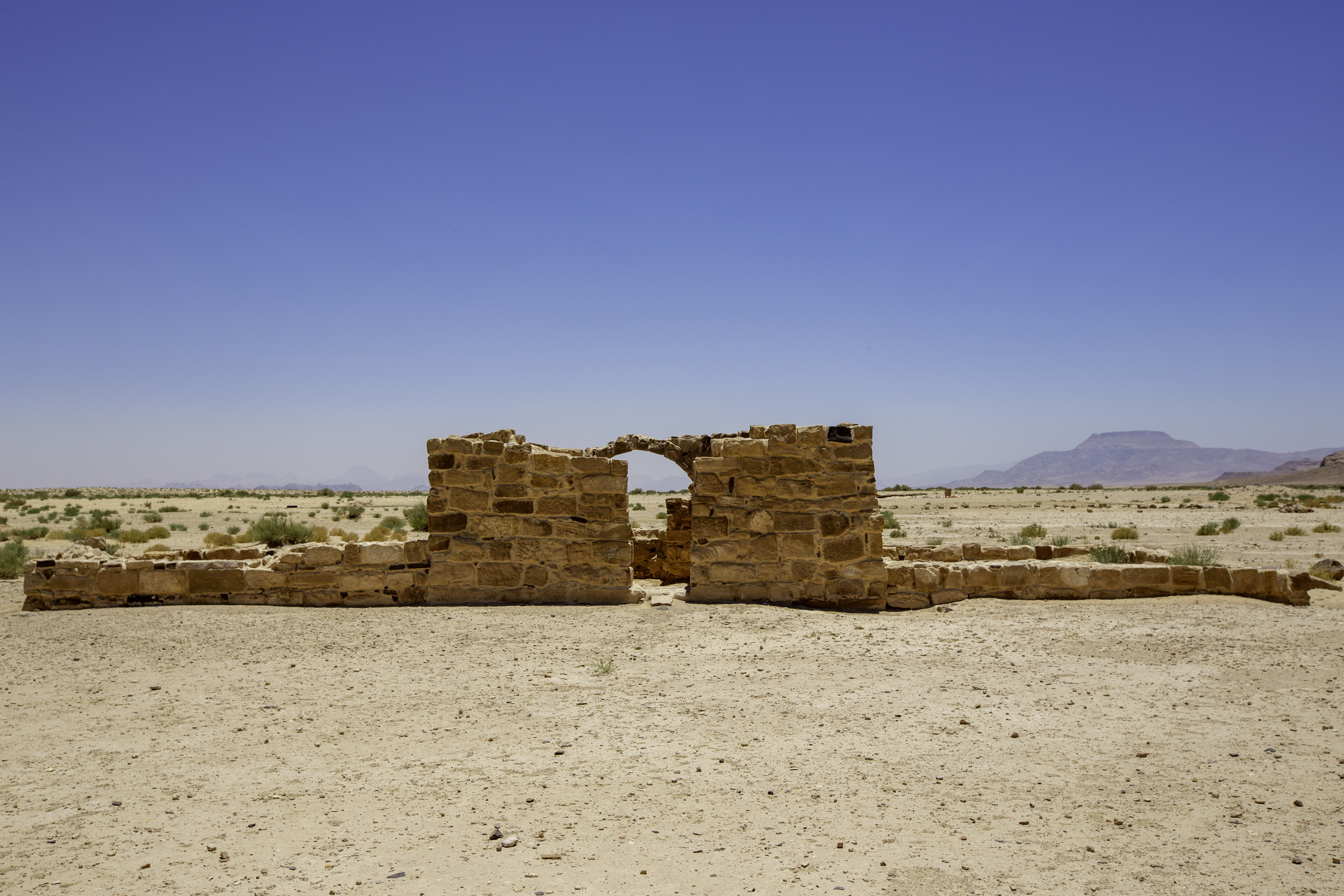
صورة من أطلال الحُميمة الأثريَّة، حيث عاش فيها بني العبَّاس قبيل انطلاق ثورتهم حتى تأسيس خلافتهم. (2013)

نشأ عبد الله والمعُروف حينها أبُو جعفر، في قريةٍ صغيرة تُدعى الحُمَيمة، لم يكن لها شأنٌ يُذكر فيما مضى، غير أن شهرتها زادت منذ نزول جده علي بن عبد الله بن عبَّاس فيها بقرار من الخليفة الأموي الوليد بن عبد الملك، ومنع خروجه منها باستثناء أدائه الحج. نمت الحميمة لتُصبح مقر بني العبَّاس، فازداد عيالهم وتكاثر نسلهم حتى ولد لعلي وحده نيف وعشرون ذكرًا. أصبحت الحميمة مركزًا مهمًا من مراكز الدَّعوة العبَّاسيَّة، فقد أخذ شأنها يزداد أهمية منذ انتقال الإمامة من أبي هاشم عبد الله بن مُحمَّد بن الحنفيَّة إلى مُحمَّد بن علي، والد أبو جعفر. رأى أبو جعفر في صباه منامًا ذكره لجلسائه حين تولى الخلافة، قائلًا: «رأيت كأني في المسجد الحرام وإذا رسُول الله صلَّ الله عليه وسلَّم في الكعبة والناس مجتمعون حولها، فخرج من عنده مناد فنادى: أين عبد الله؟ فقام أخي السَّفَّاح يتخطى الرجال حتى جاء باب الكعبة فأخذ بيده فأدخله إياها، فما لبث أن خرج ومعه لواء أسود. ثم نودي: أين عبد الله؟ فقمت أنا وعمي عبد الله بن علي نستبق، فسبقته إلى باب الكعبة فدخلتها، فإذا رسول الله صلَّى الله عليه وسلَّم وأبو بكر وعمر وبلال، فعقد لي لواء وأوصاني بأمته وعممني عمامة كورها ثلاثة وعشرون كورًا، وقال: خذها إليك أبا الخُلفاء إلى يوم القيامة». ويُفسر المنام بأنه شبيهًا بالوحي، ويُبين عدد السنوات التي حكمها الأخوين أبو العبَّاس وأبو جعفر، وأن عمَّهما عبد الله بن علي طلب الخلافة فلم يصل إليها. عُرف أبو جعفر ببعض الألقاب في صباه، مثل عبد الله الطَّويل كنايةً عن طوله بين أقرانه حينها، ومُدرك التُّراب، ومقلاص، وتعني النَّاقة التي تسمن في الصَّيف، وتهزل في الشتاء، وكذلك حال أبو جعفر فيهما.

### تعليمه

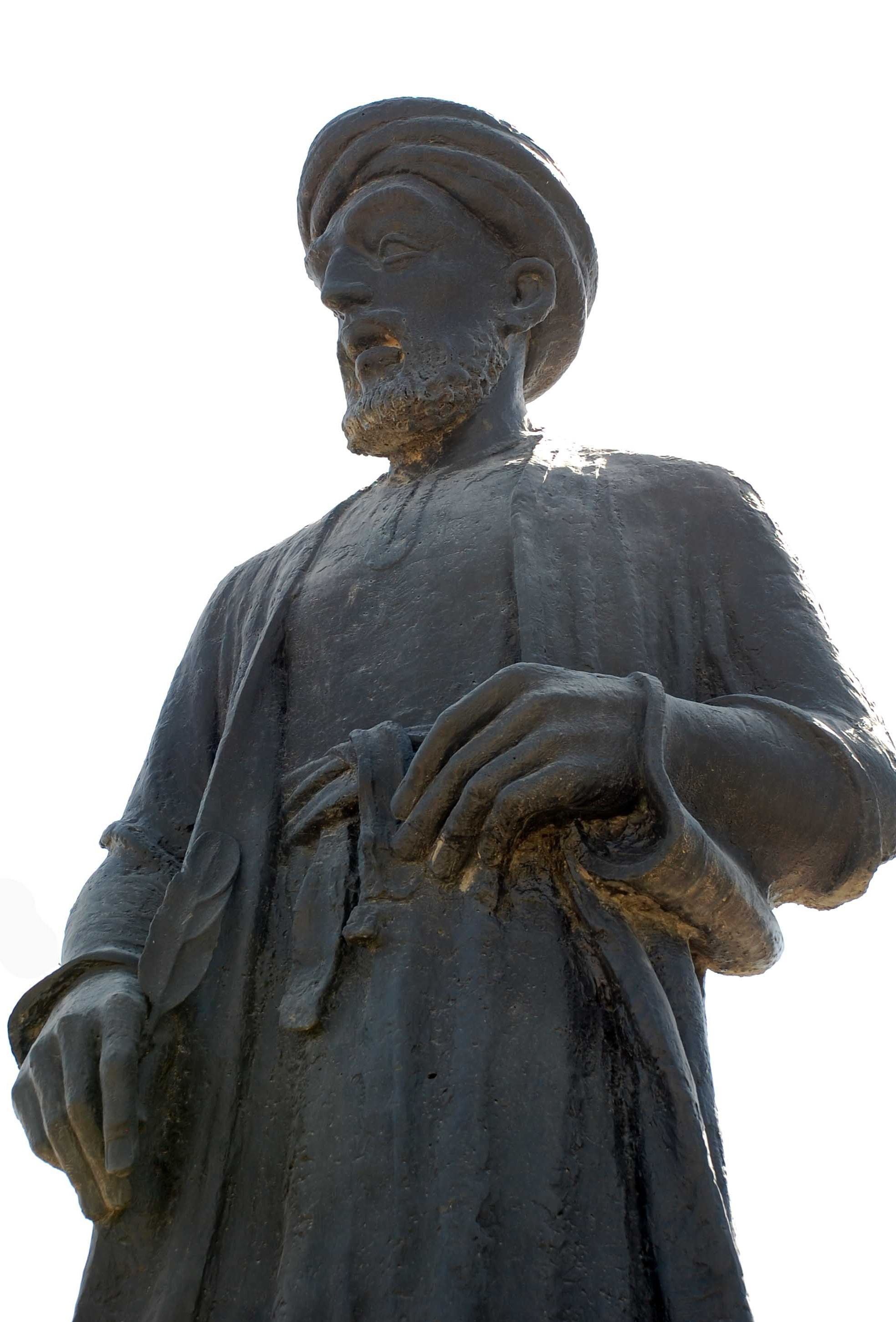
تمثال للعالم اللُّغوي وأستاذ أبو جعفر في صباه، الخليل بن أحمد الفراهيدي في مدينة البصرة. (2011)

درس أبو جعفر في أيام نشأته وصباه حتى شبابه، علومًا مُهمة ساهمت في تكوين شخصيِّته، منها علم النَّحو، واللُّغة العربيَّة، والتَّاريخ، فألم بسير السلف من المُلوك والأمراء، لتنمو ذاكرته وتتسع مداركه. شبَّ أبو جعفر في صباه صحيح البنية، نشيط الحركة، حاد الذكاء وسريع الفهم، ميالًا لطلب العلم. أولى أبو جعفر اهتمامًا في الأمور الدينيَّة، فقرأ القُرآن الكريم وتفهَّم معانيه، وسمع الأحاديث النَّبويَّة ورواها عن أبيه وجده، ثم تعلَّم السُّنن، وتعمَّق في الفُقه لاستنباط الأحكام والشَّرائع، وذلك طبيعي بحسب خلفيته العائليَّة، فهو ينتمي لأهل دينٍ وورع وتقوى. قال ابن سعد في طبقاته حول خلفية أبو جعفر الأسريَّة: «لقد أفضت الخلافة إليهم (للعبَّاسيين) وما في الأرض أحد أكثر قارئًا للقُرآن ولا أفضل عابدًا وناسكًا منهم بالحميمة». حفظ أبو جعفر الكثير من الخُطب البليغة، والقصائد المُعبرة من شعر العرب فسمع بعضًا من قصصهم، لينشأ فصيح اللِّسان، بليغُ الكلام. وتنقَّل في سبيل المعرفة، باتجاه مدن عديدة اشتهرت بالعِلم، مثل البصرة، والكوفة، والموصل، فحضر حلقات الدراسة في الأدب والفُقه لعددٍ من كبار العُلماء والفقهاء، مثل العالم اللُّغوي الخليل بن أحمد الفراهيدي، والأديب النَّحوي يونس بن حبيب، والمُحدث أزهر بن حبيب السمان، وغيرهم. وله إلمام في علم الفلك والنُّجوم.

## حياته ونشاطه في الدَّعوة
شهد أبو جعفر أحداث الضَّعف التي دبَّت في أنحاء الخلافة الأمويَّة في عهد آخر خُلفائها الأقوياء، هشام بن عبد الملك (حكم 105-125هـ / 724-743م)، فقد تمكن البربر من الاستقلال في المغربان الأوسط والأقصى وخرجوا عن سيطرة دولة الخلافة، وبعد وفاة هشام، بُويع ابن أخيه الوليد بن يزيد (حكم 125-126هـ / 743-744م) للخلافة من بعده، غير أن سوء سيرته وفساد حُكمه، أفضى لخلعه وقتله بعد انقلاب ابن عمِّه يزيد بن الوليد في 28 جُمادى الآخرة سنة 126هـ / 16 أبريل 744م، فثار أهل حمص، وتمرَّد أهالي فلسطين والأردن في نفس السنة، وبدأت البلاد تواجه ضعفًا متزايدًا وانقسامًا واسعًا في أنحائها. لم يدم حكم يزيد للخلافة ولم تطل أيامه، فقد تُوفي بعد ستة شهور، ليخلفه أخوه إبراهيم في الحكم، غير أن الأخير لم يحظى بالخلافة سوى لبضعة أسابيع، فقد زحف قريبه مروان بن محمَّد (حكم 127-132هـ / 744-750م) على رأس جيشٍ كبير نحو دمشق تمكن فيها من خلع ابن عمه إبراهيم، ليبايع للخلافة في سنة 127هـ / 744م، مواجهًا ثوراتٍ عديدة وأزمات مُتراكمة، مُنتقلًا إلى حرَّان.

### بداية الدَّعوة وتطوُّر أحوالها

تخطيط باسم والد أبو جعفر، الإمام محمَّد بن علي بن عبد الله بن العبَّاس بن عبد المُطَّلب، صاحب الدَّعوة والنَّاهض بها.

كان علي بن عبد الله بن عبَّاس (40 حتى 118هـ / 660 - 736م) من المشهورين بالزُّهد والتعبُّد مما زاد من حُب الناس له حتى لُقب بالسجَّاد، إلا أنه اصطدم بالخليفة الوليد بن عبد الملك (حكم 86-96هـ / 705-715م) لسببين، الأول لقوله بأن الخلافة ستؤول لذُريته أمام العامَّة، قائلًا: «إي والله لتكونن الخلافة في ولدي، ولا تزال فيهم إلى أن يأتيهم العلج من خُراسان فينزعها منهم»، وفي مناسبة أخرى: «والله ليكونن فيهم حتى يملكهم عبيدهم الصغار العيون، العراض الوجوه، الذين كأن وجوههم المجانُّ المطرقة»، والسبب الآخر زواجه من لبابة بنت عبد الله بن جعفر بن أبي طالب، وهي ابنة عمٍ هاشميَّة له، في حين كانت طليقة والد الخليفة، عبد الملك بن مروان (حكم 65-86هـ / 685-705م)، لتثير تلك الأسباب غضب الوليد، فجلده مُتهمًا إياه بأنه يريد الحط من أولاد خُلفاء بني أميَّة بزواجه منها، ولعلَّ السبب الأهم، تصريحه علنًا بأن الخلافة ستؤول إلى أولاده، ويحلف بالله على ذلك، الأمر الذي جعل الوليد يأمر بجلده والطواف به على جمل وجسده مما يلي جسد البعير من الخلف، مُشهرًا به ومُنادى بكذبه، لأن تحقُّق كلامه قد يؤدي للإطاحة بحكم بني أميَّة حتى وإن كانت مجرد أقوال عابرة.

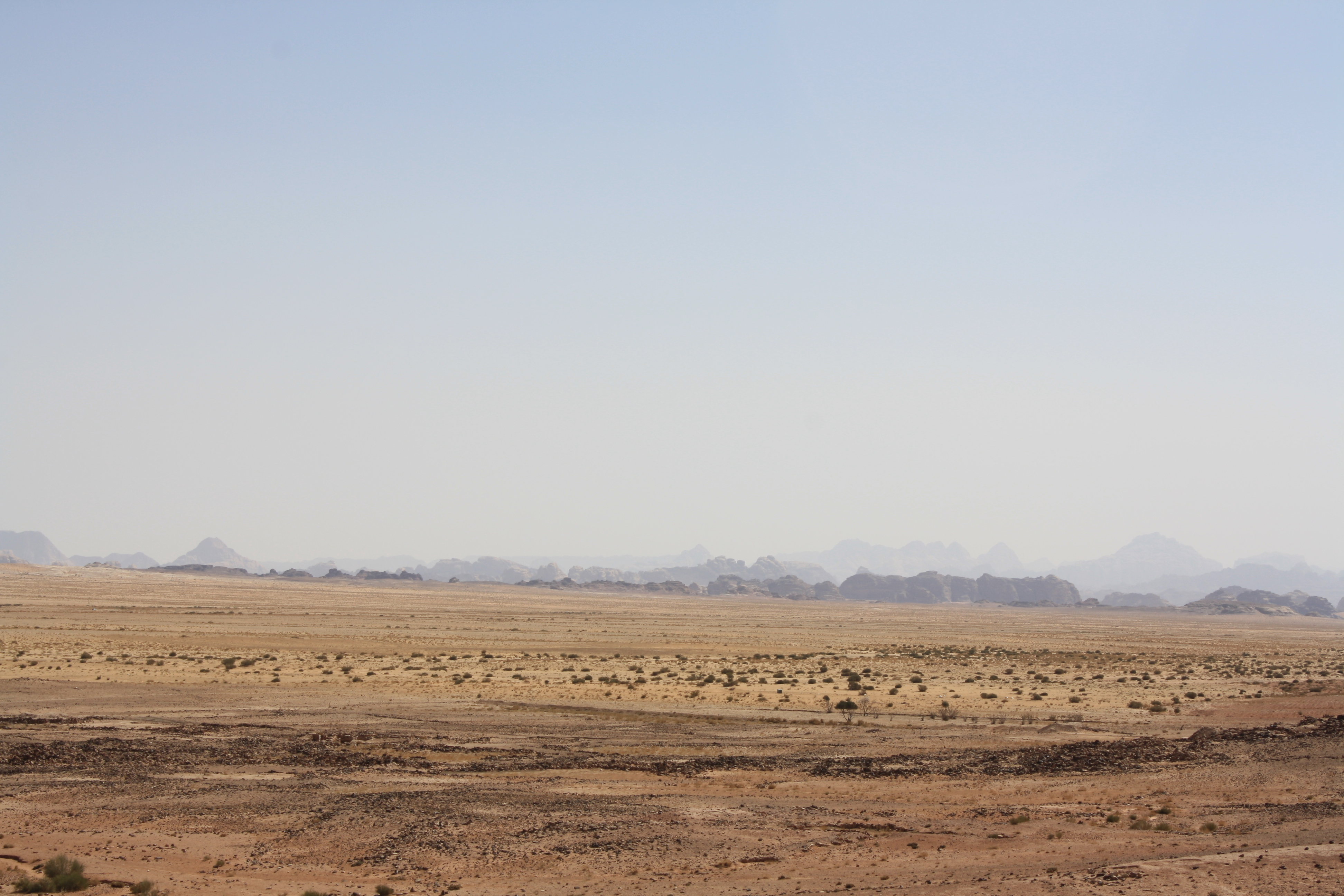
صورة مُعاصرة من جنوب منطقة الحُمَيمة التي أقطعها الخليفة الأموي هشام بن عبد الملك، لعلي بن عبد الله العبَّاسي وعياله بهدف مراقبتهم (تقع في قضاء القويرة التابعة لمُحافظة العقبة في المملكة الأردنيَّة الهاشميَّة المُعاصرة) (2010)

في خطوة لاحتواء خطر بني العبَّاس، قرر الخليفة هشام بن عبد الملك (حكم 105-125هـ / 724-743م) قطع أرض الحميمة من جند الشَّراة لعلي بن عبد الله وأولاده للسكن بها، بهدف إبقائهم تحت المُراقبة ومنعه من تكوين الأتباع، فضلًا عن الحفاظ عليهم قريبين من العاصمة دمشق إذا بدرت منهم الأخطار، فقد بلغ عدد أولاد علي لوحده نحو عشرين ذكرًا. توفي علي بن عبد الله في الحُمَيمة سنة 118هـ / 736م.
بدأت الدَّعوة العبَّاسيَّة السريَّة من قبل مُحمَّد بن علي بعد انتقال إمامة الكيسانيَّة إليه من قريبه أبُو هاشم عبد الله بن مُحمَّد بن علي بن أبي طالب اثر وفاته بالسُّم بأوامر من الخليفة سليمان بن عبد الملك سنة 98هـ / 717م. تمكن مُحمَّد بن علي من تنظيم أمور الدعوة وتطويرها وإرسال الدُّعاة والنُّقباء إلى مُختلف الأمصار، بهدف التبشير بالخلاص من بني أميَّة، ومع ذلك، رجلًا بصيرًا ذو علمٍ بالنَّبوءات قائلًا: «لنا ثلاثة أوقات، موت يزيد بن معاوية، ورأس المئة، وفتق بإفريقيا، فعند ذلك يدعو لنا دُعاة، ثم يقبل أنصارنا من المشرق حتى ترد خيولهم المغرب». وبالفعل، فقد تحققت أول إشارة قبل إمامة مُحمَّد بن علي، في حين تحقَّقت الإشارة الثانية في زمنه بعد قُتل الوالي الأموي يزيد بن أبي مسلم الثقفي في إفريقية سنة 102هـ / 720م، ثم الإشارة الثالثة حين خرج البربر في ثورةٍ عارمة أدَّت لخروج المغربان الأوسط والأقصى عن طاعة بني أميَّة بين عامي 122 و125هـ / 739 و743م. وحين وجد الإمام مُحمَّد أن علامات النَّبوءة تحقَّقت، بعث بالدُّعاة إلى الكوفة، وخُراسان بهدف العمل على استقطاب المُناصرين والتبشير بالخلاص من الحُكم الأموي، لصالح خلافة من آل النَّبي مُحمَّد، وأخذ البيعة باسم الإمام المجهول من آل النبي دون تحديد هويته. لم يعرف اسم الإمام إلا كبير الدُّعاة في الكوفة وخُراسان وعدد محدود لا يتجاوز أصابع اليد. قامت الدَّعوة العبَّاسية على مبدأ حركة سياسيَّة إصلاحيَّة ترى في تولي آل البيت للخلافة سبيلًا لإنهاء الظُّلم والانحرافات لدى الأمويين، لا على أنها دعوة دينيَّة تُمثل مذهبًا عقديًا يجعل استحقاق آل البيت بالخلافة واجبًا دينيًا كالفرق الإسلاميَّة التي ظهرت بين أتباع العلويُّون عُرفت بالتشيُّع العقائدي لاحقًا، إذ عُرف عن الإمام مُحمَّد وبكير بن ماهان وسليمان بن كثير الخزاعي، وغيرهم من النُّقباء والدُّعاة تبنيهم مفهوم أهل السُّنة والجماعة كعقيدة.

### نشاطهُ في الدَّعوة العبَّاسية
كبر أبو جعفر واشتد ساعده، ونال حظًا وافرًا من العلم والمعرفة وقوة الشخصيَّة، ورأى والده منه ما يسرُّه، أفضى إليه بأسرار الدَّعوة، فتشرَّب مبادئها، واستوعب أهدافها وأدرك خطورة الدور السياسي المُلقى على عاتق والده خصوصًا، والعائلة عمومًا. أصبح أبو جعفر أحد دُعاة الحركة، واعتمد عليه والده على الرُّغم من صغر سنه، ليصبح داعية مُتجولًا، فشدَّ الرحال، وأخذ يجوب الأمصار والبلدان، ويتصل بالدُّعاة والأعوان. تعرَّف أبو جعفر على أمور الدعوة وما آلت إليه وعلى خطير ما تهدُف إليه، فعرَّكته الأيام وازداد خبرة واطلاعًا بأحوال الناس. وحين أصبح في الثامنة عشرة من عمره، سافر إلى الموصل في رحلة استطلاعيَّة على أحوال الدعوة سنة 113هـ / 731م، واتصل بواليها الحر بن يوسف، فوصله وشكر له أبو جعفر وصاله، ثم عاد إلى الحميمة.

### هروبه من الأمويين وتنقُّلاته في السَّواد

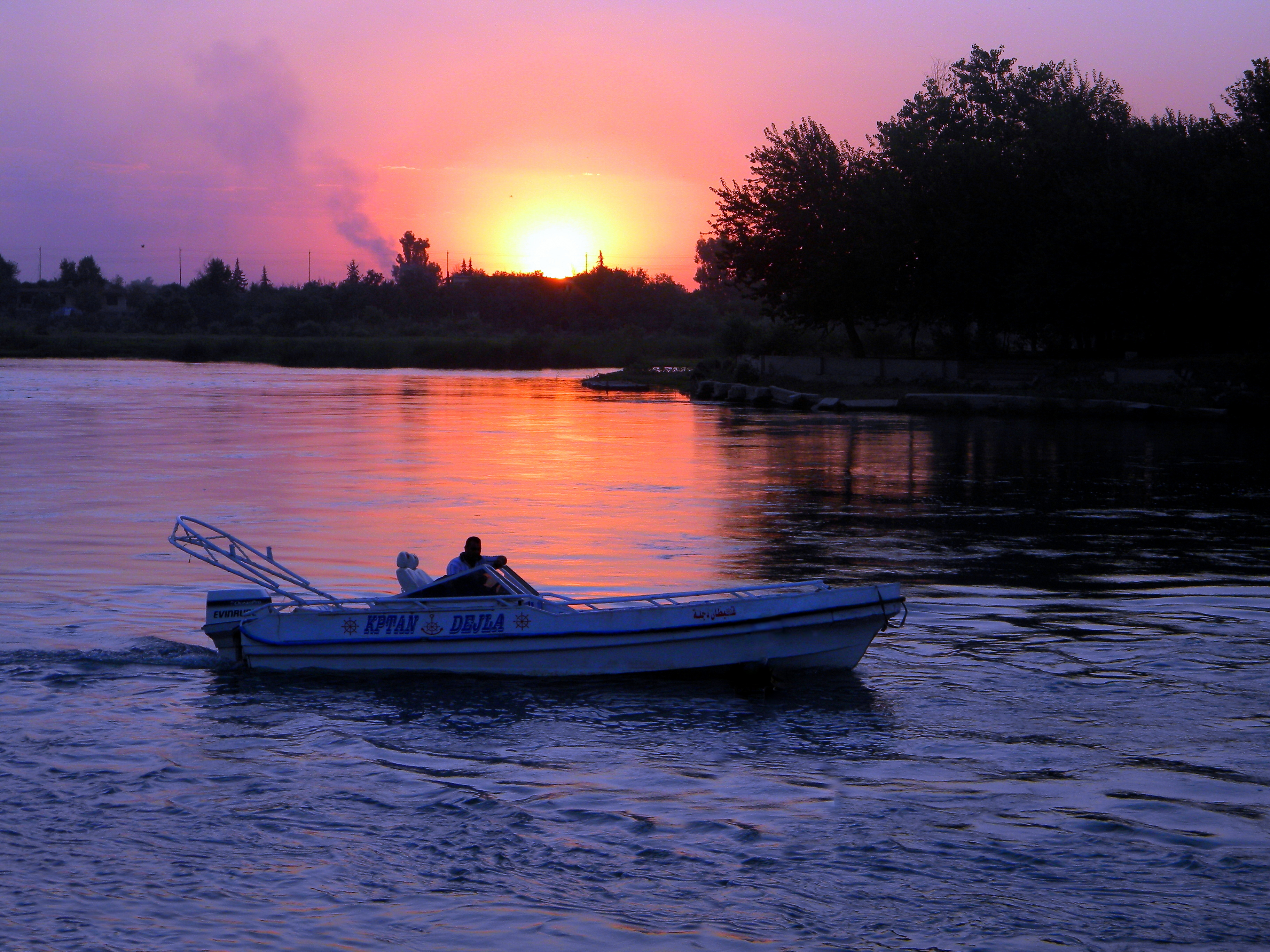
عمل أبو جعفر في شبابه ملاحًا فترة في الموصل، مُتخفيًا عن أعين السُّلطات الأمويَّة. صورة حديثة لقاربٍ صغير، عابرًا منطقة غابات الموصل. (2014)

بعد عودته إلى الحميمة، وجد أبو جعفر نفسه في ضائقة ماليَّة، فهداه تفكيره للعمل في بعض الأعمال، وربما لصرف الأنظار عن نشاطه السياسي، فاضطَّر وربما عن قصد، أن يعمل مع بعض ولاة بني أميَّة، فعمل في وظيفة شرطي لدى الوالي خالد بن عبد الله القسري براتب شهري مقداره 68 درهمًا، وعمره آنذاك لا يتعدى العشرون عامًا، أي بحدود سنة 115هـ / 733م. وعلى الرُّغم من قلة المعلومات حول مدة عمله، فإنه من المُؤكد أنه نشط بالدعوة، فجلب بنشاطه وتحرُّكاته الأنظار إليه، فارتاب الأمويُّون من تصرفاته، خاصةً أنهم وضعوا بني العبَّاس تحت رقابة مُكثَّفة. خشي أبو جعفر انكشاف أمره، ظانًا بنفسه أن يناله مكروه، فسافر متنكرًا إلى بلاد الجزيرة، وتسلَّل بين العيون والأرصاد، حتى وصل الموصل للمرة الثانية، فاستقر بها واشتغل مع ملاحيها في مدادي السُّفن مُتسترًا عن حاله.

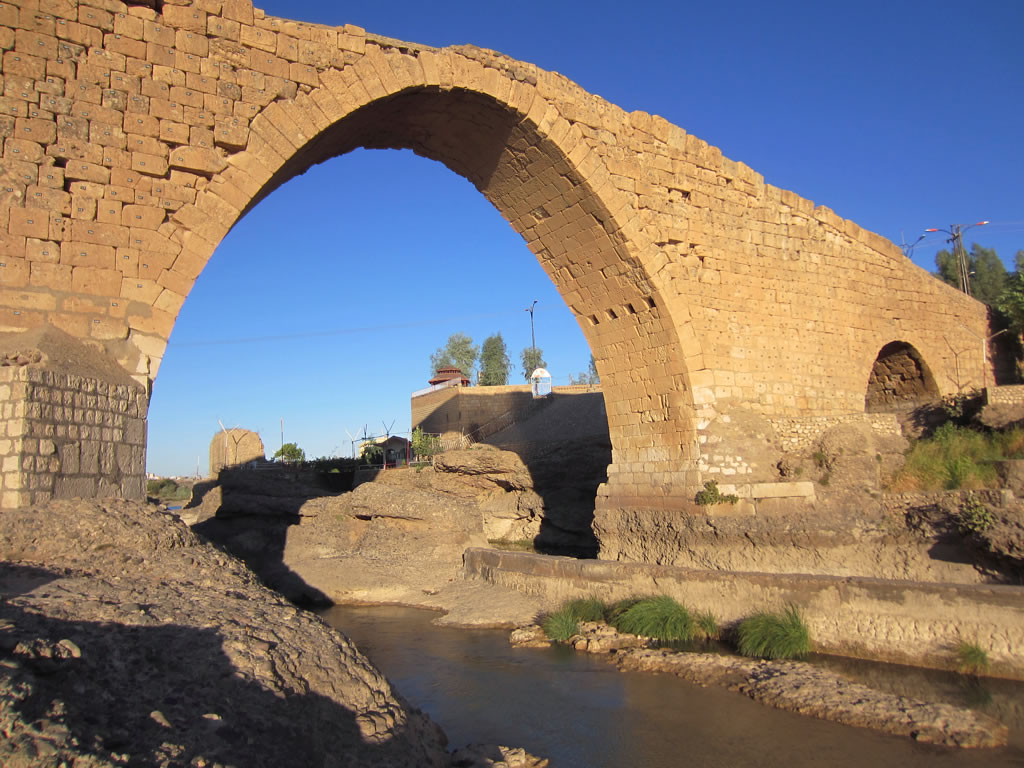
جسر دلال أو الجسر العبَّاسي في زاخو، شمال العراق المُعاصر. يُعتقد أن الجسر بُني في العصر الرُّوماني، في حين يعود الهيكل الحالي للعصر العبَّاسي. (2011)

وفي تلك الفترة، التقى بامرأة كرديَّة، وقيل أزديَّة، فوعدها ومنَّاها وأخبرها بأنه من أهل بيتٍ شرف، مُخفيًا هويته عنها، حتى قبلت به وتزوجها. بعد حملها بطفلهما، أخبرها أبو جعفر بنفسه قائلًا: «هذه رقعة مختومة عندك لا تفتحيها حتى تضعي ما في بطنك، فإن ولدت ابنًا فسميه جعفرًا وكنيه أبا عبد الله، وإن ولدت بنتًا فسميها فلانه، وأنا عبد الله بن محمد بن علي بن عبد الله بن عباس بن عبد المطلب، فاستري أمري، فإنا قومٌ مطلوبون والسُّلطان إلينا سريع»، فودَّعها وخرج نحو الكوفة. وبعد أن ولدت الطفل، سمته جعفرًا، وعرف لاحقًا بابن الكرديَّة.
وصل أبو جعفر مدينة الكوفة، إلا أنه لم يمكث فيها طويلًا بسبب الرَّقابة الأمويَّة الشديدة على المدينة المُضطربة أحوالها، فعاد إلى مقر عائلته الحميمة. قرر والده الإمام محمَّد انتدابه نحو مدينة البصرة، في الجنوب من أرض السَّواد، داعيًا ومُستكشفًا أحوال الناس، فوصلها واستقرَّ فيها، واتصل بأهم علمائها البارزين مثل الخليل بن أحمد الفراهيدي، ويونس بن حبيب، و وطَّد صداقة مع عمرو بن عبيد الزَّاهد، وحضر الكثير من حلقات المُحدِّث أزهر بن سعد السمان. وبعد فترة من وجوده، عاد أدراجه إلى الحميمة، وقدم لوالده تقريرًا شاملًا، ناقلًا إليه وضع الأهالي وخصوصًا الموالي وما هم عليه من التذمُّر والسخط تجاه الحكم الأموي، خاصة أثناء مرورها في فترة حرجة من تاريخها، فاستبشر أبوه بذلك خيرًا، وجهَّزه للمُهمة القادمة.

### مهمته إلى إفريقية وزواجه من الحِميَريَّة

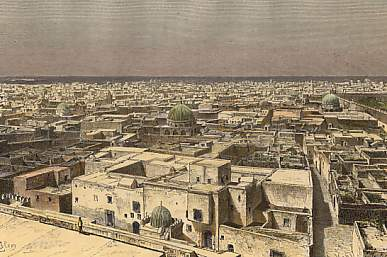
رسمةٌ قديمة لمدينة القيروان، عاصمة ولاية إفريقية التي زارها أبو جعفر في أواخر سنة 123هـ / أواخر 741م. (1886)

بعد إعجاب والده بنشاطه وقدرته على التناغم مع الأحداث في العراق، قرر انتداب أبو جعفر دونًا عن سائر إخوانه للسفر إلى إفريقية (تونس المُعاصرة) لجلب ابنة أحد أقاربه الذين توفوا لرعايتها، وهي فرصة لأبو جعفر للتخفي عن الأرصاد الأمويَّة المُكثَّفة في قلب دولة الخلافة، ودراسة وضع الأهالي على طول الطريق، وربما يتمكن من نشر الدعوة وجمع المؤيدين والأنصار. يرى الباحث العراقي حسن العاني، أن اختيار أبو جعفر مقصودًا لخبرته الواسعة في التنقُّل ومخالطة الناس، بالإضافة لكون والدته سلامة بنت بشير من إفريقية، مما سيجعل مهمته أقل صعوبةً لوجود أخواله فيها.
وصل أبو جعفر إلى مدينة القيروان في أواخر سنة 123هـ / أواخر 741م، التقى فيها بأُم مُوسى بنت منصور الحِميَريَّة، من عائلة يمانيَّة نبيلة استقرَّت في القيروان، وأرملة قريبه المتوفي من ذرية عبيد الله بن العبَّاس، فأحبَّها أبو جعفر وتزوَّجها، وعمره نحو 28 عامًا، لتُنجب له جعفر الأكبر ومُحمَّد المهدي لاحقًا. لم تكن مهمة أبو جعفر سهلة، فقد علمت الأرصاد الأمويَّة بوجوده وحاولت إلقاء القبض عليه، ليُفلت منهم بعد تخفيه في قصر عمِّه منصور الحِميَري. يعتقد الباحث العاني، أن أبو جعفر تواصل بعائلة الفهري السَّاخطة على الحكم الأموي خلال وجوده في إفريقية، وخاصةً بعبد الرحمن بن حبيب الفهري اثر مقتل أبيه حبيب بن أبي عبيدة بيد الخوارج في سنة 123هـ / 741م، وهذا ما يُفسر طاعة ابن حبيب لاحقًا لخلافة بني العبَّاس حين تأسَّست حتى تغيَّر كل شيء بينهما في خلافة أبو جعفر.

### عودته إلى الحميمة ولقائه الخليفة هشام

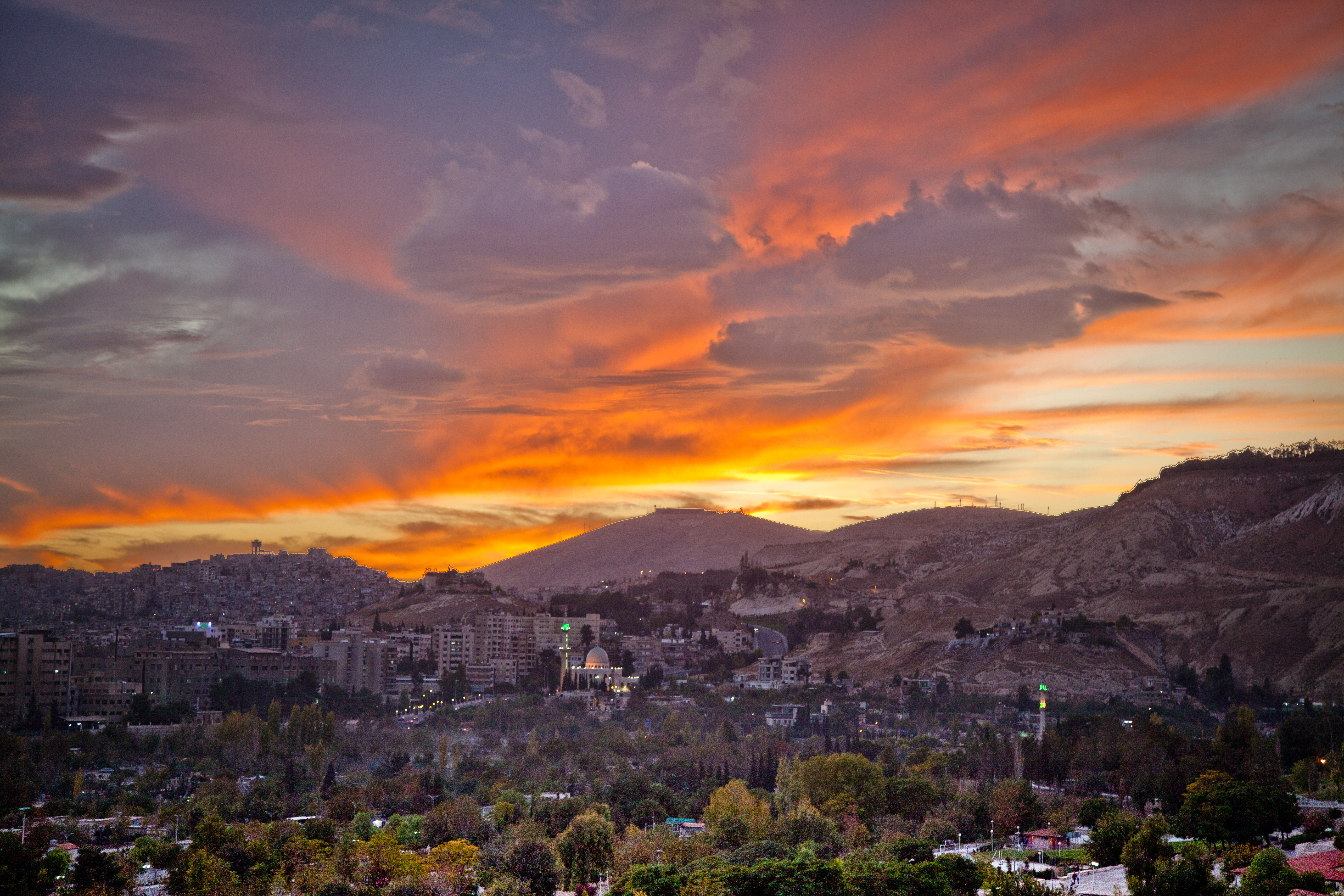
صورة حديثة لمدينة دمشق، والتي زارها أبو جعفر ثلاث مرات في حياته، اثنان منهما قبل خلافته. (2011)

بعد انتهاء مهمة أبو جعفر القيروان، قرر الرحيل عنها خوفًا من القبض عليه إذا طال مقامه، فعاد أدراجه إلى الحميمة بعد شهور من ارتحاله. وجد أبو جعفر أهله في ضائقة ماليَّة شديدة حلَّت عليهم، وأبوه الإمام بلغ من الكبر عتيًا، فضلًا عن ابتعاد الكثير من الناس عن زيارة بني العبَّاس خوفًا من اتهامهم بموالاتهم من عيون السُّلطات الأمويَّة. أجبرت سوء الأحوال الإمام محمَّد على شد الرحال باتجاه دمشق حاضرة الخلافة سنة 124هـ / 742م، مع ولديه أبي العبَّاس، وأبي جعفر، لزيارة الخليفة هشام بن عبد الملك.

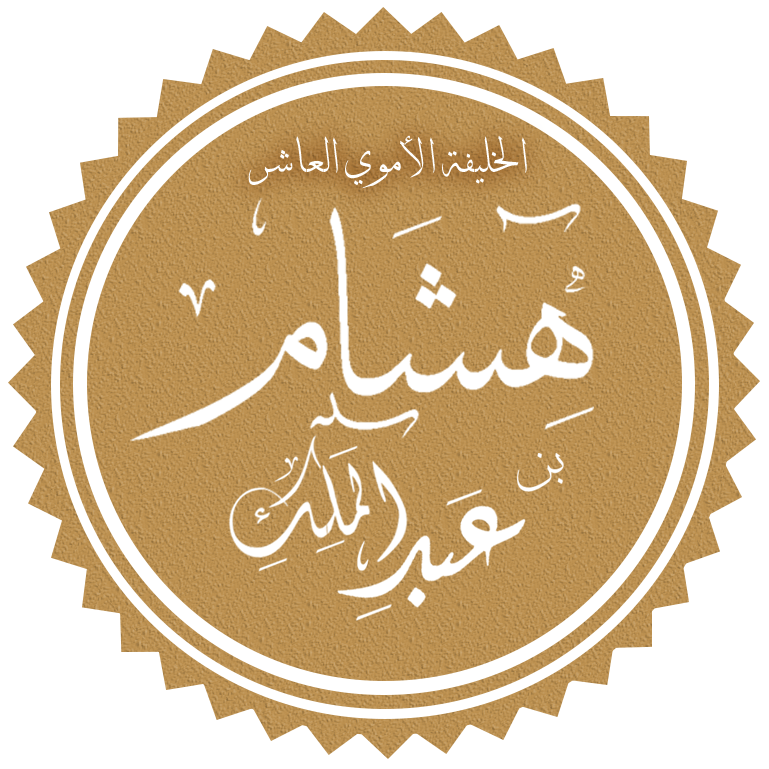
تخطيط باسم الخليفة هشام بن عبد الملك (حكم 724-743م)

تضاربت الروايات حول تفاصيل لقاء الإمام محمَّد بالخليفة هشام، فالرواية الأولى تقول أن الإمام محمَّد دخل متكئًا على ولديه وقد غشي بصره إلى مجلس الخليفة، فسلَّم عليه غير أن الخليفة لم يأذن له في الجلوس، وسأله عن حاجته، فذكر الإمام قرابتهُ منه في عبد مناف وذكر حاجته، فبادره الخليفة قائلًا: «ما هذا الذي بلغني عنكم يا بني العبَّاس، ثم يأتي أحدكم وهو يرى أنه أحق بما في أيدينا منا، والله لا أعطيتك شيئًا» وحين هم الإمام محمد للخروج خائبًا، قال الخليفة مُستهزئًا: «إن هذا الشيخ ليرى أن هذا الأمر سيكون لولديه هذين أو لأحدهما»، فالتفت إليه الإمام وقال: «أما والله إني أرى ذلك على رغم من رغم» فضحك هشام وخرجوا من عنده.
في حين تشير الرواية الثانية بما يشبه الأولى، غير أن الخليفة هشام قال: «انتظر ابن الحارثيَّة»، ويقصد ولده إذا تمكن من الوصول للخلافة، ولم يعطه شيئًا. بينما تشير الرواية الثالثة، أن الإمام جاء إليه وسلَّم عليه، فأوسع له الخليفة في سريره، ثم سأله عن حاجته، فشكى الإمام ديونًا عليه بثلاثين ألف درهم، فأمر الخليفة بقضائها، وأوصاه خيرًا بابنيه، ففعل وشكره الإمام ثم حين همَّ بالمُغادرة، قال الخليفة لأصحابه: «إن هذا الشيخ قد اختلَّ وأسنَّ وخلط فصار يقول إن هذا الأمر سينتقل إلى ولده»، فسمع الإمام ذلك والتفت إليه قائلًا: «والله ليكونن ذاك، وليملكنَّ هذان»، في ختام مُشابه للرواية الأولى. وعلى أية حال، فقد تركت تلك الحادثة أثرًا سيئًا في نفس أبي العبَّاس وأخوه أبو جعفر من سخرية الخليفة لكبر والدهما، ومع ذلك، فإنها هيئت لهما الفرصة للتعرف على البلاط الأموي عن قرب.

### تولي أخيه إبراهيم شؤون الدعوة

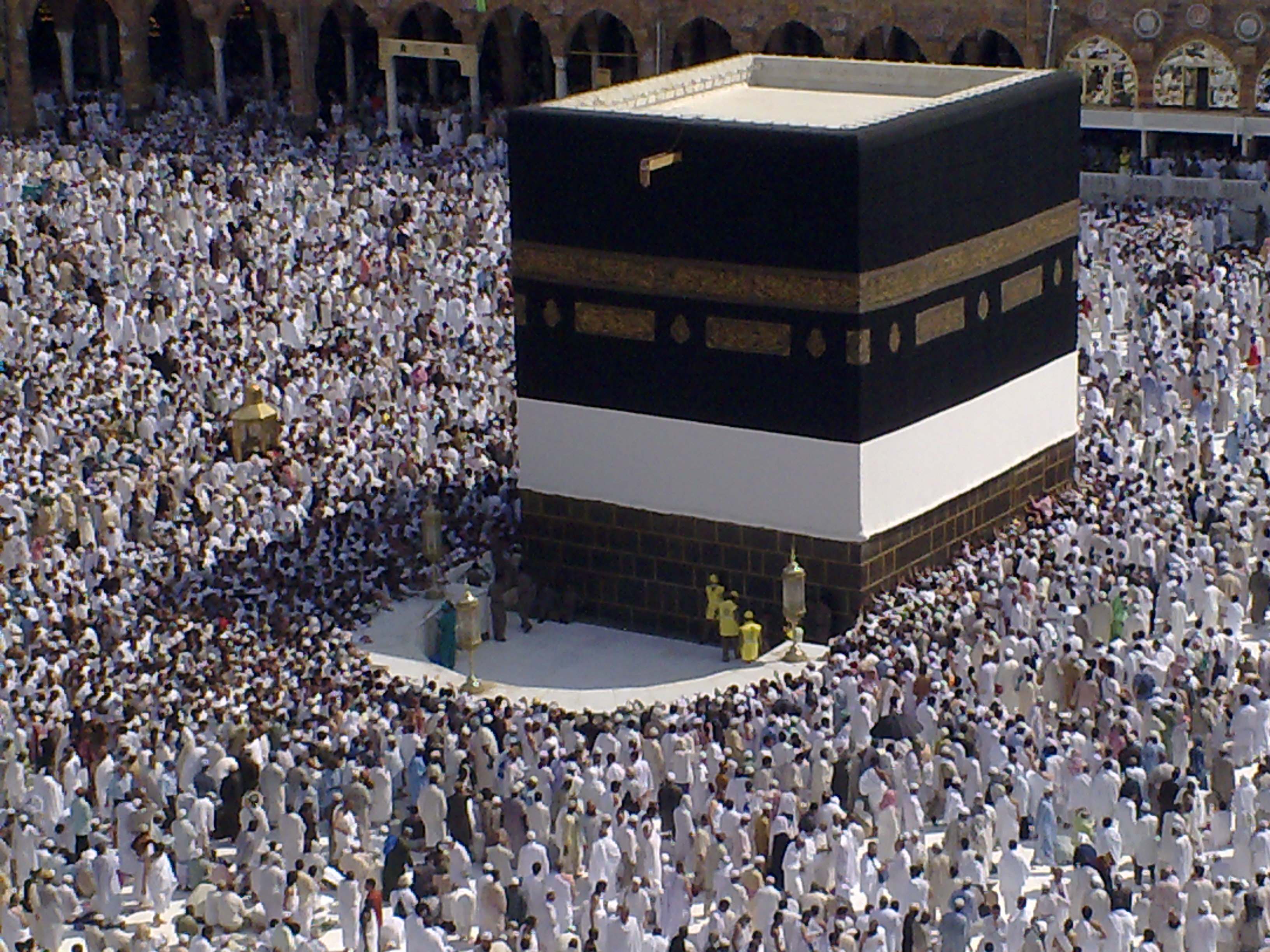
أدَّى أبو جعفر شعائر الحج في العديد من السنوات قبل وبعد خلافته. صُورة حديثة تُظهر توافد جُموع الحُجَّاج من مُختلف الأعراق والألوان والجنسيَّات في الكعبة المُشرَّفة لإقامة شعائر الحج. (2009)

تُوفي الإمام محمَّد بن علي في الحميمة سنة 124هـ / 742م، مُوصيًا أهل الدَّعوة باتباع ابنه إبراهيم خلفًا له، وأبو جعفر في الثلاثين من عمره، ومع أن وفاته قد آلمته، إلا أنه لم يتقاعس عن الاستمرار في خدمة الدَّعوة وأهدافها، لأن مصلحتها تقتضي بالضرورة تجاوزها بكل ما تحويه، فاندفع يعمل تحت إمرة أخيه الأكبر إبراهيم، فعرف الكثير من أسرار الدعوة وأحوال الدُّعاة، في حين أن أخوهما يحيى لم يحظى بمعرفة أمور الدَّعوة لعدم اطمئنان إبراهيم إليه، ونبَّه أتباعه حول قلة عقله وخفة رأيه.

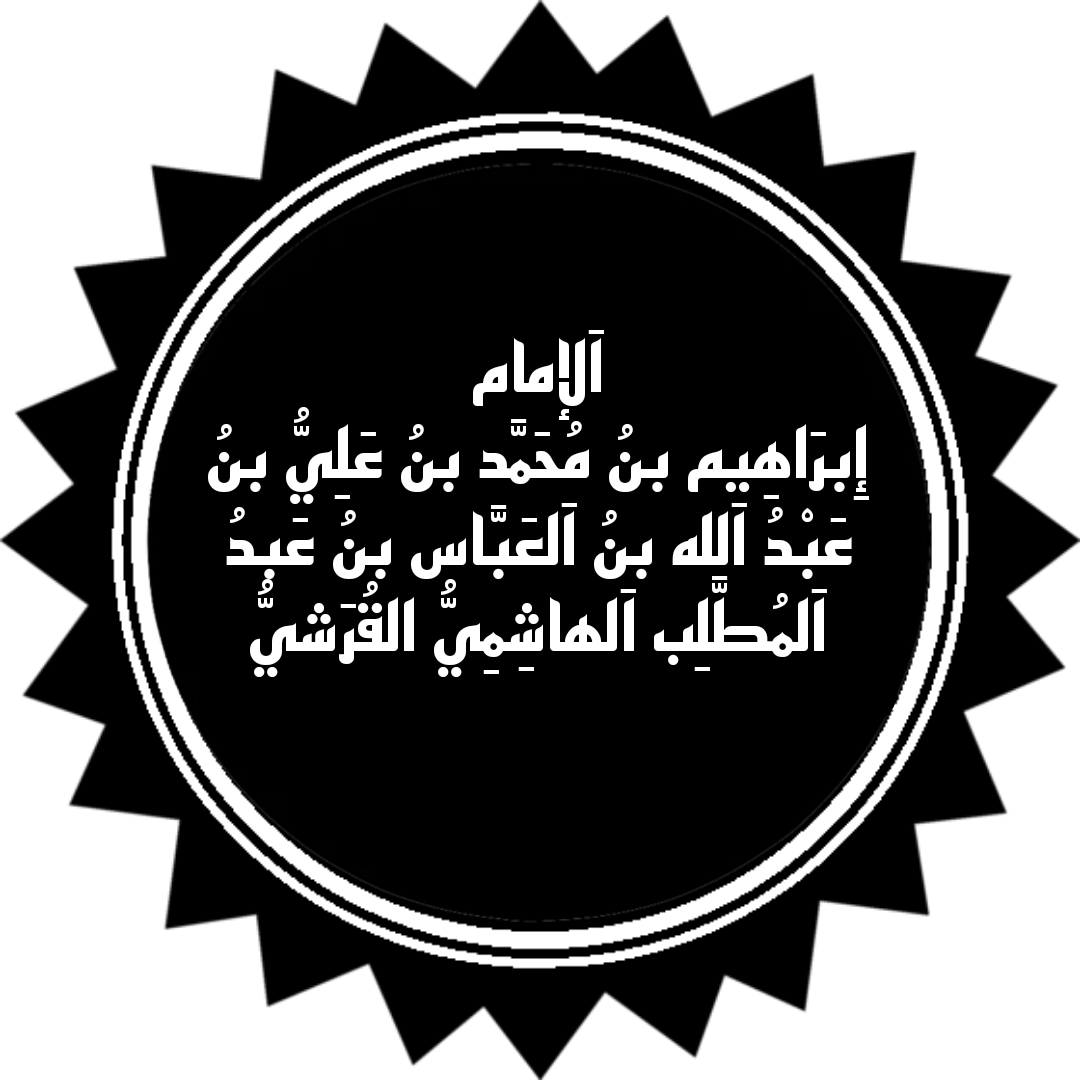
تخطيط بالسَّواد لإبراهيم الإمام، مُتوليًا الإمامة خلفًا لأبيه.

توجَّه أبو جعفر لأداء شعائر الحج في مدينة مكَّة سنة 125هـ / أكتوبر 743م، والتقى بشبيب بن شيبة التَّميمي، والذي أعجب بأبو جعفر واهتم لخدمته في ساحة الحرم، فعرَّفه أبو جعفر عن نفسه بعد شعوره اطمئنانه إليه، ودار بينهما حديثٌ طويل حول الدعوة ومآلها، وأن الدولة المنتظرة سيطلع شمسها ويظهر الخير بها، ومما قاله أبي جعفر: «فأما أنصار دولتنا ونقباء شيعتنا وأمراء جيوشنا، فهم ومواليهم معنا، فإذا وضعت الحرب أوزارها صفحنا للمحسن عن المسيء، ووهب للرجل قومه ومن اتصل بأسبابه فتذهب المثابرة وتخمد الفتنة وتطمئن القلوب» فأعجب به شبيب واستحسن كلامه ودعا له بالخير.
يُعلق الباحث العراقي فاضل العاني على الحديث الدائر قائلًا: «يتضح من هذه المحاورة أن الناس لم تكن غافلة عما يجري في الخفاء من الدعوة لبني العبَّاس، بل كانت هناك مؤشرات ودلائل، تؤكد قرب أفول نجم بني أميَّة، وبزوغ أمر بني العبَّاس، بعد أن عمَّت دعوتهم الأمصار، واستجاب لها الكثير من سكانها». ويظهر في هذه الأوقات، أن أبو جعفر أصبح حلقة وصل رئيسة بين الدُّعاة وأخيه الإمام، فيلتقي بهم ويتعرف منهم على سير أعمالهم وما آلت إليه أمور الدَّعوة، والتقى ببعضهم في موسم الحج بعيدًا عن الرَّقابة الأمويَّة. تزامن أداء أبو جعفر للحج، بدء الصراعات في حاضرة الخلافة دمشق وازدياد الثَّورات في طول البلاد وعرضها، بعد وفاة الخليفة هشام بن عبد الملك في 6 ربيع الآخر 125هـ / 6 فبراير 743م، وتولي وليُّ العهد ابن أخيه الوليد بن يزيد الحكم خلفًا له، فأساء السيرة وطُعن في أخلاقه.

### دعمه لثورة عبد الله بن معاوية الجعفري

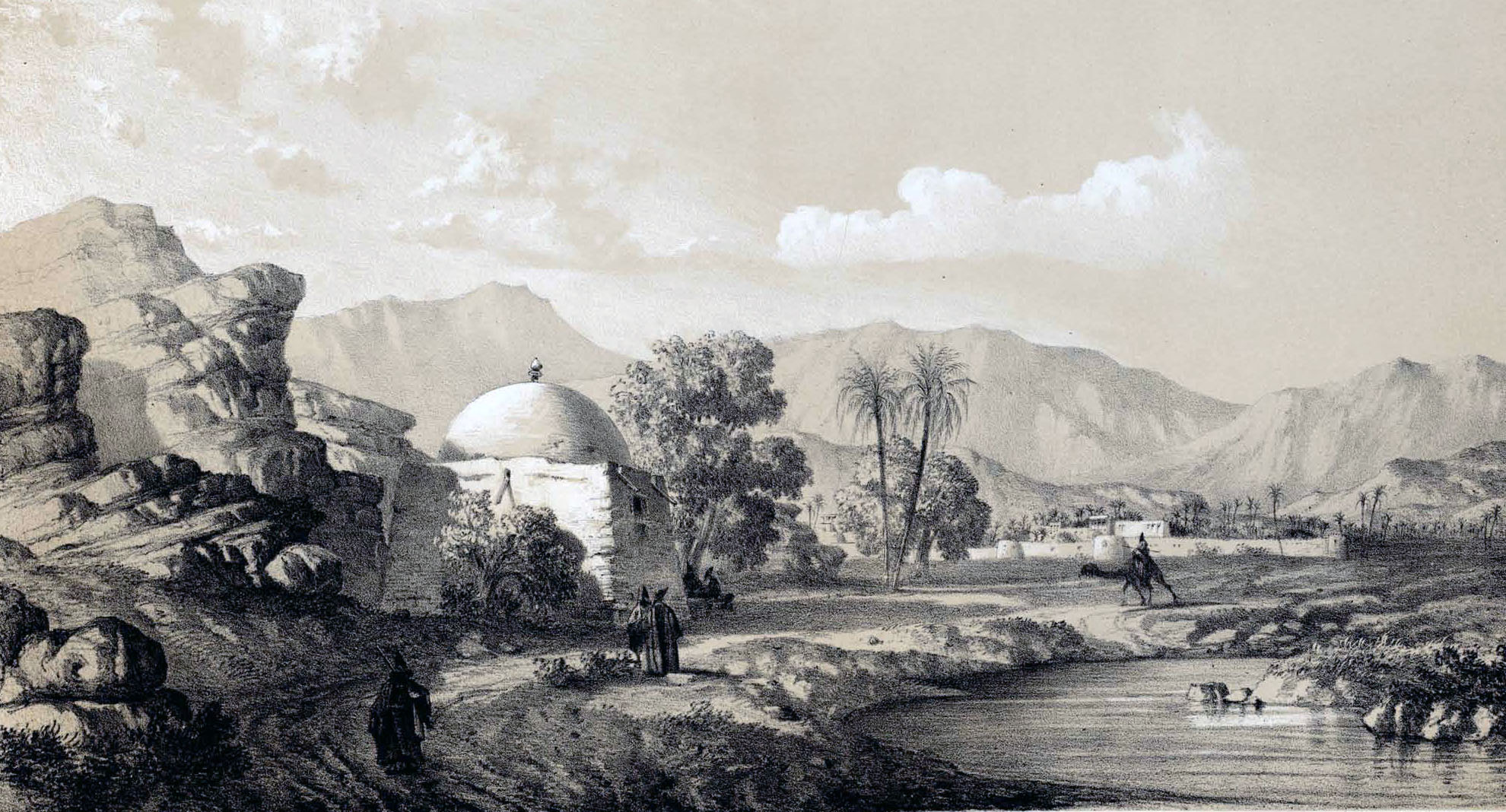
رسمة لإحدى مدن ولاية فارس القديمة، بريشة يوجين فلاندين (1840).

في خلافة يزيد بن الوليد الأموي، قرَّر عبد الله بن مُعاوية حفيد جعفر بن أبي طالب الهاشمي، الثورة في وجه بني أميَّة من مدينة الكوفة مُطالبًا بالخلافة لنفسه في سنة 127هـ / 744م، فدعا النَّاس لمُبايعته ولبس الصُّوف وأظهر صفات الخير، وشاعرًا ظريفًا من بني هاشم، إلا أن سيرته وأخلاقه، مثلت جدلًا بين المُؤرخين إلى الحد الذي رُمي فيه بالزَّندقة. اختلفت الروايات حول مسار ثورته، غير أن بعض المُؤرخين رجَّحوا اجتماع القليل من أهل الكوفة في صف ابن مُعاوية، بسبب رفض الأغلبيَّة مُبايعته قائلين: «ما فينا بقيَّة، فقد قُتل جمهورنا مع أهل هذا البيت (يقصدون بنو أميَّة)».

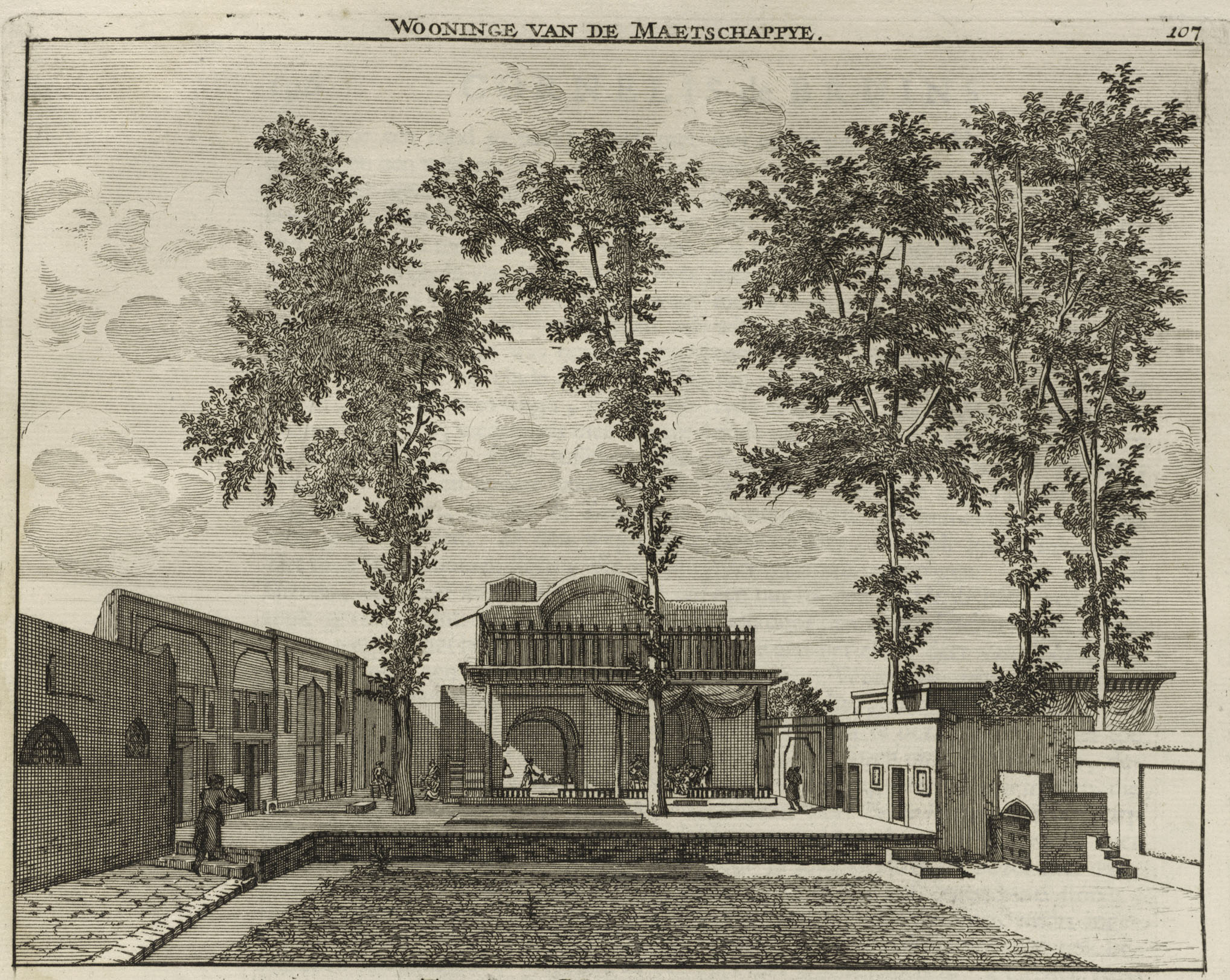
رسمٌ قديم لمدينة أصبهان، التي اتخذها عبد الله بن معاوية الجعفري مقرًا له في ثورته على الحكم الأموي. بريشة كورنيليس دي بروين. (1714)

انطلق ابن مُعاوية نحو فارس وعرض عليهم أمره، فبايعوه، واجتمع لديه عددًا كبيرًا من الرجال، فسيطر على منطقة كبيرة تشمل الكوفة، وحُلوان، وهمذان، وقُم، والرَّي، واتَّخذ من أصبهان قاعدةً له، وأرسل بالكُتُب إلى الأمصار يدعوهم لمُبايعته على الخلافة. توجَّه بنو هاشم إلى ابن مُعاوية داعمين لثورته، وعلى رأسهم أبي العبَّاس، وأخيه أبي جعفر، وعمهما عيسى بن علي، بالإضافة إلى وجوه من بني أميَّة، ومنهم سليمان بن هشام بن عبد الملك، فاستعان بهم ابن مُعاوية في أعماله، وعيَّن أبو جعفر على كورة إيذج في الأهواز، وعمره 32 سنة، إلا أن أبو جعفر لم يحمل له شيئًا من خراجها وحمله بسفاتج على يدي عبد الرَّحمن بن عمر في البصرة دون معرفة الأسباب عن ذلك.
وجد أبو جعفر في انضمامه لهذه الثَّورة مُتنفسًا لما يُعانيه من تعسُّف الأمويين وملاحقتهم المستمرة له، ولا يستبعد أن انضمامه وأهله جاء لتحقيق أهداف سياسية بعيدة المدى لصالح الدَّعوة العبَّاسيَّة، خاصةً وأن خُراسان (أهم وجهة للدَّعوة) تغلي على فوهة بركان، وعلى وشك الانفجار لصالح الدَّعوة، وربما أراد بني العبَّاس انتزاع قيادة الثورة من ابن مُعاوية، لتُفشل ثورته لاحقًا ويتفرَّق الناس عنه، اثر أنباء جيشًا أمويًا كثيفًا بقيادة عامر بن ضبارة نحوه، فهزم ابن مُعاوية وفر مع إخوته مُلتجئًا إلى أبُو مُسلم الخُراساني الثَّائر آنذاك في خُراسان سنة 129هـ / يونيو 747م. قرر أبي مُسلم حبس ابن مُعاوية ودبَّر قتله لِما ظهر منه من إفساد أمر الدَّعوة، فقد كتب الأخير لأبي مسلم رسالة يذكره فيها بالآخرة وإعادة التفكير بأمره وحاله، فقتله ثم أخلى سبيل إخوته.

### القبض عليه في الأهواز وسجنه

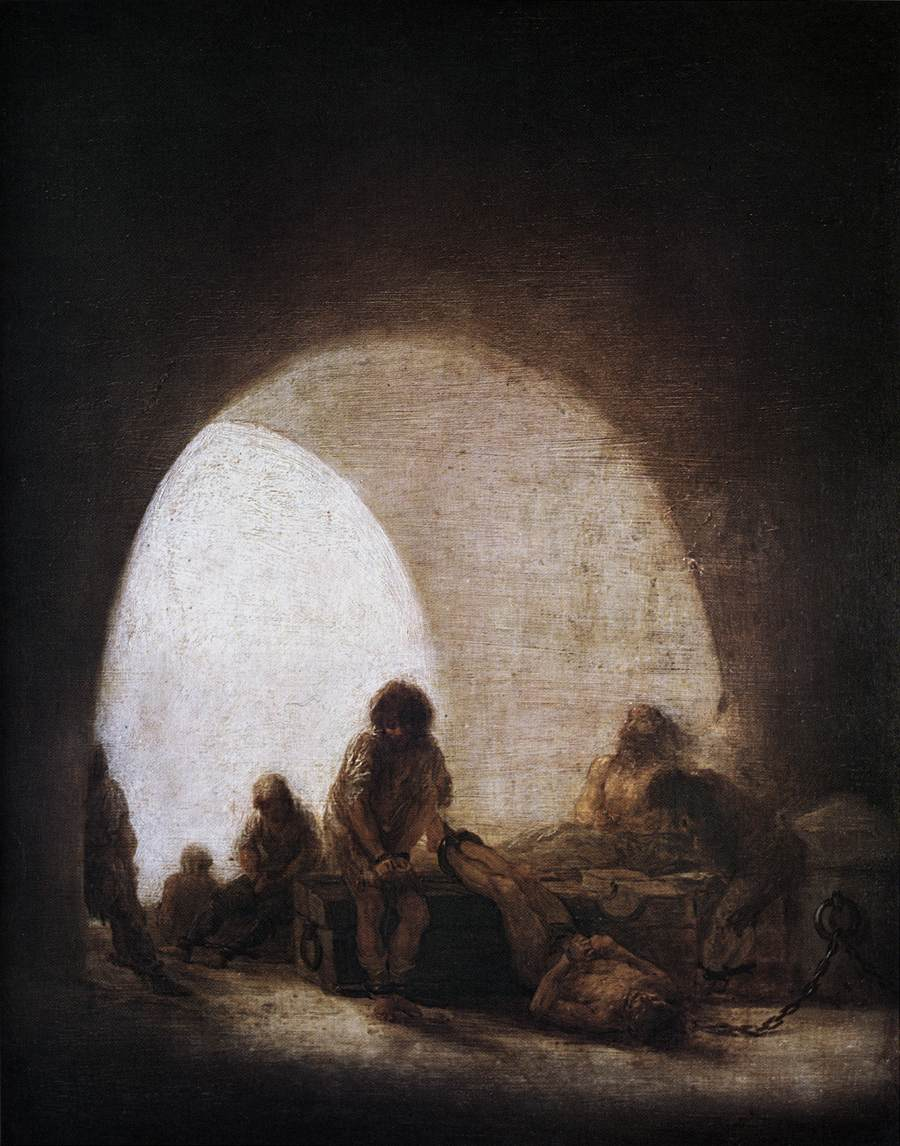
مكث أبو جعفر فترة يسيرة في سجون الأمويين. في الصُّورة رسمٌ لعدد من المساجين في الحبس قديمًا، بريشة فرانثيسكو غويا (93-1794 أو 1810)

في إحدى أيام تنقُّلات أبو جعفر في أرض السَّواد خلال عمله مع ابن مُعاوية، تمكَّنت عيون العامل الأموي سُليمان بن حبيب المُهلَّبي، من إلقاء القبض على أبو جعفر. سيق بأبي جعفر نحو سُليمان فعرف الأخير حاله ونسبه، وحقَّق معه بحضور كاتبه أبو أيُّوب المورياني قائلًا: «هات المال الذي اختنته»، فرد أبو جعفر: «لا مال عندي»، فدعا بالسياط لجلده، إلا أن المورياني تدخل قائلًا: «أيُّها الأمير، توقف عن ضربه! فإن الخلافة إن بقيت في بنو أميَّة فلن يسوغ لك ضرب رجل من عبد مناف، وإن صار المُلك إلى بني هاشم لم تكن لك بلاد الإسلام بلادًا»، فرفض كلامه، ليُجلد أبو جعفر اثنين وأربعين سوطًا حتى قفز إليه أبُو أيُّوب وألقى نفسه مُمانعًا لضربه، ولم يزل يسأل الجلَّاد الكف عن ضربه حتى توقف بأمر من سُليمان، ثُم زُج بأبي جعفر في سجن الأهواز.

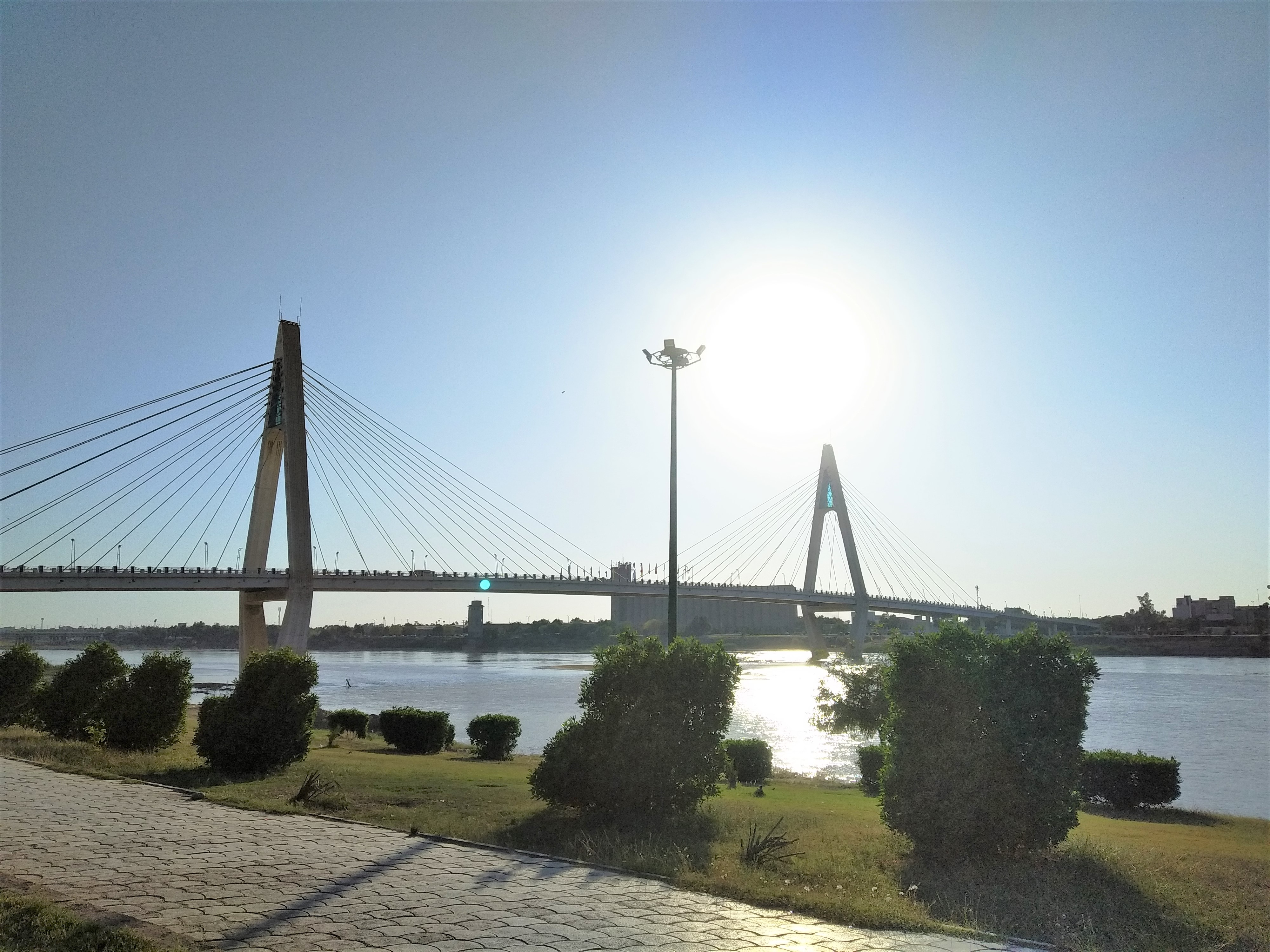
صورة حديثة لمدينة الأهواز التي زارها أبو جعفر وسُجن فيها، وتعرَّف فيها على نوبخت المُنجِّم. تقع الأهواز في جنوب غرب إيران، قرب الحدود مع العراق المُعاصرة. (2020)

حدث في أيَّام سجن أبو جعفر قصَّة عجيبة، فقد التقى برجل فارسي في سجن الأهواز يُدعى نوبَخْت المُنجِّم، ويُدين بالمجوسيَّة، ورأى على أبو جعفر علامات الرِّياسة، فسأله نوبخت عمَّن يكون، فأجاب أبو جعفر عن نسبه وكنيته، فقال له نوبخت: «أنت الخليفة الذي تلي الأرض!»، فرد أبو جعفر:«ويحك! ماذا تقُول؟»، فقال: «هو ما أقول لك! فضع لي خطَّك في هذه الرُّقعة أن تعطيني شيئًا إذا وليت»، فكتب لهُ وهو مستغربًا من شأنه، وبعد مُرور بضعة عقود، وتولَّي أبو جعفر للخلافة، جاء نوبخت إليه، فأكرمهُ المنصُور وأعطاه، وأسلم نوبخت على يديه، وأصبح من المُقرَّبين إليه، لاهتمام المنصُور في علم النُّجوم. وقيل أن لقاؤهما في أثناء مرور أبو جعفر بقرية الراوي قرب البصرة، بعد أن قيل له بوجود نوبخت المُنجِّم فيها، ليخبره عما سيؤول إليه حاله لاحقًا وبشره بأنه سيُملك العرب.
لم يلبث أبو جعفر في السجن إلا قليلًا، فقد ثارت ثائرة المضريَّة لضرب أبو جعفر وحبسه، فتجمَّعوا وكسروا باب السجن وأطلقوا سراحه، ليذهب الأخير إلى البصرة. غير أن رواية أخرى، أشارت بأن سُليمان شتمه وأمر بحبسه حتى أراد قتله، فنصحه جلساؤه بإخراجه فورًا من الحبس قائلين: «إنما أفُلتنا من بني أميَّة بالأمس، أفتريد أن يكون لبني هاشم عندنا دم؟»، فخلَّى سبيله. حفظ أبو جعفر لأبو أيُّوب ما بدر منه، فبعد مرور بضعة عقود واستُخلف أبو جعفر، كافأ المورياني بتعيينه وزيرًا. ترك جلد أبو جعفر بالسياط أثرًا سيئًا في نفسه كلما استذكرها، ويُروى بعد توليه للخلافة، أنه أمر بضرب عُنُق سُليمان بن حبيب حين ظفر به في سنة 137هـ / 754م.

### سفره إلى دمشق واستشعاره الأوضاع
بعد خروجه من سجن الأهواز، توجَّه أبو جعفر إلى البصرة، وتجوَّل داعيًا واختلط بالناس لفترة، ثم عاد إلى الحميمة. حين زاد اضطِّراب حُكم بني أميَّة وازدادت القلاقل والثَّورات عليهم في خلافة مَروان بن محمَّد (حكم 127-132هـ / 744-750م)، رأى أبو جعفر بضرورة السَّفر إلى دمشق واستكشاف أحوالها، مُستغلًا عدم وجود الخليفة في حاضرة الخلافة سابقًا بسبب انتقاله إلى حرَّان. وصل أبو جعفر إلى دمشق قرابة العام 129هـ / 747م، في السنة التي انطلقت فيها الثَّورة العبَّاسية، فدخل بين الناس للتعرُّف على الشُّعور السَّائد تجاه بني أميَّة، ورأى خلال زيارته موكبًا ضخمًا فيه جند والزينة حاضرة في كل مكان، فسأل عن السبب، فقيل له: «عبد الله ابن أمير المؤمنين يركب، وما ركب قبل ذلك»، ومن شدة الزحام، خرج أبو جعفر على ظهر دابَّته الثقيلة، فسقط عنها وانكسرت ساقه وغشاهُ النَّاس، فمكث دهرًا عليلًا في دمشق، حتى تماثل للشفاء وعاد أدراجه إلى الحميمة.

### تولي أبي العبَّاس الدَّعوة وخروجه للكوفة

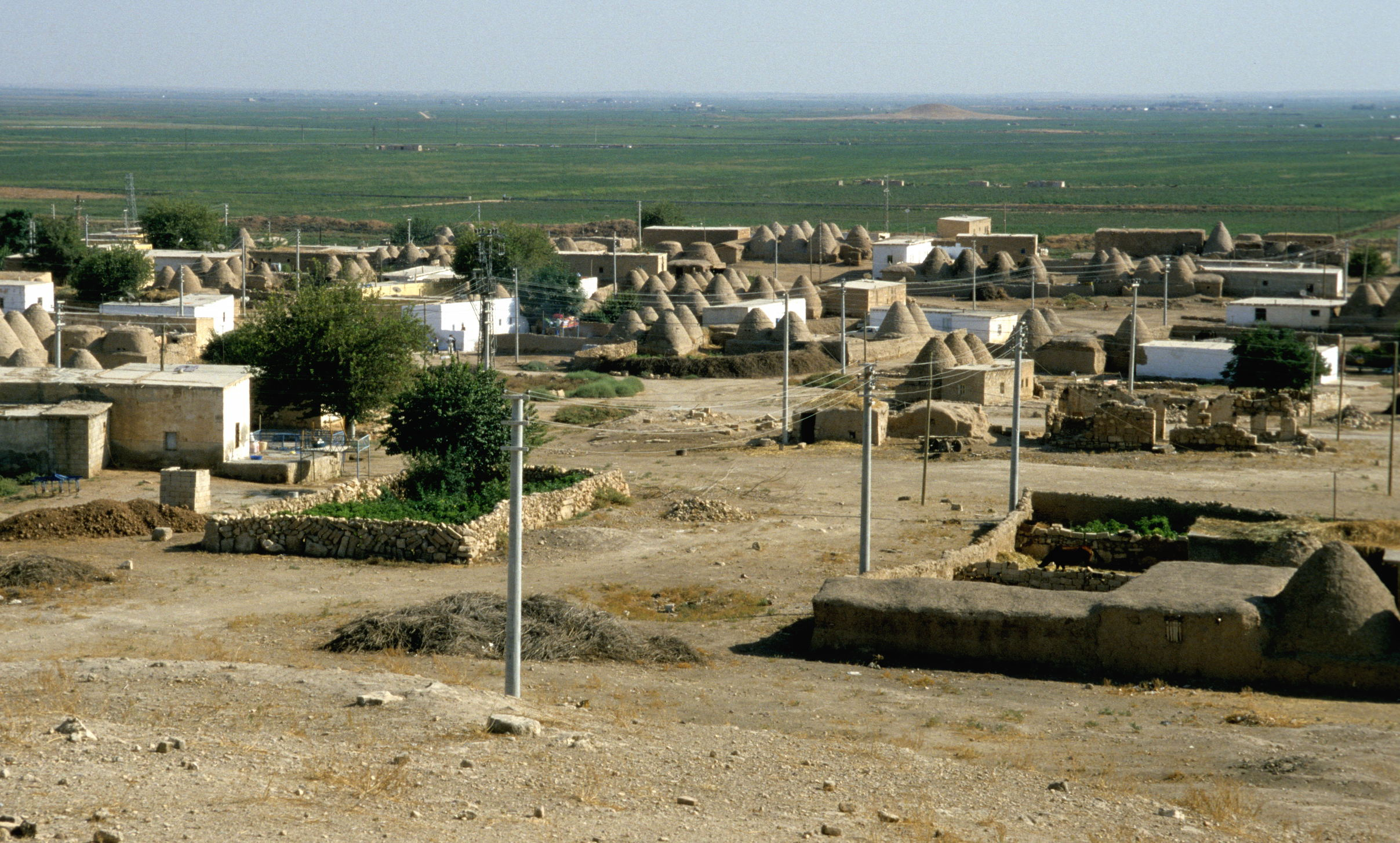
صورة حديثة لآثار قديمة من مدينة حرَّان (في تركيا المُعاصرة)، حيث اتخذها الخليفة الأموي مروان بن محمد مركزًا له مُستغنيًا عن دمشق على غرار أسلافه، وبها قُتل الإمام إبراهيم. (2001)

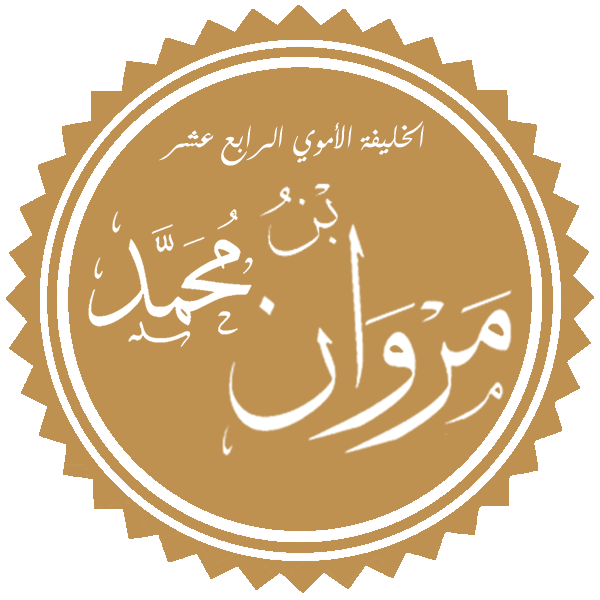
تخطيط باسم آخر خُلفاء بني أميَّة مروان بن محمد (حكم 744-750م)

أقام أبو جعفر في الحميمة بعد عودته من دمشق حتى حلول موسم الحج لسنة 131هـ / أغسطس 749م، حين استعد الإمام إبراهيم للسَّفر إلى مكَّة بهدف الحج، مُصطحبًا أهله ومواليه، ومن بينهم أبو جعفر وأبي العبَّاس، لضرورة مُلحة تفرضها الظُّروف السياسيَّة اثر استيلاء أنصار الدَّعوة بقيادة أبو مسلم الخراساني على خُراسان وما جاورها بعد ظهورها للعلن، غير أن هويَّة الإمام إبراهيم لم تعلمها السُّلطات الأمويَّة. جلب تشكيل البعثة وما ارتدوه من الثياب الفاخرة والرحال والأثقال أنظار الحُجَّاج والناس، فاشتهروا في الحرمين وعرف بحضورهم أهل الشَّام والبوادي، واجتمع حولهم الناس حتى غادروا وعادوا إلى الحُمَيمة.
أمر الخليفة مروان بن محمد، بالقبض على الإمام إبراهيم فور معرفته بأنه صاحب الدَّعوة التي ظهرت في خُراسان، فجاءت الشرطة إلى القرية وقبضت على إبراهيم وأودعته في سجن حرَّان. أوصى الإمام إبراهيم أنصاره بتوحيد صفوفهم واتباع أخيه أبو العبَّاس والرَّحيل إلى الكوفة حالما يفتحها جُند الدَّعوة. أظهر أبو العبَّاس لأهل بيته ما جرى، ودعاهم إلى مؤازرته، ليكون أخيه أبا جعفر أول من اطَّلعه على الأمر، ثم بقية أفراد البيت العبَّاسي.
تُوفي الإمام إبراهيم في سجن حرَّان بعد أن غم بمرفقة وضعت على وجهه في صفر سنة 132هـ / أكتوبر 749م. اختلف بعض المُؤرخين في أسباب تقديم الإمام إبراهيم لأخيه أبي العبَّاس بدلًا من أبو جعفر على الرُّغم من صغر سن أبي العبَّاس عنه بتسع سنوات، ويشير الباحث المصري محمد إلهامي أن أبي العبَّاس أقدر على امتلاك أعصابه والتحكُّم في غضبه من أبي جعفر حسب سياق بعض الروايات، في حين يرى المُؤرخ العراقي عبد العزيز الدوري، أن أبي العبَّاس ذو شخصيَّة قويَّة ومُلازمًا لأخيه الإمام إبراهيم بينما أبو جعفر يتجوَّل داعيًا في العراق وفارس، فضلًا عن أن أم أبي العبَّاس عربيَّة حُرَّة بخلاف أم أبي جعفر وهي أم ولد بربريَّة.

## إعلان الثَّورة لتأسيس الدَّولة

### خلفية التطوُّرات في خُراسان

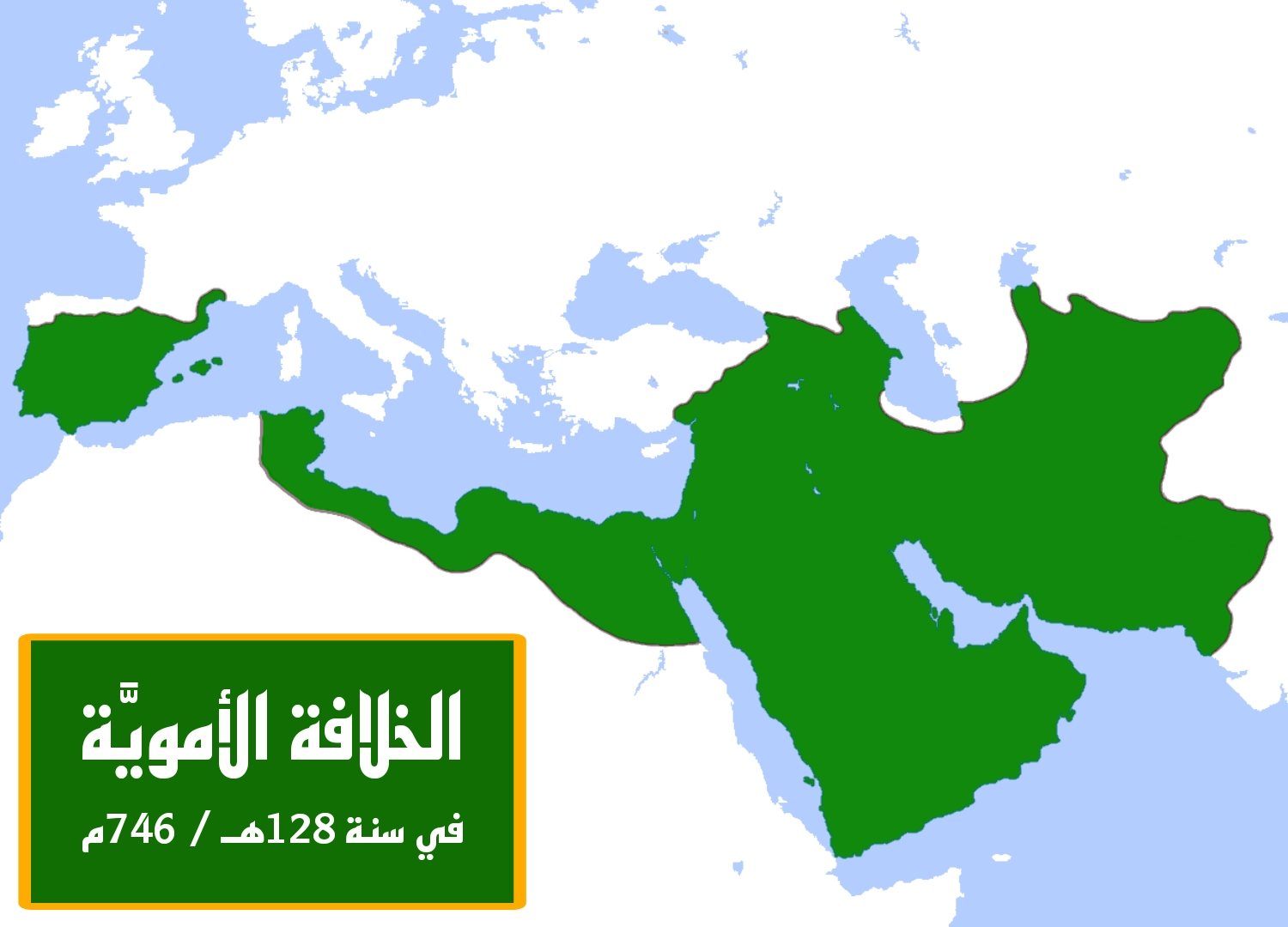
خريطة الخلافة الأمويَّة بعد نجاح ثورة البربر في الاستقلال بالمغربان الأوسط والأقصى، وقبل نشوب الثَّورة العبَّاسية بسنة واحدة.

أرسل الإمام محمَّد بن علي الدُّعاة والنُّقباء بقيادة بكير بن ماهان إلى خُراسان في المشرق الإسلامي بهدف الدَّعوة للرِّضا من آل مُحمَّد والتبشير بالخلاص من الحكم الأموي وإحلال العدل بين العرب والعجم، ويعد اختيار خُراسان من دلائل عبقرية الإمام محمد، فقد ابتعد عن أهل الكوفة بسبب ولائهم للعلويين وتخاذلهم المُتكرر لهم، وابتعد عن أهل الشَّام لما شاع فيهم من حب بني أميَّة وموالاتهم، في حين أهل خُراسان مذاهبهم قليلة وقلوبهم سليمة، خصوصًا وأنها بعيدة عن السُّلطة الأمويَّة، ورجالها أقوياء. تُوفي الإمام محمَّد سنة 124هـ / 742م، بعد أن أسسَّها ووضع أساسيَّاتها على مدار عقود طويلة بهدوء كبير، ليتولَّى ابنه إبراهيم الإمام شؤون الدَّعوة. في عهد إمامة إبراهيم، أعجب بذكاء وفصاحة شابٍ فارسي، فكنَّاه أبُو مُسلم، وأرسله إلى منطقة خُراسان في المشرق الإسلامي قائدًا للدَّعوة لما رأى منه من بُعد النظر والقدرة على تأليب قلوب الخُراسانيين، فأمر أنصار الدَّعوة بإطاعته، وأخبرهم أنه الرَّجل المنشود لإقامة مُلك بني العبَّاس وإظهار دعوتهم في خُراسان حسب العلامات والنبوءات.
يذكر المُؤرخ الطَّبري (839-923م) رواية ونقلها منه بعض المُؤرخين مفادها أن إبراهيم الإمام أمر أبو مُسلم باستمالة اليمانيُّون العرب، فإن الدَّعوة لا تتم إلا بهم، وحذَّره من مضر وأمره بقتل كل من تحوم حوله الشكوك منهم، وإن قتل كل متحدث بالعربيَّة بدعوى الشك فيه دون تردد، وبقتل كل غُلام بلغ خمسة أشبار فما فوق إذا اتهمه بالإضرار في الدَّعوة. أثيرت رواية الطَّبري شكوكًا حول مدى صحتها لذكرها دون إسناد، ولعدم وجود ذكرٍ لها لدى المُؤرخ البلاذري (820-892م) أو اليعقوبي (ت. 897م) أو المسعودي (896-957م) على سبيل المثال، بحكم قربهم زمنيًا من الأحداث وتخبط بعض رواياتهم على العبَّاسيين، ويشير الباحث محمد إلهاميأن الإمام إبراهيم في حد ذاته قُرشي ويدعو إلى الرِّضا من آل مُحمَّد وهم عرب، ويرى المُؤرخان عبد العزيز الدوري ومحمد إلهامي بأن الرواية موضوعة من الأساس.

### الاستيلاء على خُراسان وفتح العراق

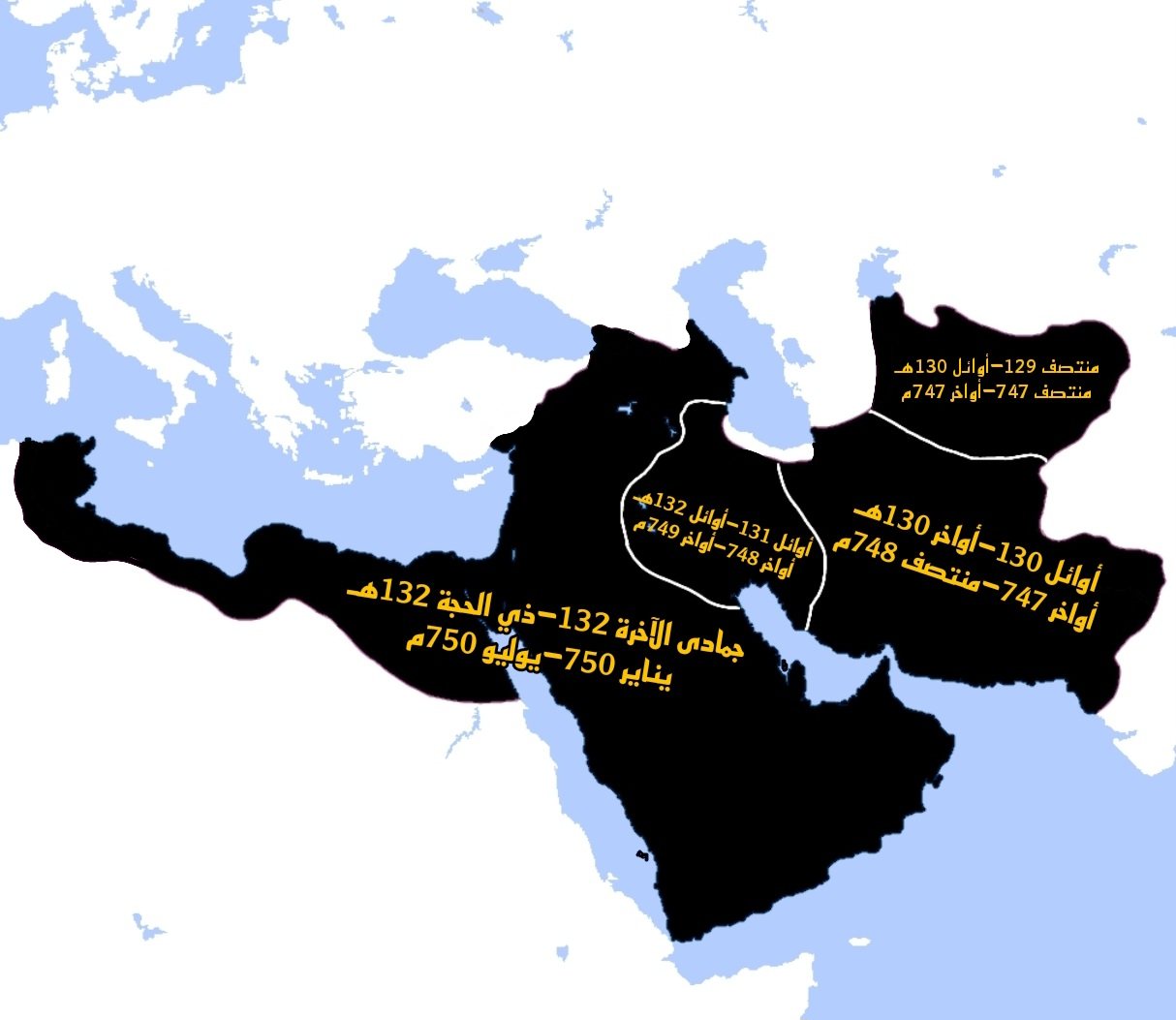
خريطة تظهر مراحل تقدُّم الثَّورة العبَّاسية بعد إعلان الحرب على السُّلطة الأمويَّة، والتي استمرت لنحو ثلاثة سنوات، وتحديدًا من 25 رمضان سنة 129 حتى مقتل مروان بن محمد في 28 ذي الحجَّة سنة 132هـ / 12 يونيو 747 - 6 أغسطس 750م.

وعلى أية حال، فإن أبا مُسلم نفَّذ تعاليم الإمام ولم يحد عنها قيد أنملة، وبسبب ثبات رأيه وحسن تنظيمه فضلًا عن دهائه وسعة حِيله، تمكن من تحقيق نجاحًا مُنقطع النظير في مؤازرة اليمانيَّة حتى انتصروا على المضريَّة بعد حروبٍ مستمرة بينهما امتدت لسنوات طويلة، ليصبح اليمانيُّون أعداء بني أميَّة رسميًا والعضد الأيمن لأبي مُسلم ودعوة بني العبَّاس. رأى الإمام إبراهيم بضرورة إعلان شأن الدَّعوة أخيرًا، تزامنًا مع خروج العديد من الثَّورات والاضطرابات في أنحاء الخلافة، لتصل خلافة بني أميَّة إلى أسوء حالاتها.
في ليلة الخميس 25 رمضان سنة 129هـ / 12 يونيو 747م، نزل كبير الدُّعاة أبي مُسلم الخُراساني في قرية سفيذنج من قرى مرو، وأعلن الثَّورة أخيرًا بناءً على وصية الإمام إبراهيم بإظهارها، وعقد اللِّواء المُرسل من الإمام ويُدعى الظِّل، وإلى جانبها راية تُسمى السَّحاب على الرمح، وارتدى أبُو مُسلم وسُليمان بن كثير وجميع النُّقباء والجنود لباس السَّواد، تعبيرًا عن الانتماء للحركة وبداية الثَّورة على الدَّولة الأمويَّة. أرسل أبي مُسلم كتابًا إلى الوالي الأموي على خُراسان نصر بن سيَّار يعلمه بالخبر، فأرسل الأخير استنجادًا إلى الخليفة مروان بن محمد لإرسال الجيوش إلى خُراسان، إلا أن الخليفة انشغل بإخماد ثورات قريبة أخرى منه. تمكَّن أبو مسلم من السَّيطرة على كامل خُراسان وما جاورها خلال سنة واحدة. أسند الإمام مُهمة الزَّحف نحو العراق إلى قحطبة بن شبيب الطَّائي، فلم يرد اقتحام جيوشه أراضي العرب بقيادة أعجميَّة، بل بقيادة عربيَّة خالصة. توجَّه قحطبة نحو الرَّي فانتزعها، ثم استولى على همذان وحرَّر الموصل حتى فتح الكوفة في 11 مُحرَّم سنة 132هـ / 29 أغسطس 749م. بعد فتح الكوفة، تولَّى داعيها أبُو سلمة الخلَّال وزارة الدَّولة الوليدة بدعم من أبي مُسلم ولُقِّب بوزير آل مُحمَّد.

## دولة بني العبَّاس وخلافة السَّفَّاح

### بيعة السَّفَّاح ومهمة أبو جعفر

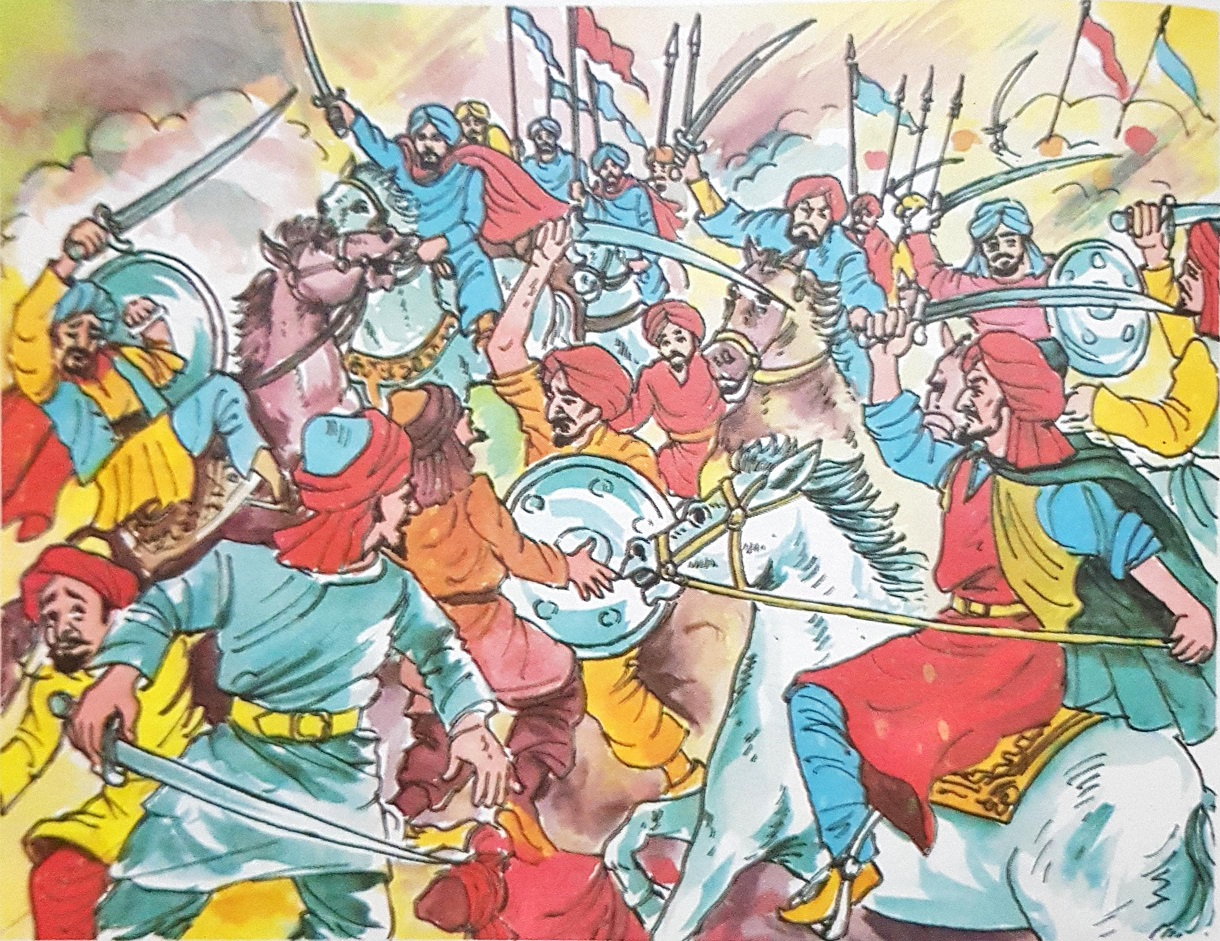
رسمة تُظهر المعركة الفاصلة التي دارت بين العبَّاسيين والأمويين جنوب الموصل، لتسطع لاحقًا شمس بني العبَّاس ويغرب نجم بني أميَّة.

بعد استيلاء جند الدَّعوة على منطقة المشرق الإسلامي حتى فتحوا أرض السَّواد، لم تعد الحميمة مقرًا آمنًا لبني العبَّاس، فقرر الإمام أبو العبَّاس مع أهل بيته، الرَّحيل منها نحو الكوفة المُحرَّرة قبل شهر، فنزلوا دار الوليد بن سعد مولى بني هاشم في صفر سنة 132هـ / سبتمبر 749م، بعد نصيحة كبير الدُّعاة في الكوفة أبُو سلمة الخلَّال. كتم الخلَّال أمر وجودهم عمدًا لأربعين ليلة، مُحاولًا الانقلاب على دعوة بني العبَّاس من خلال مُبايعة خليفة من العلويين، ليتمكن أبو الجهم بن عطيَّة ومجموعة من الجند الخُراسانيُّون من اكتشاف مكان أبو العبَّاس وأهل بيته، فبايعوه وقدموا له تقريرًا عن نجاح أمر الدَّعوة واستيلائهم على كامل المشرق الإسلامي حتى وصولهم العراق. أدرك الخلَّال بفشل مُخططه، فهرول سريعًا نحو أبي العبَّاس مُعتذرًا، فعذره الإمام مؤقتًا، وقرر تأجيل نُكبته لاحقًا.
صعد أبو العبَّاس منبر الجامع الكبير في الكوفة ظهر يوم الجمعة 12 ربيع الأوَّل سنة 132هـ / 28 أكتوبر 749م، وخطب بأهلها خُطبةً بليغة طويلة على الرُّغم من شعوره بالتعب، مُعلنًا ابتداء الخلافة على ميراث النَّبي مُحمَّد، ومُتعهدًا بإحقاق العدل والعمل بكتاب الله وسنة نبيه، فمدح أهل الكوفة وذم بني أميَّة، وأكَّد أن الدولة ستنتهج سياسة العدل والحق بين الرَّعية أخيرًا وبزيادة الأعطيات، وختم خطبته قائلًا: «فاستعدوا فأنا السَّفَّاح المُبيح والثَّائر المنيح» ليُعرف بالسَّفَّاح لاحقًا بين المُؤرخين. بعد نهاية خطبته، أسند السَّفَّاح أخيه أبو جعفر أمرًا في غاية الأهمية، وهو أخذ البيعة على الناس، لأن منحه هذه المهمة دون غيره من أفراد البيت العبَّاسي دليلٌ قوي على مقدار الثقة والآمال الكبيرة التي حظي بها أبي جعفر، فأخذ الأخير البيعة حتى حلول الليل. يُعد اختيار أبو جعفر في تلك الليلة أول عمل سياسي في زمن أخيه، تلتها أعمالٌ أخرى لا تقل أهمية عنه، ولا عجب أن أبا العبَّاس اعتمد على أخيه كثيرًا في تسيير دفة الحكم، ولم يتردد في استشارته في الأمور الحسَّاسة والخطيرة.

### هزيمة الأمويين في الزَّاب وزوال دولتهم

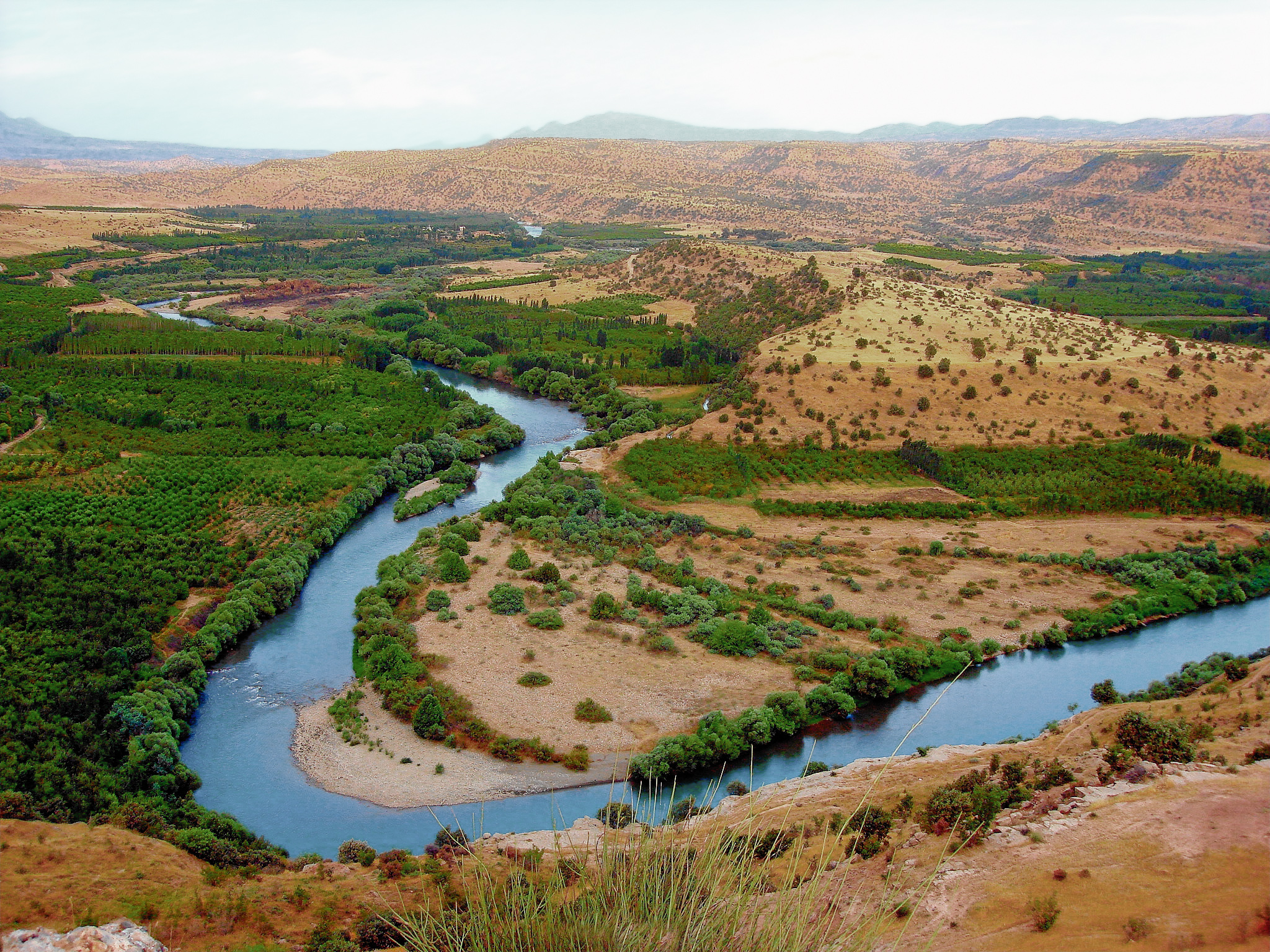
موضع التقاء الجيشين العبَّاسي والأموي في نهر الزَّاب الكبير، شمال العراق المُعاصر. (2007)

لم تكن خطبة السَّفَّاح نهاية الصِّراع مع الأمويين، فلم يكن الجيش العبَّاسي مُسيطرًا إلا على خُراسان ومعظم العراق، فاستأنف إرسال القادة والجند من فوره إلى مختلف أرض العراق وديار الإسلام التي خضعت لحكم بني أميَّة، وانتدب عمِّه عبد الله بن علي نفسه لحرب مروان بن محمد والمسير إلى الشَّام لفتحها. التقى العبَّاسيُّون بقيادة عبد الله بن علي والأمويُّون بقيادة الخليفة الأموي مروان بن محمَّد في معركة الزَّاب يوم السَّبت 11 جُمادى الآخر سنة 132هـ / 25 يناير 750م، ومما يُؤثر قبل بدء المعركة، قول مروان لقريبه عبد العزيز بن عمر: «إن زالت اليوم الشَّمس ولم يُقاتلونا كنا الذين ندفعها إلى المسيح عليه السَّلام، وإن قاتلونا فأقبل الزَّوال، فإنَّا لله وإنا إليه راجعون». دارت المعركة التَّاريخيَّة قرب نهر الزَّاب الكبير، لينهزم الأمويُّون البالغ عددهم نحو 120 ألفًا، في حين شكَّل العبَّاسيُّون جيشًا من عشرين ألف وقيل أربعين ألف، ليلوذ مروان إلى الموصل هاربًا، فأغلق أهلها الباب دونه واستبشروا بهزيمته وإزالة دولته.
بقي مروان بن محمد يسير مع أهله وعياله إلى حمص ثم غادرها بعد أن طمعوا فيه ورأوه منهزم، ثم سار إلى دمشق المُنقسمة في شأن هزيمته بين مؤيد وكاره، والجيش العبَّاسي بقيادة عبد الله بن علي تُلاحقه وتقوم بفتح المدن الجزريَّة والشَّاميَّة تباعًا، فمضى مروان إلى فلسطين الثائرة على حكمه، فأجاره أحد أقارب الثائر، لينتهي أمره مُستترًا في كنيسة بوصير قرب الفسطاط من الديار المصريَّة، ليُقتل على يد قوات عبَّاسيَّة بقيادة عم الخليفة صالح بن علي في 28 ذي الحجَّة سنة 132هـ / 6 أغسطس 750م وعمره 60 سنة، وأمنت نساؤه وبناته وأرسلن إلى حرَّان لعائلتهم. يعد مقتل مروان خاتمة خلافة بني أميَّة على ديار الإسلام التي دامت 91 سنة هجريَّة / 89 سنة ميلاديَّة، واستكملت جيوش بني العبَّاس فتحهم جميع الأراضي التي سيطر عليها الأمويين تدريجيًا، باستثناء المغربان الأوسط والأقصى لقُوَّة الخوارج فيهما منذ أواخر العصر الأموي، والأندلس لبُعدها الجُغرافي.

### السَّفر إلى خُراسان للتخلُّص من الخلَّال
لم ينس الخليفة السَّفَّاح وأهل بيته خيانة أبي سلمة الخلَّال كبير الدُّعاة في الكوفة، منذ قيام الأخير بالإنكار لإسراعهم في المجيء إلى الكوفة، مُبررًا بالخوف عليهم، ثم أدخلهم دار الوليد في إقامةٍ جبريَّة حفظًا لهم، وأبو الجهم أحد الدُّعاة يسأل أبي سلمة حول موعد قدوم الإمام، وجوابه: لم يأتِ بعد. بقي بني العبَّاس أربعين ليلة في الدار وهم قلقين من طول الإقامة، فقد كان حرس أبي سلمة يحرسونهم ويمنعوهم من المُغادرة بحجة المُحافظة على سلامتهم، في حين يُرسلِ الأخير الكُتُب نحو أهم الشخصيَّات العلويَّة آنذاك، والمُتمثل بجعفر الصَّادق وعمر الأشرف من ذرية الحُسين، وعبد الله حفيد الحسن بن علي بهدف مُبايعتهم للخلافة، إلا أن الصَّادق أحرق كتابه، ورفضها الأشرف، في حين تردد عبد الله بن الحسن في قبولها وأراد صرفها لابنه محمد بسبب كبر سنه، إلا أن الصَّادق نصحه بألا يفعل قائلًا: «يا أبا محمد، ومتى كان أهل خراسان شيعة لك؟ أأنت بعثت أبا مسلم إلى خراسان؟ أأنت أمرته بلبس السواد؟ وهؤلاء الذين قدموا إلى العراق أأنت كنت سبب قدومهم؟ أو وجَّهت فيهم؟ وهل تعرف منهم أحدًا؟» في إشارة بأن أبي سلمة يتصرَّف من تلقاء نفسه ولا يُملك السيطرة على القوات الخُراسانيَّة. بعد تأسيس دولة بني العبَّاس، تولى أبي سلمة الوزارة، ليُقدم على تعيين وعزل القادة والعُمَّال والكُتَّاب، دون الرجوع إلى الخليفة السَّفَّاح، لتترك هذه الأحداث المُتراكمة ردود فعل غير متسامحة في نفس السَّفَّاح وأبو جعفر على حدٍ سواء نحوه.

#### لقاؤه الأول بأبي مُسلم في مرو ومقتل الخلَّال

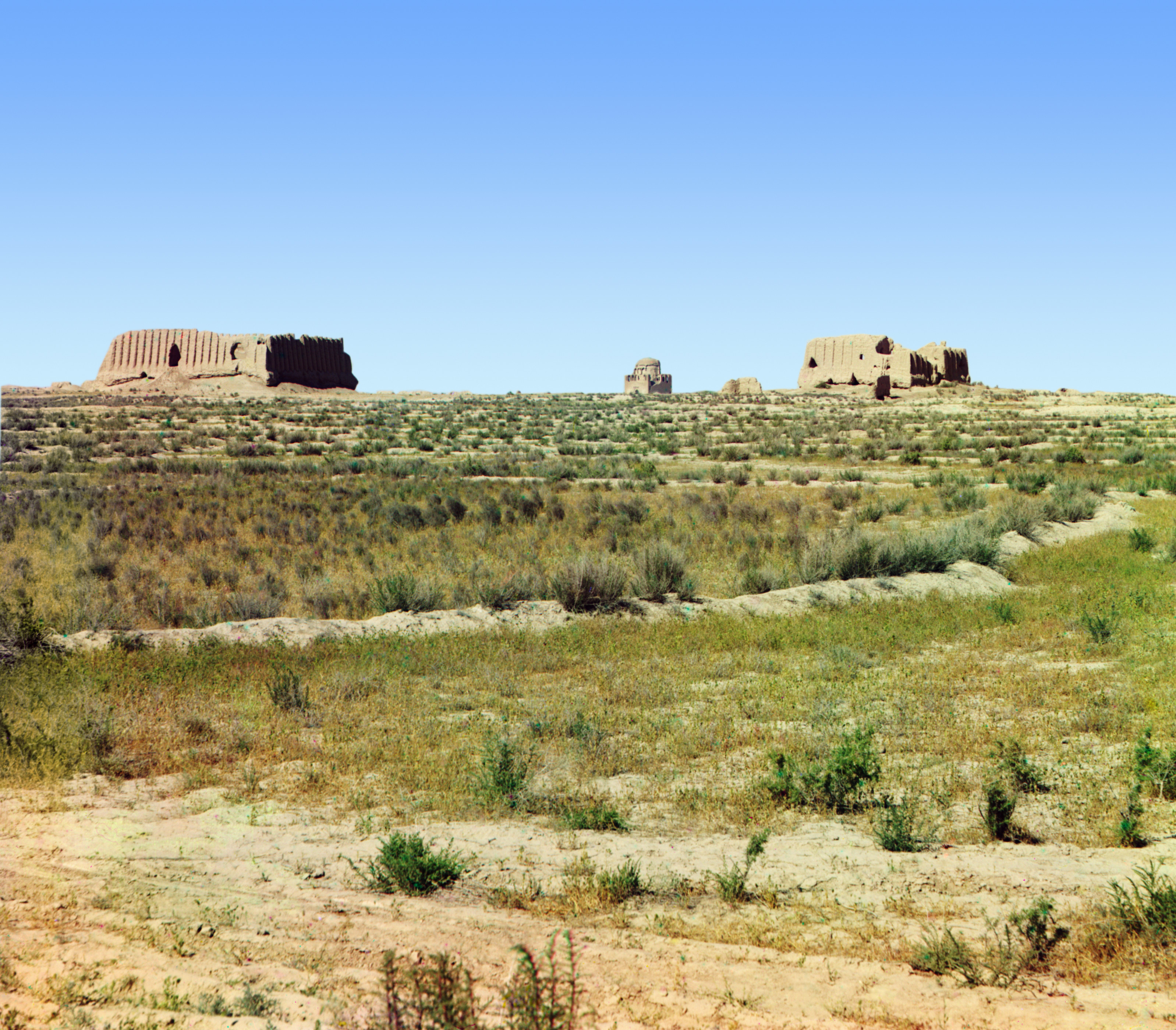
من آثار مدينة مرو التَّاريخيَّة، والتي زارها أبو جعفر مرتين، قبل وبعد مقتل الوزير أبو سلمة الخلال. تقع في تركمانستان المُعاصرة. (1905-1915)

جمع السَّفَّاح أهل بيته وعرض عليهم أمره، واجتمع رأيهم على قتل أبو سلمة الخلَّال، فتجادلوا في الكيفيَّة، حتى لا يُحرك قتله والي خُراسان، أبُو مُسلم الخُراساني ويثأر لمقتله، ظانًا أن بني العبَّاس بدأوا في التخلُّص من أنصارهم وقادة دعوتهم. أجمع الحضور على رأي داوُد بن علي والذي قضى بانتداب أبو جعفر للسَّفر إلى مرو حيث يُقيم فيها أبو مُسلم، لوضعه في الصُّورة ومعرفة نواياه وتصرُّفه في مُحاسبة الخلَّال لخيانته في محاولته تمرير الخلافة إلى العلويين. في خلال رحلة أبو جعفر والوفد، أمر أبو مُسلم ولاته في الرَّي ونيسابور بعدم السماح لإقامة أبو جعفر فيها، ويرى المُؤرخ السُّوري محمود شاكر أن أبا مُسلم أراد منعه من الالتقاء بالناس وإفساد ولايته والتشويش عليه بمعرفة سياساته في خُراسان.
وصل أبو جعفر إلى مرو، غير أن أبو مُسلم لم يقم بما يجب لاستقباله، مُستخفًا به. وقيل أن أبو مُسلم استقبله بتقبيل يده واحتضانه، وبعد ثلاثة أيام جريًا على عادة العرب، أخبره أبو جعفر بخيانة الوزير أبو سلمة وتلاعباته وتراكم مفاسده على الدَّولة الوليدة، فقال أبو مُسلم: «أفعلها أبو سلمة؟ أنا أكفيكموه»، وانتدب مرار بن أنس الضُّبي لقتل الخلَّال. وقبل يومٍ واحد من قتله، نادى مُنادي الخليفة السَّفَّاح في الهاشميَّة بأمر منه، بأنه رضي عن أبي سلمة، وخلع عليه، وسامرهُ تلك الليلة، ليُقتل بعد خروجه من دار الخليفة وأُشيع بأن الخوارج قتلوه، فصلَّى عليه يحيى أخو السَّفَّاح. استبشر بني العبَّاس في مقتله، فقال السَّفَّاح في مقتله شعرًا، في حين قال أبو جعفر: «دَوِي العبد وأصاب أمير المُؤمنين دواه»، وقال عبد الله بن علي: «كلب أصابه قدر فطاح». دامت وزارة أبي سلمة لنحو ثلاثة أو أربعة شهور ليتولى من بعده خالد بن برمك. لم تكن الوزارة وسلطاتها معروفة بصورة واضحة، فقد نمت وتدرجت صلاحياته وتسميته حتى اتخذت شكلها الثابت في أواخر العصر العبَّاسي الأول.

#### مقتل سليمان بن كثير خلال الزيارة الثانية
يُعد سليمان بن كثير الخزاعي من أهم دُعاة بني العبَّاس العرب في خُراسان، فهو من قام بأمر الدعوة، وعانى في سبيل نشرها ورعاية حالها، حتى جاء غُلامٌ شاب يُدعى أبا مسلم، فإذا به يصبح الأمير وصاحب الدَّعوة والسُّلطان في خُراسان. رأى الخزاعي بعينيه تأثير قُوَّة أبي مُسلم وتنامي نفوذه بين الخُراسانيين، وعظم عليه الأمر حين قتل أبا مسلم ابنه محمد بن سليمان. بقي الخزاعي في خُراسان بعد تأسيس دولة بني العبَّاس، لتجيء زيارة ثانية لأبي جعفر إلى مرو بعد مقتل أبو سلمة، مُصطحبًا معه عبيد الله بن الحسين الأعرج العلوي، ففكر الخزاعي في تكرار تجربته الدعويَّة ولكن هذه المرة مع العلويين قائلًا للأعرج على انفراد: «يا هذا، إنا كنا نرجو أن يتم أمركم، فإذا شئتم فادعونا إلى ما تريدون» وغالب الظن أنه يريد التخلُّص من نفوذ أبي مُسلم الطَّاغي، فخاف الأعرج وظنها دسيسة من أبي مُسلم لاختباره، فذهب للأخير وأخبره بما جرى، فلمَّا علم أبي مُسلم بالأمر، استدعى الخزاعي وذكَّره بوصية إبراهيم الإمام: «من اتهمته فاقتله»، وأشار إليه بتهمة غش الإمام وخيانة الدَّعوة، فناشده الخزاعي الإبقاء على حياته، إلا أن أبا مُسلم كان حاقدًا عليه لمعرفته عدم رضاه بتوليه شؤون الدعوة في خُراسان منذ البداية، فأمر بضرب عُنُقه ولم يرجع بذلك لأحد.
وصل خبر مقتل الخُزاعي إلى أبو جعفر كالصَّاعقة، وغضب غضبًا شديدًا ثم كظم غيظه وتمالك نفسه لجلوسه بين أعوان أبا مُسلم وأرضه، فقد كان سليمان بن كثير أحد نُقباء الدَّعوة ومن زُعمائها. ومما زاد من غضبه، أنه لم يلق أبو جعفر في زيارة أبي مسلم الثانية ما يرجوه ويأمله، فلم يرجع إليه حول مسألة من المسائل العارضة أو الطارئة ولم يستشره في شيء حتى في أمر الخُزاعي، فاغتاظ أبو جعفر وحنق عليه ورأى أن نُفوذه في خُراسان أكبر من أن يتم احتواءه، فلمَّا عاد إلى السَّفَّاح أخبره بما جرى معه وقال له: «لست خليفة ولا آمرك بشيء إن تركت أبا مسلم ولم تقتله»، فاستغرب السَّفَّاح وسأله عن سبب كلامه، فقال أبو جعفر: «إنه والله ما يصنع إلا ما أراد» فاستكثر السَّفَّاح الإقدام على الخطوة وقال: «فما الحيلة فيه، وقد عرفت موضعه من الإمام ومن إبراهيم وهو صاحب الدولة والقائم بأمرها؟»، ثم أمره بكتمان الأمر، إلا أن أبو جعفر بقي يُحذر السَّفَّاح من حينٍ لآخر لتعاظم نفوذ أبي مُسلم.

### توليه الجزيرة ودحر الخوارج

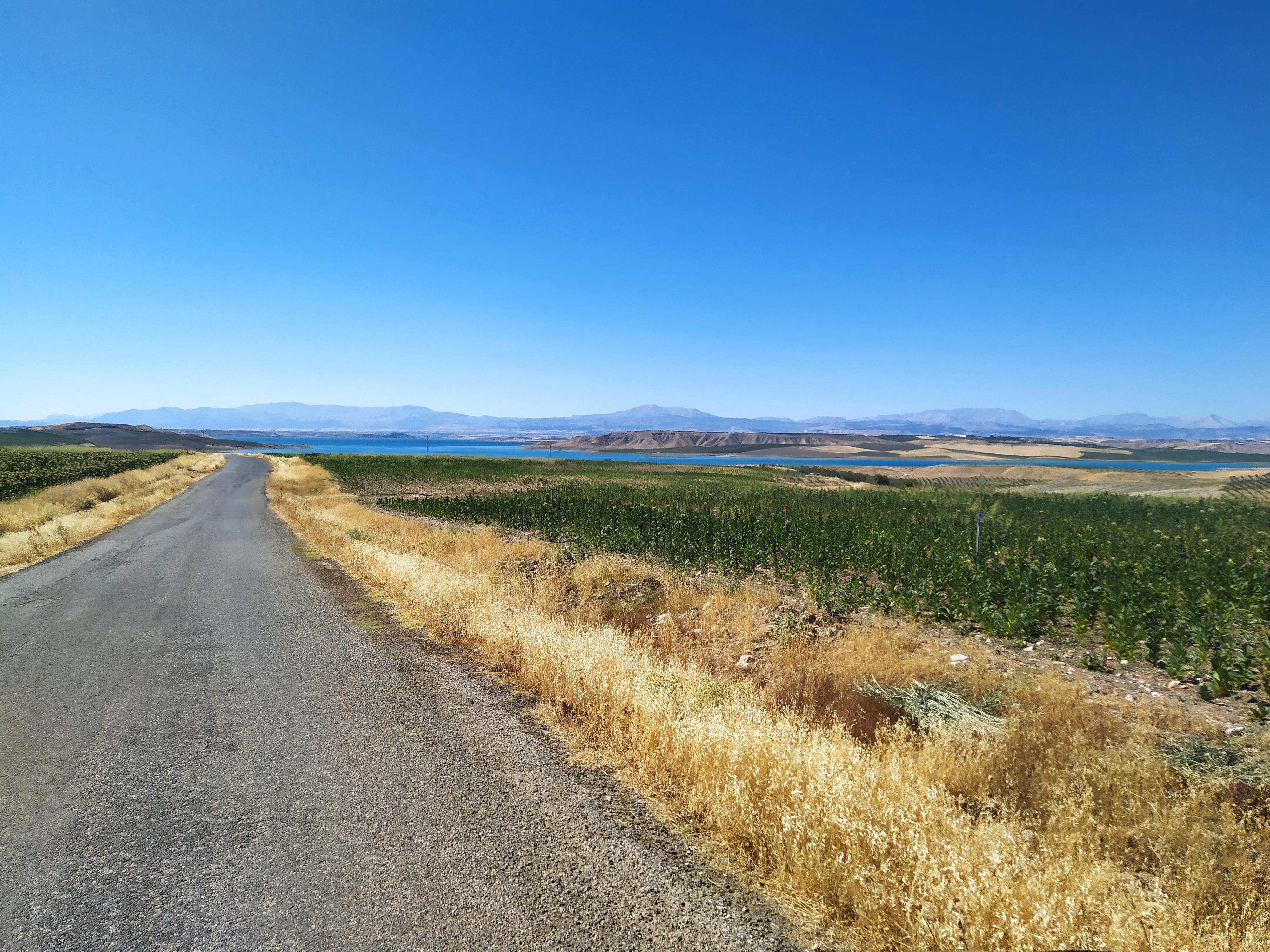
منطقة سميساط والتي جرت فيها وقعات بين الأمير أبو جعفر والخوارج بقيادة إسحاق العقيلي في الجزيرة الفراتية. (2022)

دخل أبو جعفر في حصار طويل الأمد لابن هبيرة، المُتحصِّن مع فلول الأمويين في واسط سنة 132هـ / 750م، ثم جاءه كتاب من السَّفَّاح يأمره بالخروج مع جنده لدعم مُوسى بن كعب التَّميمي عامله في حرَّان، فقد خلع أهل الجزيرة طاعتهم للعبَّاسيين ولبسوا البياض، وحاصروه قرابة شهرين بقيادة إسحاق بن مُسلم العقيلي. سار أبو جعفر من يومه إلى حرَّان، مارًا بقرقيسيا، فوجدها قد بيَّضت وأغلقت أبوابها دونه، ثم مر بالرَّقَّة ووجدهم قد بيَّضوا أيضًا يقودهم بكَّار العقيلي أخو إسحاق الثائر في حرَّان، فتركهم أبو جعفر حتى وصل إلى أبواب الأخيرة، فلما رأى إسحاق بن مُسلم قدوم جيش أبو جعفر، هرب بمن معه إلى الرُّها وترك حصار حرَّان لحشد أعداد أكبر لمواجهة العبَّاسيين، فالتحق بريكة الحروري به، وانضم بكَّار العقيلي من الرَّقَّة مكونين جيشًا واحدًا.

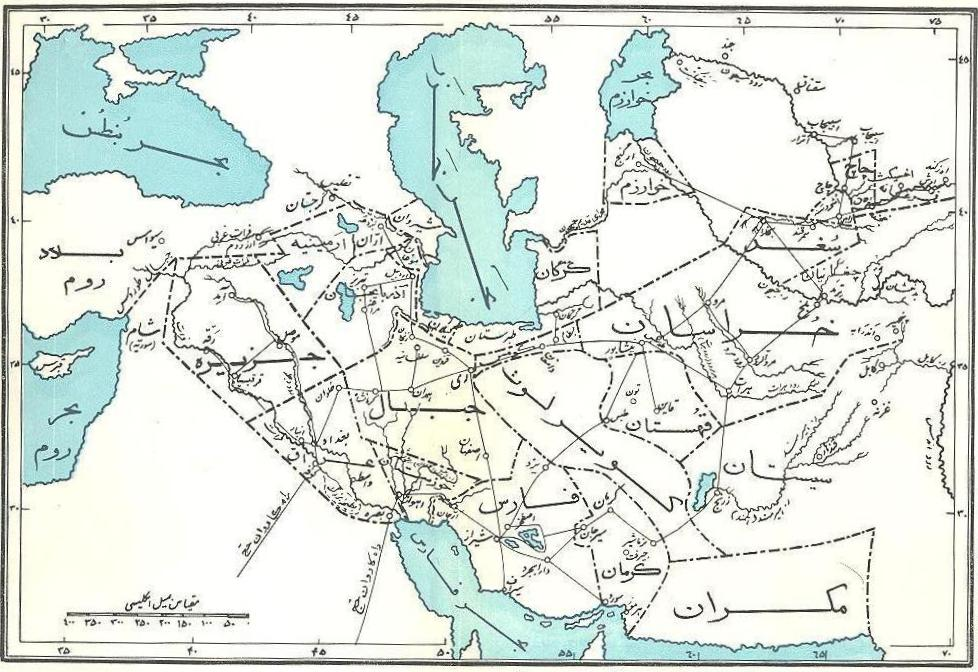
خريطة تُظهر الولايات العبَّاسية في المناطق الإيرانيَّة القديمة، وتظهر فيها الجزيرة الفراتية، وأرمينية، وأذربيجان.

خرج التميمي مع فرسانه من حرَّان مُستبشرين بقدوم المدد العبَّاسي، وانضموا إلى جيش أبي جعفر، فقصدوا الثَّائرين، ودار بينهما اقتتالًا شديدًا انتهى بانتصار العبَّاسيين ومقتل بريكة الحروري، فهرب بكَّار إلى أخيه في الرُّها، وتتبَّعه أبو جعفر مُحاصرًا للرُّها، وجرت بينهما وقعات عدة غير أنهم ثبتوا فيها. كتب السَّفَّاح إلى عمِّه عبد الله بن علي بالسَّير إلى سميساط دعمًا لأبي جعفر، فسار واجتمع معه على حربهم، فطلب إسحاق العقيلي الأمان مُستسلمًا، فأجابه أبو جعفر بعد حصوله على إذن السَّفَّاح. أعجب السَّفَّاح بما أبداه أبو جعفر في مهمته ونجاحه في القضاء على الثَّورة، فكافأه بتعيينه واليًا على الجزيرة وأذربيجان وأرمينية في ذي القعدة سنة 132هـ / يونيو أو يوليو 750م.
تحرَّك الخوارج من جديد بقيادة بكر بن حميد الشيباني في الجزيرة على الحكم العبَّاسي، فوجَّه أبو جعفر إليه محقن بن غزوان، إلا أن الشيباني تمكن من هزيمته، وتوجه نحو رأس عين، فوجَّه إليه أبا جعفر مُقاتل بن حكيم العكِّي، وتبعه أبو جعفر بنفسه على رأس جيش من كفرتوثا إلى بعض قرى دارا، فالتقى الجمعان وانهزم الخوارج، وفرّ الشيباني من المعركة غير أن العكِّي قتله. أمر أبو جعفر بهدم مدائن الجزيرة عقابًا للخوارج باستثناء حرَّان والرُّها ونصيبين ودارا. أما في أرمينية، فقد ثار مسافر القصَّاب في وجه الخلافة، مُستلهمًا فكره من الضحاك بن قيس الحروري، فوجَّه أبو جعفر إليه جيشًا انتهى بمقتل القصَّاب وأكثر أصحابه. قرر أبو جعفر مواجهة قدد بن أصفر البيلقاني، فأمر جيشه بإكمال زحفه نحو البيلقان، فحاصروا البيلقاني في قلعة الكلاب، واستمر الوضع على هذا الحال دون حدوث مناوشات عسكريَّة حتى طلبوا الأمان وأعطي لهم. تمكن أبو جعفر من تأمين منطقة الجزيرة وما جاورها، فخلت من الثورات التي أشغلت الجيش العبَّاسي ردحًا من الزمن أثناء ولايته، والتزم أهلها بالطاعة لدولة الخلافة، خصوصًا بعدما رأوا من أبو جعفر وسيطرته التامة على الأمور في الجزيرة وأرمينية. لم يزل أبو جعفر واليًا على المنطقة الواسعة في شمال البلاد أربع سنوات، حتى وفاة السَّفَّاح وتوليه الخلافة في ذي الحجَّة سنة 136هـ / يونيو 754م، ليتولى يزيد بن أسيد السلمي شؤون الولاية خلفًا له.

### حصاره لابن هبيرة في واسط

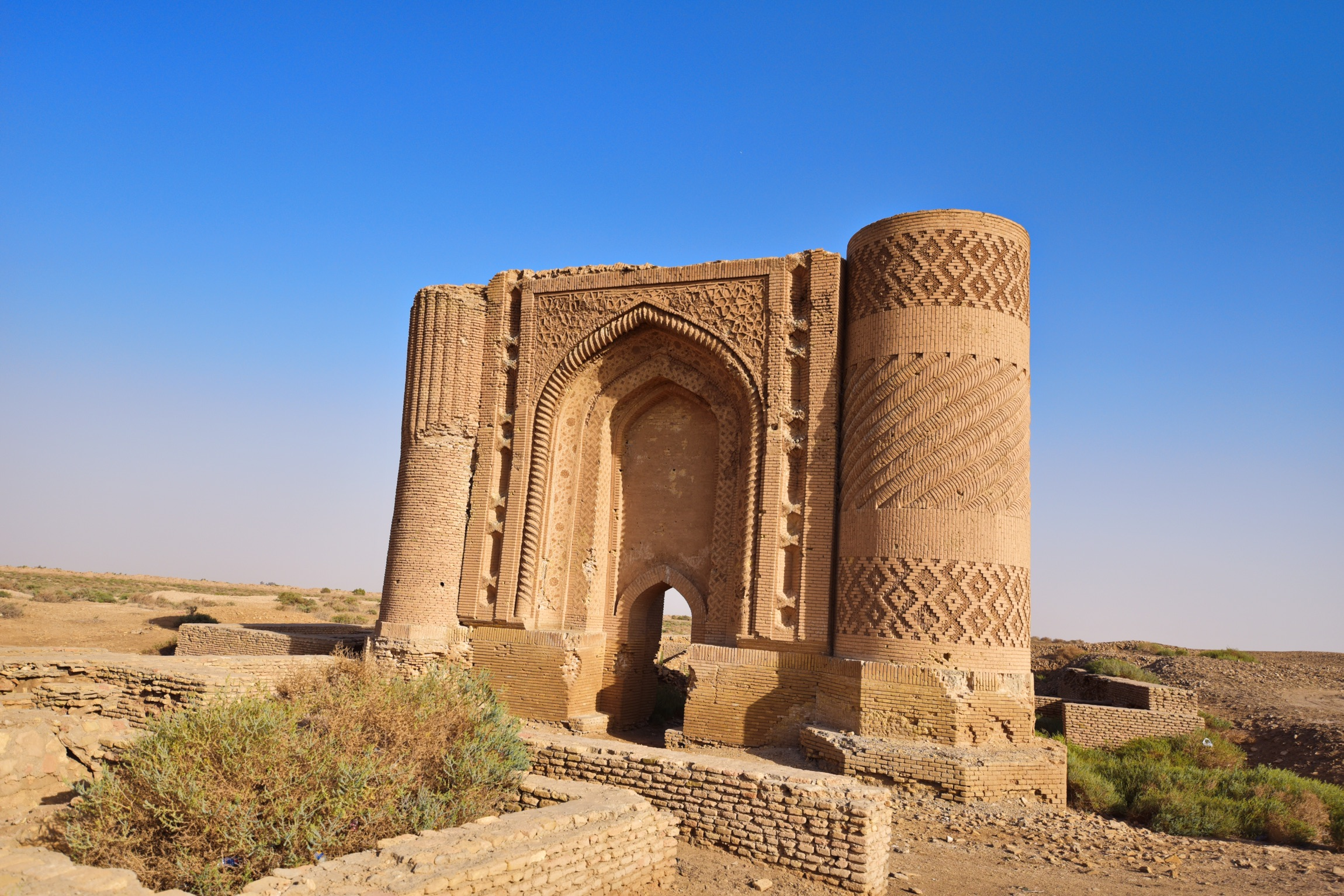
من آثار مدينة واسط التَّاريخيَّة، والتي تعرَّضت فيها المدينة لحصار خانق مدة 11 شهرًا بقيادة أبو جعفر ليستسلم ابن هُبَيرة لاحقًا. تقع في العراق المُعاصر (2018)

لم تكن هزيمة مروان بن محمد في معركة الزَّاب هي آخر متاعب العبَّاسيين مع أنصاره وفلوله، ففي أثناء قدوم العبَّاسيين بقيادة قحطبة بن شبيب الطَّائي إلى العراق وولديه وتمكنه من فتح الحصون والمدن فيها فيها سنة 131هـ / 749م، تخبَّط والي العراق الأموي يزيد بن عمر بن هُبَيرة والمعرُوف بابن هُبَيْرة، في العثور على موقع مناسب للصُّمود أمام العبَّاسيين، فقرَّر التوجه نحو واسط والتحصُّن بها ظانًا أنها مسألة مؤقتة وستأتي الإمدادات الأمويَّة. حاول قحطبة عبور الفرات لمُلاقاة أحد فلول بني أميَّة في الكوفة ليتوفى غرقًا، ليتولى ابنه الحسن إدارة الحرب بوصية منه. انهزمت الحامية الأمويَّة في الكوفة بعد معركة مع العبَّاسيين، وقرروا الخروج إلى ابن هبيرة، لتهبط معنويات الأخير لهزيمتهم، خصوصًا بعدما علم ما تركوه من الأموال والسِّلاح الكثير واستيلاء الحسن بن قحطبة عليهم. في بدايات الحصار، طلب غيلان الخُزاعي من الخليفة السَّفَّاح أن يمن عليه برجل من أهل بيته للمسير إلى واسط لكرهه الحسن بن قحطبة، فوافق السَّفَّاح لطلبه، وبعث أبو جعفر إلى واسط وكتب إلى الحسن قائلًا: «إن العسكر عسكرك، والقُوَّاد قُوَّادك، ولكن أحببتُ أن يكون أخي حاضرًا، فاسمع له وأطع وأحسن موازرته»، فاستقبله الحسن ووقَّره.

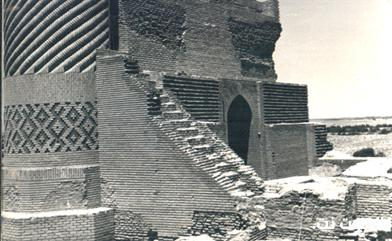
من آثار مدينة واسط التَّاريخية. (1970)

بعد قرابة 11 شهرًا من الحصار الخانق، أرسل ابن هُبيرة بطلب الأمان إلى أبو جعفر بعد مقتل مروان بن محمد وزوال الأسباب للمُقاومة وتردي الأحوال في المدينة، لتدور بينهما مراسلات كثيرة وتبادلوا السَّفارات بينهما وأعجبا ببعضهما. طلب أبو جعفر من السَّفَّاح إعطاء الأمان لابن هبيرة، فوافق في البداية ومكث ابن هُبيرة أربعين يومًا يُدقق في كتاب الأمان مع العُلماء، ثم وافق عليه ليرسله أبو جعفر إلى السَّفَّاح، غير أن أبو مُسلم الخُراساني نهى السَّفَّاح في رسالته عن مصالحة ابن هُبيرة، مُعللًا شرُّه، والخليفة لا يحبذ البت في مسألة دون مراجعة أبي مُسلم، فكتب إلى أبو جعفر بقتل ابن هُبيرة، فناشده أبو جعفر الوفاء بالصُّلح مرارًا، حتى كتب السَّفَّاح إليه: «والله لتقتلنه أو لأرسلن إليه من يخرجه من حجرتك ثم يتولى قتله». لم يجد أبو جعفر مناصًا من النزول على رأي الخليفة، على الرُّغم من أن الغدر له وقعٌ أليم في النُّفوس فضلًا لما رأى من نُبل ابن هُبيرة، فوكَّل أبو جعفر أمر قتله للحسن بن قحطبة، إلا أن الأخير أشار بأن ينفذ له رجل من مضر حتى لا تخرج فتنة قبليَّة إذا قتله يماني، فتوجَّه خازم بن خزيمة التَّميمي، ليُقتل ابن هُبَيرة مع أصحابه. رأى أبو جعفر استرضاء القادة الأمويين دعامة لقُوة العبَّاسيين وخلافتهم، في حين رأى أبو مُسلم وجود قادة أمويين بارزين في صفوف العبَّاسيين إضعافًا لمركزه، وبوجوب التخلُّص منهم، مما زاد من ضغينة أبو جعفر لإملاءاته على الخليفة.

### تعاظم نفوذ أبي مُسلم في خُراسان

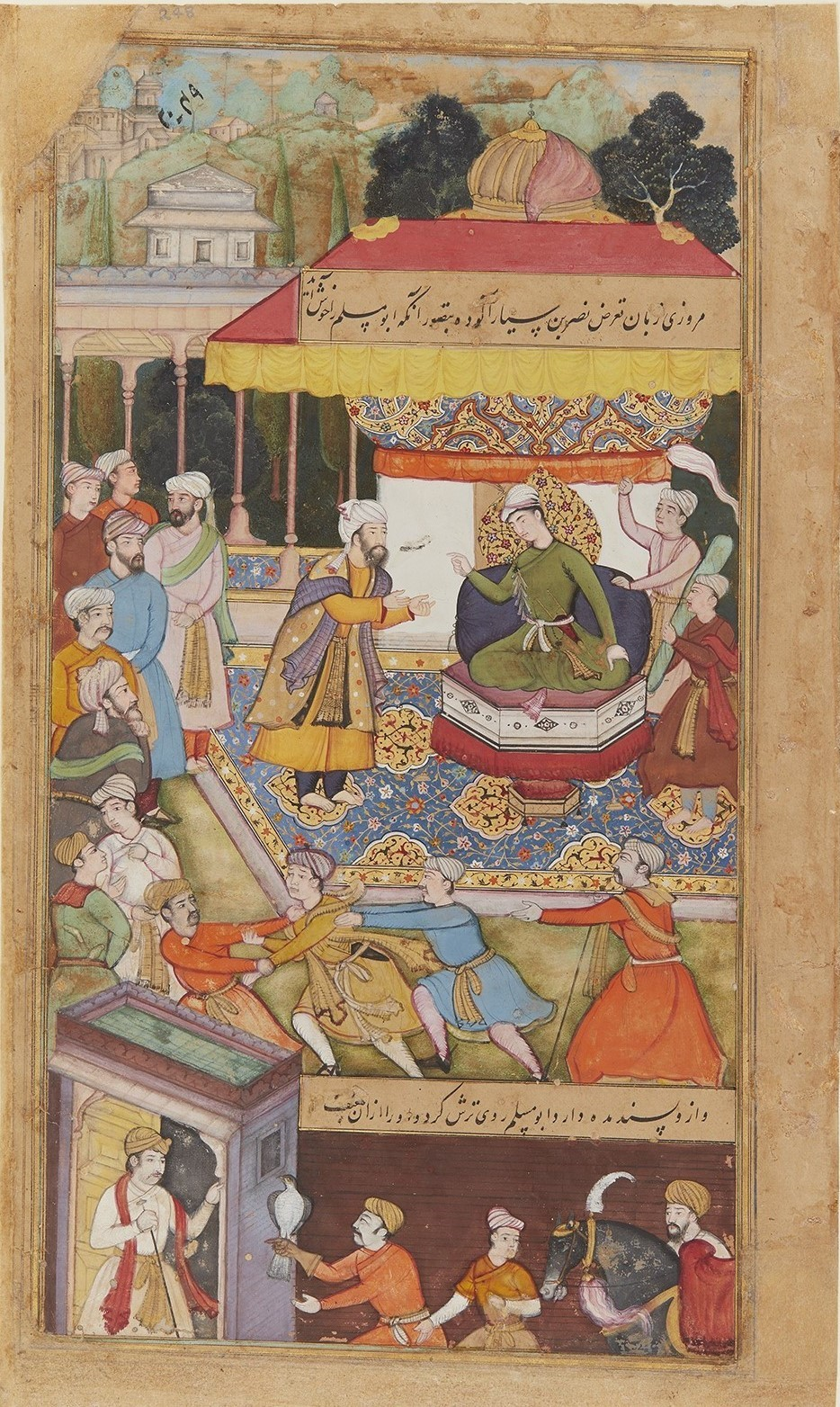
رسمٌ لأبي مُسلم الخُراساني يُعاقب أحد الأشخاص بعد ثبوت تهمة عليه، بريشة نصير الدين الطوسي.

يُعد أبي مُسلم المُلقَّب بأمين آل مُحمَّد، ذو سلطة منفردة بلا منافس، فيقتل بالظن مُسيطرًا على خُراسان بقوة السَّيف، ومع ذلك، فقد أحبه أهالي خُراسان وهابوه لِما له من علامات الرِّياسة ومواهب الزَّعامة، خصوصًا لأصله الموالي، ما يجعل الكثير منهم يطمئنون إليه بعد دولة تميَّزت عليهم بصبغتها العربيَّة. أدرك السَّفَّاح بحب أهل خُراسان لأبي مُسلم وخشي من تزايد سلطانه، فلم يكن أبي مُسلم مجرد واليًا عاديًا يُمكن عزله، بل زعيمًا دينيًا ومنقذًا في نظر العديد من الخُراسانيين، وفوق ذلك يتدخل في شؤون الدولة، إذ كان مُمثله عند السَّفَّاح، أبو الجهم بن عطية الباهلي. وبحلول السنوات الأخيرة من حكم السَّفَّاح، حاول اتباع الحيلة للتخلُّص من أبي مُسلم من خلال دعم ثورة زياد بن صالح الحارثي في بلاد ما وراء النَّهر على أبي مُسلم سنة 135هـ / 752 أو 753م، إلا أن أبي مُسلم تمكن من القضاء على ثورته سريعًا. أشار الكاتب خالد بن برمك لأبي العبَّاس بإظهاره تقوية جيش أبي مُسلم بهدف تحطيم مركزه، فأمر أبي مُسلم بإسقاط من لم يكن من أهل خُراسان من الجيش، ففعل ذلك ويبدو أن أبي مُسلم يتَّوق لتلك الخطوة، فأسقط أسماءً كثيرة خلال ثلاثة أيام، حتى قام إليه رجل ويبدو قربه من أبي مُسلم، قائلًا: «علام تسقط الناس أيها الرجل منذ ثلاث» فأخبره بالأمر وإسقاط من لم يكن خُراسانيًا، فرد عليه: «فابدأ بنفسك! فإنك من أهل أصبهان وقد دخلت في أهل خُراسان»، فوثب أبي مُسلم عن مجلسه وقال: «هذا أمر أحكم بليل» وفطن لما أريد به، وحين جاء الخبر للسَّفَّاح أبدى سروره.
استأذن أبي مُسلم الخليفة في القدوم عليه من خُراسان، فلم يفارقها منذ سنواتٍ طويلة، فقلق السَّفَّاح منه، وأمره بالقدوم عليه في خمسمئة من الجند، إلا أن أبي مُسلم قال: «إني قد وترت الناس ولست آمن على نفسي»، فرد عليه الخليفة بالقدوم مع ألف من الجند وأنه لا حاجة لاستكثارهم، قائلًا: «فإنما أنت في سلطان أهلك ودولتك وطريق مكة لا يحتمل العسكر» فأجاب أمره. وصل أبي مُسلم إلى مقر الخليفة في الأنبار مُنتقلًا من الهاشميَّة، فتلقاه القادة والوجهاء، ثم استأذن الخليفة لأداء الحج سنة 136هـ / يونيو 754م وغايته أن يكون أميرها، فأذن له السَّفَّاح في الحج، إلا أنه قال: «لولا أن أبا جعفر حاج لوليتك الموسم» فاغتاظ أبي مُسلم لذلك في إحدى المناسبات: «أما وجد أبو جعفر غير هذا العام!». في أثناء بقائه في مقر الخليفة، نصح أبو جعفر أخيه السَّفَّاح بضرورة التخلُّص من أبي مُسلم، وأنه سيتولى أمر قتله بنفسه حين يكون جالسًا معه، وبعد تردد كبير وافق السَّفَّاح، وبعد أن تهيء أبو جعفر لذلك، استهول السَّفَّاح تلك الخطوة وأرسل يطلب منه التوقف فورًا عمَّا ينوي، فكف أبو جعفر طاعةً لأخيه. وضَّح السَّفَّاح لأبو جعفر سبب تردده لصعوبة إنجازها، وحذَّره من ثورة الجند الخُراسانيين إذا أدركوا أن سيدهم قد قُتل وما زالت دولة بني العبَّاس فتيَّة، ومُحاطة بالمخاطر والتحديات لبقائها. توجه أبو جعفر وأبي مسلم إلى الحج، والأخير يعطي الأعطيات ويمنح الهبات ويحفر الآبار ويتقرَّب إلى الناس على طول الطريق، ولم يكن أبو جعفر كذلك، فزاد من نقمه على أبي مُسلم.

### عقد ولاية العهد لأبو جعفر ووفاة السَّفَّاح

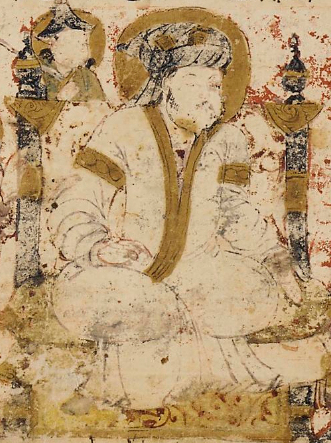
رسمة تخيُّليَّة لأول خُلفاء بني العبَّاس، أبو العبَّاس السَّفَّاح، من كتاب تاريخنامه لأبو علي البلعمي.

بعد إعلان خلافة السَّفَّاح وقبل وقوع معركة الزَّاب، دعا السَّفَّاح أهل بيته وعرض عليهم قيادة الجيش الذي سيخوض المعارك مع آخر خُلفاء بني أميَّة مروان بن محمد، ورُغبةً منه في تشجيعهم، قطع على نفسه عهدًا بأن يجعل ولاية العهد لمن يهزم مروان ويتتبعه، فتقدَّم عمَّهُ عبد الله بن علي بما عُرف عنه من إقدام واستهانة بالأخطار، وانتدب نفسه لقتال مروان، فانتصر عليه في الزَّاب، ثم فتح الشَّام وأخمد الثَّورات التي قامت آنذاك، مُرتكبًا المذابح الدمويَّة في الذُّكور من بني أميَّة، فأفنى معظمهم ولم يفلت منهم إلا رضيع أو من هرب إلى الأندلس. تردَّد السَّفَّاح في العهد بالولاية من بعده لعمِّه عبد الله بعدما رأى استهانته بالدماء وشُدته، فضلًا عن غضبه من قتله للعالم الزَّاهد عبد الواحد بن سليمان الأموي ليكتب إليه: «ألا يقتل أحدًا من بني أميَّة حتى يعلم به أمير المُؤمنين».
في خطوة لاحتواء عمِّه والتحلُّل من العهد الذي قطعه على نفسه، أصدر السَّفَّاح بتعيينه واليًا على الشَّام، في حين أرجأ مسألة الخلافة لاحقًا. في سنة 136هـ / 754م، اشتدت بأبي العبَّاس علته وعجز الأطباء عن مداواته، فقيل له أن يعهد بالخلافة إلى أبي جعفر، ووافق ذلك ما في نفس السَّفَّاح، فهو يرى بأبي جعفر حسن تدبير وفطنة وقدرة على أعباء الحكم، فعقد له الولاية ثم عقد ولاية العهد الثانية لابن أخيهما عيسى بن موسى وختم عليه بخاتمه وخواتيم أهل بيته ودفعه إلى عيسى، وأمره بإبقاء وصيته قيد الكتمان فلا يُعرف ما بها إلا بعد وفاته، تجنبًا للمشاكل مع عمه عبد الله، وحفاظًا على الخلافة في نسل أبيه مُحمَّد، فضلًا عن كراهة الخليفة للدماء، ولم يكن ميالًا لسفكها على غرار عمه عبد الله.
تُوفي السَّفَّاح يوم 13 ذي الحجَّة سنة 136هـ / 8 يونيو 754م في قصره بالأنبار عن عمر 33 سنة لإصابته بالجُدَري، وأبو جعفر يحج مع أبي مُسلم، فصلَّى عليه عمه عيسى بن علي، مُخلفًا وراؤه تسعة جباب، وأربعة أقمصة وبضعة أشياء، بعد حكم امتد أربع سنوات. عُد وفاة السَّفَّاح إيذانًا باشتداد الصِّراع بين الرجال الثلاثة الذين كانوا دعامة ملكه وقادة دولته، وهم عبد الله بن علي والي الشَّام، وأبو جعفر والي الجزيرة، وأبو مُسلم الخُراساني والي خُراسان. امتد سُلطان بني العبَّاس في عهده من بلاد ما وراء النَّهر والسِّند شرقًا حتى إفريقية غربًا، ومن أرمينية وأذربيجان شمالًا حتى اليمن جنوبًا، باستثناء المغرب الأقصى والأندلس لخروج الثَّورات وظهور الإمارات فيها منذ أواخر العصر الأموي.

## خلافة أبو جعفر المنصُور

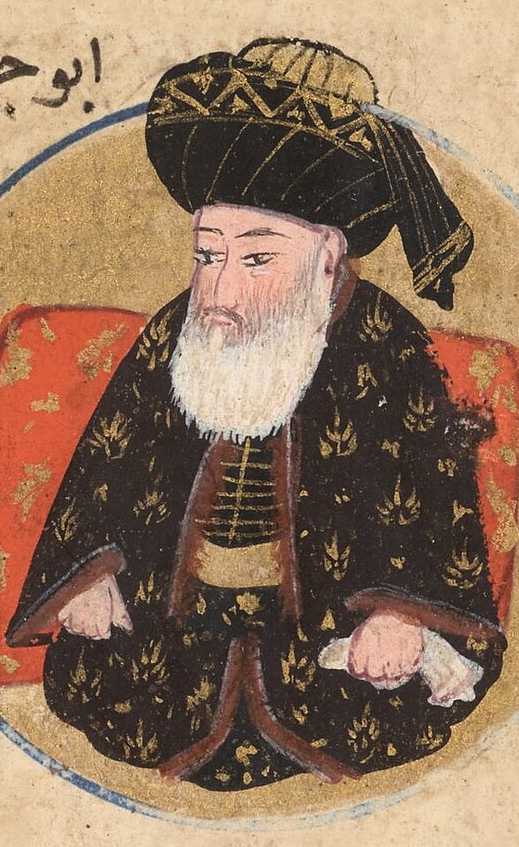
رسمٌ للخليفة أبو جعفر المنصُور، مرتديًا لباس السَّواد وعمامة مُخطَّطة بالأصفر المُذهَّب. (1598)

في أثناء طريق عودة أبو جعفرٍ من الحج، أتاه رسول من ابن أخيه عيسى بن موسى يُعلمه بوفاة الخليفة أبي العبَّاس، وبأخذ البيعة من كبار القادة وأهل بيته إليه. لم يكن أبي مُسلم الخُراساني قريبًا منه، فقد تقدَّم عليه سابقًا في الطريق للعودة إلى العراق، وحين علم بالخبر، توجَّه نحو معسكر أبو جعفر في الطريق وعزَّاه بوفاة السَّفَّاح وبايعه، غير أن الخليفة الجديد جزع من عمِّه عبد الله بن علي واحتمالية خروجه عليه، فهدأه أبا مسلم ووعده بأن يكفيه شره. وقيل أن أبا مُسلم لم يبايعه فورًا ومكث يومين منتظرًا حتى أعلن بيعته ترهيبًا لأبي جعفر. وقيل أن أبو جعفر كان في منزل من منازل طريق مكَّة يدعى زكيَّة، فلما جاءه الكتاب بايعه جُل الناس ومنهم أبو مسلم الخراساني، فقال الخليفة: «أمر يزكى لنا إن شاء الله تعالى». وعلى أية حال، فقد عجَّل الخليفة بالسير نحو الكوفة، فصلَّى بأهلها الجُمعة وخطب أمامهم وأعلمهم أنه راحلٌ عنهم، ثم توجه إلى الأنبار وأقام فيها مؤقتًا ليبدأ تسيير شؤون الخلافة في ذي الحجَّة سنة 136هـ / يونيو 754م، وعمره 41 عامًا، ولم يكن لُقِّب بالمنصُور بعد حتى سنة 145هـ / 762م.

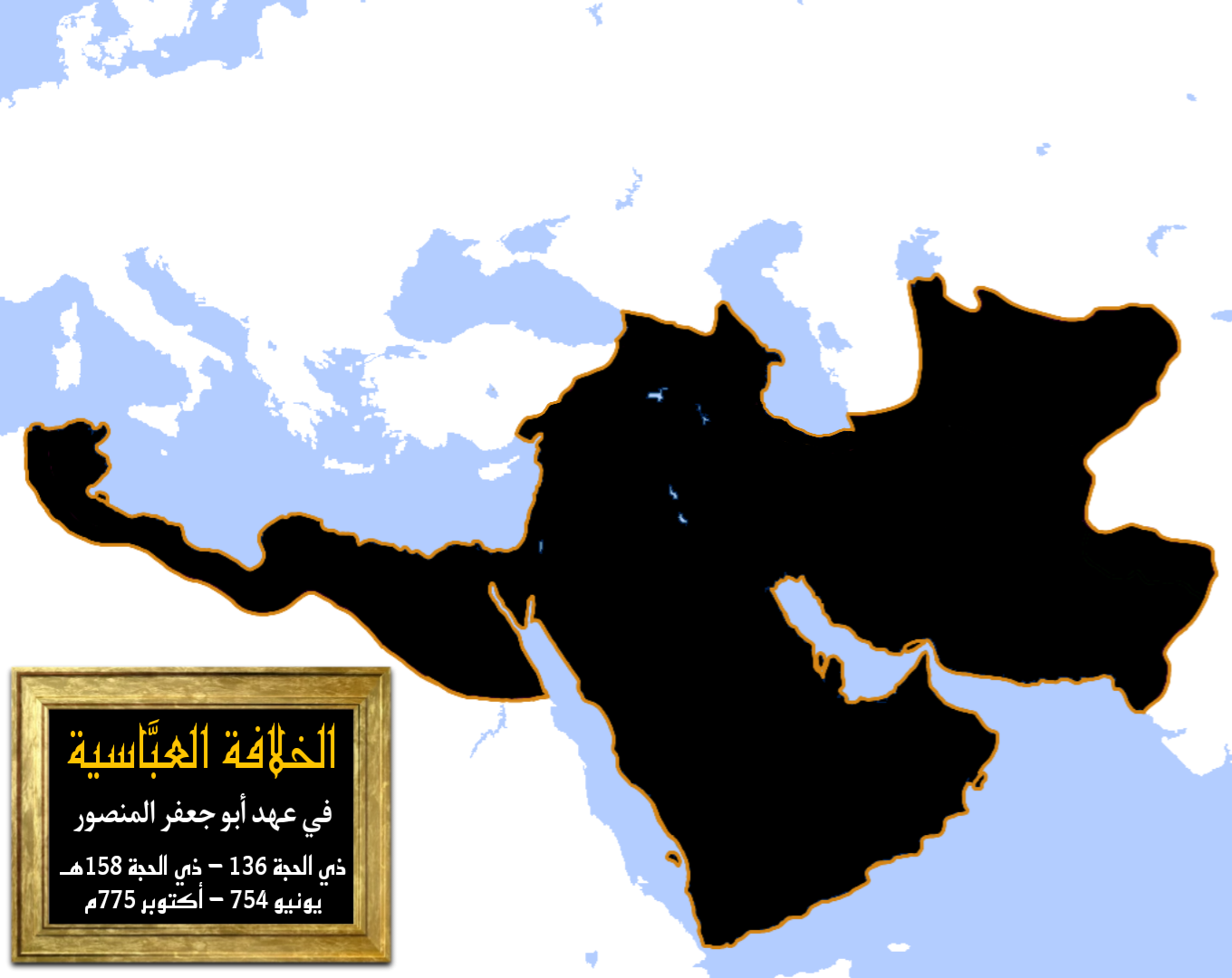
خريطة الدَّولة العبَّاسية في خلافة أبو جعفر المنصُور.

تولَّى أبو جعفر مقاليد الخلافة غير أن أساسها لم يتوطَّد بعد لدولة مترامية الأطراف وتمتلئ بالتحديات والاضطرابات على حُكمه. ومع أنه لم يعد يخشى منافسة بني أميَّة اثر مقتل معظمهم في خلافة السَّفَّاح، غير أن ثلاثة مخاطر تُحيط به، كلها أخطر من غيرها، تمثَّل أولها في منافسة عمِّه عبد الله بن علي لما كان له من نباهة الذَّكر بين الأسرة، ولتدبيره أمر جيوش الدَّولة من أهل خُراسان وأهل الشَّام والجزيرة والموصل الذي أمَّره عليهم السَّفَّاح قبل وفاته لغزو الرُّوم، وثاني المخاطر تمثَّلت بأبي مُسلم الخُراساني مؤسس الدَّولة وله من التمكين في تدبير الدَّولة ما لا يرضي أبو جعفر أن يكون له في الأمر شريك ذو سطوة وسُلطان مثله، فهو من قُوَّة شأنه وُنفوذه، قادر على خلعه واختيار رجلًا آخر للخلافة يكون تحت تصرُّفه وسلطانه، وآخر المخاطر تمثَّلت ببنو علي بن أبي طالب الذين لا يزال لهم في قلوب الناس مكان وأهمية، خصوصًا الرجل الطَّموح مُحمد بن عبد الله الحسني والذي عُرف لاحقًا بالنَّفس الزكيَّة. ومما زاد من هواجس الخليفة الجديد أبو جعفر، أن النَّفس الزكيَّة لم يحضر للسلام عليه حين حج في حياة أخيه السَّفَّاح مع من شهده من سائر بني هاشم. استطاع المنصُور مع مرور الوقت تثبيت أركان الدَّولة العبَّاسية بمقدرته وبفضل امتداد حكمه لمدة تقرب من 22 عامًا.

### تمرُّد عبد الله بن علي طلبًا للخلافة

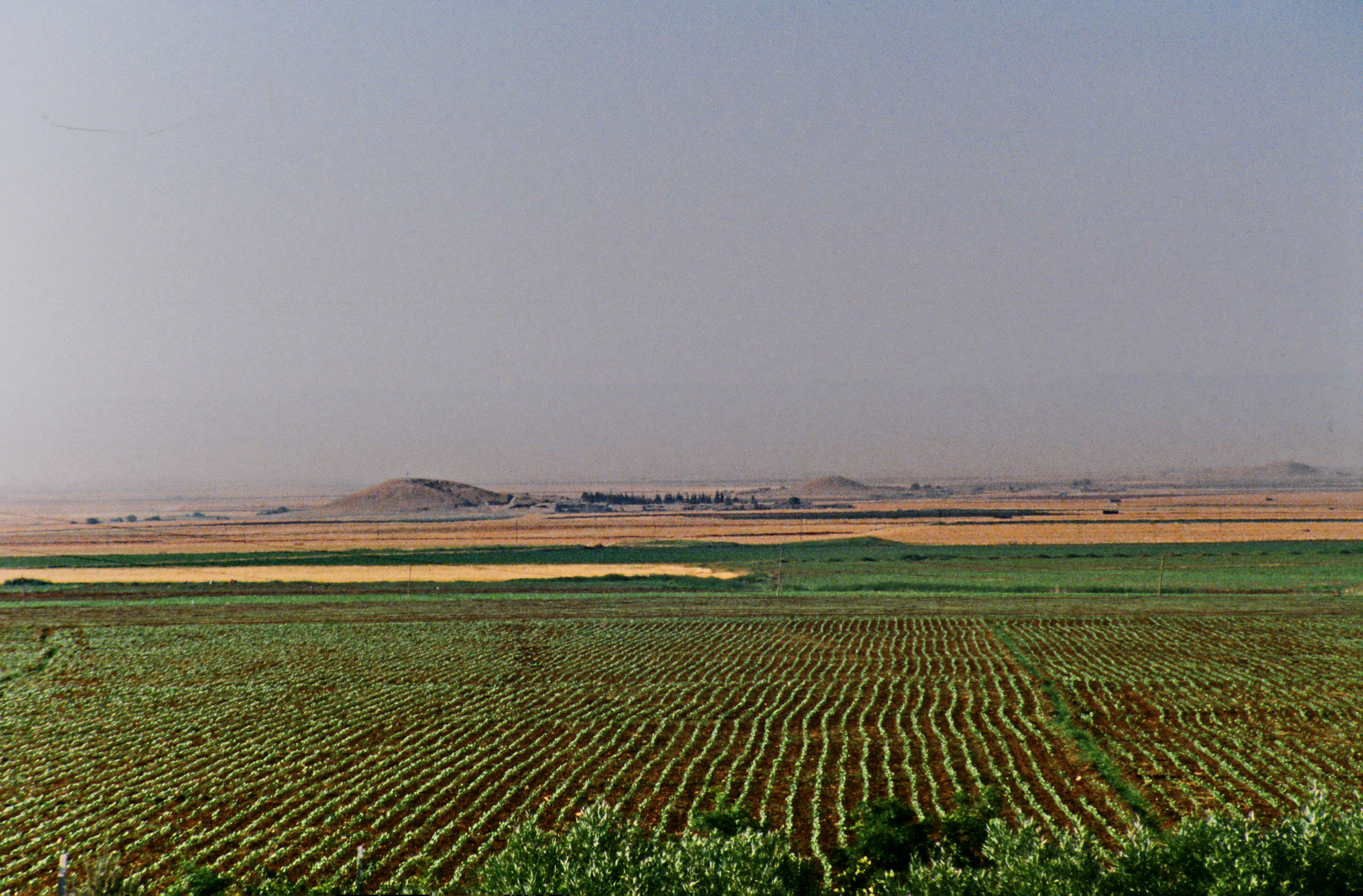
صورة لأحد سهول نصيبين الزِّراعيَّة، حيث جرت فيها المعارك بين عبد الله بن علي وأبي مُسلم الخُراساني. تقع نصيبين اليوم في تركيا المُعاصرة (1989)

كان عبد الله بن علي متوجهًا على رأس الجيش العبَّاسي من أهل الشَّام وخُراسان لغزو بلاد الرُّوم بتوجيه من السَّفَّاح، ليأتي خبر نعي الأخير من عيسى بن موسى، وأبلغه بضرورة بيعة أبو جعفر، فغضب وأمر المُنادي قائلًا: «الصلاة جامعة!»، فاجتمع الجُند والقادة حوله، قرأ عبد الله بن علي كتاب وفاة السَّفَّاح ودعاهم إلى بيعته بالخلافة، وأعلمهم بأن السَّفَّاح حين أراد توجيه الجنود لقتال آخر خُلفاء بني أميَّة مروان بن محمد، دعا ببني أبيه وأرادهم على المسير لقتاله قائلًا: «من انتدب منكم فسار إليه فهو ولي عهدي»، فلم ينتدب له غيره، وعلى هذا خرج وقتل من قتل، فشهد له بعض القادة مثل أخيه عبد الصَّمد بن علي. سار عبد الله بجيشه إلى حرَّان وتغلَّب على واليها.
وصلت الأنباء إلى الخليفة أبو جعفر، ورآها فرصة لضرب عمِّه بأبي مُسلم، وأيُّهما زال فقد زال شرُّهُ من طريقه. ورغم أن أبي مُسلم كان يشك بنوايا الخليفة لعدم وجود علاقة جيدة معه، إلا أن كاتبه ناشده الطَّاعة حتى لا يفقد أهل خُراسان ثقتهم به. سار أبُو مسلم بجيشٍ من الخُراسانيين إلى حرَّان، وأرسل الخليفة إلى والي أرمينية الحسن بن قحطبة وأخوه حميدًا بمُؤازرة أبي مُسلم فوافوه في الموصل وانضموا إليه في حملته. أخذ الخوف مبلغًا في نفس عبد الله بن علي من المُؤازرات وقدوم أبي مُسلم بجيش من الخُراسانيين، فقرَّر قتل ممن معه من أهل خُراسان، فأعدم الآلاف منهم، الأمر الذي أفقده ثقة جنده به. حين وصل خبر مقتلهم إلى أبي مُسلم، دبَّ الحماس في جنده من الخُراسانيَّة ثأرًا لدماء أهاليهم.
خرج عبد الله بن علي إلى نصيبين وخندق فيها، غير أن أبي مُسلم احتال للاستيلاء على موقع عبد الله لحصانته، وبمجرد خروج جيش عبد الله من نصيبين، دخل أبو مسلم في معسكرهم وعوَّر ما حوله من المياه. أنَّب عبد الله أصحابه وذكَّرهم برفضه للخروج منها، فأجمعوا على النزول إلى معسكر أبي مُسلم الذي كان فيه، والتقى الطرفان في وقعات عديدة لمدة خمسة أشهر، وجيش عبد الله أكثر فرسانًا وأكمل عدة، حتى التقوا في 7 جُمادى الآخرة سنة 137هـ / 27 نوفمبر 754م، وتمكن أبو مُسلم من القيام بخدعة جعلت جيش الشَّام ينحازون إلى الميمنة بإزاء الميسرة، ليتمكن من توجيه ضربة قاضية إلى قلب جيش عبد الله، فجال أهل القلب والميمنة من جيش عبد الله، وانهزم الأخير فارًا إلى البصرة، وأمَّنه أخوه سليمان بن علي. بعث الخليفة أبو جعفر مولاه أبو الخصيب لإحصاء ما أصابه أبو مُسلم من معسكر عبد الله بن علي، فغضب أبو مسلم وعظِم الأمر عنده حتى أراد قتله، غير أن أصحابه ذكروه بأنه مجرد رسول، فخلَّى سبيله وقال أمام أبو الخصيب غاضبًا: «أنا أمينٌ على الدماء، خائنٌ في الأموال؟!» وشتم أبو جعفر، فرجع أبو الخصيب إلى الخليفة وأخبره بما حدث.

### نهاية أبي مُسلم الخُراساني

#### المراسلات بين أبو جعفر وأبي مُسلم

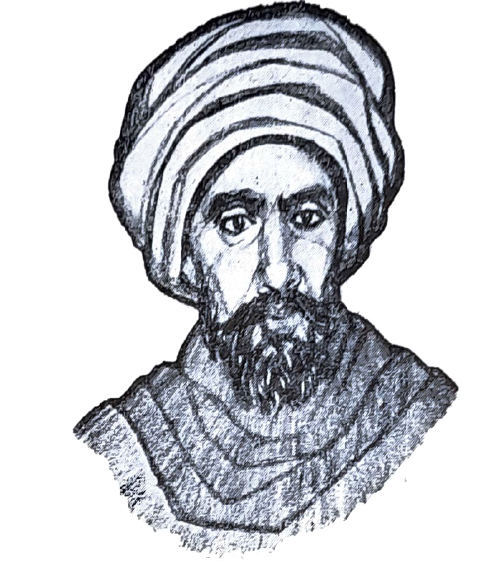
رسمٌ تخيُّلي لأبي مُسلم الخُراساني.

لم يكد أبي جعفر يستريح من مسألة عمِّه عبد الله بن علي، حتى وجَّه أنظاره نحو العدو الحقيقي الذي لن يستقيم مُلكُه بوجوده، مُستذكرًا ما حقق من هيمنة وعظمة في خلافة السَّفَّاح، إضافةً إلى أنه لم ينس ما قام به مع رسول الخليفة وما لذلك من أثر سيء في صورة أبو جعفر، فأراد إظهار الثقة نحوه خشية دخول ريبة في قلب أبي مُسلم حتى لا يمضي نحو خُراسان، فكتب إليه: «إني قد وليتك مصر والشام فهي خيرٌ لك من خُراسان، فوجه إلى مصر من أحببت وأقم بالشام فتكون بقرب أمير المؤمنين، فإن أحب لقاءك أتيته من قريب». وصل كتاب الخليفة إلى أبو مُسلم، فغضب قائلًا: «يوليني الشام ومصر، وخُراسان لي!»، فكتب الرسول إلى الخليفة بما جرى. خرج أبو مُسلم من الجزيرة متوجهًا إلى خُراسان ومُجمعًا على الخلاف والعداوة، فسار أبو جعفر من الأنبار إلى المدائن، وكتب إلى أبي مُسلم بالمسير إليه لأنه أراد مذاكرته بأشياء لا يحتملها حجم الكتاب، ووصل إلى أبي مُسلم وهو يسير في الزَّاب، فشعر بوجود خطر يُحاك عليه، فكتب إلى أبي جعفر بما يشوبه التحذير قائلًا: «إنه لم يبق لأمير المؤمنين أكرمه الله عدو إلا أمكنه الله منه، وقد كنا نروي عن ملوك آل ساسان أن أخوف ما يكون الوزراء إذا سكنت الدهماء، فنحن نافرون عن قربك، حريصون على الوفاء لك ما وفيت، حريون بالسمع والطاعة غير أنها من بعيد حيث يقارنها السلامة، فإن أرضاك ذلك فإنا كأحسن عبيدك، وإن أبيت إلا أن تعطي نفسك إرادتها نقضتُ ما أبرمتُ من عهدك ضنًا بنفسي».
وصل كتاب أبي مُسلم إلى أبو جعفر، فرد عليه مهدئًا: «قد فهمتُ كتابك، وليست صفتك صفة أولئك الوزراء الغششة ملوكهم الذين يتمنون اضطراب حبل الدولة لكثر جرائمهم، فإنما راحتهم في انتشار نظام الجماعة، فلِم سوَّيت نفسك بهم؟ فأنت في طاعتك ومناصحتك واضطلاعك بما حملت من أعباء هذا الأمر على ما أنت به ... وأسأل الله أن يحول بين الشيطان ونزغاته وبينك، فإنه لم يجد بابًا يُفسد به نيتك أوكد عنده وأقرب من الباب الذي فتحه عليك». أمر أبو جعفر عمه عيسى بن علي ووجوه بني هاشم الحاضرين بكتابة رسالة لأبي مُسلم يظهرون فيه تعظيم أمره وشكره ويحذرونه عاقبة البغي والخلاف على أمير المُؤمنين ويأمرونه بالرجوع إليه، ثم وجَّه أبو جعفر الكتاب إلى أبي حُميد المروروذي وطلب منه أن يُكلم أبا مُسلم بألين ما يُكلم به أحد، ويخبره بأن الخليفة سيُقرِّبه ويُصلح أمره إن صلح وعاد، فإن رفض واستمر على عناده وأيس من رجوعه تمامًا أن يقول مُهددًا: «يقول لك أمير المؤمنين لست من العبَّاس وإني بريء من مُحمَّد إن مضيت مُشاقًا ولم تأتني إن وكلت أمرك إلى أحد سواي، وإن لم ألِ طلبك وقتالك بنفسي، ولو خُضت البحر لخُضته، ولو اقتحمت النار لاقتحمتها حتى أقتلك أو أموت قبل ذلك». تمكن أبو حُمَيد من إقناع أبي مُسلم حين أيس منه في طلب الصُّلح، وعرض عليه تهديد أبو جعفر الخطير، ومما زاد عليه خوفه، مُكاتبة أبو جعفر لأبي داود خليفة أبي مُسلم على خُراسان، وأنه سيمنحها له ما بقي أبو جعفر بشرط مُكاتبة أبي مُسلم بالقدوم إليه، فكتب أبو داود إلى أبو مُسلم بأن لا يُعصي خُلفاء الله وأهل بيت نبيِّه ويُخالف إمامه وأن لا يرجع خُراسان إلا بإذنه، فزاده رعبًا وهمًا وشعر بأن الأمور قد سُلبت منه، فلم يبق له باب إلا الذهاب إلى المدائن ولقاء الخليفة. كتب أبي مُسلم بالقدوم إلى الخليفة، فقال أبو جعفر: «والله لئن ملأتُ عيني منه لأقتلنه».

#### مجيء أبي مسلم إلى المدائن ومقتله

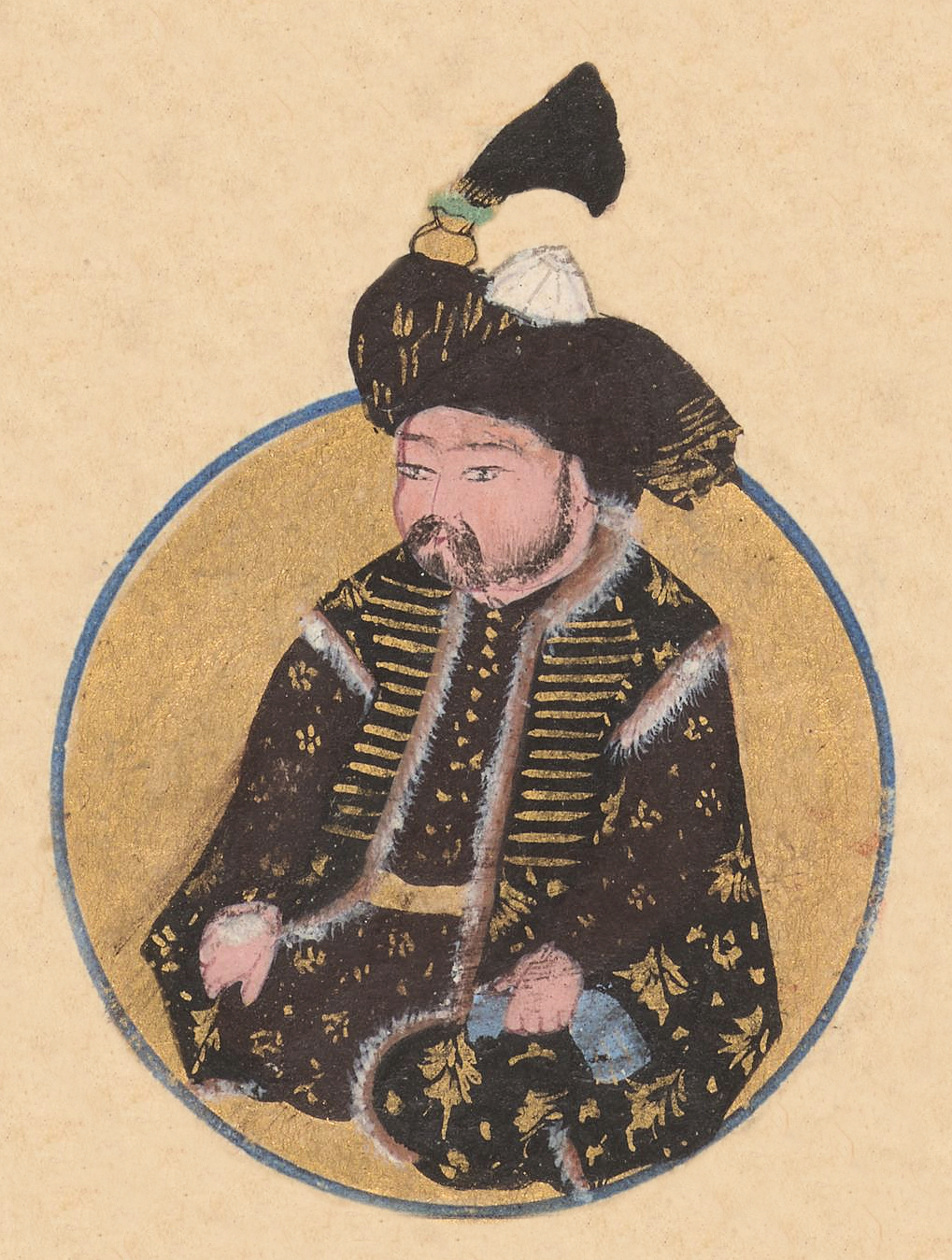
رسمٌ لأبي مُسلم الخُراساني، من كتاب السَّلسَلنامَه (1598)

أمر أبو جعفر بالاستعدادات لمُلاقاة أبي مُسلم، ووجَّه زُعماء بنو هاشم والناس باستقباله بما يُحب، فجاء في ثلاثة آلاف جندي إلى المدائن، ثم قدم فدخل متوترًا على الخليفة، ولم يغب عن عين أبو جعفر ما يُعانيه أبي مُسلم من الاضطراب الخفي، فتلطَّف معه وترفَّق به، وأمره بالانصراف ويُروِّح عن نفسه لملاقاته غدًا. وقيل أنه تردد عليه ثلاثة أيام كعادة العرب، ثم في يوم التنفيذ أو اليوم الرابع، أمر أبو جعفر عثمان بن نهيك صاحب الشُّرطة بالاستعداد لقتل أبي مُسلم، وطلب منه أربعة من أفضل حُرَّاسه، وأمرهم بالتمركز خلف الرواق حين يجتمع بأبي مُسلم، وأن علامة خروجهم حالما يُصفق بيديه، فيخرجوا لقتل أبي مُسلم. جرَّد البوَّاب أبي مُسلم من سلاحه، فدهش لذلك، وحين مثل بين يدي الخليفة، شكا إليه ما صنع به، فطيب أبو جعفر خاطره، وسأله: «أخبرني عن نصلين أصبتهما مع عبد الله بن علي»، فأراه أحدهما، فأخذه أبو جعفر ووضعه تحت فراشه وأقبل عليه حينئذ يُعاتبه ويحصي ذنوبه وقد تغيَّر وجهه شيئًا فشيئًا، وسأله: «أخبرني عن تقدمك إياي بطريق مكة»، فأجابه أبي مُسلم: «كرهت اجتماعنا على الماء فيضر ذلك بالناس فتقدمتك للرفق»، وسأله: «فجارية عبد الله أردت أن تتخذها؟» فنفى ذلك وأنه أمر بحملها في قُبَّة ووكَّل بمن يحفظها، ثم سأله عن مراغمته وخروجه إلى خُراسان، فقال أبي مُسلم:«خفت أن يكون قد دخلك مني شيء فقلتُ آتي خُراسان فأكتب إليك بعذري فأُذهب ما في نفسك»، وسأله عن المال الذي جمعه فيها، فأجابه بأنه أنفقه لتقوية الجند وإصلاح شأنهم.
كان أبو جعفر يطرح عليه الكثير من الأسئلة ومن الواضح أنه كان يحتملها منذ زمنٍ بعيد، فلما طال عليه عتاب أبو جعفر وأسئلته، قال أبي مُسلم: «لا يُقال هذا لي بعد بلائي وما كان مني»، فغضب أبو جعفر وقال: «يا ابن الخبيثة! والله لو كانت أمة مكانك لأجزأت، إنما عملت في دولتنا وبريحنا، فلو كان ذلك إليك ما قطعت فتيلًا»، فشعر أبي مُسلم بأنه مُقدمٌ على حدث يضرُّه، فقام إليه وقبَّل يده واعتذر منه، فرفض اعتذاره المُتأخر وأنه ما زاده إلا غضبًا منه، فقال أبو مُسلم في لهجة غير مكترثة: «دع هذا فقد أصبحت ما أخاف إلا الله تعالى»، فغضب أبو جعفر وشتمه ثم صفَّق بيديه، ليخرج الحرس من خلفه، وهجموا على أبي مُسلم بسيوفهم وهو يطلب العفو، فسبَّه أبو جعفر وقال: «العفو والسيوف قد اعتورتك!» والحرس يطعنون جسده. تمثَّل أبو جعفر ببيت شعرٍ بعد مقتل أبي مُسلم، قائلًا:

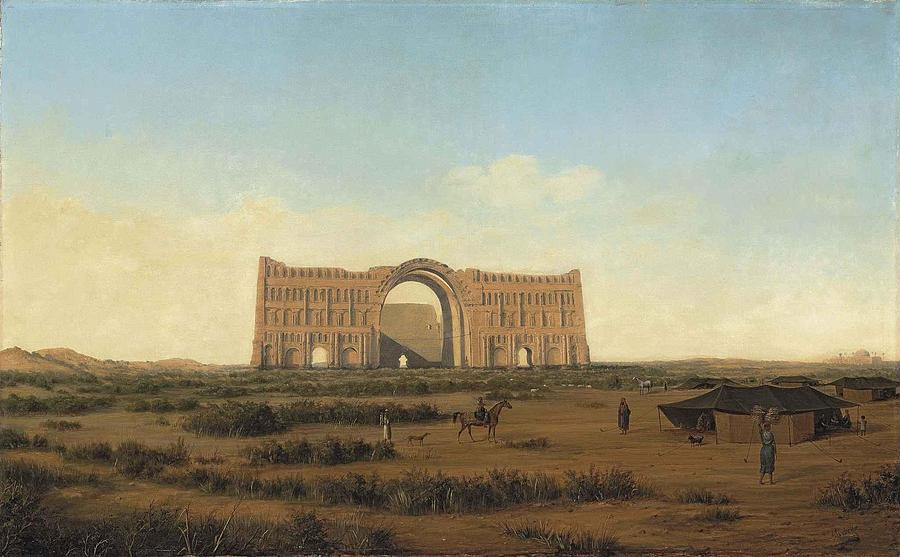
قُتل أبي مُسلم الخُراساني في المدائن، عاصمة الإمبراطورية السَّاسانيَّة البائدة. في الصُّورة قصر طاق كسرى في المدائن بريشة ساندور أليكساندر سفوبودا. (قبل 1896)

قُتل أبي مُسلم الخُراساني في 25 شعبان سنة 137هـ / 12 فبراير 755م. وفرَّق أبو جعفر بالجوائز لجند أبو مُسلم، فجعل في كُل صرة تُوزع عليهم ثلاثة آلاف درهم، ورمى إليهم بالصرر مع رأس أبي مُسلم. حين دخل وليُّ العهد عيسى بن موسى وعلم بمقتله، حزن لما جرى له فقال أبو جعفر مُوبخًا: «خلع الله قلبك! وهل كان لكم ملك أو سلطان أو أمر أو نهي مع أبي مسلم؟»، ودخل إليه جعفر بن حنظلة مُهنئًا وقائلًا: «يا أمير المُؤمنين عُدَّ من هذا اليوم لخلافتك»، وبذلك انتهى أبو جعفر من أخطر أعدائه وطابت خلافته. أرجف الناس بعد مقتل أبو مُسلم وتكلموا في الأمر، فقام أبو جعفر وخطب على الملأ، قائلًا: «أيها الناس لا تخرجوا من أنس الطاعة إلى وحشة المعصية، ولا تمشوا في ظلمة الباطل بعد سعيكم في ضياء الحق، إن أبا مُسلم أحسن مبتدأ وأساء معقبًا، وأخذ من الناس بنا أكثر مما أعطانا، ورجح قبيحُ باطنه على حسن ظاهره، وعلمنا من خُبث سريرته وفساد نيته ما لو علمه اللائم لنا فيه لعذرنا في قتله وعنَّفنا في إمهالنا، وما زال ينقض بيعته ويخفر ذمته حتى أحل لنا عقوبته وأباحنا دمه، فحكمنا فيه حكمه لنا في غيره، ولم يمنعنا الحق له من إمضاء الحق فيه»، وولَّى أبو جعفر، أبو داوُد خالد بن إبراهيم الذهلي على خُراسان وافيًا بوعده.

### ثورة سنباذ في خُراسان

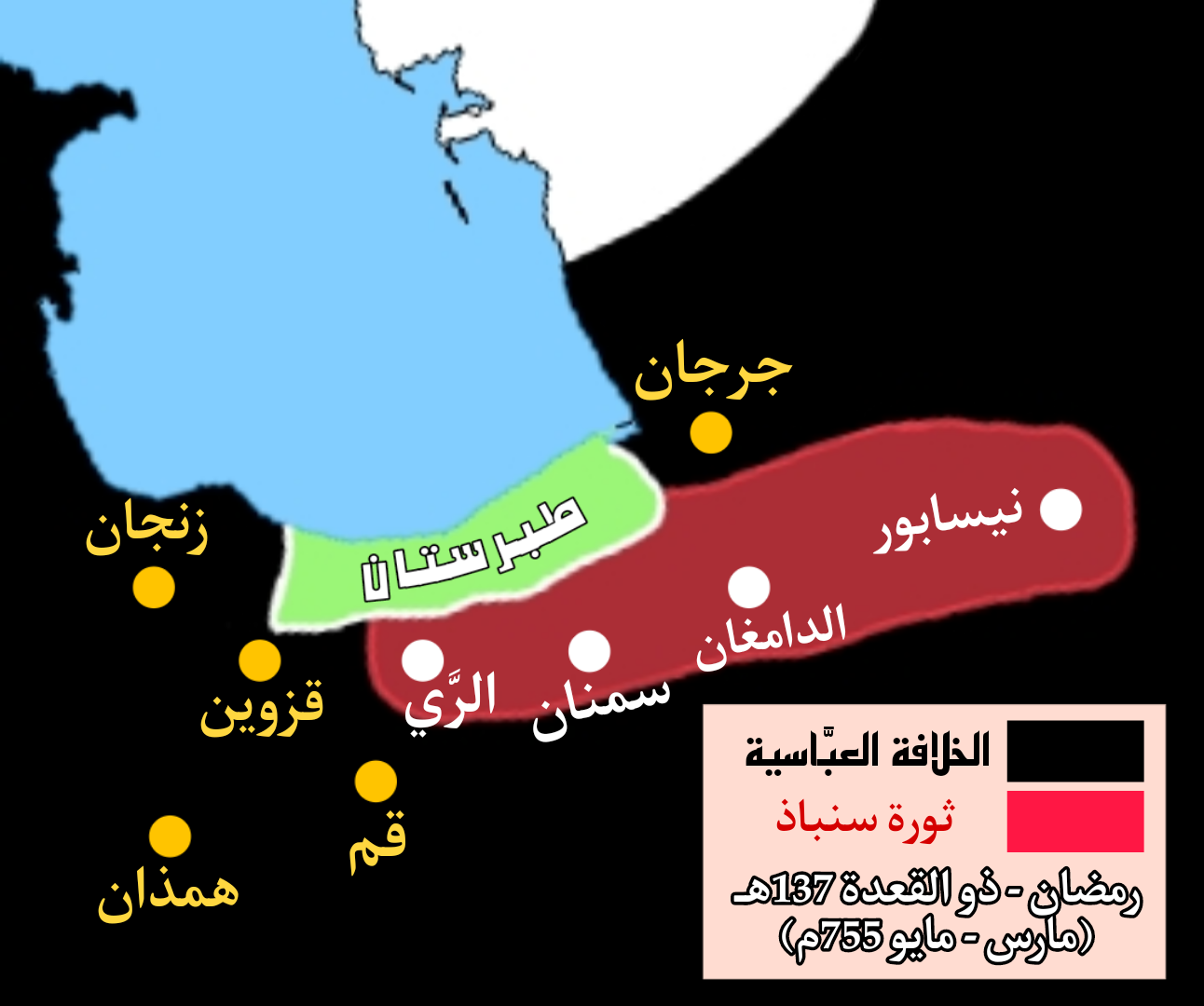
خريطة تُظهر تمدُّد ثورة سنباذ في سنة 137هـ / 755م.

وصلت أنباء مقتل أبو مسلم الخُراساني إلى أهالي خُراسان وعموم الفُرس كالصَّاعقة، فحزن الكثير منهم لما جرى له، وشعروا بأنهم فقدوا مُنقذهم وأهم شخصيَّة ظهرت منهم منذ الفتح الإسلامي لفارس، فانتهز المزدكيَّة والخُرَّميَّة والمجوسيَّة حالة السَّخط العامَّة على دولة الخلافة، وظهر سنباذ ثائرًا في وجه الخلافة شهر رمضان سنة 137هـ / مارس 755م، ليكون أوَّل الثَّائرين المُطالبين بدم أبي مُسلم، وادَّعى أنه لم يمت لكونه نطق باسم الله الأعظم قبل قتله فأصبح حمامة بيضاء وطار، فكثر أتباعه من مجوس خُراسان حُبًا لأبي مُسلم ولكونه موافقًا لمعتقداتهم الدينية السائدة، خصوصًا إيمان أبي مُسلم بفكرة الحُلول والتناسخ، لتتجمع الحشود حول سنباذ من أهل الجبال حتى بلغت تسعين ألفًا. انطلق سنباذ من خُراسان مُسيطرًا على مساحة شملت نيسابور، وقومس، حتى وصل الرَّي عاصمة ولاية الجبال، مُستوليًا على خزائن أبي مُسلم بعد تركها لأداء الحج في العام الذي تُوفي فيه السَّفَّاح، فسبى من المُسلمين ونهب الأموال وأظهر نيته في الزحف نحو الكعبة وهدمها.

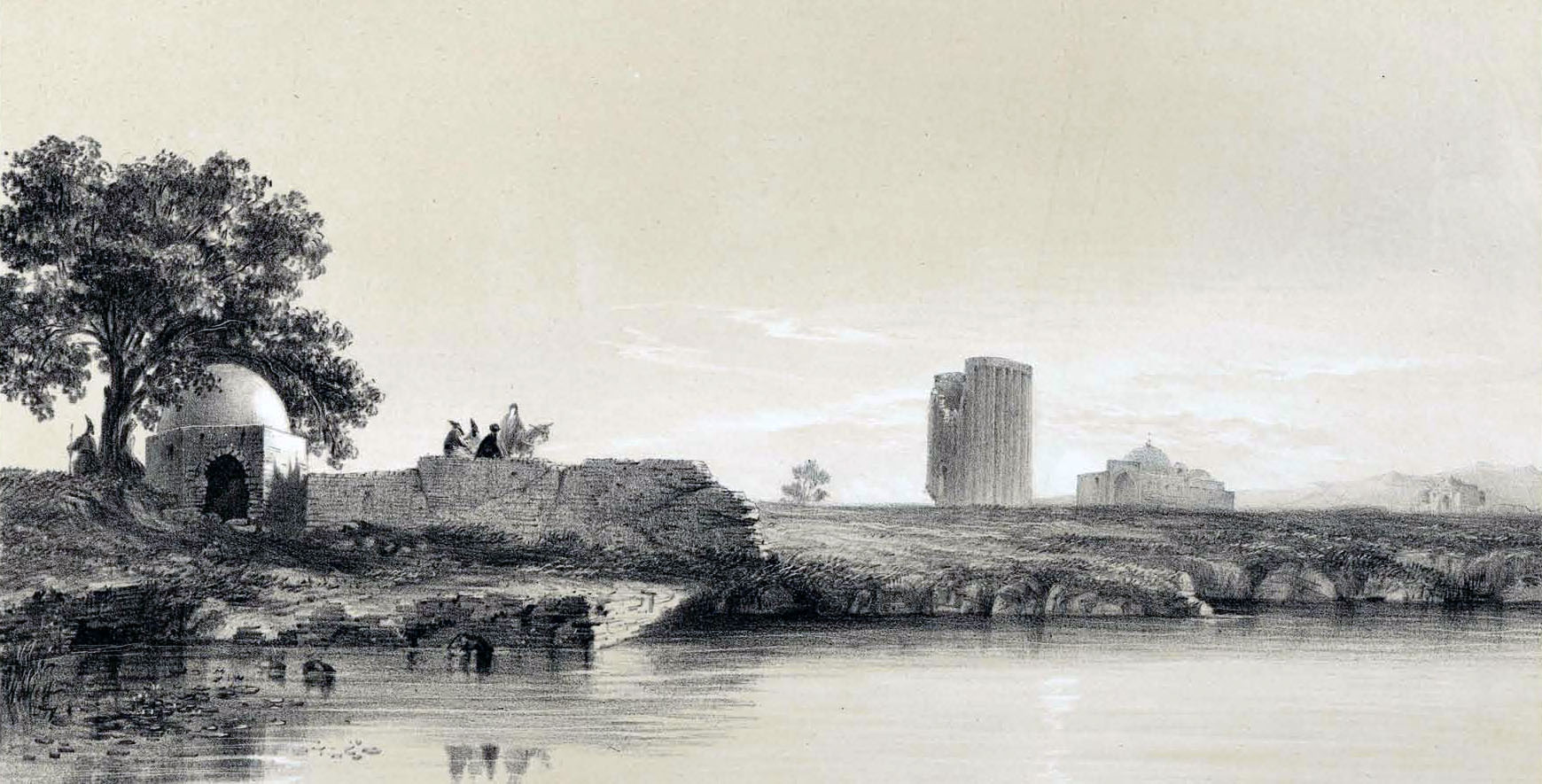
رسمٌ لمدينة الرَّي من بعيد، عاصمة ولاية الجبال قديمًا التي استحوذ عليها سنباذ خلال انتفاضته وانهزم بالقُرب منها. تعد اليوم جزءًا من طهران عاصمة إيران المُعاصرة. بريشة يوجين فلاندين (1840)

وجَّه الخليفة أبو جعفر قائده جمهور بن مرَّار العِجْلي على رأس عشرة آلاف فارس لمُحاربة سنباد، فالتقى الطَّرفان بين همذان والرَّي، وعزم جمهور على مطاولته، فلما تصافى الجمعان، قدَّم سنباذ السَّبايا من النساء المُسلمات على الإبل في الصف الأمامي، فلما رأين عسكر المُسلمين قمن في المحامل ونادين: «وا مُحمَّداه! ذهب الإسلام!»، فنفرت الإبل وعادت نحو عسكر سنباذ وهاجت عليهم فتفرَّق جند سنباد ليهجم الفُرسان المُسلمون نحوهم ويتتبعوهم قتلًا، حتى بلغت أعدادهم نحوًا من ستين ألفًا، وسُبيت ذراريهم ونسائهم. هرب سنباذ من الواقعة نحو طبرستان مُلتجئًا لصاحبها الأصبهبذ، فأرسل الأخير ابن عمِّه طوز، غير أن استخفاف سنباذ بطوز وتكبره عليه، جعله يثور ليضرب عُنُق سنباذ بين طبرستان وقومس، ثم كتب إلى أبي جعفر بقتله وأنه أخذ ما لديه من الأموال، فلم يرق ذلك لأبي جعفر وكتب إلى صاحب طبرستان يطلب منه الأموال، فأنكرها الأخير ودخل في مشكلة كبيرة لاحقًا مع الخليفة. كان بين خروج سنباذ ومقتله سبعين يومًا، أي انتهت بحلول ذو القعدة سنة 137هـ / مايو 755م لتتأجل حملة الصَّائفة بسبب ثورة سنباذ.
بعد انتصار جمهور بن مرَّار العِجْلي على سُنباذ سنة 137هـ / مايو 755م، قام العجلي بإحصاء ما لدى عسكر سنباذ ومن بينهم خزائن أبي مُسلم الثَّمينة، فطمع فيها ولم يُوجهها إلى أبو جعفر. وحين علم الخليفة بذلك، غضب وأرسل القائد محمَّد بن الأشعث الخُزاعِي على رأس جيشٍ عظيم نحو الرَّي، فهرب منها العجلي نحو أصبهان وتحصَّن بها، فأرسل إليه الخُزاعي عسكرًا من جيشه من الرَّي، فأشار بعض أصحاب العِجلي عليه أن يسير مع نُخبة جنده من العجم نحو الرَّي بعدما قيل له بقلة جنده، وإن ظفر بالخُزاعي فيها لم يكن لمن بعده بقيَّة. أبلغت الجواسيس الخُزاعي بما ينوي العجلي من التوجه إليه وهو في قِلَّة من جنده، فاستدعى بعسكر من خُراسان ليُقوي جبهته، ليلتقوا بقصر الفيروزان بين الرَّي وأصبهان، فاقتتلوا اقتتالًا عظيمًا سنة 138هـ / 755م، انتهى بهزيمة العجلي وفراره نحو أذربيجان، إلا أن بعضًا من أصحابه قاموا بقتله في إسباذروا، وحملوا رأسه إلى الخليفة أبو جعفر.

### تمرُّد عبد الجبَّار الأزدي في الرَّي

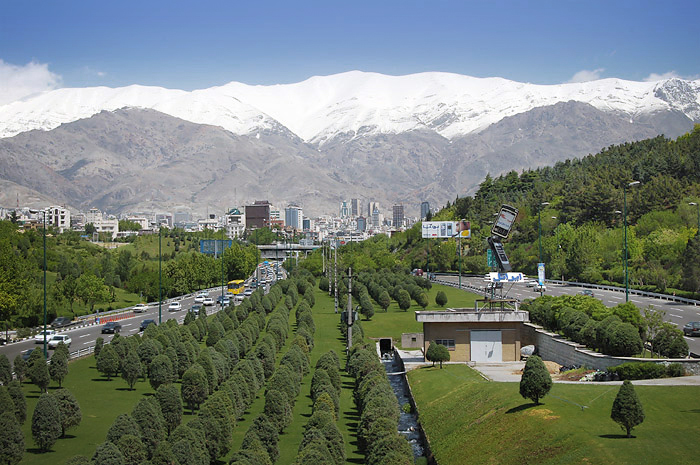
صورة مُعاصرة لجبال توجال من مدينة طهران، والتي كانت قرية صغيرة تتبع مدينة الرَّي قديمًا. (2006)

بعد مقتل أبي مُسلم ونهاية سنباذ، هدأت خُراسان لعامين، إلا أن احتجاجًا من الجنود الخُراسانيُّون على الوالي الذي قُتل بالخطأ، قد جعل المنطقة في فوضى بعض الشيء، فوجَّه أبو جعفر قائده عبد الجبَّار بن عبد الرَّحمن الأزدي في سنة 140هـ / 757 أو 758م، ليُنهي حركة الاحتجاج ويتولَّى أمر الولاية، فأخذ جماعة من القُوَّاد البارزين في دعوة بني العبَّاس اتَّهمهم بموالاة العلويين، فقتلهم وحبس جماعة منهم.
احتج أبو جعفر على أفعال الأزدي، وقال لكاتبه أبو أيُّوب المورياني: «إن عبد الجبار قد أفنى شيعتنا (أي أنصارنا)، وما فعل ذلك إلا وهو يريد أن يخلع»، فكتب إليه بالمسير لمُحاربة الرُّوم فتعلَّل الأزدي بأن التُّرك قد جاشت وأن تفريق الجنود ستخرج خُراسان من يد الخلافة. أشار أبو أيُّوب لعمل الحيلة من خلال إرسال كتاب آخر للأزدي يوضح فيه بنيَّة الخليفة إرسال عدد كبير من الجند يكفي لحفظ خُراسان، فلمَّا ورد الكتاب على الأزدي تعلَّل مرة أخرى قائلًا: «إن خراسان لم تكن قط أسوأ حالًا منها في هذا العام، وإن دخلها الجنود هلكوا لضيق ما هم فيه من الغلاء»، فلما وصل الكتاب إلى الخليفة ألقاه على أبو أيُّوب وأشار الأخير بنوايا الأزدي لخلع الطَّاعة.
وجه الخليفة أبو جعفر ابنه أبي عبد الله محمَّد (المهدي مستقبلًا) على رأس جيشٍ كبير ومعه القائد خازم بن خُزَيمة التَّميمي وأمره بنزول الرَّي في سنة 141هـ / 759م، وانطلق التميمي لحرب الأزدي، ثم توجه المهدي نحو نيسابور للاستعداد لقتال أصبهبذ طبرستان بأوامر الخليفة، فلما علم أهل مرو الرُّوذ، وهم من أنصار بني العبَّاس بقدوم المدد العبَّاسي بقيادة التميمي، ساروا بقيادة المُجشّر بن مُزاحم إلى الأزدي، والتقوا به لتدور معركة دامية، انتهت بأسر الأزدي في 6 ربيع الأوَّل سنة 142هـ / 6 يوليو 759م، ثم سلَّمه أهل مرو الرُّوذ للقائد التميمي، ليرسله إلى الخليفة. وصل الأزدي إلى أبو جعفر، فأمر بقطع يديه وقدميه عقابًا له ثم ضرب عُنقه، وأمر بنفي عياله إلى دهلك وهي جزيرة قرب اليمن.

### فتح طبرستان وضمِّها لدولة الخلافة

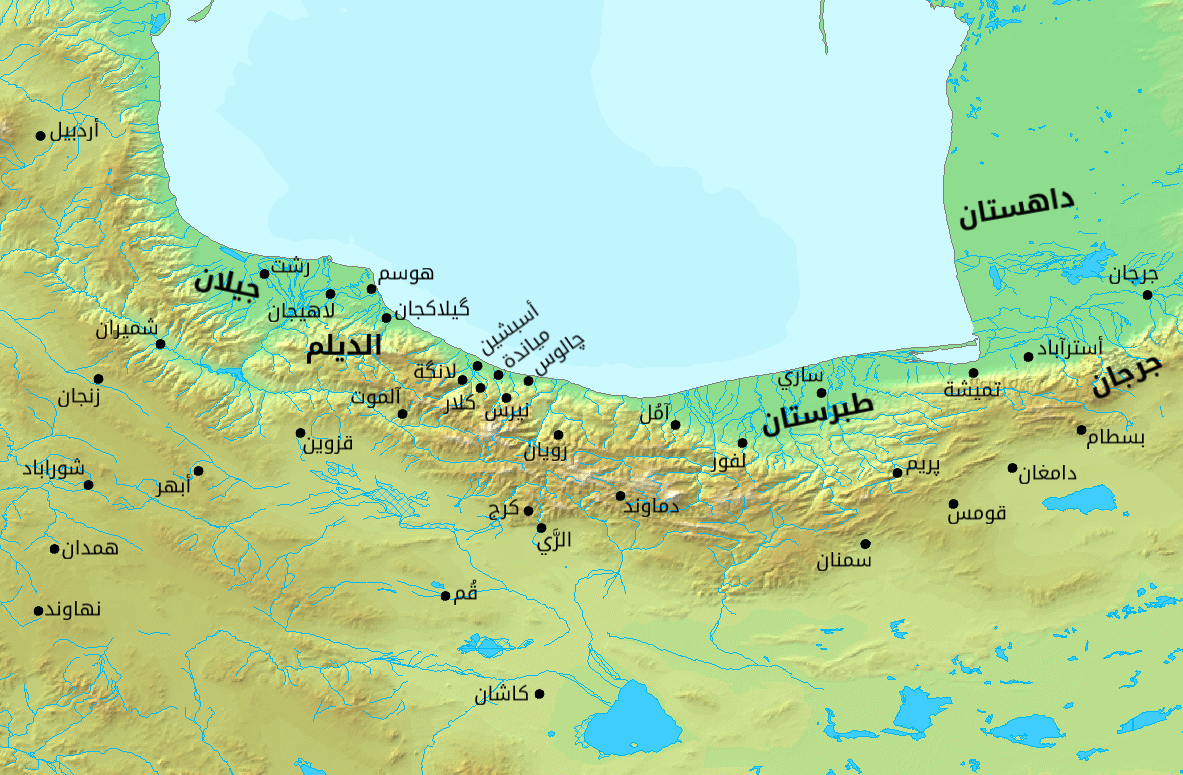
خريطة تُظهر منطقة طَبَرسْتان والدَّيلم.

بعد إخماد ثورة سنباذ، لاذ الأخير نحو الأصبهبذ خورشيد حاكم طبرستان لاجئًا إليه، وكليهما يُدينان بالمجوسيَّة، غير أن سنباذ قُتل بعد استخفافه بابن عم الأصبهبذ. كتب الخليفة أبو جعفر يطلب من الأصبهبذ الأموال لكونها له بعد قهر ثورته، فلم يجب الأصبهبذ وخلع الطَّاعة، خاصةً بعد تمرُّد جمهور العجلي ولاحقًا عبد الجبَّار الأزدي على الخليفة. بعد القضاء على تمرُّد الأزدي من أنصار العبَّاسيين، دون اشتراك القُوَّات العبَّاسية في القتال، وجد الخليفة فرصة ثمينة لفتح طبرستان، خصوصًا بعد ما أطلقه من نفقات لتجهيز الجيش، فكتب إلى ابنه المهدي بنزول الرَّي ليتخذها قاعدة لغزو طبرستان في سنة 141هـ / 758م، وأمره بإسناد عمليات الحرب لمولاه أبُو الخصيب مرزوق بن روقاء، والقائد المُخضرم خازم بن خُزَيمة التَّميمي، فسار أبو الخصيب متوغلًا في طبرستان حتى وصل إلى سارية.

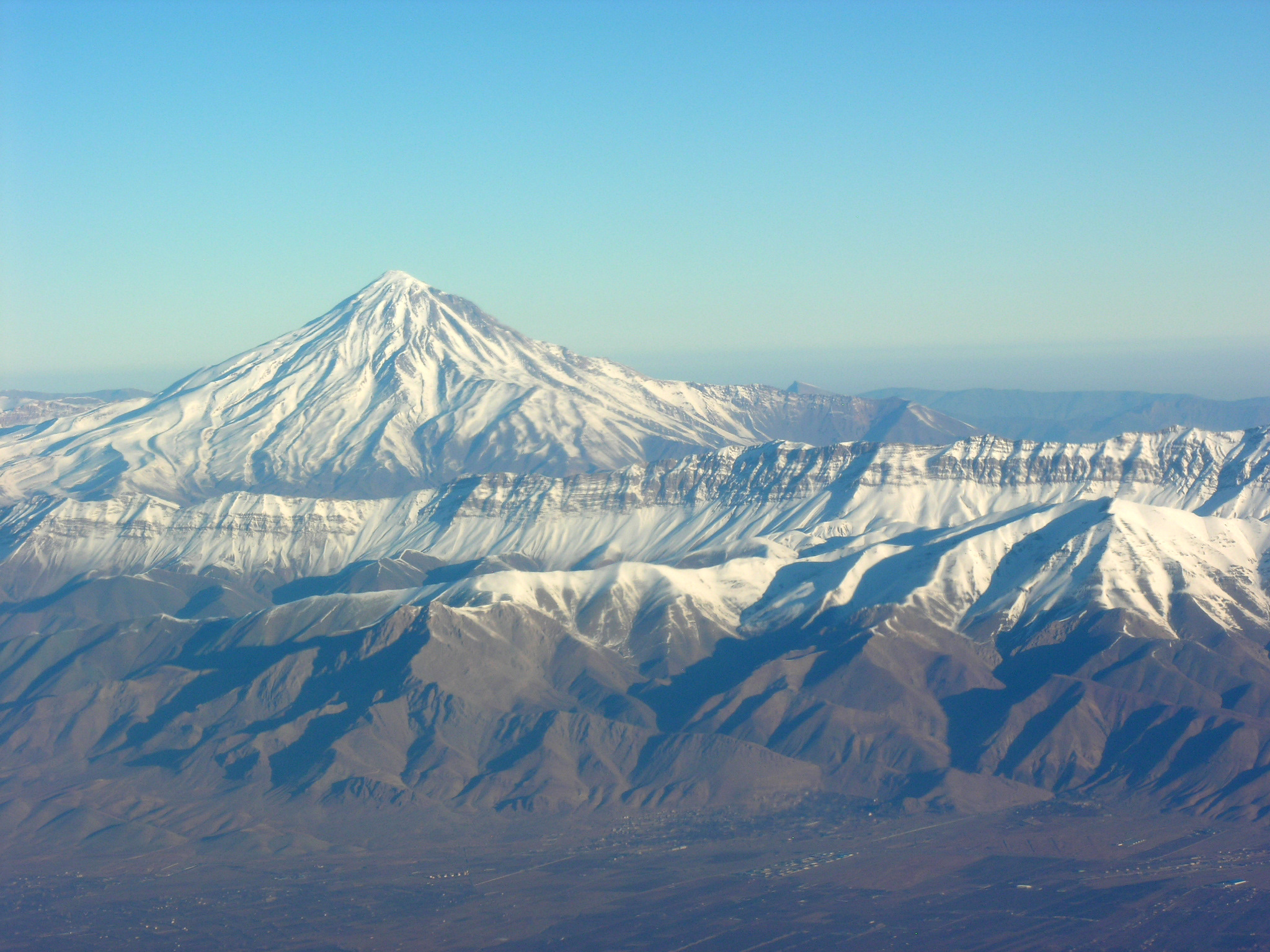
صورةٌ تُظهر جبل دنباوند من سلسلة جبال طبرستان التَّاريخيَّة (شمال إيران المُعاصرة)، والتي استعصى فتحها سابقًا من دُول الخلافة الإسلاميَّة لصعوبة مسالكها، وقساوة طبيعتها، حتى فُتحت للمرة الأولى في عهد الخليفة أبو جعفر المنصُور، ولم تكن الأخيرة.

كان الأصبهبذ خورشيد في ورطة حقيقية حين غزا العبَّاسيُّون أراضيه، فقد كان على وشك الدُّخول في حرب مع ملك دنباوند ويُلقَّب بالمصمغان، فعقدا الصُّلح بينهما، واجتمعا على مُحاربة المُسلمين القادمين، وانصرف الأصبهبذ بقُواته إلى بلاده ليجد الجيش الإسلامي في دياره، فاقتتلا، وطالت أيام الحرب بينهما، ليوجه الخليفة بالمدد بقيادة عمر بن العلاء، أعلم الناس بمواضع طبرستان ومسالكها، فاستولى على الرُّويان مُطلًا بذلك على بحر الخزر، ثم فتح قلعة الطاق قرب سمنان وغنم ما فيها. واستكمل التميمي فتح بقية أجزاء طبرستان، وتقهقر الأصبهبذ إلى قلعته مُعتصمًا بها. وتحت وطأة حصارها من قبل المُسلمين، طلب الأصبهبذ الأمان وبتسليمه القلعة وما فيها، فأحصى مندوب أبو جعفر ما في القلعة وانصرف الجيش الإسلامي من البلاد على هدنة بينهما. خرج الأصبهبذ خورشيد إلى جيلان من بلاد الديلم وتوفي فيها، ليخلفه قارن مُعلنًا استمراره على الهدنة في بدايته.

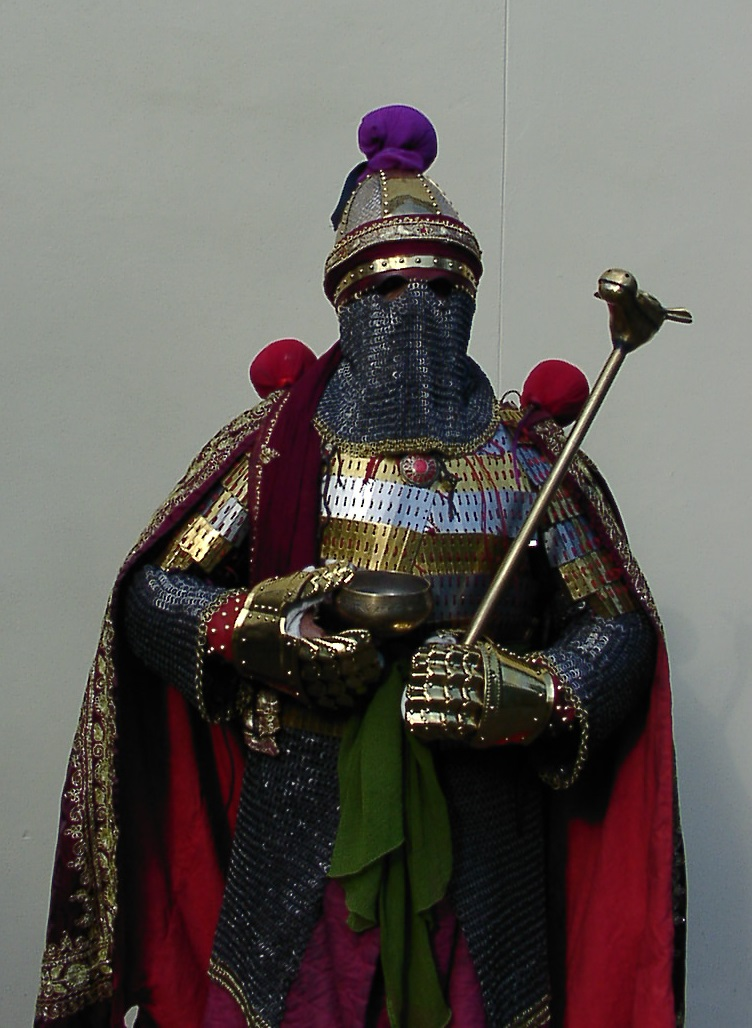
لباس الأصبهبذ أو صاحب طبرستان، من القرن السادس والسابع الميلادي، ويبدو التأثير السَّاساني الفارسي فيها واضحًا على اللباس. (2013)

لم يكن الأصبهبذ قارن خليفة خورشيد ينوي العمل تحت تأثير النُّفوذ الإسلامي الذي خلَّفه الهجوم الأخير، فجمع الأجناد وأظهر الانتقام، فقتل من كان في بلاده من المُسلمين، ناقضًا بذلك العهد المُبرم مع الخلافة سنة 142هـ / 759م. وصلت تلك الأخبار إلى الخليفة الذي بادر بتوجيه خازم بن خُزَيمة التميمي، وروح بن حاتم المهلبي وأبو الخصيب بهدف استئصال شر الأصبهبذ نهائيًا وإنهاء حُكمهم على المنطقة. اعتصم الأصبهبذ في الحصن وحوصر لمدة طويلة، قبل دخول القُوات الإسلاميَّة الحصن بحيلة ذكيَّة من أبو الخصيب، فقتلوا المُقاتلة وسبوا الذريَّة، وحين علم الأصبهبذ باقتحام المُسلمين قلعته، تناول السُّم في خاتمه ومات من فوره. وبوفاة الأصبهبذ وانتشار الجيش العباسي في رُبوع طبرستان وجيلان، فُتحت أخيرًا وأُلحقت بدولة الخلافة بعد استقلالها منذ عهد الأصبهبذ جيل بن جيلان شاه قبل 119 عامًا. عُين عمر بن العلاء واليًا عليها، فضبط المنطقة وأعاد الهدوء إليها. وقيل أن أبو الخصيب هو أول والٍ على طبرستان، لكونه بنى المسجد الجامع في سارية، ليُعد أول مسجد بني في طبرستان منذ بداية الإسلام.

### تعريب جبل لبنان

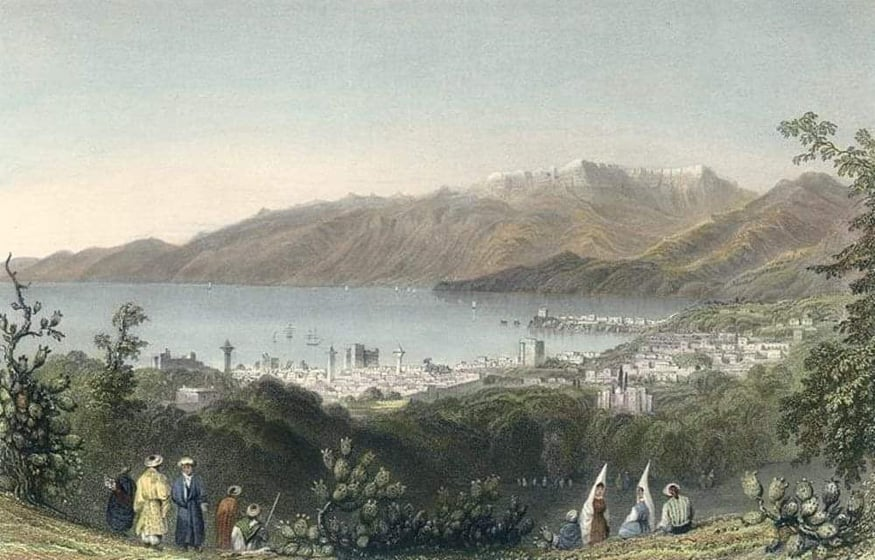
رسمٌ لإطلالةٌ على بيروت وجبالها قديمًا، أحد ثُغور الإسلام في العصرين الأموي والعبَّاسي أمام الغارَّات الرُّوميَّة البحريَّة. (1836)

خرج الخليفة أبو جعفر حاجًا في سنة 140هـ / 757 أو 758م، وبعد إتمامه أداء الحج، سار إلى فلسطين وزار بيت المقدس، ثم نزل دمشق. استقبل الخليفة خلال نزوله في دمشق وفد من قبيلة لخم اليمانيَّة العربيَّة، من القبائل المُهاجرة إلى شمال بلاد الشَّام بصحبة القائد المُسلم والصَّحابيُّ البارز خالد بن الوليد أثناء الفتح الإسلاميُّ للشام، فسكنوا المعرَّة واستقروا في نواحيها. ترأس الوفد الأميران المُنذر وأخوه أرسلان ابنا مالك اللخمي، وجرت بين الطرفين مباحثات ومطالب القبيلة، انتهت بموافقة الخليفة على إسكانهم في لبنان المُعاصرة، فكان أول نزولهم في حصن وادي تيم الله بن ثعلبة في جبال بيروت، ثم المغيثة (قرب مصيف صوفر المُعاصرة). يعتقد الباحث العراقي فاضل العاني أن الخليفة حقق بذلك عدة أهداف، منها تقوية العنصر العربي في المنطقة، والتقليل من إرسال الجيوش النظاميَّة، وتعزيز دفاعات الدولة من خلال منع الرُّوم من شن هجماتهم عبر المنطقة السَّاحليَّة.
تُوضح المُؤرخة اللبنانيَّة نجلاء أبو عزالدين، أن الخليفة استمر على سياسة الخُلفاء الأمويين في تعزيز دفاعات الدَّولة من هجمات الرُّوم البرِّيَّة والبحريَّة، مُكلفًا بذلك المستوطنين العرب بأعمال المراقبة من تلالهم المشرفة على البحر والدفاع عن الساحل من غارَّات الأعداء. اشتهر في عهد الخليفة، الإمام عبد الرَّحمن الأوزاعي من بيروت، والذي قدم على أبو جعفر للسَّلام في دمشق، وحين سمع الخليفة وعظ الأوزاعي ومدى علمه أعجب به بشدة. انتشر مذهب الأوزاعي في بلاد الشَّام لقرنين من الزمان لاحقًا حتى زحزحه كُلًا من الحنفيَّة والشافعيَّة، وجميعهم من المدارس الفقهيَّة السَّائدة في العالم الإسلامي. كان الأمير أرسلان بن مالك أحد مريدي الإمام الأوزاعي، ويُؤثر عنه قوله حين تُوفي الأوزاعي: «رحمك الله أبا عمرو، فوالله لقد كنت أخافك أكثر من الذي ولاني»، يقصد بذلك أبو جعفر. أكمل الخليفة طريقه عائدًا إلى العراق من خلال مروره بالشَّام والرَّقَّة حتى عاد لمقر حكمه في الهاشميَّة.

### ظهور الرَّاونديَّة وتأليههم الخليفة
بعد عودة الخليفة أبو جعفر من الشَّام سنة 141هـ / 758 أو 757م إلى مقر حكمه في الهاشميَّة، ظهرت طائفة دينيَّة غريبة مُتأثرة بأبي مُسلم في الهاشميَّة عُرفوا بالرَّاونديَّة نُسبةً لقرية راوند من نواحي نيسابور، وجُل مُنتسبيها من الخُراسانيُّون، فقالوا بتناسخ الأرواح وادَّعوا أن روح آدم حُلَّت في صاحب الشُّرطة عثمان بن نهيك، وأن جبرائيل هو الهيثم بن معاوية، وربهم الذي يُطعمهم ويسقيهم هو الخليفة أبو جعفر. فلما ظهر أمرهم، توجهوا إلى قصر الخليفة وقالوا: «هذا قصر ربنا» وطافوا حوله، فلما علم أبو جعفر بما يجري، أمر بأخذ زعمائهم فحبس 200 منهم، فغضب أتباع الحركة وأخذوا نعشًا فارغًا ومروا به على باب السجن ورموا به في حيلة لدخول السجن، فدخلوا وأخرجوا زعمائهم، ثم توجهوا نحو قصر أبو جعفر من جديد وعددهم نحو 600 رجل، فاضطَّرب سكان الهاشميَّة من الأحداث وغُلقت أبوابها منعًا لدخول أحد بدعم من بعض أهاليها، فخرج أبو جعفر من القصر ماشيًا لعدم وجود دابة. بعد خروج أبو جعفر من قصره، جيء له بدابَّة ليركبها، فتوجَّه نحو الرَّاونديَّة بسرعة شاهرًا سيفه ليُقاتلهم بنفسه، فتكاثر عليه الرَّاونديَّة حتى كادوا يقتلونه، إلا أن رجلًا ملثمًا أسرع نحو الخليفة وترجَّل من دابته مُدافعًا عنه، فقاتل الرَّاونديَّة قتالًا شديدًا، ولم يزل يقاتلهم حتى قُتل معظم الرَّاونديَّة. لم يبق منهم سوى القليل، فحاول عُثمان بن نهيك محادثتهم ليُرمى بسهم بين كتفيه فمرض أيامًا حتى مات وصلَّى عليه الخليفة، ثم جاء القائد خازم بن خُزَيمة التَّميمي وأبادهم جميعًا. أعجب أبو جعفر كثيرًا بأداء الرجل الملثم فسأله عن هويته بعد نهاية المعركة، فكشف عن نفسه قائلًا: «طلبتُك يا أمير المُؤمنين، معن بن زائدة»، فاندهش الخليفة وقال: «آمنك الله على نفسك ومالك وأهلك، مثلك يُصطنع». كان معن بن زائدة الشَّيباني مُستترًا من الخليفة بسبب وقوفه مع ابن هُبيرة في حصار واسط قبل نحو ثمانية سنوات، وأبو جعفر قد بذل الأموال في البحث عنه كثيرًا، فعفا عنه بعد ما ظهر من شجاعته وقرَّبه منه وأكرمه لاحقًا. يعد يوم الرَّاونديَّة من أكبر الأسباب لبحث أبو جعفر على موضع مناسب لعاصمته، فشيَّد بغداد وانتقل إليها لاحقًا في صفر سنة 146هـ / مايو 763م.

### ثورة العلويين طلبًا للخلافة

#### خلفية الأحداث
| بسم الله الرَّحمن الرَّحيم، من عبد الله عبد الله أمير المؤمنين إلى محمد بن عبد الله،﴿إنما جزاء الذين يحاربون الله ورسوله ويسعون في الأرض فسادا أن يقتلوا أو يصلبوا أو تقطع أيديهم وأرجلهم من خلاف أو ينفوا من الأرض ذلك لهم خزي في الدنيا ولهم في الآخرة عذاب عظيم﴾ [المائدة:33]، ولك عليَّ عهد الله وميثاقه وذمته وذمة رسوله صلَّى الله عليه وسلم إن تبت ورجعت من قبل أن أقدر عليك أن أؤمنك على نفسك وولدك وإخوتك وأهل بيتك ومن اتبعكم على دمائكم وأموالكم، وأسوغك ما أصبت من دم أو مال، وأعطيك ألف ألف درهم، وما سألت من الحوائج، وأنزلك من البلاد حيث شئت، وأن أطلق في حبسي من أهل بيتك، وأن أؤمِّن كل من جاءك وبايعك واتبعك أو دخل معك في شيء من أمرك، ثم لا أتبع أحدًا منهم بشيء كان منه أبدًا، فإن أردت أن تتوثق لنفسك فوجَّه إليَّ من أحببت يأخذ لك من الأمان والعهد والميثاق ما تتوثَّق به، والسَّلام. |
| —نص كتاب الأمان من أبو جعفر المنصُور للنَّفس الزكيَّة |

بعد زوال حكم بني أميَّة وتولي بني العبَّاس خلافة الأمة الإسلاميَّة منذ خطبة أبي العبَّاس السَّفَّاح في ربيع الأول سنة 132هـ / أكتوبر 749م، هدأ العلويين طيلة فترة السَّفَّاح ظنًا منهم بأنها ستكون خلافة هاشميَّة أي تشمل أبناء العم من العبَّاسيين والعلويين على الرُّغم من اعتقادهم بأحقيتهم في الخلافة، إلا أنه بعد وفاة السَّفَّاح بدأ اليأس ينتشر بينهم، فها هو أخوه أبو جعفر تولَّى الخلافة والسَّفَّاح قد عهد بولاية العهد لابن عمِّه عيسى بن موسى، ثم نشب الصراع بين الخليفة أبو جعفر وعمِّه عبد الله بن علي، أي أن القوم لا يقبلون بأحد خارج بني العبَّاس للخلافة، وبدا الأمر واضحًا وجليًا لهم أن أبناء عمومتهم قد استحوذوا على الخلافة بينهم. وقيل أن أبو جعفر قد بايعه قبل خلافة بني العبَّاس.
كان الخليفة أبو جعفر مُتنبهًا وقلقًا من الرجل العلوي الطَّموح محمد بن عبد الله والمُلقَّب بالنَّفس الزكيَّة، ورصد تحرُّكات ودعوات تطالب وتدعو للنَّفس الزكيَّة، ومما زاد من قلق الخليفة، أن النَّفس الزكيَّة كانت له تجربة ثوريَّة قبل زوال الخلافة الأمويَّة في عهد مروان بن محمد. انشغل أبو جعفر في التخلُّص من ثورة عمِّه عبد الله بن علي وقتل أبي مُسلم، وهما من كانوا يشكلون الخطر الأكبر له، وبعد استقرار أمور الدَّولة إلى حدٍ كبير، وجَّه همته لمراقبة هذه الدعوة وإبقائه مُطلعًا على أحوالها، فدس جاسوسًا له، وأثبت الأخير للخليفة أن الحركة تعمل بنشاط وكتمان في خُراسان أيضًا، وأنه يقف خلفها قائدين، هما محمد بن عبد الله النَّفس الزكيَّة، وأخوه إبراهيم بن عبد الله. لم يصل أبو جعفر لما يريد طوال أربعة أعوام للعثور على الأخوين المُستترين، فأمر بحبس معظم أهلهم وأبناء عمومتهم من الحسنيين ونقلهم من المدينة المُنوَّرة مع أنصارهم نحو الهاشمية في سنة 144هـ / 761م، ومات بعضهم في السجن.

#### ثورة النفس الزكيَّة في المدينة
قام أبو جعفر بعمل الحيلة من خلال دسه لبعضًا من مواليه في صُفوف الأخوين، وقاموا بدور التحريض على الخروج والإعلان، وأوهموا بأن صفوف الدعوة في ازدياد وقوة، فانغر محمد النَّفس الزكيَّة واستعد للثَّورة في المدينة المُنوَّرة قبل الموعد المتفق فيه مع أخوه إبراهيم بن عبد الله في البصرة، فقد كانوا متفقين على الثَّورة في نفس الوقت إلا أن إبراهيم كان مريضًا وعجز عن الخروج. ثار النَّفس الزكيَّة في 1 رجب سنة 145هـ / 24 سبتمبر 762م، لتنزل بمثابة المفاجأة الصَّاعقة لأبو جعفر، بعد أن بحث عنه في مشارق الأرض ومغربها، وإذ يظهر في المدينة نفسها. التف حول النَّفس الزكيَّة، العديد من أنصاره ومُؤيديه ومن يُفضل البيت العلوي على العبَّاسي، ولقَّب نفسه بالمهدي وأشاع بأنه المهدي الموعود. استحوذ النَّفس الزكيَّة على بيت المال في المدينة وحبس الوالي، فاستولى على المدينة وخطب في الناس وأعلمهم بأنه الأحق في الخلافة، وأخبرهم أنه ما من أرض في ديار الإسلام إلا وأُخذ له بالبيعة فيه، العبارة الأخيرة دليلٌ على نجاح خطة أبو جعفر في الإسراع من ظهوره ومنحه الشُّعور بأن أمره ذاع وانتشر في بلاد الإسلام.

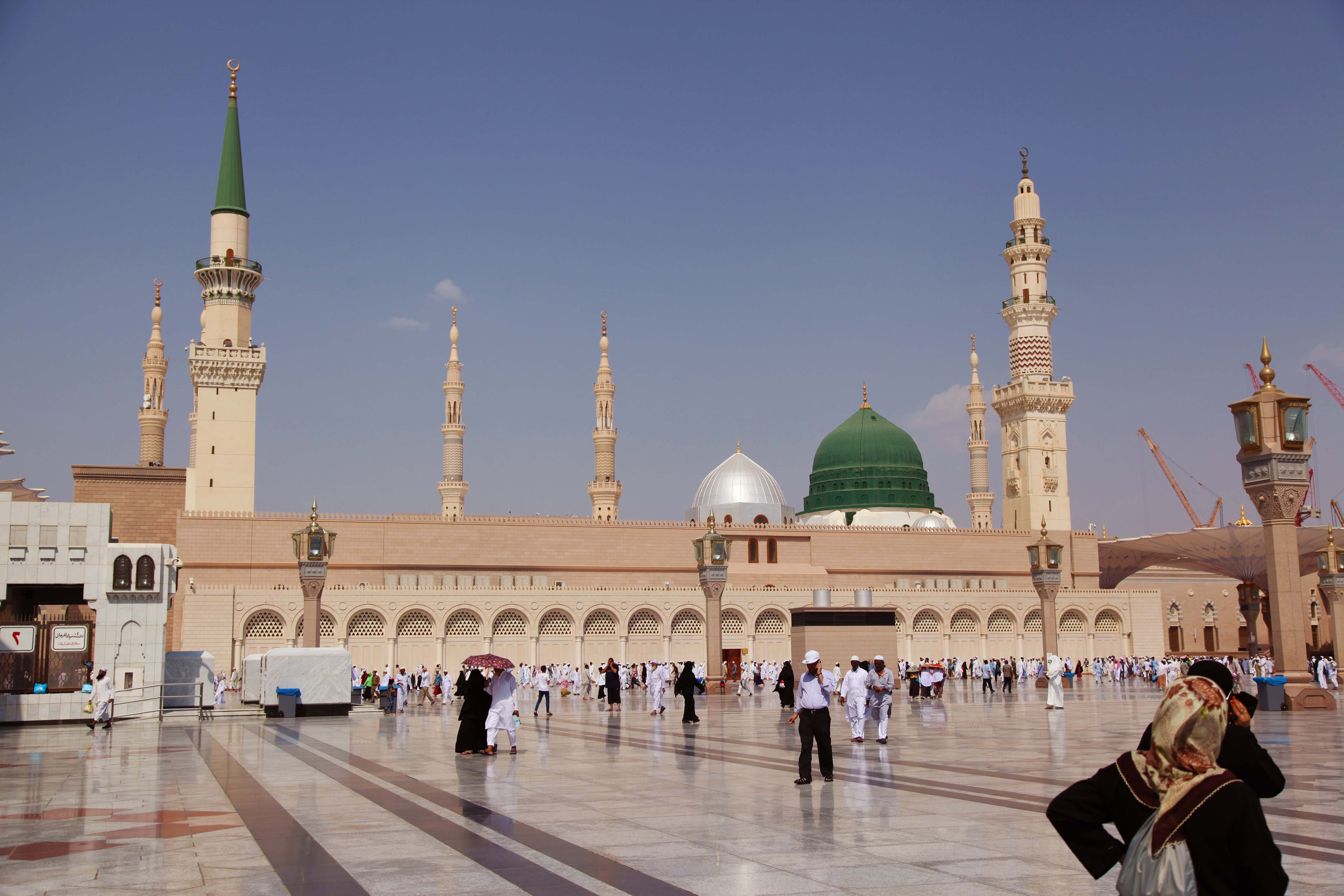
صُورة حديثة للمدينة المُنوَّرة حيث جرى في أطراف المدينة معركة بين الجيش العبَّاسي وجيش النَّفس الزكيَّة. في الصُّورة المسجد النَّبوي الشَّريف، ثاني أقدس الأماكن الإسلاميَّة. (2015)

بدأت حرب المراسلات بين أبو جعفر والنَّفس الزكيَّة، وكل طرف يثبت أحقيته في الخلافة دون الآخر. حاول أبو جعفر كسب النَّفس الزكيَّة عارضًا عليه الأمان والعفو عنه وعن جميع أهله ومن تبعه وتقديم العطايا عرفانًا له إن تراجع وأعلن بيعته لأبو جعفر قبل حدوث القتال، فرفض النَّفس الزكيَّة مُتعللًا بأمانه لأبي مُسلم الذي قتله في النهاية. استولى النَّفس الزكيَّة على المدينة دون قتال، ثم أرسل سرية إلى مكَّة بقيادة الحسن بن معاوية وتمكن من الاستيلاء عليها. في رمضان سنة 145هـ / أواخر نوفمبر 762م، ثار إبراهيم بن عبد الله في البصرة، فزاد الأمر سوءًا على الخليفة أبو جعفر، وقُوةً نحو النَّفس الزكيَّة وأنصاره في المدينة. انتدب أبو جعفر جيشًا بقيادة وليُّ عهده عيسى بن موسى ومعه نخبة من الأمراء والقادة مثل محمد بن أبي العبَّاس، وحميد بن قحطبة، ومهمتهم تقتضي منع أي إمداد من الشَّام ومصر إلى المدينة.
فضَّل النَّفس الزكيَّة البقاء في المدينة ليُقاتل فيها، باعتبار أن المُسلمين في العصر النَّبوي قد هُزموا حين غادروا المدينة في غزوة أحد، وزاد استلهامه لتقدير المعارك حين حفر حول المدينة خندقًا مُتأثرًا من غزوة الخندق، فكانت أفعاله سببًا في إنجاح الحصار المفروض عليه في النهاية، وتسبب بانسحاب الكثير من أنصاره خارج المدينة مبتعدين عن القتال. فشلت جميع محاولات عيسى بن موسى لدعوة النَّفس الزكيَّة للطاعة وإعطائه الأمان خلال ثلاثة أيام من المُراسلات، وفي النهاية تمكن الجيش العبَّاسي من اجتياز الخندق بصناعة أحبال وجسور من الخشب عبروا عليها، وانتهى بالنَّفس الزكيَّة مقتولًا على يد حميد بن قحطبة في 14 رمضان سنة 145هـ / 5 ديسمبر 762م، وحُمل رأسه لأبو جعفر لتنتهي ثورته.
اتَّخذ الخليفة أبو جعفر لقب المنصُور بعد قضائه على ثورة النَّفس الزَّكيَّة وأخوه إبراهيم، تعبيرًا عن أنه الشخص الذي أعانه الله على إحراز النَّصر على أعدائه، ومنذ ذلك الحين عُرف بالمنصُور.

#### ثورة إبراهيم في البصرة

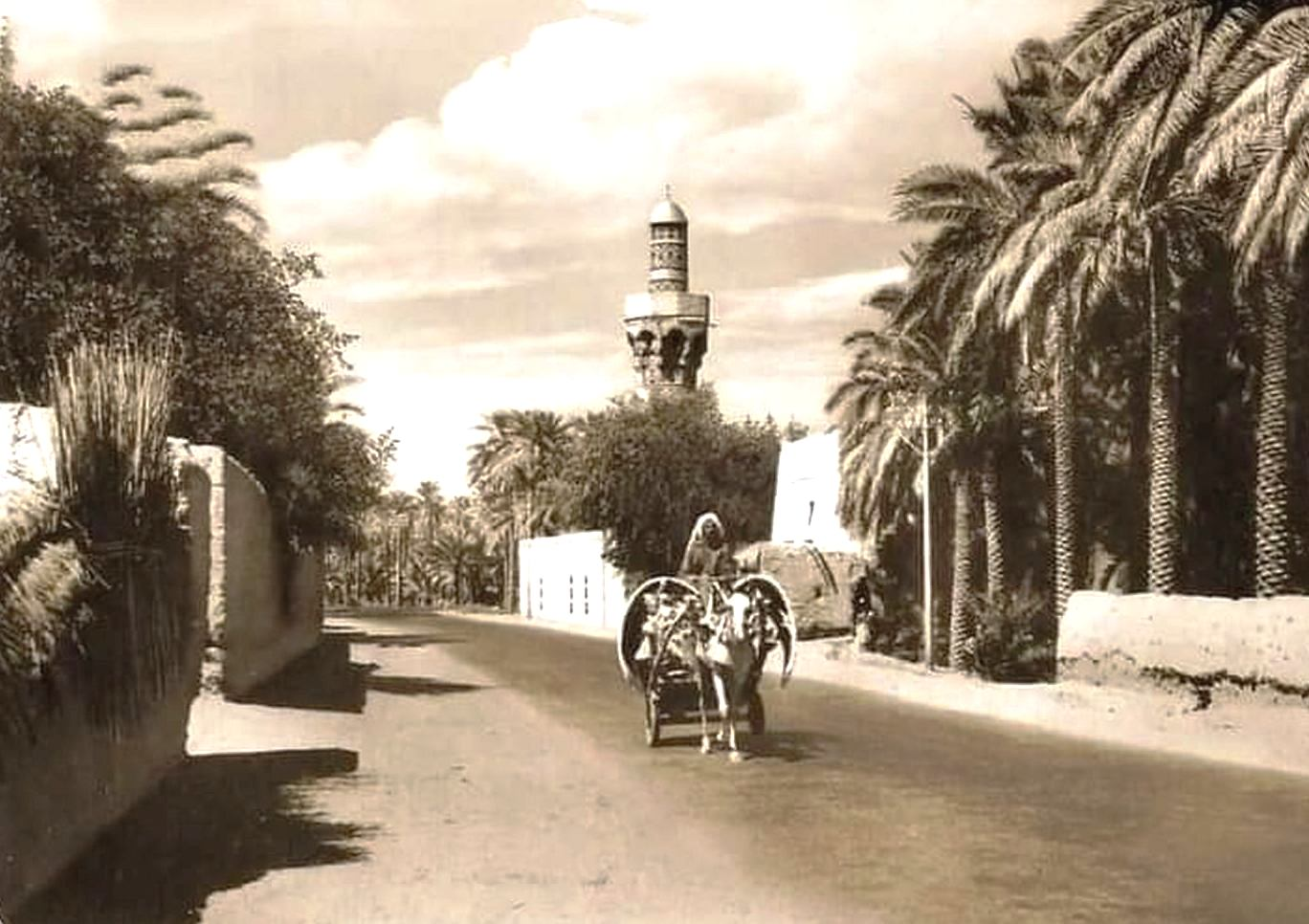
صُورة قديمة لمدينة البصرة، والتي اتخذها إبراهيم بن عبد الله مركزًا لثورته تزامنًا مع ثورة أخيه النَّفس الزكيَّة في المدينة المُنوَّرة. (1965)

بمجرد وصول أخبار انطلاق ثورة أخيه محمَّد النَّفس الزكيَّة في المدينة المُنوَّرة، ثار إبراهيم بن عبد الله مدعومًا بالزَّيديَّة في البصرة جنوب أرض السَّواد من رمضان سنة 145هـ / أواخر نوفمبر 762م، فقد رأى أنها من أنسب الأماكن لثورة علويَّة. أشار الكُتَّاب وأهل الشُّورى على المنصُور بتعبئة ما أمكن من جنده، فقد جاء توقيتها سيئًا على المنصُور لعدم وجود جيش لديه، فجيوشه موزعة في خُراسان المُضطَّربة، وبعضها في إفريقية لمواجهة اضطرابات الخوارج، والأخيرة تُحارب النَّفس الزكيَّة في المدينة، فتعهَّد المنصُور أن لا يُخلي العاصمة من 30 ألف مُقاتل إذا عاد أي جيش إليه.
استعمل المنصُور سياسة الشدة والحزم في مواجهة ثورة إبراهيم، فما كان يسمع عن رجل يدعو له في الكوفة حتى يرسل من يغتاله في بيته، بالإضافة لوضعه الكمائن على طريق البصرة، فيقتل من يُبايع إبراهيم ويُنصب رأسه في الكوفة ليتعظ بها الناس وتخف معنوياتهم أو أي محاولة لدعمه. ولمواجهة إبراهيم، قام المنصُور أول إجراءاته، فاستدعى سرية في الجزيرة مُرابطة على الخوارج، ثم جيش عيسى بن موسى بعد مقتل النَّفس الزكيَّة، وهو الخبر الأهم مُقلبًا الأحوال، ليكون نزوله على إبراهيم كالصَّاعقة، حتى قال بعض من رآه: «نظرت إلى الموت في وجه إبراهيم». أضاع إبراهيم فرصة ذهبيَّة سابقة في التوجه نحو الكوفة حين كانت تخلو من جيوش بني العبَّاس، بعد مطالبة أهاليها المجيء إليهم لدعمه، غير أن قدوم جيش عيسى بن موسى، بدَّد جميع فرصه.
ارتكب إبراهيم بن عبد الله خطئًا عسكريًا كبيرًا حين أراد مواجهة جيش عيسى بن موسى، ورفض جعل الجيش كتائب تلي بعضها بعضًا، فالتقى الجيشين ودار بينهما قتال شديد، فانهزم الجيش العبَّاسي في البداية، إلا أن صمود عيسى بن موسى وثباته في المعركة مع مئة رجل من أهل بيته، وجوابه لابن قحطبة بالتراجع قائلًا له: «لا أزول عن مكاني هذا أبدًا حتى أُقتل أو يفتح الله على يدي، والله لا ينظر أهل بيتي إلى وجهي أبدًا وقد انهزمت عن عدوهم!». وفي أثناء المعركة وتقدم جيش إبراهيم، انقض الأميران جعفر ومحمد بجنودهما على ظهر جيش إبراهيم، فعادت معنويات الجيش العبَّاسي وأطبق على جيش إبراهيم وتمكن من احتواء هجمته، ثم تتابعت الهزائم على الأخير حتى قُتل إبراهيم بن عبد الله مع خمسمئة من أنصاره في 25 ذي القعدة سنة 145هـ / 13 فبراير 763م. جيء برأس إبراهيم إلى المنصُور، فحزن لمقتله وبكى وسالت دموعه قائلًا: «والله لقد كنت لهذا كارهًا، ولكنك ابتليت بي وابتليت بك». دخل الناس على المنصُور مُهنئين فلم يرد عليهم أو يتجاوب معهم، حتى دخل جعفر بن حنظلة البهراني وقال: «أعظم الله أجرك يا أمير المؤمنين في ابن عمك وغفر له ما فرَّط فيه من حقك»، فاستحسن المنصُور وقع كلامه ورحَّب به، فعلم الناس أنهم مخطئون في تهنئته بدلًا من تعزيته، إلا أن أحد الأشخاص شتم إبراهيم في حضرة المنصُور، فرد الأخير الإساءة إليه وشتمه.

### ثورة العبيد في المدينة المُنوَّرة

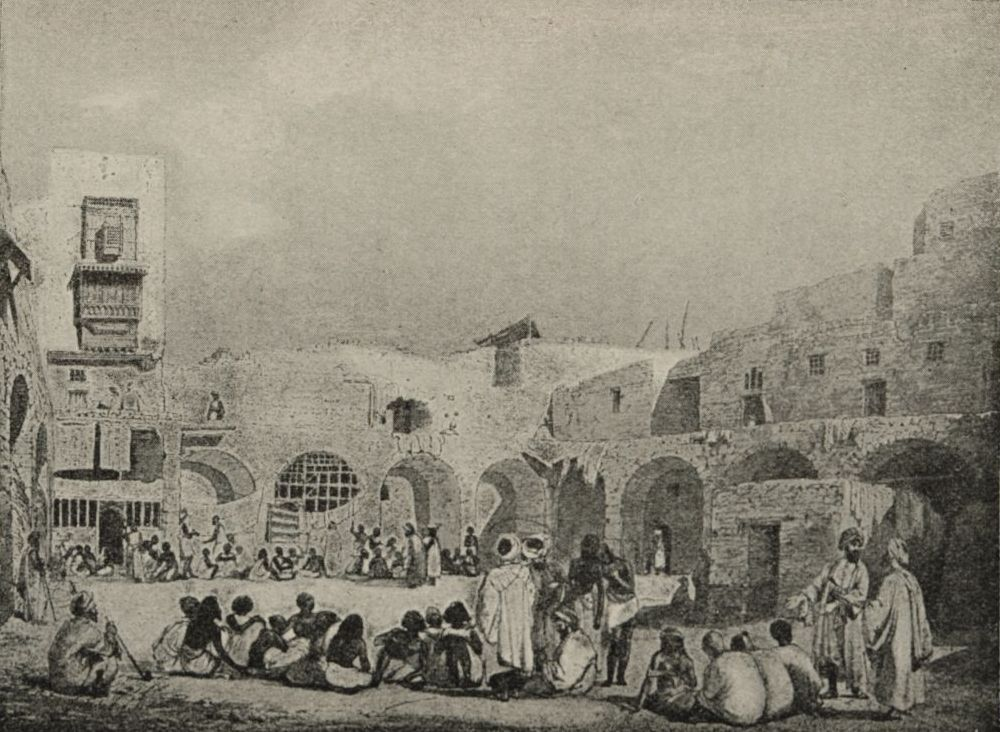
رسمٌ يُظهر العبيد في أحد أسواق الرَّقيق (1830)

بعد القضاء على ثورة النَّفس الزكيَّة في المدينة المُنوَّرة وقتله في 14 رمضان سنة 145هـ / 5 ديسمبر 762م، تولَّى عبد الله بن الرَّبيع الحارثي ولاية المدينة، ووصلها في 25 شوَّال 145هـ / 15 يناير 763م، وتشير سياق الروايات، إلى نيته تنفيذ حملة تأديبيَّة عقابًا على خروج أهل المدينة واصطفاف بعضهم حول النَّفس الزكيَّة بهدف كسر نفوسهم، وبدأ جنوده في الإفساد والاعتداء على أهلها، فكان بعضهم يشتري شيئًا دون دفع ثمنه وقد يسل سيفه في وجه التاجر. انطلق وفد من أهل المدينة بالشكوى إلى ابن الرَّبيع إلا أنه نهرهم وشتمهم ولم يكترث لهم، مما زاد من فساد الجنود، فانتهبت بضائع من السُّوق. بدأت الأحداث تتصاعد حين قام أحد جنود الوالي بالاعتداء على أحد الصرَّافين بهدف نهبه، فاستغاث بالناس فضربوا الجندي وأصحابه حتى استخلصوا ما نهبوه من الأموال، ثم حدث أن اشترى أحد الجنود لحمًا من جزار دون دفع ثمنه، فطعنه الجزَّار وانضم إليه الجزارون وقتلوه. تفاقمت الأزمة حين دخل طرف جديد في المشهد، وهم العبيد السُّودان بزعامة ثلاثة منهم: وثيق، ويعقل، وزمعة، بعد تذمرهم وتعصُّبهم لمواليهم، فانتفضوا ثائرين في ذي الحجَّة 145هـ / فبراير أو مارس 763م، وبدأوا تنفيذ عمليات اغتيال واسعة لجنود عبد الله بن الرَّبيع وترصَّدوهم في الطرقات.
كان العبيد مُتماسكين في ثورتهم، ولديهم وسائل تفاهم خاصَّة بينهم، فكان أحدهم يحمل ما استطاع من سلاح أو عصا ليشارك في كفاحهم حين يسمع صوت البوق. لم يجد ابن الرَّبيع أمام تفاقم الأوضاع سوى الهرب في إحدى الليالي، وأصبحت المدينة دون والٍ، فنهب العبيد ما وجدوه من بضائع تابعة للخليفة وباعوها، ثم أخرجوا أبو بكر بن أبي سبرة من السجن - وهو أحد أنصار النَّفس الزكيَّة - ليكون واليًا على المدينة، فحكمها بالتعاون مع أعيانها وأشرافها، ثم كانت خطتهم أن يهدؤوا العبيد خوفًا على المدينة وأهلها، فخروج ثورتين في نفس العام وفي نفس المدينة سيكون خطرًا للغاية، فذهبوا إليهم وقالوا: «مرحبًا بموالينا، والله ما قمنا إلا أنفة مما عُمل بكم، فأمرُنا إليكم»، وطلبوا منهم المجيء إلى المسجد النَّبوي لما كان فيه من ضبطهم ومنعهم عن إحداث الشر لحُرمة المكان وقُدسيَّة مقام النبي. خطب ابن أبي سبرة فيهم وحثَّهم على الطاعة، فقبلوا. وفي وقت العشاء من ذلك اليوم، تقدَّم الأصبغ بن سفيان بن عاصم بن عبد العزيز بن مروان الأموي للصَّلاة، فلما استوت الصُّفوف أقبل عليهم بوجهه ونادى بأعلى صوته: «أنا فلان بن فلان أصلي بالناس على طاعة أمير المؤمنين» قاصدًا بذلك الخليفة المنصُور وصلَّى بهم. عاد ابن الرَّبيع واليًا على المدينة وقتل وثيق ويعقل زُعماء العبيد. استمر ابن الرَّبيع على ولايته حتى عزله المنصُور سنة 148هـ / 765م، وعين بدلًا منه الأمير جعفر بن سُليمان.

### تضعضع الأمان في عُمان

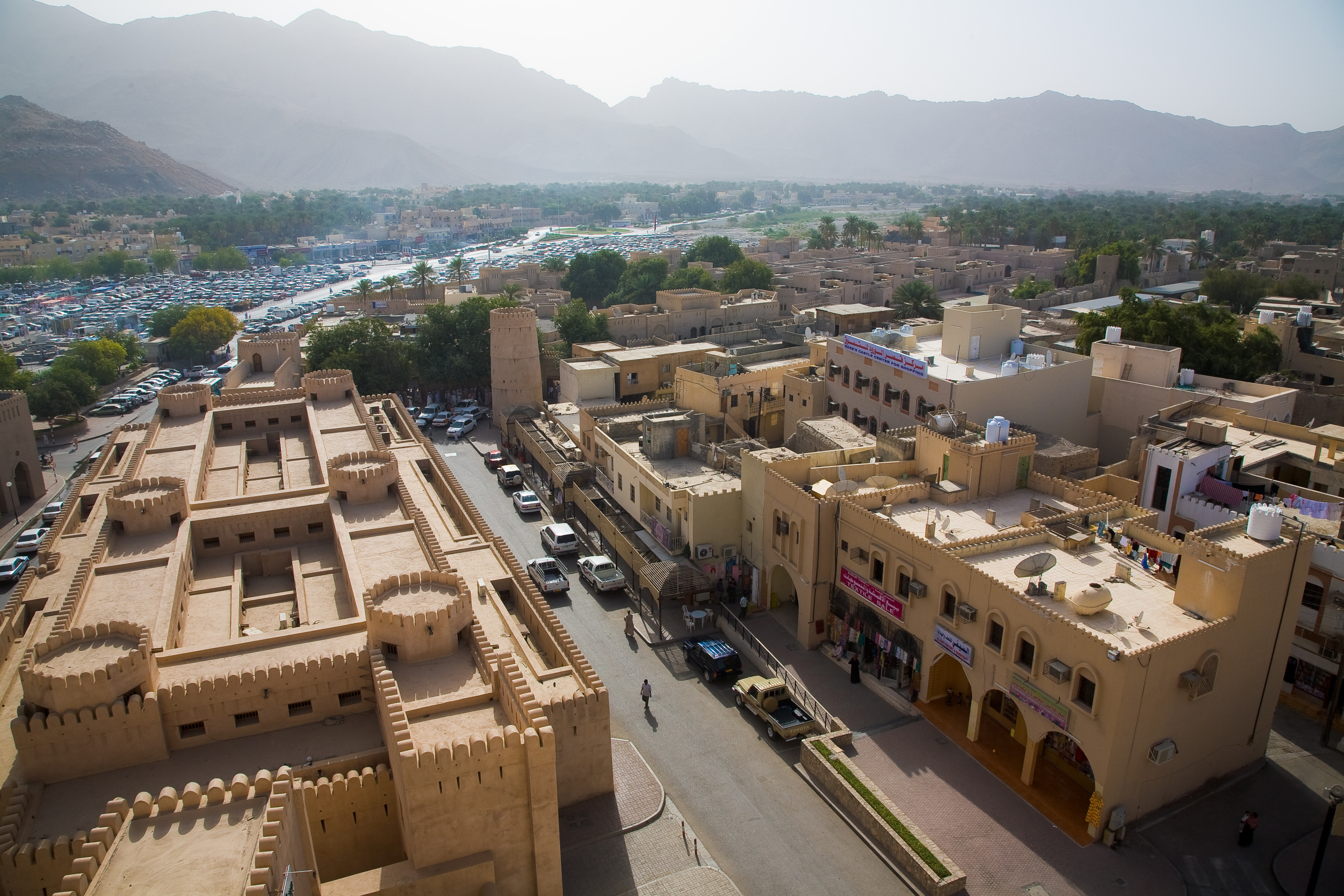
صورة من مدينة نزوى في سلطنة عُمان المُعاصرة، والتي جرت فيها معركة بين بني محارب وبني نافع في خلافة المنصُور. (2008)

ابتدأ فكر الخوارج ينتشر عمومًا في شبه الجزيرة العربيَّة خلال العصر الأموي، وتركز وجودهم في عُمان وحضرموت، بعد استقرار الربيع بن حبيب الفراهيدي في عصفان من عُمان، وعبد الله بن يحيى الكندي في حضرموت، مُشكلين بذلك خطورة وتهديدًا للحكم الأموي، فلم يتمكن الأمويُّون من بسط سيطرتهم على المنطقة بصورة تامَّة رغم تعدد حملاتها العسكريَّة لإخضاعها. في الفترة التي زال فيها حكم بني أميَّة، بايعت جموع الإباضيَّة في عُمان، الإمام الجلندي بن مسعود زعيمًا لهم، فسيطروا على أنحاء عُمان سنة 132هـ / 750م. لم ترق أنباء ظهور الخوارج في عُمان للخليفة العبَّاسي السَّفَّاح، فصرف تركيزه عنهم بسبب الثَّورات والمخاطر القريبة منه. جهَّز السَّفَّاح حملة عسكريَّة سنة 134هـ / 751 أو 751م بقيادة خازم بن خُزَيمة التَّميمي لإعادة السيطرة على عُمان بعد انتهائه من القضاء على ثورة الخوارج الصفريَّة بقيادة شيبان بن عبد العزيز اليشكري في جزيرة ابن كاوان.
انتهت حملة التَّميمي بمقتل الجلندي ونحو عشرة آلاف من أتباعه، وأضرمت بيوتهم بالنيران بمن فيها عقابًا لهم، واستقدم رأس الجلندي إلى السَّفَّاح إيذانًا بدخول البلاد تحت الهيمنة العبَّاسية. تولى الإمامة من بعده شبيب بن عطية، عاملًا تحت التبعيَّة للخلافة العبَّاسية، مع استمرار أهلها بولائهم للفكر الإباضي. في خلافة المنصُور، اشتعلت نار العصبيَّة القبليَّة في عُمان وساد فيها جو من عدم الاستقرار، ومن أشد الهجمات الحاصلة، قيام غسَّان الهنائي من بني محارب (المدعوم من الخليفة) بالهجوم على عاصمة عُمان نزوى ونهبها، ومن ثم هزم بني نافع وأتباعهم في معركة دمويَّة جرت في شعبان سنة 145هـ / نوفمبر 762م، لتهدأ عُمان نسبيًا طيلة عهد خلافة المنصُور.

### ولاية العهد لابنه المهدي

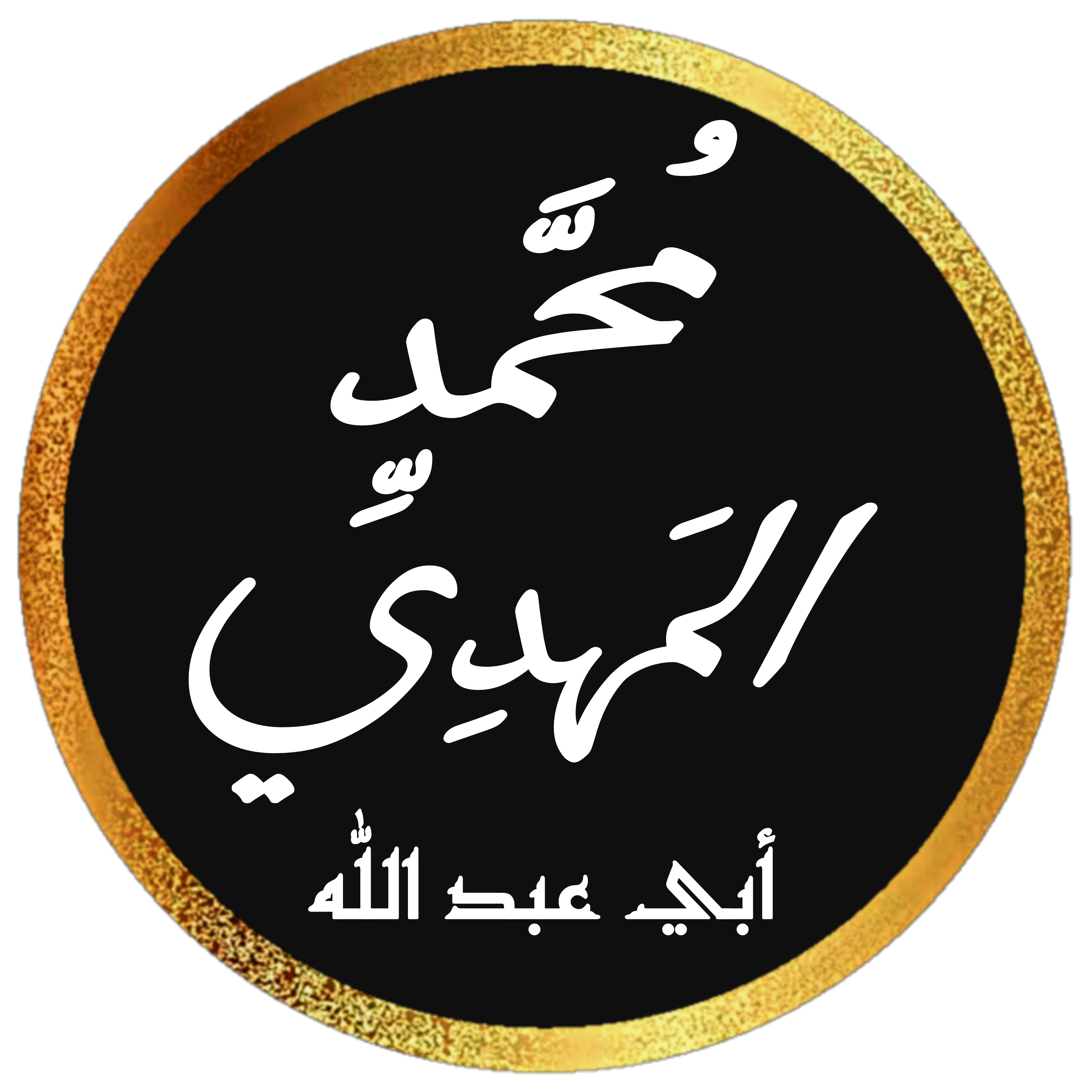
تخطيط باسم الأمير ووليُّ العهد مُحمَّد المهدي.

اختلفت الروايات حول أسباب قيام الخليفة السَّفَّاح بتولية عيسى بن موسى وليًا للعهد بعد المنصُور، غير أن الأخير أراد خلعه من ولاية العهد لدوافع عديدة، منها ما رأى من أهليَّة ومحبَّة الجند لابنه مُحمَّد المهدي، فضلًا عن مساهمته في توطيد دعائم الدَّولة وقهر التمرُّدات عليها، فأراد المُحافظة على ذريته في الخلافة من بعده. بدأ الأمر حين اجتمع قادة خُراسان مع المنصُور، وذكروا له فعال المهدي ومدى نُبُل أخلاقه، وسألوه بتوليته العهد. أكرم المنصُور عيسى بن موسى قبل مسألة المهدي، فكان يجلسه عن يمينه، في حين يجلس المهدي يساره، فلما كلمه المنصُور برقيق الكلام لخلع نفسه وذكر له ما وقع في قُلوب أهل خُراسان وأنه يراه أهلًا للخلافة، رفض عيسى تأخير ولايته وتعلَّل بالأيمان والعهود، فتغير المنصُور عليه وبدأ يبعده، فيأذن لابنه المهدي قبله، ثم بدأ يجلسه يمينه وأمر عيسى بالجلوس قرب المهدي، وبدأ المنصُور بإرسال أقاربه مثل عمه عيسى بن علي، لإقناع عيسى بن موسى بالتنازل عن ولاية العهد اختياريًا أو تقديم المهدي عليه.
فشلت جميع المحاولات السلميَّة في إقناع عيسى، ووجد المنصُور بالإسراع من تأخيره في ولاية العهد، غير أن الرِّوايات اختلفت في ما قام به من إجراءات لمواجهته وتقديم المهدي عليه. تتذكر الرواية الأولى أنه وجَّه بحيلة حين أمر الرَّبيع الحاجب بخنق موسى ابن عيسى بعد تورطه بالكلام في شيء، فصاح موسى مستنجدًا بالخليفة، فتعلل المنصُور بأن أبوه لن يبالي بوفاته وله بضعة عشرة من الذكور غيره، وأشار المنصور على الرَّبيع إكمال خنقه وأبوه حاضرًا، فقال: «والله يا أمير المؤمنين ما كنت أظن أن الأمر يبلغ منك هذا كله! فاكفف عنه، فها أنا ذا أشهدك أن نسائي طوالق، ومماليكي أحرار وما أملك في سبيل الله تصف ذلك في من رأيت يا أمير المؤمنين!»، ثم مد يده للمهدي قائلًا: «وهذه يدي بالبيعة للمهدي». وقيل أن الجند تجمعوا يومًا بعد يوم ووقفوا على بابه حتى خاف عيسى على نفسه، فرضي وسلم بالأمر. في حين تشير الرواية الثالثة أن عيسى بن موسى أخر نفسه في ولاية العهد بمال قدره 11 مليون درهم. وعلى أية حال، فإن عيسى بن موسى أصبح وليُّ العهد الثاني بعد المهدي في سنة 147هـ / 764م. مر عيسى بن موسى بأهل الكوفة بعد تنازله، فقال أحدهم: «هذا الذي كان غدًا فصار بعد غد». كتب الخليفة المنصُور بالآفاق بالبيعة للمهدي، مُستبشرًا ومُؤملًا لما في الأحاديث النبويَّة، وذكر أن اسم المهدي محمد واسمه هو عبد الله، وأن الفتوح التي قام بها المهدي، والزمان المذكور، غالبًا ما تنطبق عليه.

### ثورة أستاذ سيس في خُراسان

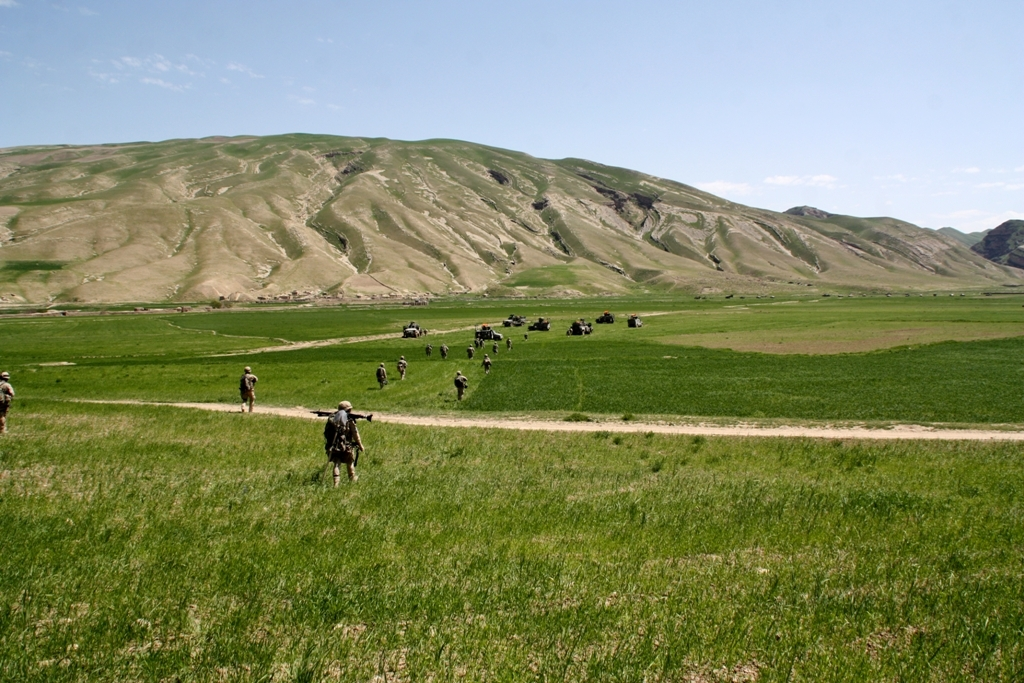
ينحدر أستاذ سيس من باذغيس (ولاية في غرب أفغانستان المُعاصرة)، وفي الصُّورة وادي المرغاب في منطقة بادغيس. (2013)

استقرت خُراسان ثمانية أعوام منذ هزيمة الأزدي في سنة 142هـ / 759م، ولم تحدث أزمة كبيرة إلا في سنة 150هـ / 767م، حين خرج أحد زُعماء الفُرس المجوس، والمعروف بالأستاذ سيس، والأستاذ بالفارسيَّة تعني المُعلِّم، فقاد ثورة كبيرة تعد من أبرز حركات الشُّعوبيَّة الفارسيَّة على الحكم العربي والإسلامي على حدٍ سواء، واجتمع حوله نحو 300 ألف من أهل هراة وباذغيس وسجستان وغيرها من مناطق خُراسان، وتوجَّهوا نحو أهل مرو الرُّوذ لتدور معركة دمويَّة بين الطرفين انهزم فيها الأجشم المروروذي وقُتل، وانهزم معه عدد من القادة، منهم مُعاذ بن مُسلم لينجو من الواقعة، ثم قاموا بقتل الكثير من المُسلمين واستولوا على مناطق واسعة.
وصلت الأنباء للخليفة المنصُور حين كان في الراذان، فأمر ابنه المهدي بتولي المسألة، فأرسل الأخير خازم بن خُزَيمة التَّميمي مع نخبة من القادة مُؤيدًا بـ 40 ألف مُقاتل، وسار خازم نحو أستاذ سيس وما زال يراوغه ويماكره ويعمل الخديعة في جيشه حتى فاجأهم بالمعركة، وانتصر عليه، وقتل نحوًا من 70 ألفًا منهم، وأسر 14 ألف آخرين منهم أستاذ سيس، فأُسر وأُعدم. أصبحت ابنة أستاذ سيس وتُدعى مراجل جارية لدى حفيد المنصُور، خامس الخُلفاء هارُون الرَّشيد (حكم 786-809م)، وأنجبت له ابنه البكر وسابع الخُلفاء عبد الله المأمون (حكم 813-833م)، والذي بلغت الخلافة العبَّاسية في عهده إلى أقصى تقدُّمها العلمي والثَّقافي.

### ثورات الخوارج

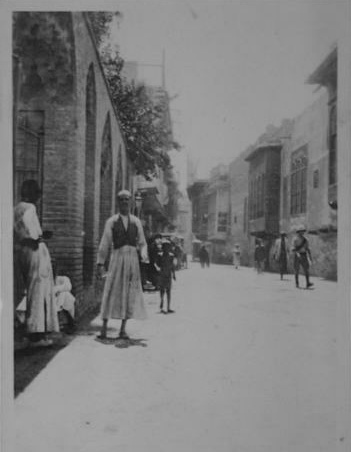
صورة حديثة لشارع في مدينة الموصل، والتي شهدت أحداثًا عصيبة في خلافة أبو جعفر المنصُور، لتستقر بولاية خالد بن برمك عليها لعدله وإحسانه إليهم. (1916-1919)

يعد ملبّد بن حرملة الشيباني من أوائل الخارجين على حكم أبو جعفر سنة 137هـ / 755م، فعاث في الأرض فسادًا مع ألف فارس في أنحاء الجزيرة، ومع أن الخليفة وجَّه له العديد من الحملات العسكريَّة في البداية، إلا أنها فشلت جميعها في مُحاربته. انتُدب القائد خازم بن خُزَيمة التَّميمي على رأس ثمانية آلاف من الجند لقتال ملبد وإنهاء شره، فسار الأخير حتى نزل الموصل والتقى بملبد قربها وتمكَّن من القضاء عليه وقتل 800 من أتباعه لتنتهي ثورته سنة 138هـ / 755 أو 756م. خرج حسَّان بن مُجالد الهمداني في نواحي الموصل وثار على الخليفة، آخذًا برأي الخوارج وعقيدتهم من خاله حفص بن أشيم. وبعد حملةٍ فاشلة، أحرق الهمداني سوق الموصل وانتهبه في سنة 148هـ / 765م. أرسل المنصُور قائده الصَّقر بن نجدة على رأس حملة ثانية ومعه الحسن الهمداني وبلال القيسي، والتقى الطرفان قرب الموصل، فانهزم صقر وجنوده وأُسر الحسن الهمداني وبلال القيسي، فأمر الخارجي حسَّان بقتل بلالًا، وعفا عن الحسن لكونهما من همدان، فأغضب أصحابه وتفرَّقوا عنه لتنتهي ثورته.

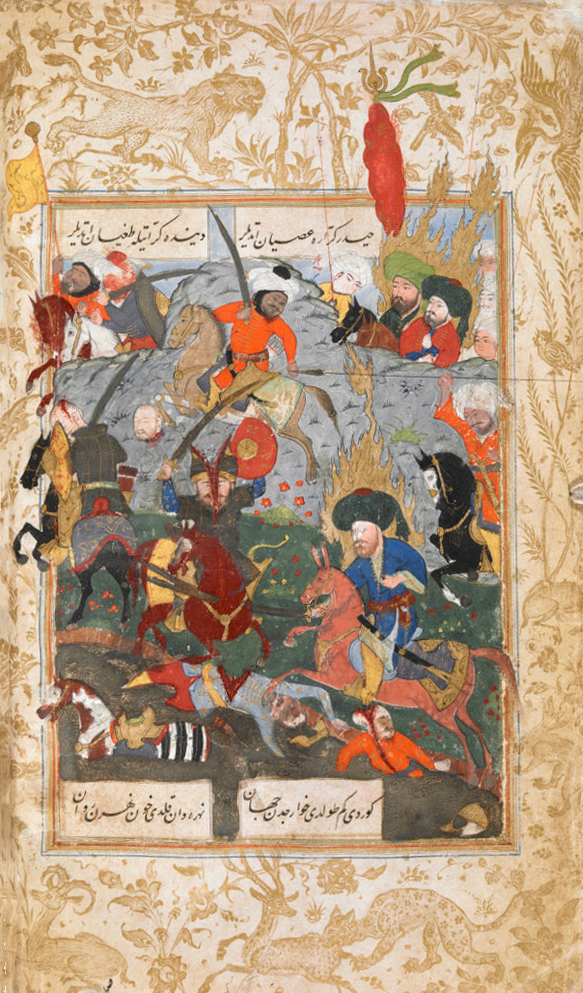
تعتبر حركة الخوارج، من أقدم الفِرَق الإسلاميَّة التي اشتهرت بخروجها على الخُلفاء المُسلمين حسب مفاهيمهم، وغالبًا ما كان يترافق بثورات مُسلَّحة وعنيفة.

خرج عطية بن بعثر التغلبي في الموصل في مئة من أتباعه، ومن بينهم الوليد بن طريف الشَّاري، فساروا على راذان والنهروان ومهرجانقذق حتى وصولوا السُّوس بهدف الاستيلاء على أموال للخليفة فيها. أرسل المنصُور القائد أبو حميد المروروذي على رأس الجيش، ليجد عطية وأتباعه نائمون في إحدى المواضع، فأمر برميهم في النشاب حتى قُتل عطية وأصحابه ولم يبق منهم أحد. غضب المنصُور من تبعات ثورات الخوارج في الموصل، فعزم على الفتك بأهلها وإنفاذ الجيوش إليها مُعتقدًا بصحة ذلك شرعًا لكونهم شرطوا له أن لا يخرجوا عليه، فلم يطمأن للفكرة تمامًا أو أراد فتوى تُبيح له، فأحضر عُلماء العراق حينئذ، وهم: أبو حنيفة النعمان، وابن أبي ليلى، وعبد الله بن شبرمة، ثم قال لهم: «إن أهل الموصل شرطوا إلي أنهم لا يخرجون علي، فإن فعلوا حلت دماؤهم، وقد خرجوا» بسبب استمرار العديد من الثَّورات فيها، فسكت أبو حنيفة وتكلم الرجلان وقالا: «رعيتك، فإن عفوت فأهل ذلك أنت، وإن عاقبت فبما يستحقون»، ثم نظر المنصُور إلى أبي حنيفة وقال: «أراك سكت يا شيخ؟»، فأجابه: «يا أمير المؤمنين أباحوك ما لا يملكون، أرأيت لو أن امرأة أباحت فرجها بغير عقد نكاح وملك يمين أكان يجوز أن توطأ؟»، فرد المنصُور بالنفي وقرر الكف عن قتال أهل الموصل، ثم أمر الفُقهاء بالعودة إلى الكوفة لمتابعة تدريسهم، وولَّى خالد بن برمك أمرها، فأحسن إلى أهلها وكفَّهم.
في سنة 152هـ / 769م، ثارت جموع من ربيعة، من أهل اليمامة والبحرين وقتلوا واليها أبا السَّاج، فوجَّه المنصُور القائد عقبة بن سلم الهُنائي، فقتل من بها من ربيعة واستقامت الأمور في الولايتين طيلة عهد المنصُور. خرج مهلهل الحروري في فارس في جموع من الخوارج، فسار إليه عم الخليفة، إسماعيل بن علي بقُواته وهزم مهلهل وأسر أربعمئة من أتباعه، فنصحه أخوه عبد الصمد بن علي بضرب أعناقهم، فرفض قائلًا: «إن أول من علم قتال أهل القبلة علي بن أبي طالب، ولم يكن يقتل أسيرًا، ولا يتبع منهزمًا، ولا يجهز على جريح». ثار هناوي السري في سجستان سنة 141هـ / 758م، والتحق بصفوفه كثير من خوارج المنطقة، لتُخمد بالقُوَّة في نفس السنة.
بسبب استمرار الاضطرابات في سجستان وخُراسان من قبل الخوارج لكونها بعيدة عن مركز الخلافة، أرسل الخليفة المنصُور، القائد معن بن زائدة الشيباني في شعبان سنة 151هـ / أغسطس أو سبتمبر 768م، فضبط البلاد، وطلب من عُماله استعمال سياسة الشدة مع تحركات الخوارج المشبوهة، حتى قيل بأنه قتل منهم خلقًا عظيمًا وأفناهم، فقرروا اغتياله للتخلص منه، ودخلوا داره بهيئة البنائين في مدينة بست الخُراسانيَّة. غضب ابن أخيه يزيد بن مزيد الشيباني لمقتله، فتجرَّد بقتل أعدادًا عظيمة من الخوارج في خُراسان انتقامًا لمقتل عمِّه. وحين أراد يزيد الرحيل إلى بغداد في موكبٍ ضخم من موالي عمِّه وعشيرته، تتبَّعه الخوارج بهدف اغتياله، وحين سنحت الفرصة لهم على جسر بغداد، هجموا عليه وأصابوه إصابات مُتعددة، إلا أنه قاتلهم حتى أفنى أكثرهم ونجى بنفسه. يُعلق المُؤرخ اليعقوبي قائلًا على أهمية الحدث وتأثيرها على بغداد حاضرة الخلافة الجديدة: «وكانت وقعة جليلة، وقتل من الخوارج قتالًا عظيمًا، وأمن الناس، فلا يعلم أن الخوارج دخلت قط بغداد ظاهرًا، فقتلت أحدًا، إلا ذلك اليوم».

### اضطراب إفريقية واستعادتها

#### خلفية الأحداث في إفريقية

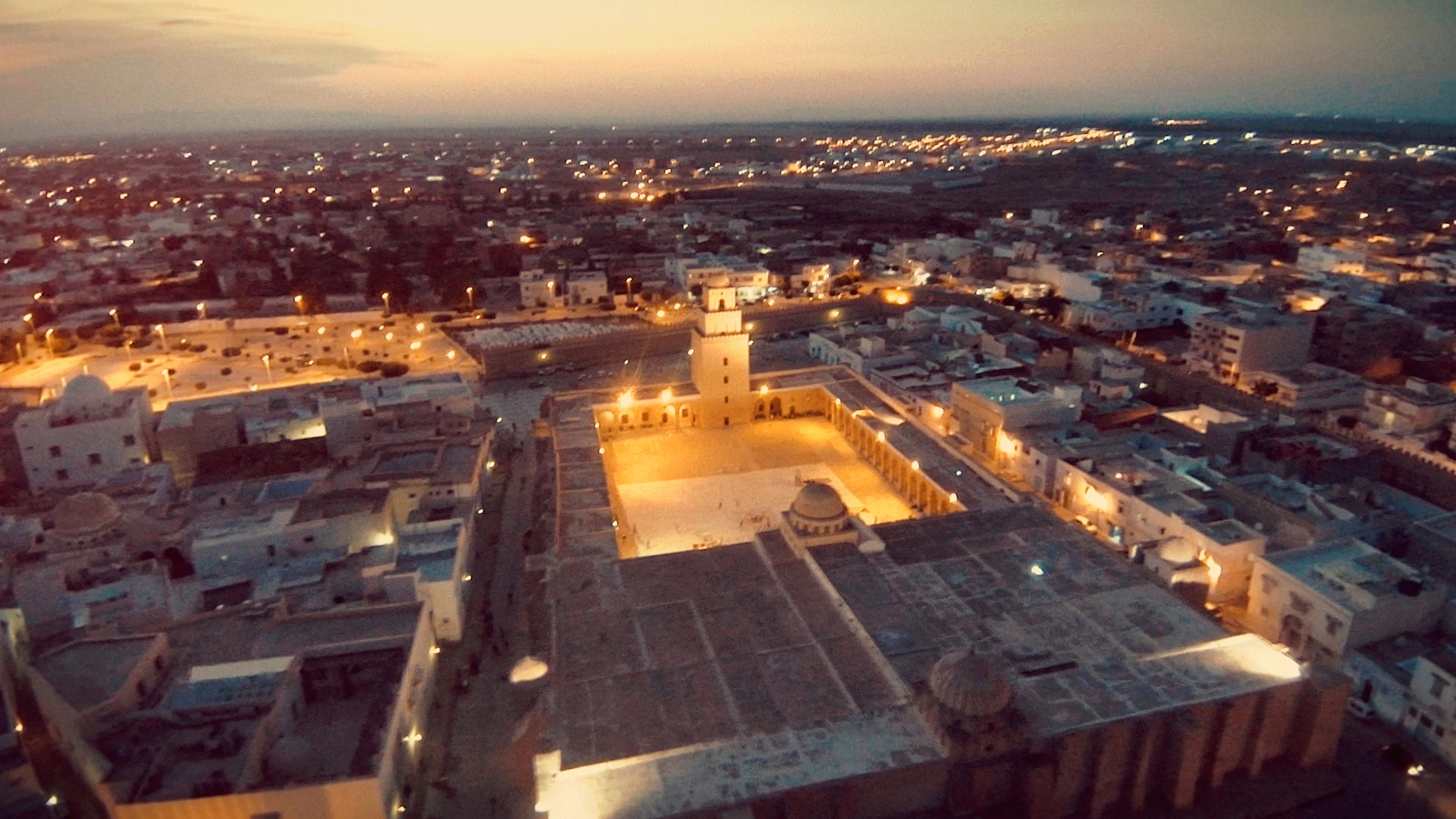
صورة حديثة لجامع القيروان الكبير، الذي شيده القائد المُسلم عقبة بن نافع في الحُقبة الأمويَّة وافتُتح سنة 670م كأول مسجد في بلاد المغرب. رُمم وزُخرف المسجد في خلافة المنصُور، في عهد الوالي يزيد بن حاتم المهلبي. (2014)

اضطربت أحداث إفريقية (تونس المُعاصرة) منذ أواخر العصر الأموي في خلافة هشام بن عبد الملك (حكم 724 حتى 743م)، فقد انتفض البربر في ثورةٍ عارمة في إفريقية والمغربان الأوسط والأقصى نهايةً بالأندلس، وخرجوا عن طاعة بني أميَّة سنة 122هـ / 739م لسوء سيرة الوالي عبيد الله بن الحبحاب معهم وتجاهل الخليفة شكاويهم. بعث الخليفة هشام عددًا من الحملات العسكريَّة لقهر انتفاضتهم، فنجح في الحفاظ على إفريقية والأندلس، بينما فقد الأمويُّون المغربان الأوسط والأقصى، مُحققين بذلك أول انفصال عن جسد الخلافة، ثم انشغل. حين ثار بني العبَّاس وانتزعوا الخلافة من مروان بن محمد الأموي واستعادوا السيطرة حتى مصر، كان عامله على إفريقية عبد الرَّحمن بن حبيب الفهري رجلٌ أناني ولا يُحسن التدبير، فلم يحاول توحيد الصف مع عرب إفريقية أو الاستعانة ببربرها لتثبيت الأمن في المنطقة.
بعد تسلَّم أبو العبَّاس السَّفَّاح مقاليد الحكم، سارع الفهري لمُكاتبته بالسمع والطاعة، فأقرَّه السَّفَّاح عليها وبقي واليًا طيلة عهده. بعد تولي أبو جعفر مقاليد الخلافة، أرسل له الفهري بهدية بسيطة وكتب إليه بأن إفريقية إسلاميَّة كُلها وانقطع السبي منها، فغضب أبو جعفر وتوعَّدُه. وقيل بعث يطلب منه المال، فغضب الفهري من أبو جعفر، وأعلن خلعه للطاعة وسب الخليفة في خطبته أمام العامَّة وذم السَّواد. صرف أبو جعفر نظره عن محاربة الفهري لكونه يواجه مخاطر مُحدقة بالقرب منه، فضلًا عن بُعد إفريقية ومواجهتها تقلُّبات في أوضاعها بين الحين والآخر.

#### نهاية الفهريين وظهور الخوارج

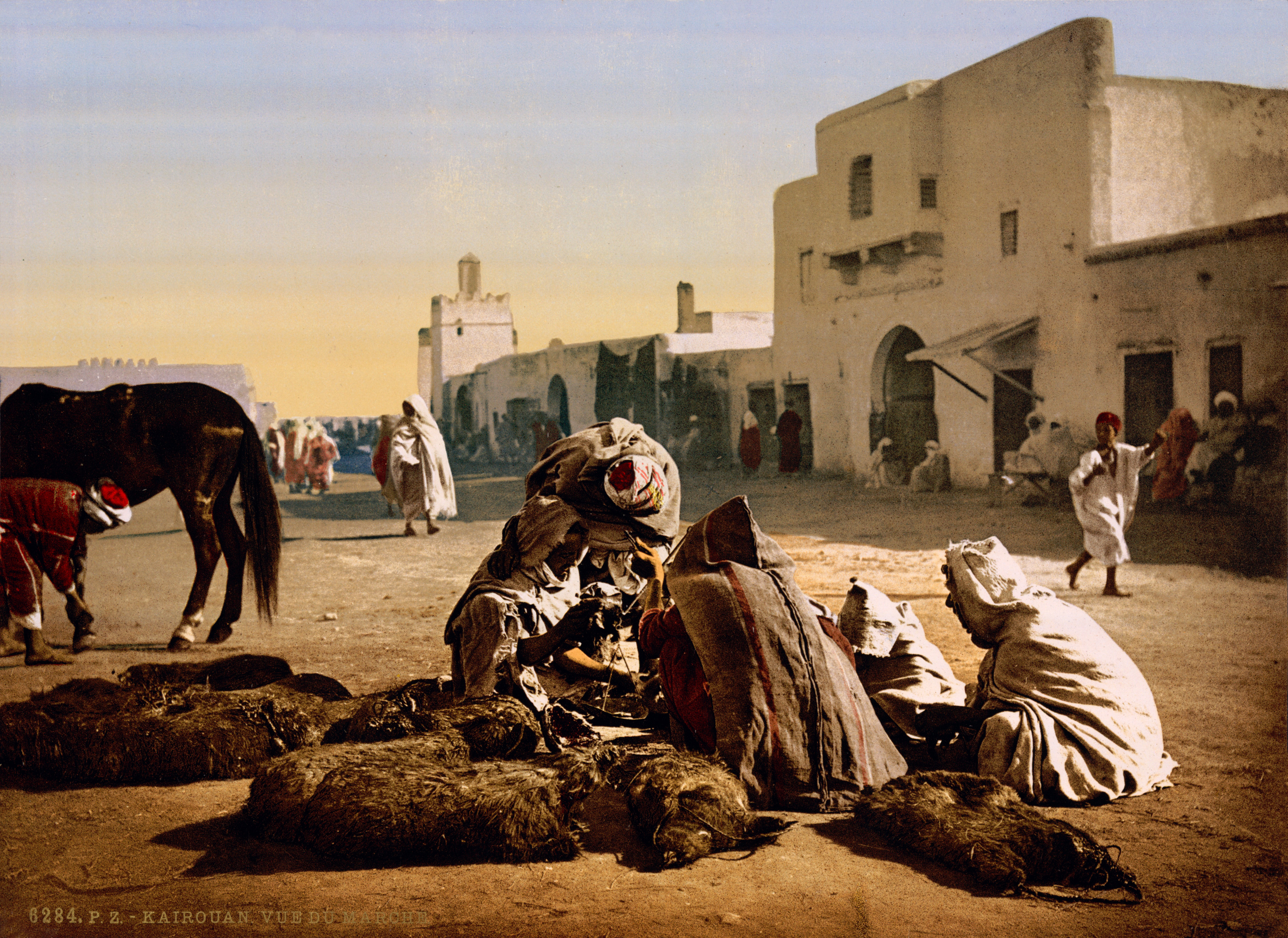
صورة قديمة لأحد الأسواق في مدينة القيروان التَّاريخية، والواقعة في تونس المُعاصرة. (1899)

قُتل عبد الرَّحمن بن حبيب على يد أخوه القائد إلياس الفهري سنة 137هـ / 755م، بعدما غدر به عبد الرَّحمن وعزله عن ولاية العهد لصالح ابنه حبيب، فحكم إلياس إفريقية من بعده. ثار حبيب بن عبد الرَّحمن الفهري ثأرًا لمقتل والده، فهزم عمِّه إلياس في المعركة وقتله، ليتولى حُكم إفريقية سنة 138هـ / 756م. شعر العديد من أهل القيروان بالضيق من انحدار الأحوال في بلادهم نتيجة صراع البيت الفهري في ما بينهم، فكتبوا إلى عاصم بن جميل الورفجومي الخارجي بالقدوم إليهم، آملين في إعادة بلادهم لطاعة الخليفة أبو جعفر. سار عاصم بن جميل وعبد الملك بن أبي الجعد في جُموعٍ من قبيلة ورفجومة البربريَّة وبعض العرب من الخوارج الصفريَّة، فهزموا حبيبًا الفهري وقتلوه وقُتل معه عاصم الورفجومي في معركة قرب القيروان.
دخل عبد الملك بن أبي الجعد الخارجي على رأس قبيلة ورفجومة مدينة القيروان في مُحرَّم سنة 140هـ / مايو أو يونيو 757م، وخلافًا لما أراده أهل القيروان، قام جيش ابن أبي الجعد باستحلال المدينة، فارتكبوا الجرائم وانتهكوا المحارم في أهلها، وقتلوا كُل من كان قرشيًا. وفي احتقارهم لأهل السُّنَّة، قام بعضهم بربط خيلهم في المسجد الجامع، ليندم أهل القيروان على استدعائهم. بعد سنة وشهرين من حكم ورفجومة للقيروان وظلمهم لأهالي المدينة، استنجد وجهائها بأبي الخطَّاب المعافري، صاحب الإباضيَّة في طرابلس بعدما دانت له قابس وبرقة، فزحف نحو القيروان لتخليص أهلها من ظلم الصفريَّة، فانهزم ابن أبي الجعد في صفر سنة 141هـ / يونيو أو يوليو 758م، وتتبَّع أبي الخطَّاب قبيلة ورفجومة قتلًا. أناب أبي الخطَّاب عنه عبد الرَّحمن بن رستم صاحب تيهرت حكم القيروان، ليعود إلى طرابلس حاكمًا لدولة إباضيَّة واسعة دون التبعية لأحد.

#### الحملة العبَّاسية لفتح إفريقية

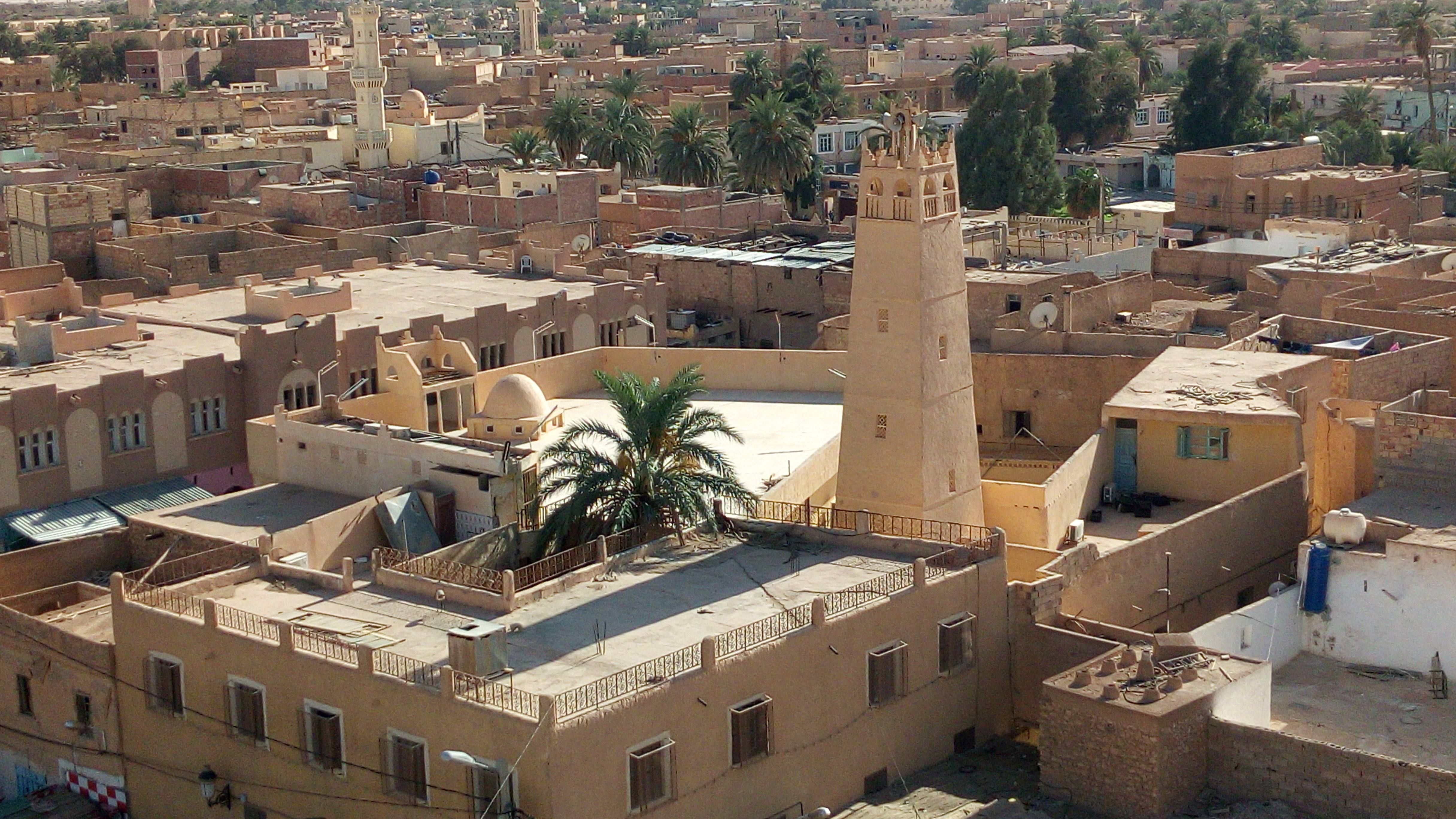
انتشرت الإباضيَّة على غرار أفكار عديدة من الخوارج في إفريقية والمغرب الأوسط في أواخر العصر الأموي - العصر العبَّاسي. في الصُّورة مسجد إباضي تاريخي يعود لسنة 1053م في الجزائر المُعاصرة. (2018)

أفزعت الحوادث الخطيرة في إفريقية وصعود الخوارج فيها، الخليفة أبو جعفر، صاحب دولة الخلافة وفق مذهب أهل السُّنَّة والجماعة، وعلى اثر ذلك، أسند الخليفة، فتح إفريقية إلى أحد أهم قادته، محمَّد بن الأشْعَث الخُزاعي، فولَّاه مصر وأمدَّه بالعدة والعتاد، ثم صادف تغلُّب الإباضيَّة بقيادة أبي الخطَّاب المعافري على الصفريَّة بقيادة ابن أبي الجعد وورفجومة في صفر سنة 141هـ / يونيو أو يوليو 758م. وجَّه الخُزاعي حملتين نحو برقة، غير أن أبي الخطَّاب هزمهم وعاد إلى طرابلس. أمر الخليفة قائده الخُزاعي بالسير لمُحاربة أبي الخطَّاب بنفسه لِما يثق من قدراته وإمكانياته، فسار الخُزاعي على رأس 40 ألفًا وقيل 50 ألفًا من الجيش العبَّاسي ومعه 28 قائد في أواخر سنة 143هـ / بداية 761م، وأمام خبر مجيء الخُزاعي، جمع أبي الخطَّاب نحو 200 ألف، ثم عسكر بهم في سرت. وقيل 12 ألف مُقاتل.

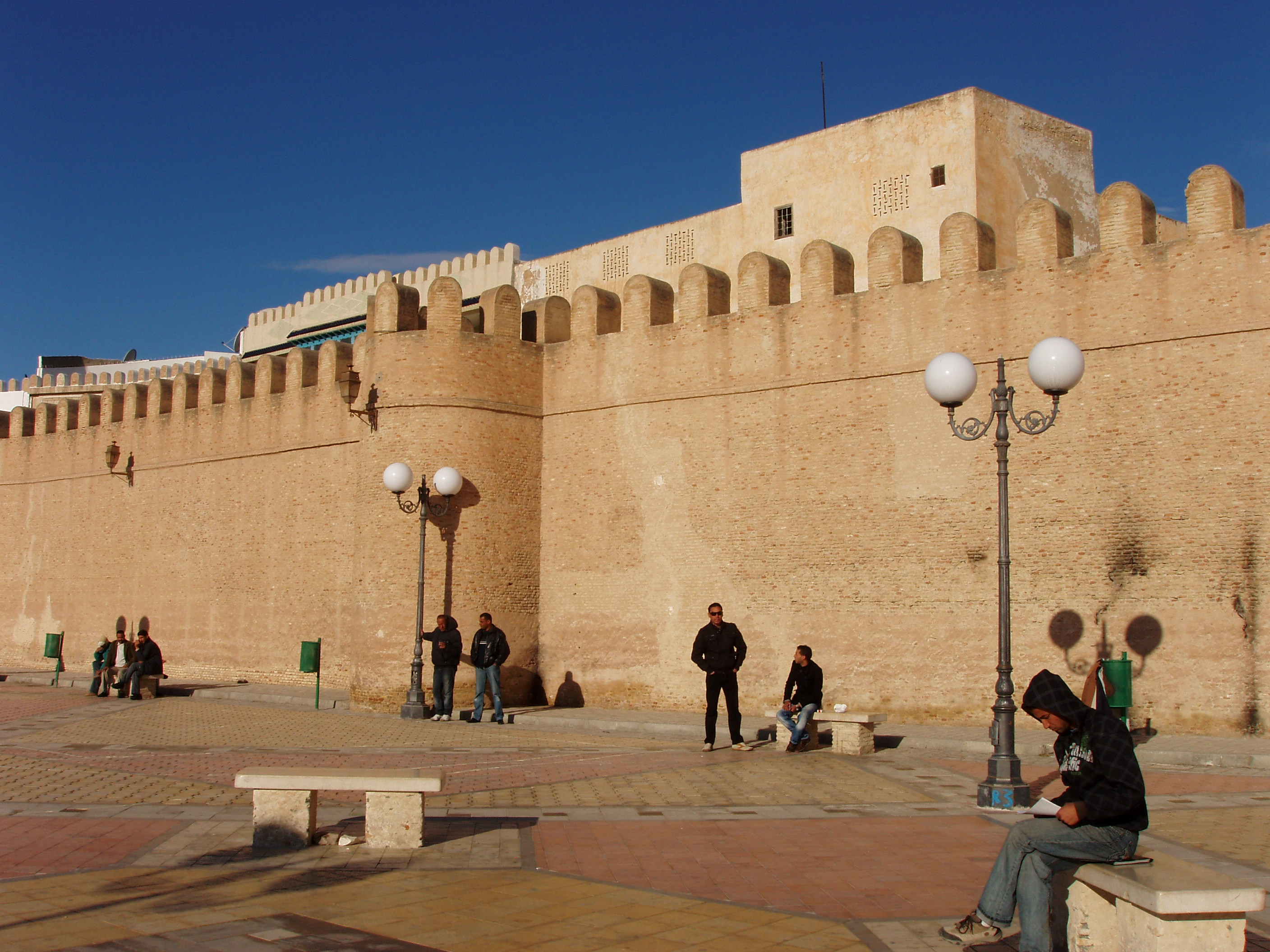
جانب من سور مدينة القيروان التي بُنيت في خلافة المنصُور على يد الوالي والقائد العسكري المُخضرم محمد بن الأشعث الخُزاعي. (2010)

ضاق الخُزاعي من كثرة جيش أبي الخطَّاب واحتار في مواجهته، غير أن الحظ بدأ يلوح في الأفق تجاهه، بعد تنازع قبيلة زناتة مع هوَّارة داخل جيش أبي الخطَّاب، فقد اتهمت زناتة أبي الخطَّاب بميله نحو هوَّارة عنها، ففارقه جماعة منهم، فسر الخُزاعي للخبر ورآها فرصة لمُلاقاته. دارت معركة دمويَّة في طرابلس، سقط فيها أبو الخطَّاب قتيلًا وانهزم أصحابه في صفر سنة 144هـ / مايو 761م، وبعث الخُزاعي برأس أبي الخطَّاب إلى الخليفة تعبيرًا عن الانتصار. لم يكد الخُزاعي ينتهي من ترتيب شؤون جنده، حتى فوجئ بطلائع إمدادات الخوارج بقيادة أبو هريرة الزناتي، أحد قادة أبي الخطَّاب، ومعه 16 ألف مُقاتل من زناتة وغيرها، فتصدَّى لهم الخُزاعي وأبادهم جميعًا في ربيع الأول سنة 144هـ / يونيو 761م.
تولَّى الخُزاعي إفريقية وبسط الأمن في أنحائها مُنهيًا دولة الخوارج فيها، فبنى سور القيروان، وأحسن شؤون الناس، وهابه البربر وأذعنوا له بالطاعة، فاكتفى بما حققه من استعادة إفريقية، ولم يفكر بإرسال حملات عسكريَّة لمُحاربة إباضية المغربان الأوسط والأقصى، والتي تمثلت ببني رستم ومدرار وغيرها من الإمارات الخوارجيَّة والبربريَّة. استمرت الاضطرابات في إفريقية من قبل الخوارج وغيرهم، لتُخمد من ولاة الخلافة العرب، مثل الأغلب بن سالم التَّميمي، وعُمر بن حفص المهلبي. وحين قُتل الأخير من الخوارج وعاثوا في القيروان فسادًا، عُين يزيد بن الحاتم المهلبي واليًا فخرج على رأس حملة عسكريَّة ضخمة، تمكن من قتل رؤوس الخوارج وأتباعهم، ليدخل القيروان سنة 155هـ / 772م، وتستقر أحوالها حتى وفاة الخليفة المنصُور.

## وفاته في مكة

### مرضه في رحلة الحج

قافلة للحُجَّاج المُتوجهين إلى مكَّة المُكرَّمة، كان المنصُور كثير الحج قبل خلافته وبعدها، فحين تولى الخلافة كان قادمًا من الحج، وحين توفي كان متوجهًا للحج.

في السنوات الأخيرة من حُكم المنصُور، شهدت الخلافة العبَّاسية هدوءًا واستقرارًا كبيرًا على المستوى السياسي والعسكري، فلا أحداثًا كبيرة الشأن من سنة 155 حتى 158هـ / 772 حتى أكتوبر 775م. وما كان لهذا الهدوء والاستقرار أن يُجنى إلا بعدما عاش المنصُور حياةً شاقَّة مُتعبة، وكفاحٍ مُستمر، عاصر فيها الكثير من الأحداث الجسيمة، والثورات الخطيرة، مُواجهًا المصاعب للمحافظة على خلافته، وتثبيت أركان الدولة الجديدة، مما أدى إلى إنهاك قواه مع مرور الوقت وكبر سنه. قبل مسيره إلى الحج، اجتمع المنصُور مع وليُّ عهده المهدي، وبدأ يُعلمه وصاياه ونصائحه في أصول الحكم كي يُحسن أمور البلاد والعباد، ثم ودَّعا بعضهما، مُنطلقًا المنصُور من مدينة السَّلام في شوَّال سنة 158هـ / أغسطس 775م، ثم سار إلى الكوفة ونزل فيها فترة بسيطة، فبدت عليه علامات المرض حين أصابه حرٌ شديد بسبب ركوبه في الهواجر ومما زاد عليه مرضه هو الداء في بطنه، إلا أن ذلك لم يثنيه عن رحلة الحج إلى مكَّة.
كان المنصُور لا يستمرئ طعامه ويسأل الأطباء إعطائه الجوارشنات (خليطٌ من الأدوية تساعد على الهضم وتُقوي القلب)، ويشكو ذلك، فنصحوه بالإقلال من الطعام واستكرهوا إعطائه الأدوية خوفًا من تفاقم حالته. لم يستمع المنصُور لنصيحة أطبائه، واتخذ له سفوفًا جوارشنًا يابسًا، فيه الأفاويه والأدوية الحارة، فيأخذه ليهضم طعامه، وشرح أحد الأطباء ما يحدث له قائلًا: «هو يأخذ الجوارشن فيهضم طعامه، ويخلق من زئير معدته في كل يوم شيئًا، وشحم مصارينه، فيموت ببطنه».

### وفاته ودفنه في مكة
حين وصل المنصُور إلى نواحي مكَّة ليتجهَّز للحج، اشتد المرض عليه، فنزل بستان أبي عامر، ثم جاهد نفسه في الحركة وقرَّر الرحيل نحو بئر ميمون (نُسبةً لميمون بن خالد الحضرمي)، فبلغت به العلَّة أشدها، وأدرك أن وقت رحيله اقترب، فأوصى مولاه الرَّبيع بجملة من الوصايا ومنها كتم وفاته حتى يأخذ البيعة للمهدي، ومنع نواح النساء عليه بالبُكاء، ثم قال: «اللهم إن كنت تعلم أني قد ارتكبت الأمور العظام جرأة مني عليك، فإنك تعلم أني قد أطعتك في أحب الأشياء إليك شهادة أن لا إله إلا أنت، منًا منك، لا منا عليك».

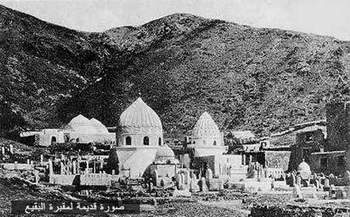
صورة لمقبرة المعلاة في مكَّة المُكرَّمة التي دُفن فيها الخليفة أبو جعفر المنصُور. (قبل 1925)

تُوفي المنصُور مع طلوع فجر ليلة السَّبت في السَّادس من ذي الحجَّة سنة 158هـ / السَّادس من أكتوبر 775م. وقيل توفي 7 ذي الحجَّة وغيره من الأقوال. لم يحضر لحظة وفاته سوى مولاه الرَّبيع وخدمه، ونفَّذ وصيته، وحين أصبح الصباح، أحضر أهل بيته ممن جاؤوا مع المنصُور، لأخذ البيعة لمُحمَّد المهدي الموجود في بغداد، ومن ثم لعيسى بن موسى، فدارت البيعة للمهدي بين الركن والمقام على يد ابنه الفتى موسى بن المهدي. تولَّى العبَّاس بن مُحمَّد أخو المنصُور مع الرَّبيع والريَّان وعدة من خدمه ومواليه بغسل وكفن المنصُور، ففرغوا من جهازه مع صلاة العصر، وألبسوه لباس الإحرام كاشفين عن رأسه فقط، ليحمله أهل بيته ومواليه إلى ثنية المعلاة في أعلى مكَّة. نزل عيسى بن علي والعبَّاس بن مُحمَّد وعيسى بن موسى، والرَّبيع وغيرهم في قبره حتى دُفن. حُفر للمنصور مائة قبر لئلا يُعرف موضع قبره، ودُفن في غيرهم
تُوفي أبو جعفر المنصُور عن عمر ناهز 63 سنة و9 شهور حسب التقويم الهجري، و61 سنة و11 شهر حسب التقويم الميلادي، بعد أن حكم 21 سنة، و11 شهر، و23 يوم حسب التقويم الهجري، أو 21 سنة، و3 أشهر، و26 يومًا، قياسًا على يوم ولادته ويوم حكم حتى وفاته على أكثر الأقوال. رثاه الشَّاعر مروان بن أبي حفصة الأموي قائلًا:
يُعد المنصُور الجد الجامع للخُلفاء العبَّاسيين من بعده، ويُنسب إليه الفضل من الخُلفاء، في تحقيق حالة الرَّخاء والتنعُّم في عهد وريثه المهدي (حكم 775-785م) ولاحقًا هارُون الرَّشيد (حكم 786-809م)، فقد أحصى المُؤرخين الفائض المالي الهائل الذي تركه المنصُور في خزائنه، فقد بلغ 900 مليون دينارًا و60 مليون درهمًا، ولم يجتمع هذا المبلغ قط لخليفة.

## النَّهضة المنصُوريَّة

### بناء بغداد عاصمة الخلافة

#### أسباب البناء واختيار الموضع

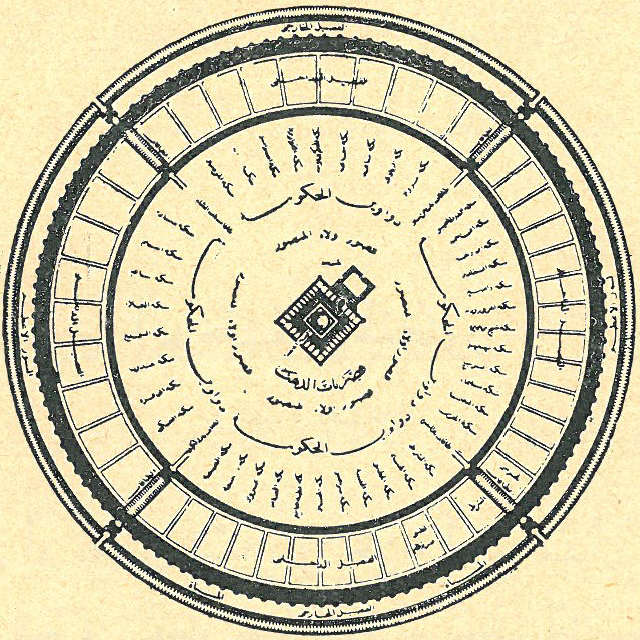
خريطة تظهر حدود المدينة المُدوَّرة التي بناها المنصُور، مُستقرًا فيها من صفر سنة 146هـ / مايو 763م.

أرسل الخليفة مجموعات استكشاف لاستطلاع أفضل المواضع من جرجرايا حتى الموصل، لبناء عاصمته الخالدة، فكانت أرض بغداد أوسط أرض العراق.

تنقَّل الخليفة السَّفَّاح بين ثلاث مواضع في خلافته، فتُوفي ولم يتخذ عاصمة دائمة للدَّولة الوليدة، فلما خلفه المنصُور، أكمل استقراره في الهاشميَّة من نواحي الكوفة التي استقرَّ بها السَّفَّاح قبله، حتى ظهور الرَّاونديَّة واضطَّراب الأوضاع قرب قصره ومحاولتهم قتله. أعطت تلك الأحداث المنصُور شعورًا بأنه من الآمن البقاء فيها، فكره سُكَّانها وكره مُجاورة أهل الكوفة لكونهم على استعداد لدعم أي ثورة وإفساد الجند عليه، وشعر بأن اللحظة قد حانت للبحث عن موضعٍ يبني فيه مدينة جديدة له ولجنده.
اعتنى المنصُور باتخاذ عاصمته في العراق لتوسطها الأقاليم الشَّرقيَّة كفارس وخُراسان، والغربيَّة كالشَّام ومصر، والجنوبيَّة كالحجاز وعُمان، فضلًا لكون العراق وخُراسان مصدر قُوة العبَّاسيين وأنصارهم، في حين كانت دمشق عاصمة الأمويين ومركز العرب ذوي الأهواء الأمويَّة، بينما تفتقر الحجاز للموارد اللَّازمة، وبعد أهلها عن أمور الخلافة ومشاكلها منذ ثورة عبد الله بن الزبير سببًا إضافيًا. اكتشف المنصُور الموقع في سنة 144هـ / 761م، أي قبل ثورة مُحمد النَّفس الزكيَّة بفترة. لم يكن اختيار الموقع كافيًا بالنسبة للمنصُور فحسب، بل أراد معرفة أحوالها وأجوائها في الصيف والشتاء والعواصف ونقاء هوائها وما إلى ذلك، فوجدها المُرشَّحة الأولى لذلك من بين كل المواقع الأخرى. مما زاد من أهمية موضع بغداد، ميزتها الإداريَّة والحربيَّة، خصوصًا أن بناء بغداد عسكريًا بالدرجة الأولى.

#### بناء بغداد وانتقاله إليها

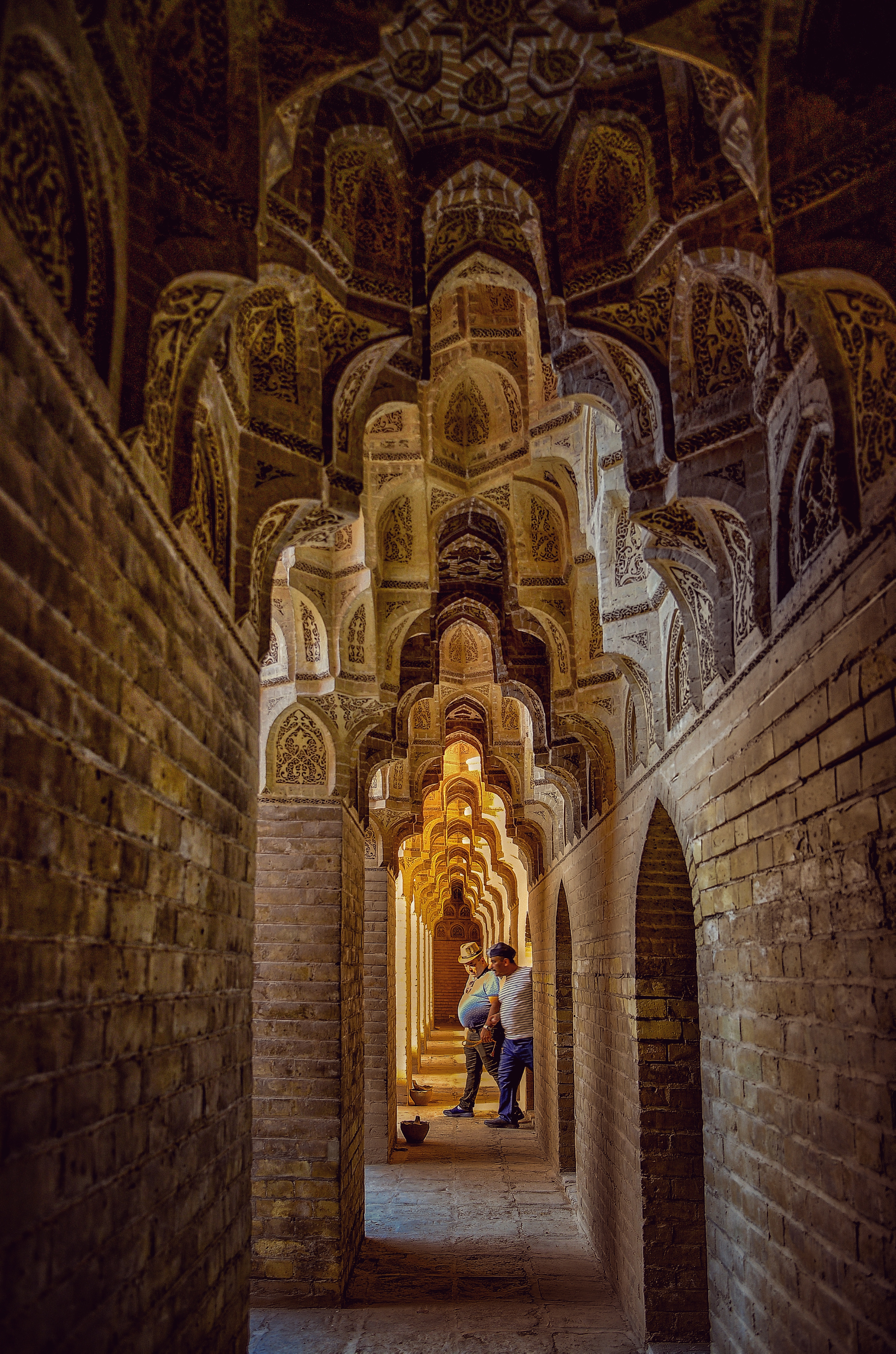
صُورة تظهر الفن المعماري في القصر العبَّاسي، من بقايا العمارة العبَّاسية. (2019)

وضع المنصُور بنفسه أول أحجار بغداد قائلًا: «بسم الله والحمد لله والأرض لله يورثها من يشاء من عباده والعاقبة للمتقين، ابنوا على بركة الله». يعد تخطيط وبناء بغداد تعبيرًا واضحًا على عِلم المنصُور ورجاحة عقله، فاختيار وتخطيط وتصميم حاضرة الخلافة من صميم أفكاره. بُني للمدينة أربعة أبواب، عُرفوا باسم: باب خُراسان (ويُسمى باب الدَّولة) تقديرًا لكون خُراسان مهد دولة بني العبَّاس، لتكشف القبة عن الأنهار والجداول وطريق خُراسان، وباب الشَّام وتكشف قبتها الأرباض وامتداد الأنحاء خارج بغداد، وباب البصرة وتكشف قبتها منطقة الكرخ والأسواق الجنوبيَّة، وختامًا باب الكوفة وقبتها تكشف البساتين والضياع. حفر عند الأبواب الخنادق وعُمل لها سورين وفصيلين (وهو حائط قصير أقل من السُّور)، بين كل بابين فصيلان والسُّور الداخل أطول من الخارج، ومنع البناء تحت السُّور الطويل الداخل أو السكن فيه، ثم بني من بعده القصر والمسجد الجامع.
كان الهدف من إنشاء بغداد هو جعله سكنًا للخليفة وحاشيته وحرسه وجنده، أي أن سكانها الأوليين كانوا أناس مُختارون من ذوي الطابع العسكري بالدرجة الأولى، ثم الإداري، غير أن نمو بغداد واحتياجها للمزيد من السُّكان، جعلت المنصُور يأمر بإنشاء أسواق الشراء والبيع في مختلف أرجاء بغداد وإنشاء الأحياء السكنيَّة مثل الرصافة والكرخ. كانت الأبنية الفخمة في زمن المنصُور مقصورة على القصر والمسجد الجامع.
أُنجز بناء معظم بغداد في سنة 146هـ / 763م أي بعد ثلاث سنوات من العمل عليها، ليُقبل المنصُور قادمًا إليها من الهاشميَّة في صفر سنة 146هـ / مايو 763م، وانتقلت معه الخزائن وبيوت الأموال والدواوين إليها في نفس السنة، مُستقرًا في قصره الذي عُرف بعدد من الأسماء مثل قصر باب الذهب أو قصر الذهب أو قصر أبو جعفر، مُحاطًا بأبنية بيوت أولاده والدواوين والحرس الخاص. كُلِّف بناء بغداد بصورتها في زمن المنصُور 4 ملايين و833 ألف درهم، وقيل 18 مليون دينار. اكتملت أعمال بناء بغداد من إكمال بناء السُّور الخارجي، وحفر الخندق حوله، ونقل الماء إلى المدينة في سنة 148هـ / 766م، ليبلغ محيط بغداد 4 أميال (أي نحو 5 كيلومتر مربع). أمر المنصُور ببناء قصر على نهر دجلة، عُرف لاحقًا بقصر الخُلد، فافتُتح سنة 158هـ / 775م، وانتقل إليه، ليُعاجله الموت به في نفس السنة.

#### نهضة بغداد اللَّاحقة

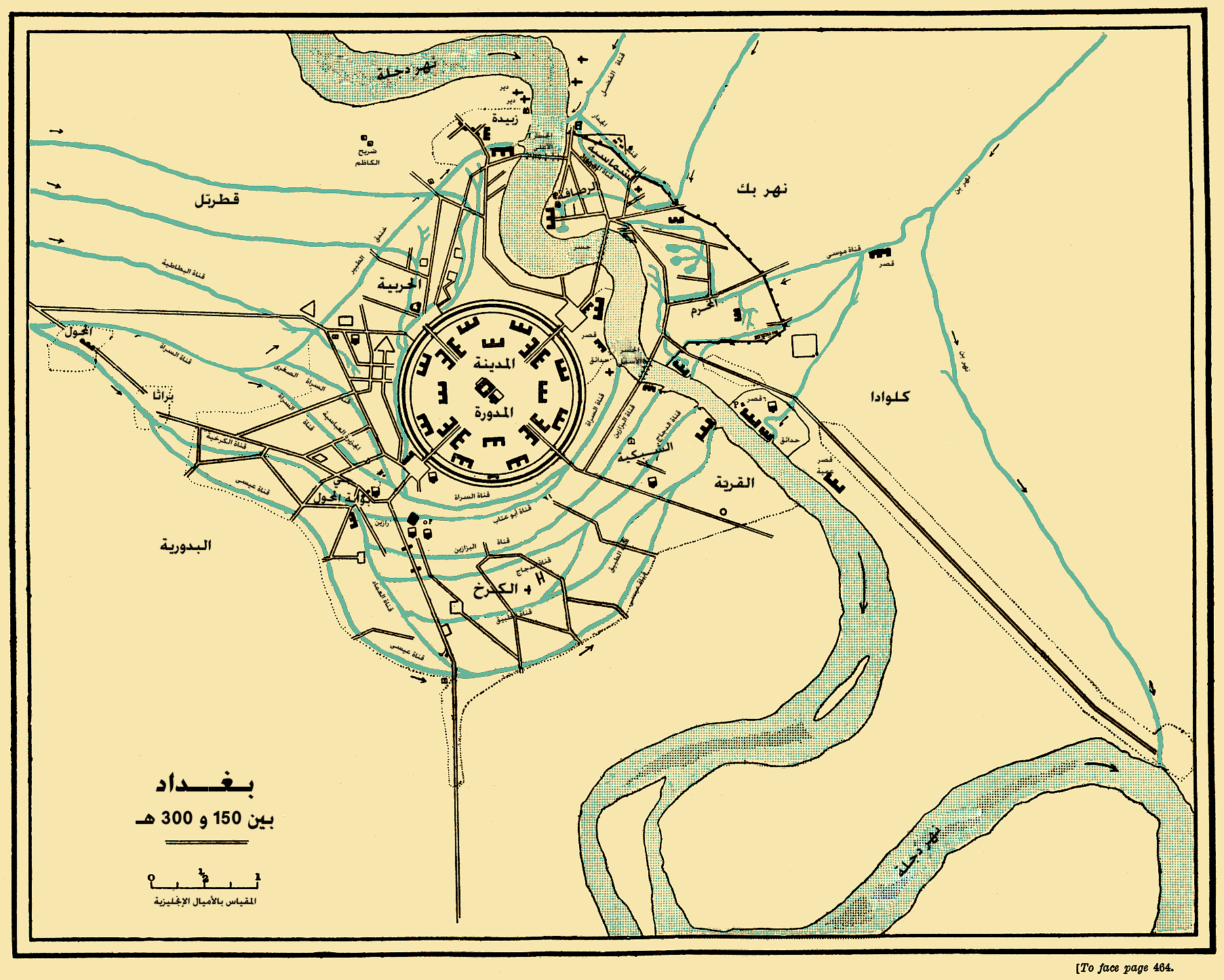
مُخطط يظهر توسُّع ونهضة بغداد الكبيرة خلال قرنًا ونصف قرنٍ من الزمان، بين 150 إلى 300هـ / 767 - 913م.

بسبب التخطيط الدائري للمدينة، فإن بغداد لم تتمكن من التوسُّع والنمو، فاتجه الناس للبناء خارج الأسوار، فأنشئت الكرخ وأصبحت مدينة خاصَّة للتجَّار، وبنيت الرصافة في الجانب الشرقي من بغداد، واتسعت المدينة على جانبي دجلة اتساعًا منقطع النظير. بقيت المدينة المُدوَّرة التي بناها المنصُور على حالها حتى وفاة حفيده هارُون الرَّشيد سنة 193هـ / 809م، فقد شبَّت الحرب بين الأمين والمأمُون وتعرَّضت بغداد للدمار في بعض أنحائها وأصيب قسمًا من سورها وبيوتها حين حاصرها القائد المأموني طاهر بن الحسين وضربها بالمجانيق.
اختفت مدينة المنصُور عن الأنظار بنهاية القرن الرَّابع الهجري / أوائل القرن الحادي عشر الميلادي، بعد دخول الأقسام الباقية من المدينة مع الأبنية التي قامت خلف أسوار بغداد القديمة وحولها. نهضت بغداد خير نهوض على مدار قرن ونصف قرن، وخلَّدت أسماء العُلماء والأعمال العِلميَّة والأدبيَّة والفنيَّة الخارجة منها، فطغت شهرتها على القسطنطينية وغيرها من المُدُن الإسلاميَّة المُعاصرة لها، واستمرت مكانتها السياسيَّة في زمن ابنه المهدي وأحفاده من الهادي حتى المُعتصم (833-842م) حين فقدت مكانتها السياسيَّة كمركز للخلافة في عهده لصالح سُرَّ من رأى التي بناها، ثم عادت أهميتها في عهد المُعتضد (892-902م) حين عاد إليها، وبقيت حاضرة للخلافة الإسلاميَّة وحكم بني العبَّاس حتى سقوطها على يد المغول سنة 656هـ / 1258م.

### النَّهضة العلميَّة

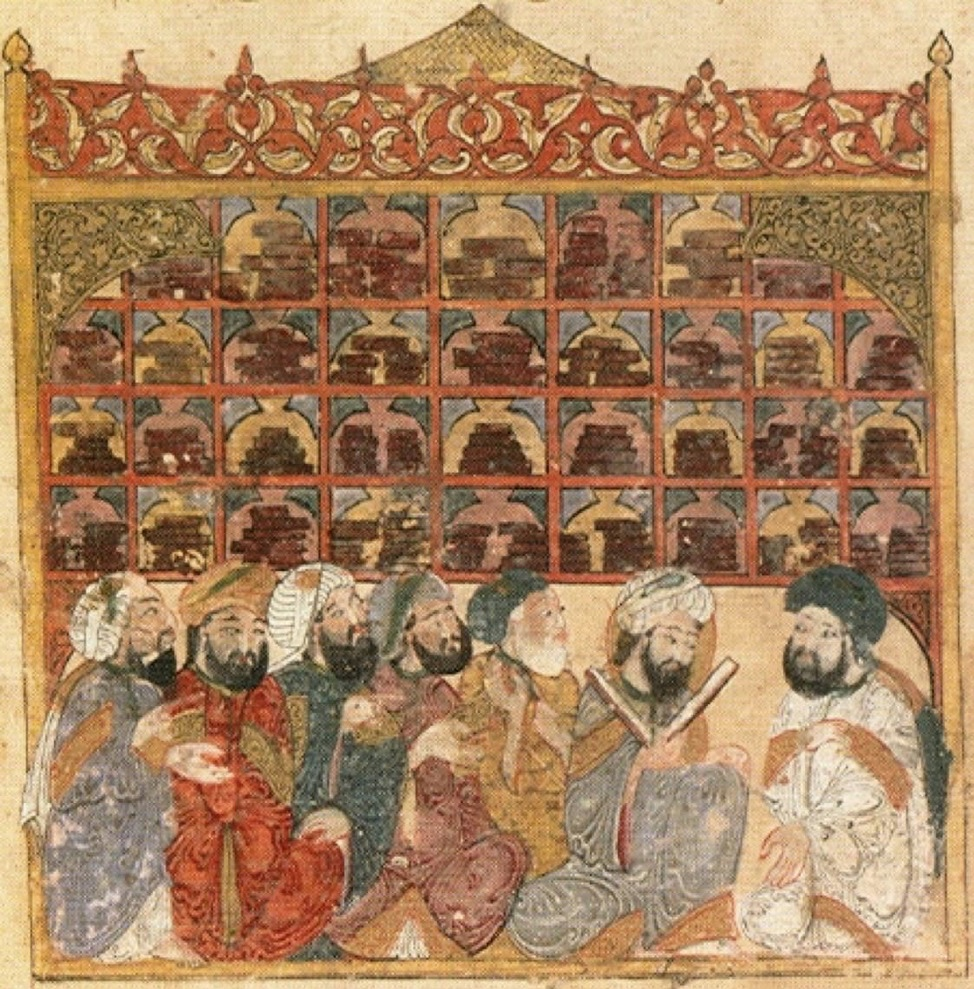
رسم لطلاب في مكتبة بيت الحكمة مستوحاة من كتاب مقامات الحريري، بريشة يحيى الواسطي. (1237)

مهَّد المنصور لقيام نهضة علميَّة كبيرة في أنحاء العالم الإسلامي، فهو أول خليفة اهتم بالعلوم بشكل ملحوظ، إذ كان كلِفًا في علم الفلسفة، خصوصًا علم النُّجوم، وهو أول خليفةٍ إسلامي تُرجمت له الكتب من اللغات السريانية والأعجميَّة، مثل كتاب كليلة ودمنة، وكتب أرسططاليس في المنطق، وإقليدس، وكتب اليونان الأخرى. لم يكتفِ المنصور بالبدء في ترجمة الكتب، بل اجتذب العلماء والأطباء من مختلف أنحاء العالم الإسلامي، واستقطب النساطرة إلى العاصمة بغداد. ضمت عملية الترجمة المدعومة من الخليفة، كتب في علم الطب، والنُّجوم، والهندسة، والآداب، وأُلِّفت له كتب في الحديث والتاريخ. يُروى أن جرجيس بن بختيشوع ترجم مؤلفات كثيرة في الطب من اليونانيَّة إلى العربيَّة بطلبٍ من المنصور، وخُصِّصت لهذه الترجمات وغيرها من المخطوطات القيمة، خزائن علمية واسعة، وضُمت الكتب المترجمة إلى كُتُب عديدة أخرى حُفظت في قصر الخلافة، حتى ضاقت رغم سعتها. حرص المنصُور بشدة على هذه الكتب، وأوصى ابنه ووليُّ عهده مُحمَّد المهدي بهم. شكلت جُهُود المنصُور النُّواة الأساسيَّة لمشروع أكبر في التاريخ الإسلامي، وهو مشروع بيت الحكمة الذي سيزدهر لاحقًا في عهد أحفاده الخُلفاء هارون الرَّشيد وعبد الله المأمون، مُشكلين بذلك العصرُ الذَّهبيُّ للإسلام.

### بناء المُدُن وتحصين الثُّغور

خريطة تُظهر منطقة الثُّغور بين الخلافة العبَّاسية، ومملكة الرُّوم، وتُبين الحُصون الإسلاميَّة المبنية في عهد المنصُور بهدف رد الغارَّات الرُّوميَّة وحفظ المُسلمين.

اعتاد الرُّوم على هدم الحُصون والمعاقل الإسلاميَّة على طول الثُّغور في هجماتهم في أواخر العصر الأموي حتى عهد الخليفة العبَّاسي المنصُور، لإضعاف دفاعات المُسلمين لتسهيل قضم المناطق لاحقًا. لم يكن الرُّوم وحدهم في ذلك، فقد كانت الجبهة مع الخزر وغيرهم تُمثل خطورة على العُمق الإسلامي. ركَّز الخليفة المنصُور اهتمامه على بناء القواعد الإسلاميَّة وتحصينها وخصوصًا حصون السَّواحل ومدنها جنبًا إلى جنب مع مدن الثُّغور، لتُمثل حماية للمسلمين على امتداد سواحل وجبهات الخلافة العبَّاسية الهامَّة مع الرُّوم والخزر. ومن ضمن خطوات تحصين مُدُن الثُّغور، أعاد صالح بن علي العبَّاسي بناء سور ملطية في سنة 139هـ/756م بسبب تخريب ملك الرُّوم في حملته السابقة، ثم طوَّرها عبد الوهاب بن إبراهيم الإمام لأهميتها الكبيرة، فجعلها قاعدة عسكريَّة مُتميزة خلال ستة شهور من العمل البنَّاء سنة 140هـ/757م، مُسكنًا بها أربعة آلاف مُقاتل من أهل الجزيرة كونها من ثغورهم.
فرغ القائد الخُراساني جبرائيل بن يحيى من بناء المصيصة سنة 141هـ/758 أو 759م، بعد أن كانت حُصنًا صغيرًا أنشئ بأمر من عبد الله بن عبد الملك الأموي، غير أن الرُّوم استباحته بين الحين والآخر، فبني سُورها وخندقها وسكنها المُقاتلة. وقيل أن بنائها تم من قبل العبَّاس بن مُحمَّد وصالح بن علي. بُني العديد من المُدُن في خلافة المنصُور على طول جبهة الخزر بهدف حماية المُسلمين من غارَّاتهم، مثل كمخ، والمُحمَّدية، وباب واق وغيرها. كلَّف المنصُور ابنه المهدي ببناء مدينة الرَّافقة في سنة 155هـ / 772م بهدف جعلها مركزًا للحملات الجهاديَّة الموسميَّة على الرُّوم، على طراز بغداد في أبوابها وفصولها ورحابها وشوارعها. استمر الخُلفاء العبَّاسيُّون من بعد المنصُور في بناء وتحصين الثُّغور على طول الحدود مع الرُّوم حتى بلغ كمالها في عهد المُعتصم بالله (حكم 833-842م).

## سياسته الداخليَّة

### إشراف المنصور على الدولة

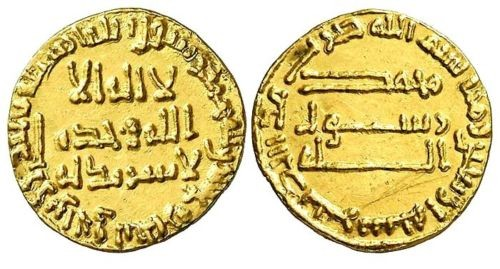
دينارٌ ذهبيٌ عبَّاسي سُك في عهد المنصُور سنة 140هـ / 758م.

اهتم المنصُور منذ بدء خلافته على الإشراف بكل صغيرةٍ وكبيرةٍ في البلاد، فلم يكن لوزرائه أي سلطة فعليَّة لما كانوا عليه من وجل وخوف نحوه، فلا يبدو عليهم الأبهة ولا رونق الوزراء، وانحصر دورهم على المشورة في الأمور غالبًا. أشرف المنصُور على كل صغيرةٍ وكبيرةٍ في البلاد، فيعمل في صدر نهاره بالأمر والنهي والتعيين والعزل وشحن الثُّغور والأطراف والتوجيه بتأمين الطرق والنظر في الخراج والنفقات ومصلحة معاش الرعية، فإذا صلَّى العصر جلس مع أهل بيته إلا من أحب مُسامرته، فإذا صلى العشاء نظر في ما ورد عليه من كتب الثُّغور والأطراف والآفاق، وشاور سُماره في ما يجري، فإذا مضى ثلث الليل، انصرف سماره وقام إلى فراشه، وحين يحل الثلث الثاني يقوم من نومه، ويتوضأ ثم يطلع الفجر ليصلي بالناس، ليدخل إيوانه ويجلس للنظر في شؤون الحكم. يُعد المنصُور أول من رتب المراتب من الخُلفاء، إذ كان الناس يدخلون على خُلفاء بني أميَّة يقفون على أبوابهم حتى يُؤذن لهم، فلما اختط المنصُور بغداد، اتخذ في قصره بيوتًا للإذن. كان المنصُور إذا أراد خيرًا بإنسان، سلمه لحاجبه الرَّبيع، وإذا أراد به شرًا سلمه إلى المُسيب.

### الوزارة
يعد خالد بن برمك أول وزراء المنصُور، غير أنه لم يستمر في الوزارة طويلًا، إذ عُزل سنة 138هـ / أواخر 755م، وأسند الخليفة إليه ديوان الخراج فقط. وقيل أن أبو الجهم بن عطيَّة وزير السَّفَّاح هو أول وزرائه، ليُسقى شرابٍ من السُّم. استوزر أبي أيُّوب المورياني في جُمادى الآخرة سنة 138هـ / نوفمبر أو ديسمبر 755م خلفًا للبرمكي، فاستمر على وزارته فترةً طويلة حتى سنة 152هـ / 769م، حين غضب المنصُور عليه لاحتجانه الأموال وسوء تصرُّفاته، فعزم على الإيقاع به، وقبض عليه مع ابنه وبعض أقاربه وطالبهم بالأموال المأخوذة أثناء وزارة المورياني. مات أبو أيُّوب وأخوه خالد في السجن سنة 154هـ / 771م، وأمر بقتل من بقي منهم وحاز أموالهم. استوزر المنصُور مولاه وحاجبه الرَّبيع بن يونس، وبقي على منصبه حتى وفاة المنصُور، لاعبًا دورًا مهمًا في أخذ البيعة للمهدي.

### سياسته الماليَّة

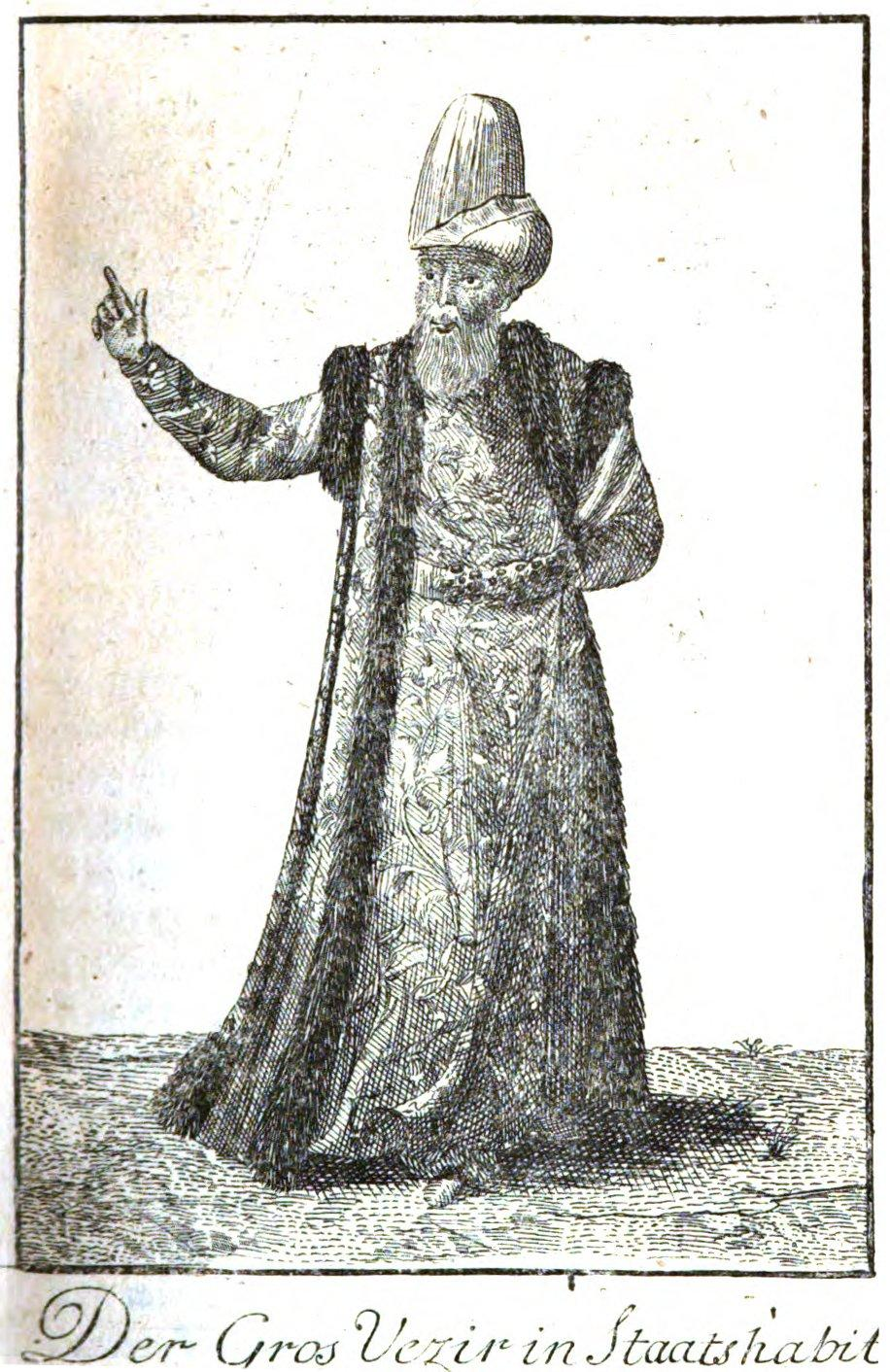
رسمة تُصوِّر وزيرًا في العصور الإسلاميَّة، غير أن الوزارة لم يكن لها أي دورٌ مُهم في تشكيل خلافة المنصُور الذي أشرف على الأمور بنفسه. بريشة كريستيان فيلهلم كيندلبن (1783).

قام المنصُور بإصلاحات مُهمة في ما يتعلَّق بضرائب الأرض من أرض السَّواد، وذلك لأن الخراج يُؤخذ بالنقد وعلى مساحة الأرض المزروعة من عدمها، حسب النظام الذي سنه ثاني الخُلفاء الرَّاشدون عُمر بن الخطَّاب، غير أن تغيُّر الظروف والزمان قد أضر بأحوال الزراعة لأن السعر إذا نقص لم تفي الغلات بخراجها، فضلًا عن الإهمال في العصر الأموي وضغوطهم لتحصيل الأموال أدى لخراب السَّواد، فوضع المنصور نظام المُقاسمة، ومضمونه أن يدفع الزَّارع جزءًا من محصوله كضريبة، فيبقى له ما يكفيه، بيد أن المنصور تُوفي قبل أن يستكمل إصلاحه، ليكمله خليفته المهدي عن أبيه لاحقًا. رفض المنصُور قبول عملات النُّقود ذات الجودة السيئة من دافعي الضرائب، فحرص على قبول أجود العُملات مثل الهُبيريَّة والخالديَّة واليوسفيَّة، من أجود نقود بني أميَّة. أنشأ المنصُور ديوانًا خاصًا سُمي ديوان المظالم، وأودع فيه أموال وممتلكات العُمَّال والوُلاة ممن يُشك في تلاعبهم بأموال الدولة، وأوكل أمرها لابنه المهدي لإعادتها إليهم بعد وفاته، فتكون له منة عليهم وتزيد من التفاف الناس حوله.
شدَّد الخليفة المنصُور مُحاسبته لعماله حتى ثقل على بعضهم كثرة تفقده الأعمال ومراعاته لها. اهتم المنصُور بكفاءة عُمَّال البريد ليطلع على أحوال الولايات في أنحاء الخلافة، إذ كان من واجب عُمَّال البريد التجسس على أعمال كبار الموظفين مثل الولاة والأمراء، طالبًا المنصُور منهم الكتابة يوميًا بأسعار القمح والحبوب وكل مأكول تلافيًا للمجاعات وغلاء الأسعار، وما يقضي به القاضي في نواحيهم، وما يعمل به الوالي، وكل ما يرد بيت المال وأسباب حيازة الأموال. وبعد معرفته بالأخبار، يكتب المنصُور للولاة والعُمَّال إذا زاد سعر شيء، فإذا أجابوا بحجة مُقنعة، تلطَّف معهم بالكلام لإنزاله حتى يعود سعره على حاله، وإلا يُوبخه ويلومه وقد ينتهي بعزله في أحسن الأحوال، وإلا فالقبض عليه ومصادرة أمواله مصيره على غرار وزيره المورياني. قال المنصُور ذات مرَّة عن أهمية عُمَّال البريد في نقل الأخبار الصحيحة إليه: «ما كان أحوجني إلى أن يكون على بابي أربعة نفر لا يكون على بابي أعف منهم»، فقيل له: «يا أمير المؤمنين، من هم؟»، فأجاب: «هم أركان الملك، ولا يصلح الملك إلا بهم، كما أن السرير لا يصلح إلا بأربع قوائم، وإن نقصت واحدة وهي، أما أحدهم فقاضٍ لا تأخذه في الله لومة لائم، والآخر صاحب شرطة ينصف الضعيف من القوي، والثالث صاحب خراج يستقصي ولا يظلم الرعية فإني عن ظلما غني، والرابع..» ثم عض على سُبابته من اصبعه ثلاث مرات وهو يُكرر: «آه، آه» فقيل له: «ومن هو يا أمير المؤمنين؟»، فأجاب: «صاحب بريد يكتب بخبر هؤلاء على الصحة».

### القضاء

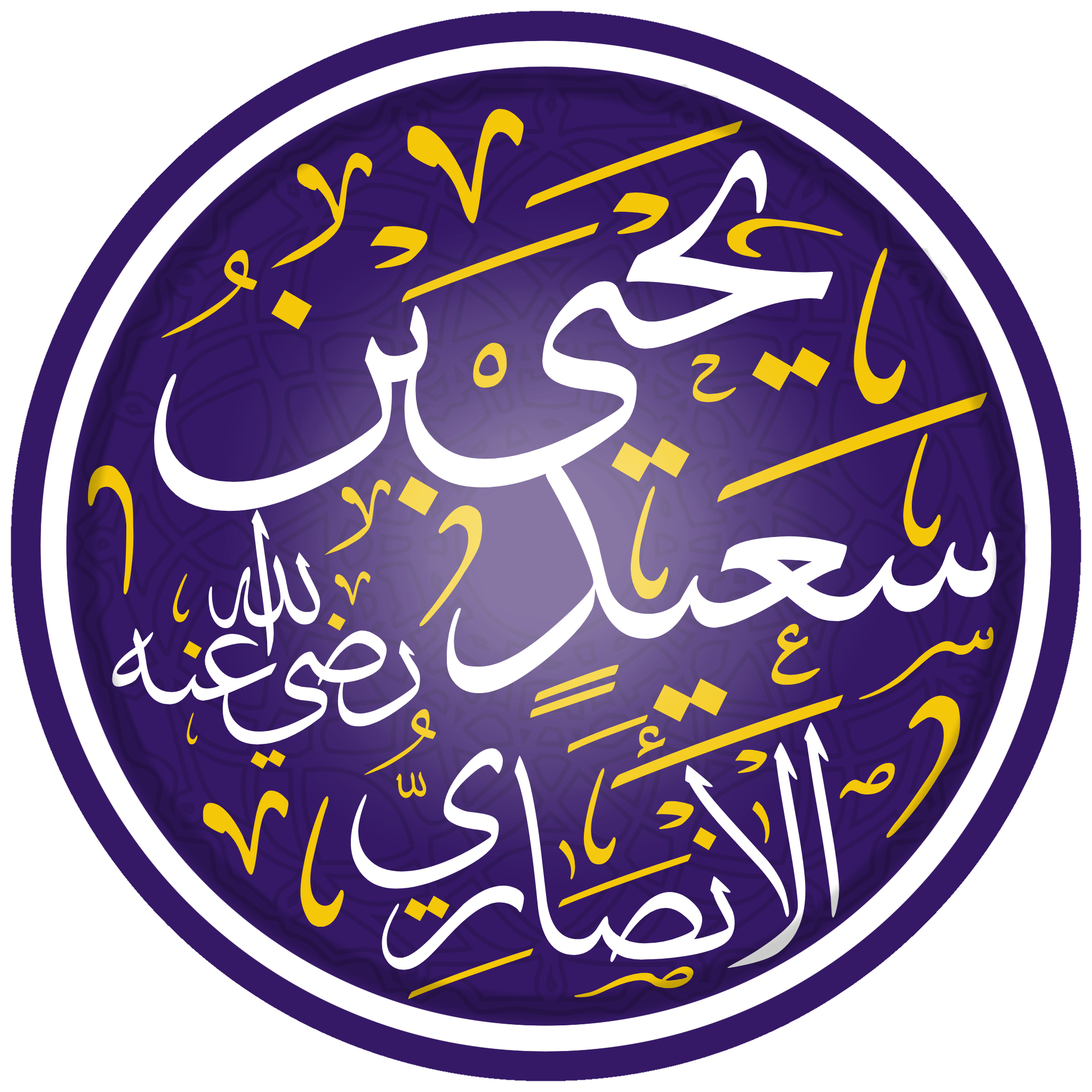
تخطيط باسم يحيى بن سعيد الأنصاري، أحد قُضاة المدينة المُنوَّرة زمن المنصُور.

يُعد المنصُور أول خليفة يُولي قُضاة الأمصار من قبله، فقد كانت سابقًا من مهمة الوالي. ومن قُضاته: عثمان بن عمر التميمي، ويحيى بن سعيد الأنصاري، ثم عبد الله بن صفوان الجمحي. تولَّى القضاء في الكوفة: ابن أبي ليلى، ثم ابنه عبد الرحمن بن أبي ليلى، ثم شريك بن عبد الله النخعي. وعلى البصرة: عُمر بن عامر السلمي ثم سوار بن عبد الله العنبري، ثم عبيد الله بن الحسن العنبري. وعلى الموصل: الحارث بن الجارود العتكي. وعلى المدينة: ابن أبي سبرة، ثم عبد العزيز بن المُطَّلب، ثم عبد الله حفيد القاسم البكري، ثم الحسن بن عمران، ثم ربعيًا المخزومي، ثم الكثيري، ثم عبد الله بن أبي سلمة بن عبيد الله العُمري، ومحمد بن عمران الطلحي. وفي مكَّة: عبد الله بن محمد التيمي ومحمد بن يعقوب الأنصاري. وعلى مصر: عبد الله بن لهيعة الحضرمي.
يروى من المواقف مع القُضاة، أن المنصُور كتب إلى سوار بن عبد الله العنبري قاضي البصرة لحل مشكلة بين قائدٍ وتاجر: «انظر الأرض التي تخاصم فيها فلان القائد وفلان التاجر فادفعها إلى القائد»، فكتب إليه القاضي: «إن البينة قد قامت عندي أنها للتاجر، فلست أخرجها من يده إلا ببينة»، فرد المنصُور إليه يُريد اختبار قُوة إيمانه وعدله: «والله الذي لا إله إلا هو لتدفعنَّها إلى القائد»، فكتب القاضي: «والله الذي لا إله إلا هو لا أخرجنَّها من يد التاجر إلا بحق»، فلما ورد كلام القاضي على المنصُور، أعجب به أشد إعجاب، وقال: «ملأتها والله عدلًا، وصار قضاتي تردني إلى الحق» ويُستدل بذلك على استقلال القاضي وامتلاكه سُلطة حقيقيَّة لا يُمكن للخليفة التحكُّم فيها. ومما يروى، أن الحمالين الذين نقلوا متاع وأحمال المنصُور في طريق الحج، اشتكوا إلى قاضي المدينة محمد بن عمران الطلحي لعدم إعطاء المنصُور أجورًا ترضيهم على أتعابهم، فكتب القاضي إلى المنصُور للحضور في مجلس الحكم، فلما بين القاضي حق العُمَّال، حكم على المنصُور بإنصافهم وإعطائهم أجرًا يستحقونه، فرح المنصُور وقال: «جزاك الله عن دينك أحسن جزاء، وقد أمرت لك بعشرة آلاف دينار». حين عاد المنصُور من حجِّه سنة 147هـ / 764م، استدعى الإمام أبو حُنيفة النعمان وأراد تقليده منصب قاضي القُضاة لما أعجب من علمه ودينه، فأبى أبو حنيفة، فلما رأى إصرار المنصُور لتوليته أي عمل، طلب منه أن يُساعد في بناء بغداد، فقبل المنصُور.

### الجيش العبَّاسي

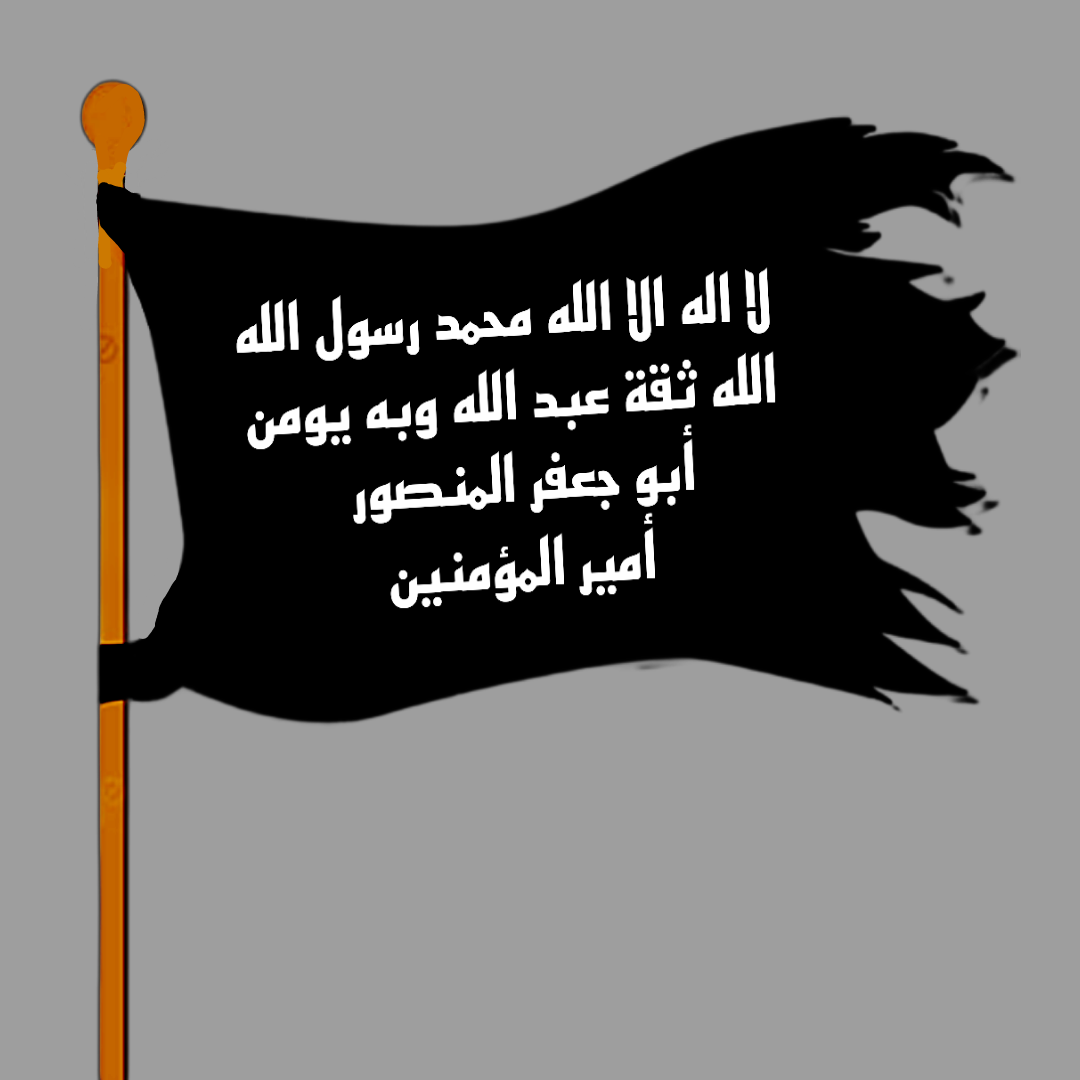
الرَّاية العبَّاسية في عهد أبو جعفر المنصور.

اعتنى المنصُور بشكلٍ كبير بإعداد وتسليح وتدريب الجيش العبَّاسي، فكان يقف بنفسه على كفاءته واستعداده ومقدرته القتاليَّة، ومن أهم استعراضاته الشهيرة لجيشه حين ظهر بلباسه العسكري في سنة 157هـ / 774م، وأمر أهل بيته وقادة جيشه أن يحذوا حذوه. تمكَّن المنصُور ببُعد نظره، من المُحافظة على التوازن بين الفُرق في جيشه، فقد كان مُقسمًا بين عربي وخُراساني وموالي، الأمر الذي جعل المنصُور شديد التيقُّظ لوجود أي حساسيَّة بين الفُرُق، فإن أعلن أحدهم تمرُّده وعصيانه، ضرب به الفرقة الأخرى، فإن زادت قُوة الأخيرة، حجَّم أمرها في نفس الوقت بهدف الحفاظ على التوازن.
اهتم المنصُور بالمكون العربي في جيشه والمُنقسم بين الفرق المضريَّة واليمانيَّة مع ميله أكثر للأخيرة، مُشكلين بذلك القُوة الضَّاربة للجيش العبَّاسي، حتى قال المنصُور عن أهمية اليمانيَّة: «فيحق لنا أن نعرف لهم حق نصرهم لنا، وقيامهم بدعوتنا، ونهوضهم بدولتنا»، والتفت لوليُّ عهده المهدي وقال له: «أي بني إني أعرف بالناس منك وأطول تجربة، فعليك بأهل اليمن والإقبال عليهم بوجهك وبرك واعرف حقهم، فإنهم دعائم النبوة وعُدد الإسلام». برز للقبائل العربيَّة دورٌ بارز في تشكيل السياسة والجيش والمجتمع في عصر المنصُور، فأكثر قادة الجيش ومناصب الوُلاة وأمراء الجهاد والحج من العرب، ومنهم المستشارون والقُضاة وصحابة الخليفة وخاصته.
اعتنى المنصُور بالفُرقة الخُراسانيَّة، وهم المُقاتلة الذين سُجلوا حسب قُراهم ومدنهم في خُراسان لا حسب قبائلهم، بهدف الحفاظ على تماسكهم وعدم السَّماح لروح العصبيَّة القبليَّة بتفكيك وحدتهم، فكانوا عربًا وفرس وغيرهم. يعود السبب في اهتمام المنصُور بهم، لكونهم أهل بصيرة وطاعة وكفٍ عن الفساد. واهتم أيضًا بفرقة الموالي التي تتكون غالبًا من عناصر غير عربيَّة، ومرتبطة بشكلٍ مُباشر بالخليفة أو أمير مُرتبط به، وأبرز الموالي ممن اختصهم المنصُور في بعض الشُّؤون: عمارة بن حمزة، والرَّبيع بن يونس الحاجب وغيرهم. ومما أوصاه لوليُّ عهده المهدي، قائلًا له أنه ترك له أشياء مهمة، وهي المال، والموالي، ومدينة السَّلام. اقتصر استعمال التُّرك على عمل الحجابة، وعرف منهم حماد التركي، مُتوليًا مُهمات عسكريَّة في عهد المنصور.

## سياسته الخارجيَّة

### العلاقة مع الإمبراطورية البيزنطيَّة

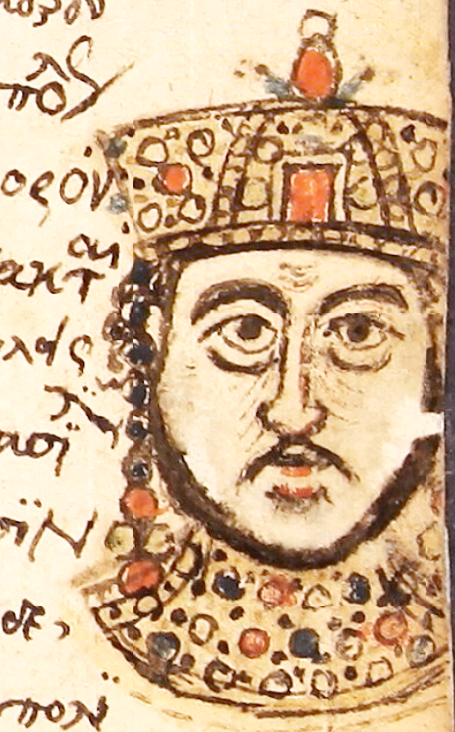
رسمٌ من القرن الخامس عشر ميلادي، يُظهر ملك الرُّوم قسطنطين الخامس (حكم 741-775م)

ورث المنصُور علاقة سيئة شبه مُستدامة مع الرُّوم نتيجة الحروب الإسلاميَّة الرُّوميَّة والمُمتدة منذ أواخر العصر النَّبوي، والحدود بين الخلافة العبَّاسية والرُّوم موافقة للحدود في عهد بني أميَّة. وعلى الرُّغم من مضي أول سنتين من حُكم المنصُور في هدوء معهم لانشغاله في ثورة عمِّه عبد الله بن علي وحرب سنباذ في خُراسان، استغل الملك قُسْطنطين الخامس ما تواجهه دولة الخلافة الجديدة في أعماقها، فخرج على رأس حملةٍ كبيرة مُتوجهًا نحو ملطية، فدخلها وغلب أهلها وهدم سُورها إلا أنه عفا عمَّن فيها ولم يتعرَّض بالقتل للمُسلمين فيها، إذ كان هدفه تحطيم الدفاعات الإسلاميَّة المنتشرة على طول الثُّغور في أوائل سنة 138هـ / منتصف 755م بهدف الاستيلاء عليها لاحقًا. وقيل في سنة 139هـ / 755 أو 756م. أمر المنصُور أخوه العبَّاس بن مُحمَّد للخروج مع نُخبة من الأمراء مثل صالح بن علي وعيسى بن علي على رأس حملة تتكوَّن من 40 ألف مُقاتل كرد فعل على هجوم قسطنطين، فوُكِّل صالح بن علي بدايةً ببناء ما أخربه ملك الرُّوم من سور ملطية، ثم توغَّلوا في أرض الرُّوم من جبهتي الحدث وملطية في صيف سنة 139هـ / منتصف 756م، ثم حدث تبادل الأسرى بين الطرفين، ففدى المنصُور أسرى قاليقلا (قرب أرض الرُّوم) وغيرهم، ثم أمر ببناء قاليقلا وعمرانها ورد أهلها إليها، وندب جندًا من أهل الجزيرة لحمايتها.

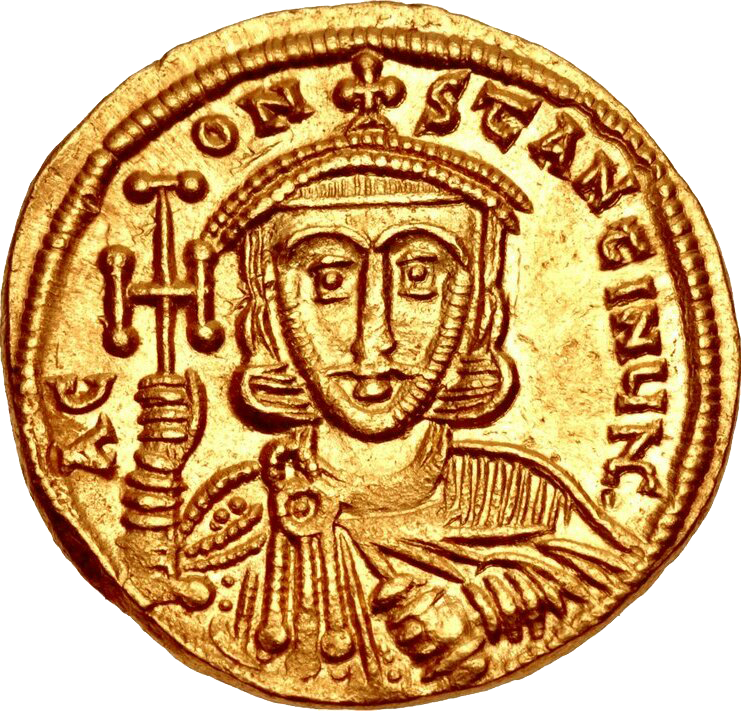
صوليدوس بيزنطي سُك في عهد الملك قسطنطين الخامس. تُوفي قسطنطين قبل المنصُور بنحو شهر في سنة 775م، فخلفه على عرش المملكة ابنه ليو الرَّابع (حكم 775-780م)

كان النشاط البحري مفقودًا طوال خلافة المنصُور، على عكس الحال في العصر الأموي حين اشتبك مع الرُّوم في البحر. لم ينس المنصُور أهمية تحصين مُدُن السَّواحل وإعمارها وبنائها، لتكون قادرة على الوقوف بوجه غارَّات الرُّوم البحريَّة. اتَّبع المنصُور سياسة مرنة مع أهل قُبْرُس، وردهم إلى ما كان عليه في خلافة معاوية بن أبي سفيان الأموي، من خلال دفعهم سبعة آلاف دينار، ونصح المُسلمين وانذارهم لأي حملة من قبل الرُّوم. بعد تبادل الفداء والأسرى بين العبَّاسيين والرُّوم، وجَّه المنصُور ابن أخيه عبد الوهاب بن إبراهيم الإمام في حملة صيفيَّة سنة 140هـ / منتصف 757م على رأس 70 ألف مُقاتل، وحين علم قسطنطين بمسير عبد الوهاب ومن معه إلى ملطية، توجَّه على رأس 100 ألف مُقاتل ونزل جيحان واتخذها قاعدة عسكريَّة له، إلا أنه خشي العاقبة وانسحب بقُوَّاته بعد أن بلغه كثرة جموع جيش الخلافة. بقي الجيش العبَّاسي مرابطًا في ملطية وما جاورها لئلا يطمع فيهم قسطنطين، فرجع إليها بقية أهلها بعد شعورهم بالأمان. توقفت الحملات الصَّيفيَّة (أو الصَّائفة) السَّنويَّة على الرُّوم لستة سنوات نتيجة انشغال المنصُور لإخماد الثورات والاضطرابات في البلاد، وتوقفت أيضًا من الجانب الرُّومي، لتُستأنف على يد القائد جعفر بن حنظلة البهراني في أوائل سنة 146هـ / منتصف 763م.

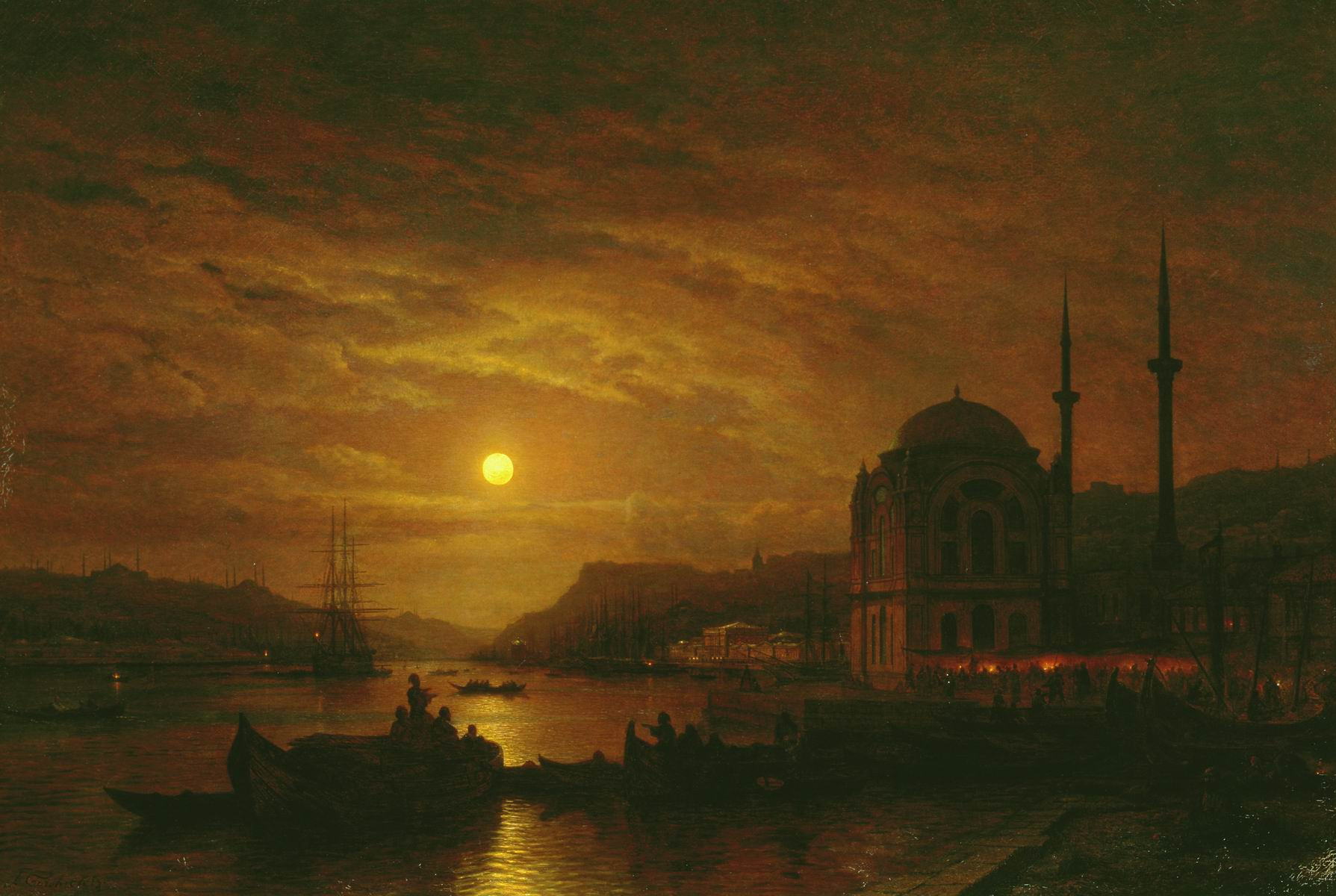
رسمٌ لمدينة القسطنطينيَّة عاصمة الإمبراطورية البيزنطيَّة المُنافسة لبغداد حاضرة الخلافة الإسلاميَّة، بريشة أليكسي بوجليوبوف.

استمرت الحملات الصَّيفيَّة بعد حملة البهراني بشكلٍ مُتقطع، حتى توفي محمَّد بن الأشعث الخُزاعي في الطَّريق خلال حملة الصَّائفة سنة 149هـ / منتصف 766م ليخلفه العبَّاس بن مُحمَّد في قيادة الحملة مُرافقًا من الحسن بن قحطبة. ثم شن معيوف بن يحيى الحجوري حملة ناجحة اغتنم فيها الكثير من الرُّوم وأسر ستة آلاف منهم سنة 153هـ / منتصف 770م، مُحققًا مع حملة زفر بن عاصم الهلالي (154هـ / 771م)، وحملة يزيد بن أسيد السلمي (سنة 155هـ / 772م)، خسائر فادحة في جانب الرُّوم، فأرسل قسطنطين طالبًا للصُّلح مع دفع جزية سنويَّة، وقُوبل برفض المنصُور. استمرت الحملات صيفيَّة سنويَّة بقيادة السلمي والهلالي والحجوري خلال الأعوام 156 و157 و158هـ / 773 و774 وسنة 775م التي توفي فيها المنصُور وتوفى فيها أيضًا قسطنطين الخامس. يُعلق المُؤرخ العراقي حسن العاني على الحروب بين المُسلمين والرُّوم طوال عهد المنصُور قائلًا: «ونستطيع القول، أن الحملات العسكرية ضد الروم البيزنطيين طوال عهد المنصور لم تكن حملات جدية، وإنما كان الهدف منها، إدخال الرعب في قلوب العدو، حتى لا يطمع في البلاد الإسلامية، وهي بنفس الوقت تظهر بأن العباسيين رغم نقل عاصمتهم بعيدا عن مراكز الاحتكاك الحربي مع الروم، فإنهم مستعدون للدفاع عن أراضيهم، والوقوف بوجه كل غزو من العدو».

### العلاقة مع التُّرك والخزر

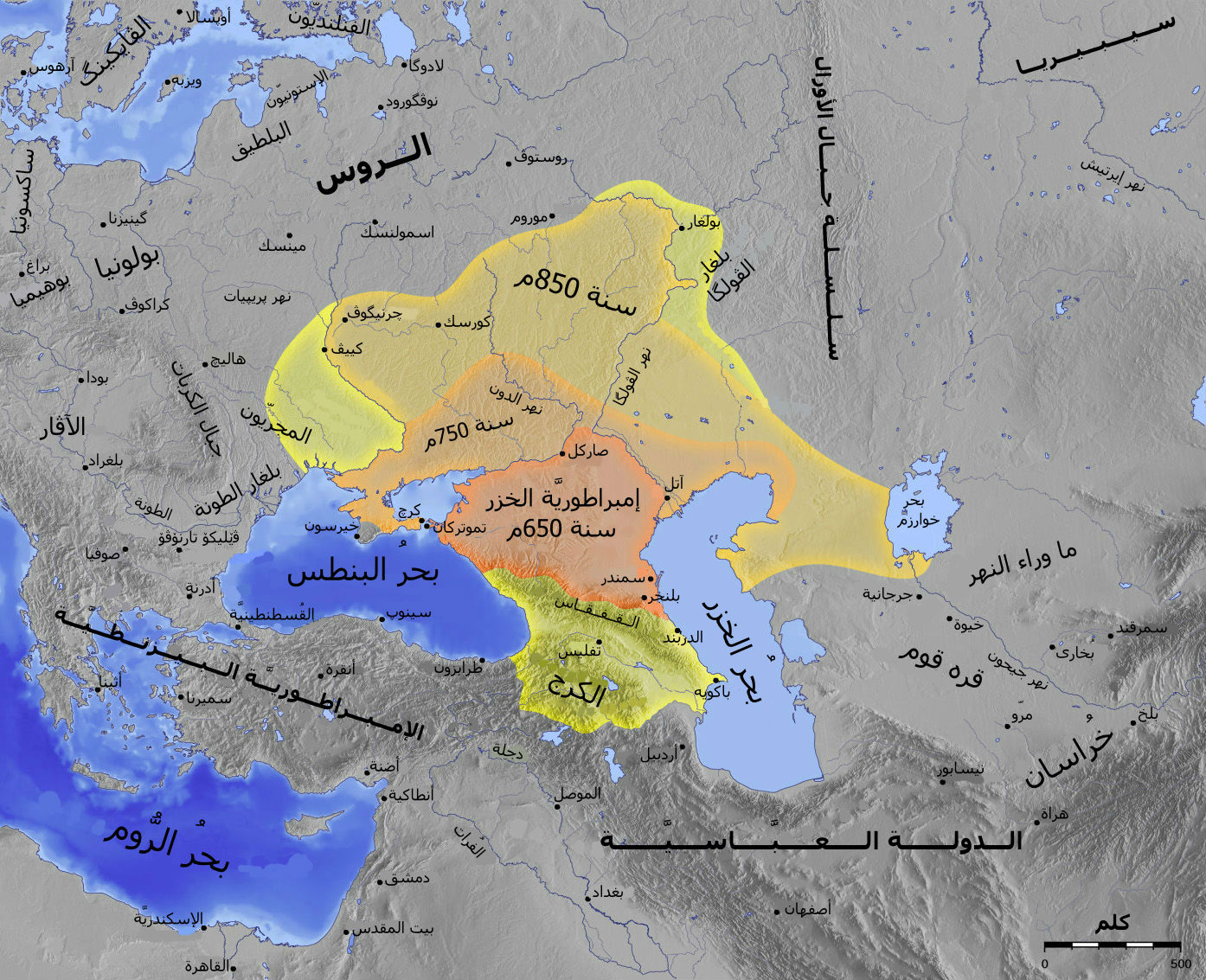
خارطة تُظهر توسُّع مملكة الخزر على مدار القُرون.

واجه المنصُور هجماتٍ عنيفة من قبل التُّرك والخزر على دولته، فقد شن التُّرك هجومًا على باب الأبواب (دربند في داغستان الرُّوسيَّة المُعاصرة) سنة 142هـ / 759م، وأوقعوا الكثير من المُسلمين قتلى. جدد التُّرك نشاط هجماتهم بمساعدة الخزر على باب الأبواب في سنة 145هـ / 762م، فقتلوا من المُسلمين في أرمينية جماعةٌ كثيرة. اكتفى المنصُور بإرسال قوة عبَّاسية من ألفي مُقاتل لتقيم في الموصل بقيادة حرب بن عبد الله الرَّاوندي، لانشغاله بإخماد ثورة النَّفس الزكيَّة وأخيه إبراهيم. حينما رأى التُّرك والخزر عدم وجود رد فعل وانشغال الخليفة بقتال المُتمردين عليه، حشدوا جموعهم بقيادة أسترخان الخوارزمي، وعزموا على شن هجوم واسع النطاق على المُسلمين في المنطقة. وصلت أخبار الحشد التُّركي-الخزري المُشترك إلى المنصُور، فأمر بتوجيه حملة عسكريَّة بقيادة جبريل بن يحيى البجلي وأمر حرب الرَّاوندي بالانضمام إليه بمن معه، فتقدموا وسيطروا على تفليس، غير أن التُّرك لم تترك لهم الفرصة لتثبيت أقدامهم في المدينة، فشنوا هجومًا عنيفًا انتهى بمقتل حرب الرَّاوندي، وألحقوا بقوات جبريل بن يحيى هزيمة كبيرة، وقاموا بسبي المسلمين وأهل الذمة خلقًا كثيرًا، ودخلوا تفليس واستولوا عليها في سنة 147هـ / 764م. حين سمع المنصُور بمقتل حرب الرَّاوندي وما حل بقواته والمُسلمين، وجَّه حملة عسكريَّة بقيادة حميد بن قحطبة الطَّائي سنة 148هـ / 765م، وأمره بضبط الأوضاع في أرمينية والقضاء على التُّرك، فانسحبوا نحو مواطنهم حال علمهم بقدومهم، ليعود الطَّائي دون فائدة.

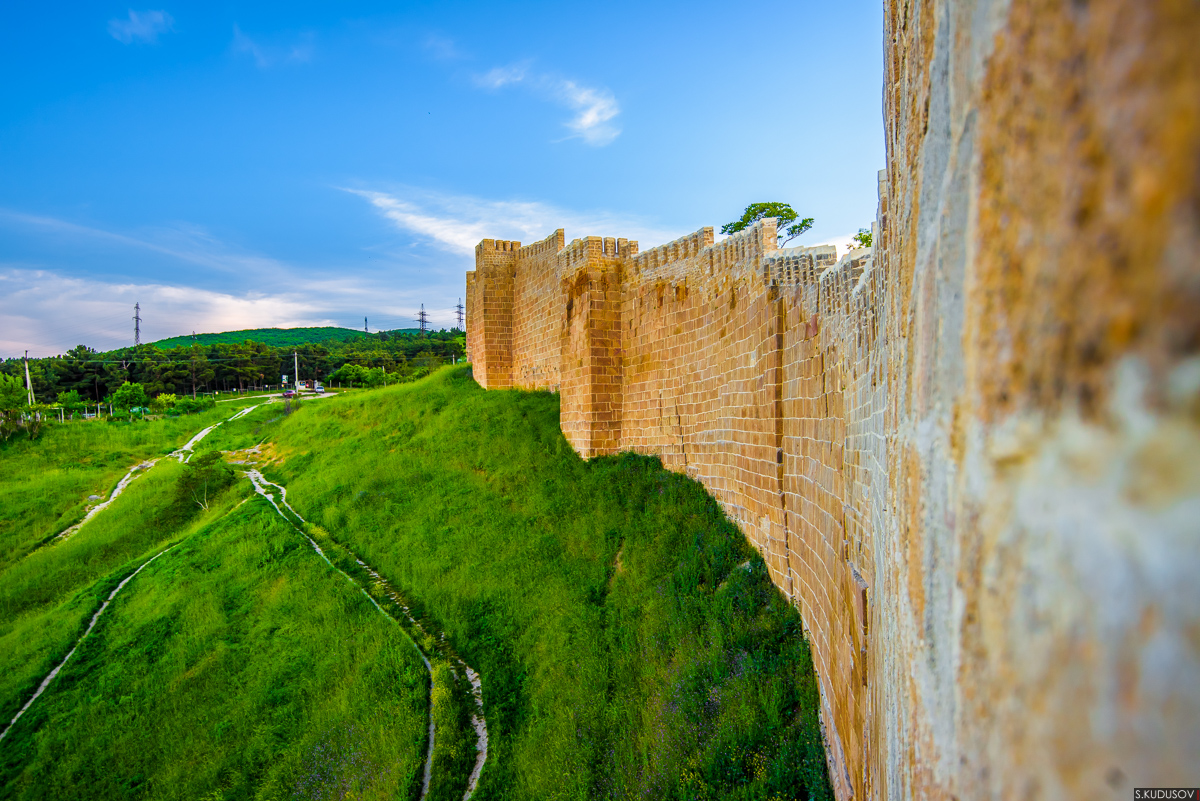
تُعد مدينة باب الأبواب من أهم ثُغور الإسلام أمام غارَّات الخزر والتُّرك في العصر الرَّاشدي والأموي والعبَّاسي. في الصُّورة قلعة نارين كالا السَّاسانيَّة في باب الأبواب أو دربند في داغستان الرُّوسيَّة المُعاصرة). (2015)

وجد المنصُور ضرورة مرحليَّة من خلال إقناع واليه على أرمينية، يزيد بن أسيد السلمي، بمُصاهرة الخزر والزواج منهم درءًا للحروب معهم، قائلًا: «أما بعد، فإن بلاد أرمينية لا تستقيم ولا تصلح إلا بمصاهرة الخزر، والرأي عندي أن تصاهر القوم حتى تستقيم البلاد، وإلا فإني خائف عليك وعلى جميع عمالك، من الخزر فإنهم إذا أرادوا واجتمعوا غلبوا، فانظر ولا تخالف أمري، واجتهد في مصاهرة الخزر والسلام». اقتنع السلمي بكتاب الخليفة، فأرسل لملك الخزر ويُدعى تعاطر، وخطب ابنته خاتون، فوافق ملك الخزر على مهرٍ مقداره 100 ألف درهم، ثم زُفت إلى السلمي من ومعها عشرة آلاف من الخزر مع أموال وهدايا كثيرة. بقيت خاتون سنتين في رعاية زوجها السلمي، إلا أنها توفيت اثر نفاسها من ولادتها بابنهما في برذعة. حين علم الخزر بوفاة ابنة الملك دارت الشَّائعات بينهم، فتحركوا في جيشٍ عظيم بلغ نحو 200 ألف، وساروا نحو باب الأبواب، فسار إليهم يزيد السلمي على رأس سبعة آلاف، ليُسرع بطلب النجدة من الخليفة المنصُور، ويُعلمه أن الوضع في البلاد انحدر للغاية. شعر المنصُور من كتاب يزيد بمدى خطورة الوضع، فأرسل يطلب النفير العام، فانطلق أهل الشَّام على رأس عشرة آلاف مُقاتل، وانطلق أهل العراق بقيادة جبريل بن يحيى في عشرة آلاف نحو أرمينية، ثم جاءت الإمدادات من حميد بن قحطبة ومخلد بن الحسن وحرب المروزي حتى وصل الجيش الإسلامي نحو 60 ألفًا، فسار يزيد السلمي على رأسهم نحو نهر الكرم، ودخل بلد الشروان، لتدور بين الطرفين معركة دمويَّة، تمكن فيها الخزر من هزيمة المُسلمين، وقتلوا منهم مقتلة عظيمة، وانهزم السلمي حتى دخل برذعة، في حين اكتفى خاقان الخزر بالنصر الذي حققه، وانسحب بقواته بعد أن أصاب غنائم لم ير مثلها. حزن المنصُور بما حل بالمُسلمين هناك، فاستشار المُقربين منه على إيجاد الحل لحماية المُسلمين، فاستقر الرأي على تحصين المدن وإسكانها المُقاتلة لتكون درءًا للخزر وحرزًا للإسلام. أرسل المنصُور إلى جميع كور الشَّام والجزيرة والعراق، وأطلق سراح سبعة آلاف من أهل السجون، فجمع حشودًا عظيمة، ووجه بهم مع البنائين لبناء مدينة كمخ وباب واق وعدة مدن أخرى لتقوية حال المُسلمين في أرمينية.

### العلاقة مع الأندلس

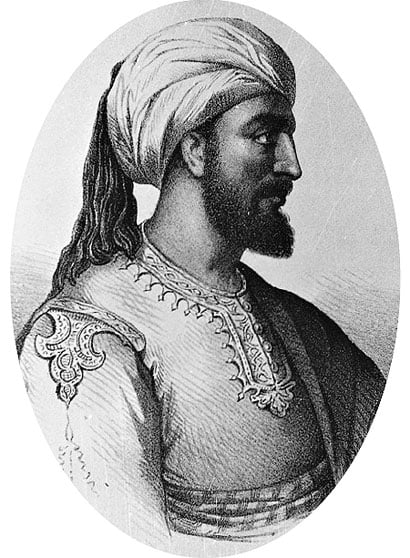
رسمٌ تخيُّلي للأمير عبد الرَّحمن الدَّاخل الأموي، مُؤسس دولة بني أميَّة في الأندلس. (حكم 756 - 788م)

بعد نجاح الجيش العبَّاسي بقيادة عبد الله بن علي في إلحاق الهزيمة بالجيش الأموي، استولى العبَّاسيُّون على سائر بلاد الشَّام حتى قُتل آخر خُلفاء بني أميَّة مروان بن محمد في مصر لينتهي حكم الأمويين في المشرق إلى الأبد. لم تكتف القُوات العبَّاسية بما حققته من انتصارات، بل أخذت تتبَّع فلول الأمويين أفرادًا وجماعات بقيادة عبد الله بن علي، حتى أفنت الكثير منهم، غير أن بعضهم نجا، أهمهم عبد الرَّحمن بن مُعاوية بن هشام بن عبد الملك، ذو التاسعة عشر من عُمره، والمُلقَّب لاحقًا بالدَّاخل لتمكنه من دخول الأندلس في رحلةٍ شاقة وصعبة مع مولاه بدر. كانت الأندلس تواجه تحديات جمة أثرت على استقرارها منذ أواخر العهد الأموي، فقد كانت الإمارات والدُّول النصرانيَّة تتربَّص بها، بينما بلغت العصبيَّة القبليَّة ذروتها بين المضريَّة واليمانيَّة في سنة 136هـ / 753م. عمل العديد من موالي المروانيين في تمهيد مجيء عبد الرَّحمن للأندلس، بهدف إحياء الدَّولة الأمويَّة فيها. وصل عبد الرَّحمن الدَّاخل إلى المنكب في غرة ربيع الأوَّل سنة 138هـ / 14 أغسطس 755م، فاستقبله مُؤيدوه وأنصاره، وبايعوه أميرًا عليهم، فقوي أمره وشاع خبره في الأندلس، وسار نحو قرطبة، وتمكن من هزيمة حاكمها يوسف بن عبد الرحمن الفهري في 10 ذي الحجَّة سنة 138هـ / 14 مايو 756م، ودخل قرطبة مُنتصرًا لتبدأ الأندلس مرحلة جديدة من تاريخها تحت قيادته، فاستقل بها وقطع الدعاء للمنصُور ولقَّب نفسه بالأمير والإمام.

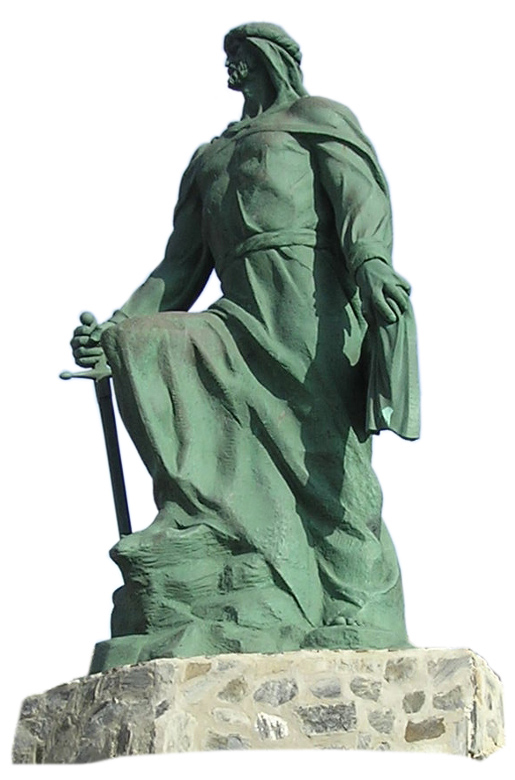
صورة حديثة لتمثال عبد الرَّحمن الدَّاخل الأموي في مدينة المنكب الأندلسيَّة النَّازل إليها لأول مرة. المنكب اليوم في إسبانيا المُعاصرة. (2006)

لم يرق للخليفة المنصُور أمر عبد الرَّحمن الداخل وما حقَّقه في الاستيلاء على الأندلس، غير أن الاضطرابات والثَّورات الداخليَّة حوله، أجَّلت فكرة مواجهة الدَّاخل إلى الوقت المناسب. بعد صفاء الأجواء للمنصُور، وضع الأندلس نُصب عينيه، ورغب بضمِّها إلى مملكته الواسعة. أخذ المنصُور يتحين الظروف والأوقات المُناسبة لشن تحرُّكات عسكريَّة على الدَّاخل، ووجد ضالته في العلاء بن مُغيث اليحصبي، وهو من وجهاء الأندلس، وكارهٌ لبني أميَّة، فأرسل له باللواء الأسود، كدلالة على دعمه وولائه لبني العبَّاس. نزل العلاء بن مُغيث في باجة (في البرتغال المُعاصرة) سنة 146هـ / 763م، وأعلن الثَّورة، فلبس السَّواد ورفع اللِّواء، وخطب للمنصُور، فاجتمع إليه خلقٌ كثير وانضم إلى ثورته كافة أعداء عبد الرَّحمن الداخل، خصوصًا الفهريَّة واليمانيَّة وجند مصر، لتُشكل الثورة خطرًا كبيرًا على حُكم الدَّاخل، فحشد قُواته، وتحصَّن في قرمونة لمناعتها، فقصده جيش العلاء بن مُغيث وحاصره فيها.

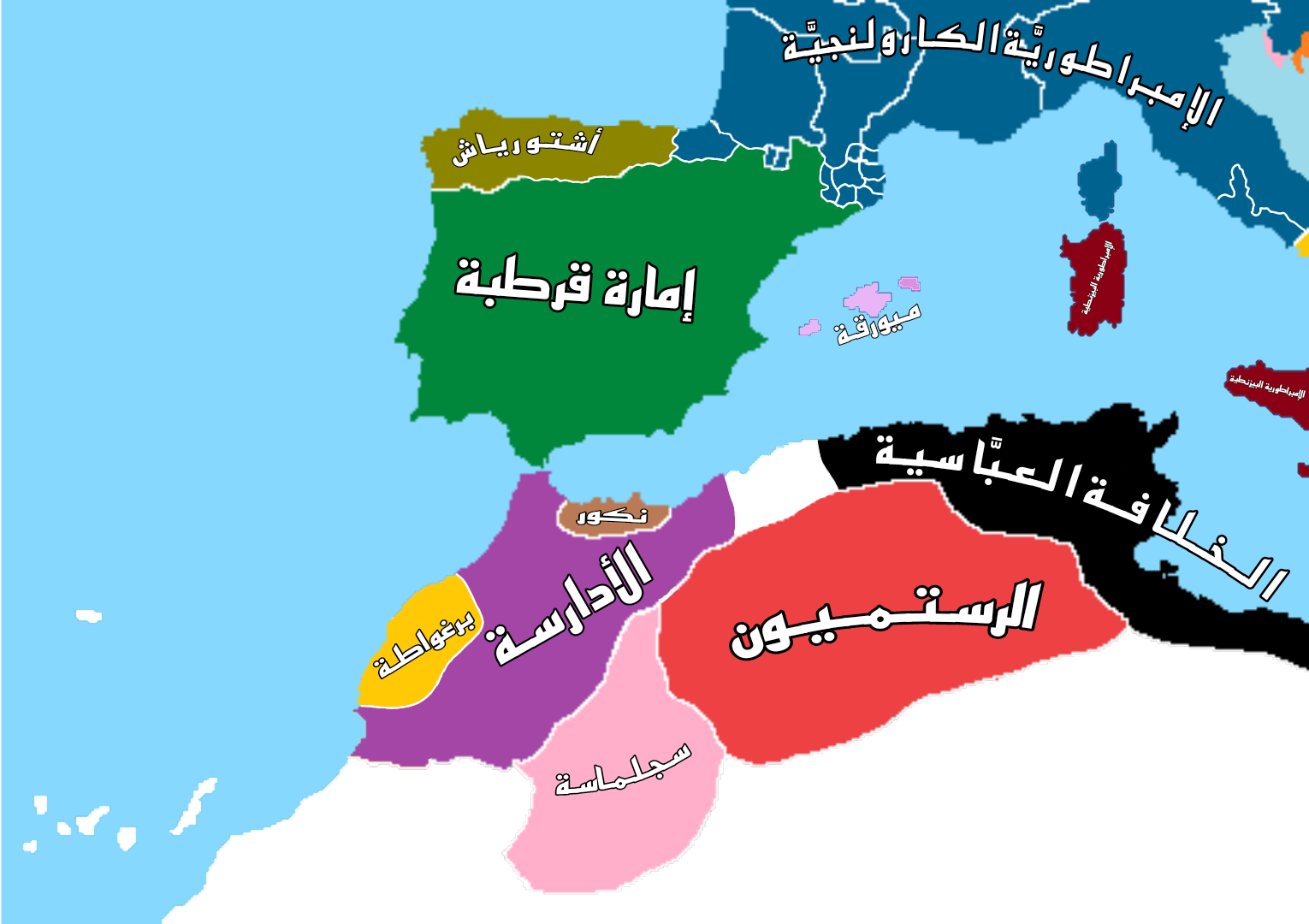
خريطة تُظهر الأندلس وما جاورها في سنة 183هـ / 800م، في عهد الأمير عبد الرَّحمن الدَّاخل الأموي.

لم يتمكن جيش العلاء من اقتحامها رغم هجماته المتكررة عليها، فوجد الدَّاخل قُواته بدأت تتذمر مما سيؤدي لنهايته حتمًا، فاختار 700 مُقاتل من أشد مُقاتليه للقيام بعملية فدائيَّة، فشنوا هجومًا مفاجئًا على قُوات العلاء، لتدور بين الطرفين معركة طاحنة انتهت بهزيمة العلاء ومقتله. أمر الدَّاخل بإرسال رأس العلاء مع اللواء الأسود إلى السُّوق سرًا، وحصل أن حُمل الرأس حتى وصل إلى مكة، والخليفة المنصُور حاجًا فيها، فلما وصله الخبر ورآه بنفسه، قال: «إنا لله، عرضنا بهذا المسكين للقتل، الحمد لله الذي جعل البحر بيننا وبين هذا الشيطان» قاصدًا عبد الرَّحمن الأموي. لم تُشكل استعادة الأندلس أولوية قُصوى للخليفة المنصُور بعد فشل محاولته في ضمِّها من خلال دعم العلاء بن مُغيث، لانشغاله في المشاكل التي أحاطت به من جهة، فضلًا عن بُعدها الجُغرافي من جهة أخرى. تُعد ثورة العلاء بن مُغيث اليحصبي هي أول مُحاولة عبَّاسية لاسترداد الأندلس، وحدثت الثانية في عهد خليفته المهدي. حاول المنصُور إقامة علاقات ودية مع مملكة الإفرنج، في عهد الملك بيبان، وتبادل البلدين السُّفراء والهدايا، غير أن المفاوضات بينهم لم تأت بنتائج إيجابيَّة سوى ما ولدته من مخاوف في نفس عبد الرَّحمن الأموي من هجوم الفرنجة على مملكته في الأندلس. ومن المُفارقات أن أم المنصور وأم الدَّاخل كلتاهما أمهات ولد بربريتان. وعلى الرُّغم من العداء الواضح بين الطرفين، إلا أن المنصُور لم يُخفي إعجابه بالدَّاخل وإنصافه، فهو من أطلق عليه لقب صقر قريش، بعد أن قال يومًا لبعض جلسائه: «أخبروني من صقر قريش من الملوك؟»، فأشاروا إلى المنصُور قائلين: «ذاك أميرُ المُؤمنين الذي راضَ الملوك، وسكَّن الزلازل، وأباد الأعداء، وحسم الأدواء»، فأجابهم المنصُور: «ما قلتم شيئًا»، فذكروا له معاوية بن أبي سفيان ثم عبد الملك بن مروان إلا أن المنصُور كان يكرر لهم نفس الجواب، حتى عجزوا، فقال المنصُور: «صقرُ قريش عبدُ الرحمن بن معاوية، الذي عبر البحر، وقطع القفر، ودخل بلدًا أعجميًا، مُنفردًا بنفسه، فمصَّر الأمصار، وجنَّد الأجناد، ودوَّن الدواوين، وأقام مُلكًا عظيمًا بعد انقطاعه، بُحسن تدبيره، وشدة شكيمته»، وبين اختلاف حال عبد الرَّحمن عن الخُلفاء السَّابقين قائلًا: «إن مُعاوية نهض بمركب حمله عليه عُمر وعُثمان، وذلَّلا له صعبه، وعبد الملك ببيعة أُبرم عقدُها، وأمير المؤمنين (يقصد نفسه) بطلب عترته، واجتماع شيعته، وعبد الرحمن منفردٌ بنفسه، مُؤيَّد برأيه، مُستصحبٌ لعزمه، وطَّد الخلافة بالأندلس، وافتتح الثغور، وقتل المارقين، وأذل الجبابرة الثائرين!»، فأجابه الجميع: «صدقت والله يا أمير المؤمنين».

## أسرته

### إخوته
أبو جعفر هو الولد الثاني للإمام مُحمَّد بن علي العبَّاسي، وله عددٌ من الإخوة، هم:
- إبراهيم الإمام
- عبد الله السَّفَّاح
- العبَّاس
- يحيى
- إسماعيل
- العالية
- لُبابة
- فاطمة

### زوجاته

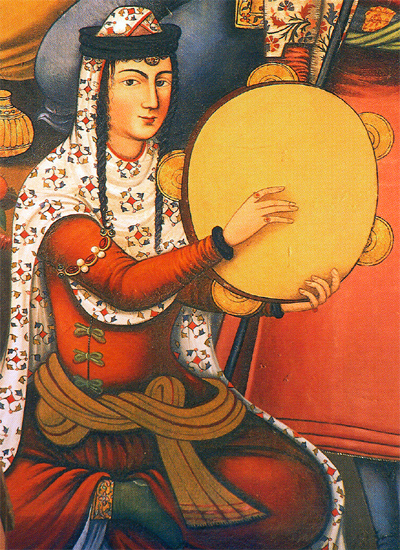
جارية تقوم بالضَّرب على الدَّف، في أحد مجالس السُّمر والغناء.

تزوَّج أبو جعفر المنصُور عددًا من النساء في حياته، أوَّلهن امرأة كرديَّة حين عمل في الموصل وأنجبت له جعفر الأصغر، ثم من أُم موسى الحِمْيَريَّة حين ذهب إلى إفريقية، لتنجب له جعفر الأكبر، ووليُّ عهده محمَّد المهدي. اشترطت أم موسى قبل زواجهما أن لا يتزوَّج عليها في حياتها، ولا يتسرى أو يتخذ جارية، وكتب لها بذلك وأشهدت عليه الشُّهود. بعد سنوات من خلافته، بدأ المنصُور يكتب إلى الفُقهاء من أهل العراق والحجاز، يستفتيهم ليأخذ منهم رخصة لنقض ذلك لاتخاذ السَّراري والجواري، غير أن مُحاولاته باءت بالفشل. تُوفيت أم موسى بعد عشر سنوات من خلافته، فأهديت له في تلك الليلة مائة جارية. تزوَّج لاحقًا من فاطمة بنت محمد التيمي، من ذرية الصَّحابي طلحة بن عبيد الله، وأنجبت له سُليمان، وعيسى ويعقوب. ثم تزوج ابنة عمِّه حمَّادة بنت عيسى، وتوفت في حياته.

### جواريه
اتَّخذ المنصُور عددًا من الجواري وأُمَّهات الولد في حياته بعد وفاة أم موسى الحِميَريَّة، ومنهن ريسانة القهرمانة، جارية تركيَّة الأصل، بعدما أهديت إليه من عيسى بن موسى، فحظت لديه، وأقطع برسمها منطقة في غرب بغداد عُرف باسم إقطاع ريسانة نُسبةً لها. وبعد خمس سنوات من عملها في دار الخلافة، توفيت سنة 150هـ / 767م، ودُفنت بالرصافة. اشترى المنصُور من أحد التُّجَّار في سوق بغداد، جارية حِميَريَّة الأصل، تُدعى أم علي، فحظت لديه، وأنجبت له عليًا، ومن إعجابه لحرصها، وكَّلها مُشرفة عن بيت مال الخلافة (غير بيت مال العامة). رُزق المنصُور بأبناء من أمهات أولاد لم تذكرهن المصادر إلا يسيرًا، فعلى الرُّغم من حصوله على الثروة والجاه ومباهج الحياة، فقد استمر على نهج أخيه أبي العبَّاس السَّفَّاح، وفرض على نفسه وأتباعه حياة الصلابة والجد وعدم الانسياق وراء الملذات الشخصيَّة. يروي الطبري عن حمَّاد التُّركي، أن المنصُور سمع أصواتًا وجلبة في قصره ذات يوم، فسأل حمادًا عنه، فذهب ونظر فإذا خادمٌ خصي قد جلس قرب الجواري، وهو يضرب لهن بآلة صوت تُدعى الطنبور، وهن يضحكن عليه، فجاء وأخبر المنصور بذلك، فلم يعرف المنصُور عن الآلة شيئًا واستفهم منه عن تفاصيلها. توجه المنصور نحو الخادم والجواري دون إصدار صوت لمُباغتتهم، فلما رأوه هربوا وتفرقوا، وأمر المنصُور حمَّاد أن يضرب بالطنبور على رأس الخادم حتى كسرها فوق رأسه، وأمر بإخراجه من القصر وبيعه في الكرخ.

### ذريته
خلَّف المنصور عشرة أبناء وثلاث بنات، وهو الجد الجامع للخُلفاء العبَّاسيين من بعده، وعقبه منتشر في بقاع الأرض. وهم:
- جعفر الأكبر، تولَّى الموصل (762-764م)، وأمه أم موسى الحميرية.
- محمد المهدي (حكم 775-785م)، وأمه أم موسى الحميرية.
- سُليمان، وأمه فاطمة التيمي.
- عيسى، وأمه فاطمة التيميَّة.
- يعقوب، وأمه فاطمة التيميَّة.
- عبد العزيز، وأمه فاطمة التيميَّة. درج صغيرًا.
- جعفر الأصغر، وأمه أم ولد كرديَّة.
- صالح المسكين، وأمه قالي الفراشة الرُّوميَّة.
- علي، وأمه أم علي.
- القاسم، وأمه أم القاسم. تُوفي وله عشر سنين.
- العالية، وأمها أمَة الكريم الأمويَّة.
- فاطمة، وأمها أمَة الكريم الأمويَّة.
- لُبابة، وأمها أمَة الكريم الأمويَّة.

## صفاته

### صفته الخلقيَّة

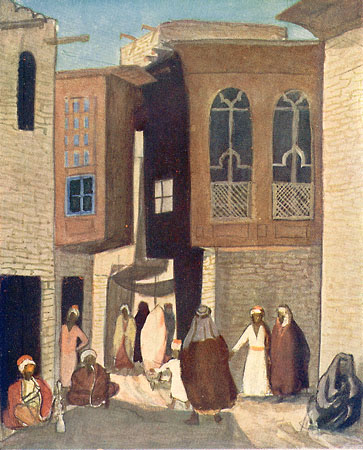
رسمٌ لشارعٍ في العاصمة التي أسَّسها المنصُور، بغداد، لتزدهر طوال خمسة قرون. (1918)

وُصف المنصُور بأنه رجلٌ طويلٌ ومُهيب، نحيف الجسم، أسمر اللَّون، موفر اللِّمَّة أي أن شعره جاوز أذنيه ولم يصل إلى كتفيه، خفيفُ شعر العارضين، رحِب الجبهة، أقنى الأنف، يخضب بالسَّواد. نقل الخطيب البغدادي رواية عن علي بن ميسرة الرَّازي حينما رأى المنصُور قائلًا: «رأيت سنة خمس وعشرين أبا جعفر المنصُور بمكة، فتى أسمر رقيق السَّمرة، موفر اللِّمة، خفيف اللَّحية، رحب الجبهة، أقنى الأنف بين القنى، أعْيَن كأن عينيه لسانان ناطقان تخالطه أبهة الملوك بزي النُّساك، تقبله القلوب وتتبعه العيون، يُعرف الشرف في تواضعه والعتق في صورته، والليث في مشيته»، بينما نقلها ابن قُتيبة الدَّينوري عن شبيب بن شيبة حين حج ورأى المنصُور في سنة 125هـ / 743م برواية مُطوَّلة. كان المنصُور يخضب لحيته بالزعفران لكونها لينة ورقيقة، حتى أنه حين خطب على المنبر ذات مرَّة، بكى وسرى الدمع على لحيته، حتى تكف لقلة الشعر ولينه.

### أخلاقه ودينه
وصف الخليفة المنصُور بأنه شديد التمسُّك بالدين وعرف الحلال والحرام، وقورًا شديد الوقار، حسن الخلق في خلوته، ومن أشد الناس احتمالًا لما يكون من عبثٍ أو مزاح. كان المنصُور بعيدًا عن الشُّبُهات، فخلى قصرُهُ وحاشيته من مظاهر الأبَّهة والغناء ونحوه، فلم يظهر لنديم قط، وحال بينه وبينهم ستارة طولها عشرون ذراعًا (9.1 أمتار)، ولم يراه أحد يشرب غير الماء. وعن أخلاقه، يقول سلام الأبرش مولى المنصُور: «كنت أخدم المنصور داخلًا (في منزله)، وكان من أحسن الناس خُلقًا، ما لم يخرج إلى الناس، وأشد احتمالًا لما يكون من عبث الصبيان، فإذا لبس ثوبه اربد لونُه، واحمرَّت عيناه فيخرج منه ما يكون» تعبيرًا عن أنه كان حسن الخلق في داره، بالغ الجدِّيَّة أمام الناس، ومقدامًا حازمًا لا يتورَّع في التنفيذ، ولا يتهيَّب الوسائل، والغاية لديه تبرر الوسيلة، حتى لو اضطَّر لنقض الوعود ونكث العهود. نقش خاتمه: «الله ثقة عبد الله وبه يؤمن».

### مواقف معه

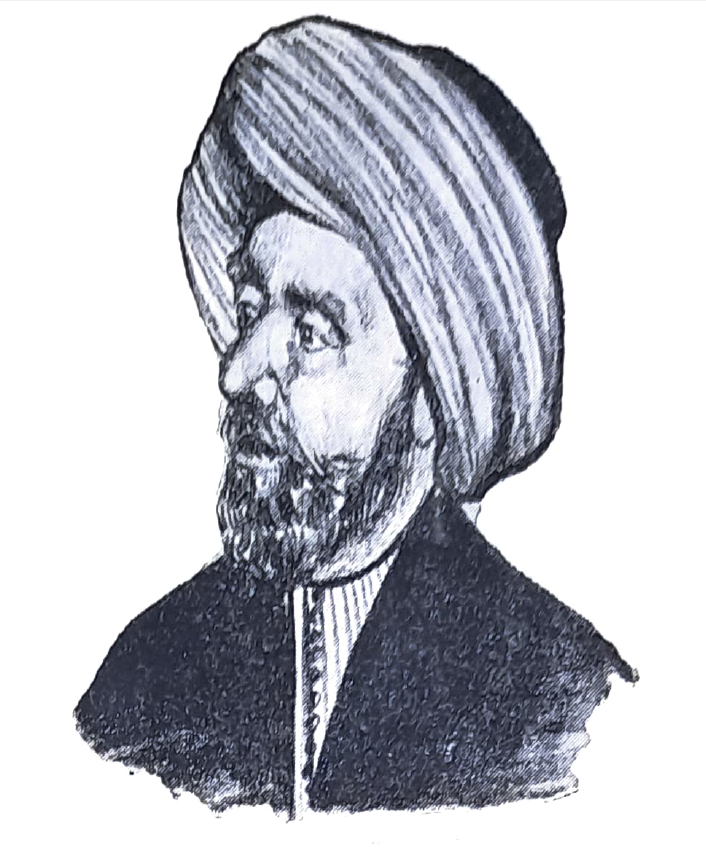
رسمٌ تخيُّلي للإمام مالك بن أنس، الذي ينتسب إليه المذهب المالكي من أهل السُّنة والجماعة.

يُحكى أن الإمام مالك بن أنس دخل عليه يومًا فسأله المنصُور: «من أفضل بعد رسول الله صل الله عليه وسلَّم؟»، فأجاب الإمام مالك: «أبو بكر وعمر»، فقال المنصُور: «أصبت، وذلك رأي أمير المؤمنين». قيل للمنصُور مرة: «هل بقي من لذات الدنيا شيء لم تنله؟»، فأجاب: «بقيت خصلة، أن أقعد في مصطبة وحولي أصحاب الحديث»، وحين جاء إليه النُّدماء وأبناء الوزراء بالمحابر والدفاتر، قال المنصُور: «لستم بهم، إنما هم الدَّنِسةُ ثيابهم، المُشقَّقة أرجلهم، الطويلة شعورهم، بُرُدُ الآفاق، ونقلة الحديث». دخل عمرو بن عبيد الزَّاهد على المنصُور مرة، وصديقًا مقربًا له قبل الخلافة، فأشار له بالجلوس بالقرب منه غير أن عمرو رفض إلا الجلوس بين يديه، ثم قال ناصحًا للمنصُور ومُذكرًا له باليوم الآخر: «إن والله واقفك وسائلك عن مثاقيل الذر من الخير والشر، وأن أمة محمد خصماؤك يوم القيامة وإنك لا ترضى لنفسك إلا بأن يعدل عليك فإن الله لا يرضى منك إلا بالعدل على رعيتك يا أمير المؤمنين، إن على بابك نيرانًا تأجج من الجور»، فبكى المنصُور ونشج، فقال له المنصُور: «فكيف أصنع يا أبا عثمان، ادعُ لي أصحابك استعملهم»، فرد عليه: «ادعهم أنت واطرد هؤلاء الشياطين عن بابك، فإن أهل الدين لا يأتون بابك وهؤلاء محيطون بك لأنهم إن باينوهم ولم يعملوا بأهوائهم أرشوك بهم وحملوك عليهم». طلب المنصُور ذات مرة من إسماعيل بن عبد الله أن يصف له الناس، فقال: «أهل الحجاز مبتدأ الإسلام وبقية العرب، وأهل العراق ركن الإسلام ومقاتلة عن الدين، وأهل الشَّام حُصن الأمة وأسنة الأئمة، وأهل خُراسان فرسان الهيجاء وأعنة الرجال، والتُّرك منابت الصُّخور وأبناء المغازي، وأهل الهند حكماء استغنوا ببلادهم فاكتفوا بها عما يليهم، والرُّوم أهل كتاب وتدين نحاهم الله من القرب إلى البُعد، والأنباط كان ملكهم قديمًا فهم لكل قوم عبيد».

### ألقابه
اتَّخذ الخليفة أبو جعفر لقب المنصُور بعد قضائه على ثورة محمَّد النَّفس الزكيَّة سنة 145هـ / أواخر 762م، تعبيرًا عن أنه الشخص الذي أعانه الله على إحراز النَّصر على أعدائه. نقل الطبري إحدى رسائل الخليفة إلى عيسى بن موسى التي تُبين إطلاقه اللَّقب على نفسه، قائلًا: «بسم الله الرحمن الرحيم. من عبد الله عبد الله المنصور أمير المؤمنين إلى عيسى بن موسى» في سنة 147هـ / 764م. يعد لقب المنصور على نفس نمط الألقاب المهدويَّة مثل السَّفَّاح والهادي والإمام والمهدي (الذي لقَّب به ابنه محمد المهدي في حياته، وبايع له من بعده، رجاءً أن يكون المهدي الموعود حسب الروايات النَّبويَّة)، ليكون المنصُور أول الخُلفاء الذين اتخذوا الألقاب رسميًا، ولعلَّه استلهمها من شعارات ثورة بني العبَّاس في شهر رمضان حين هتف الجند: «يا محمد يا منصور»، قاصدين بذلك مُحمَّد بن علي مؤسس الدَّعوة وما لذلك من علاقة كبيرة بالقبائل اليمانيَّة. عرَّف المنصُور عن نفسه بأنه سُلطان الله في أرضه في خطبةٍ له جاء فيها: «أيها الناس إنما أنا سلطان الله في أرضه أسوسكم بتوفيقه وتسديده وتأييده وحارسه على ماله أعمل فيه بمشيئته وإرادته وأعطيه بإذنه، فارغبوا إلى الله وسلوه أن يوفقني للرشاد والصواب وأن يلهمني الرأفة بكم والإحسان إليكم». عُرف عن المنصُور سياسة الحرص المالي التي اتَّبعها في خلافته وحاسب عُمَّاله مُشددًا عليهم، مما جعل البعض يطلق عليه الدوانيقي لمُحاسبته بالحبَّة والدَّانق، وصرَّح المنصُور عن نفسه ذات مرة قائلًا: «أنا أبو الدوانيق» كنايةً عن حرصه على المال.

### روايته للحديث

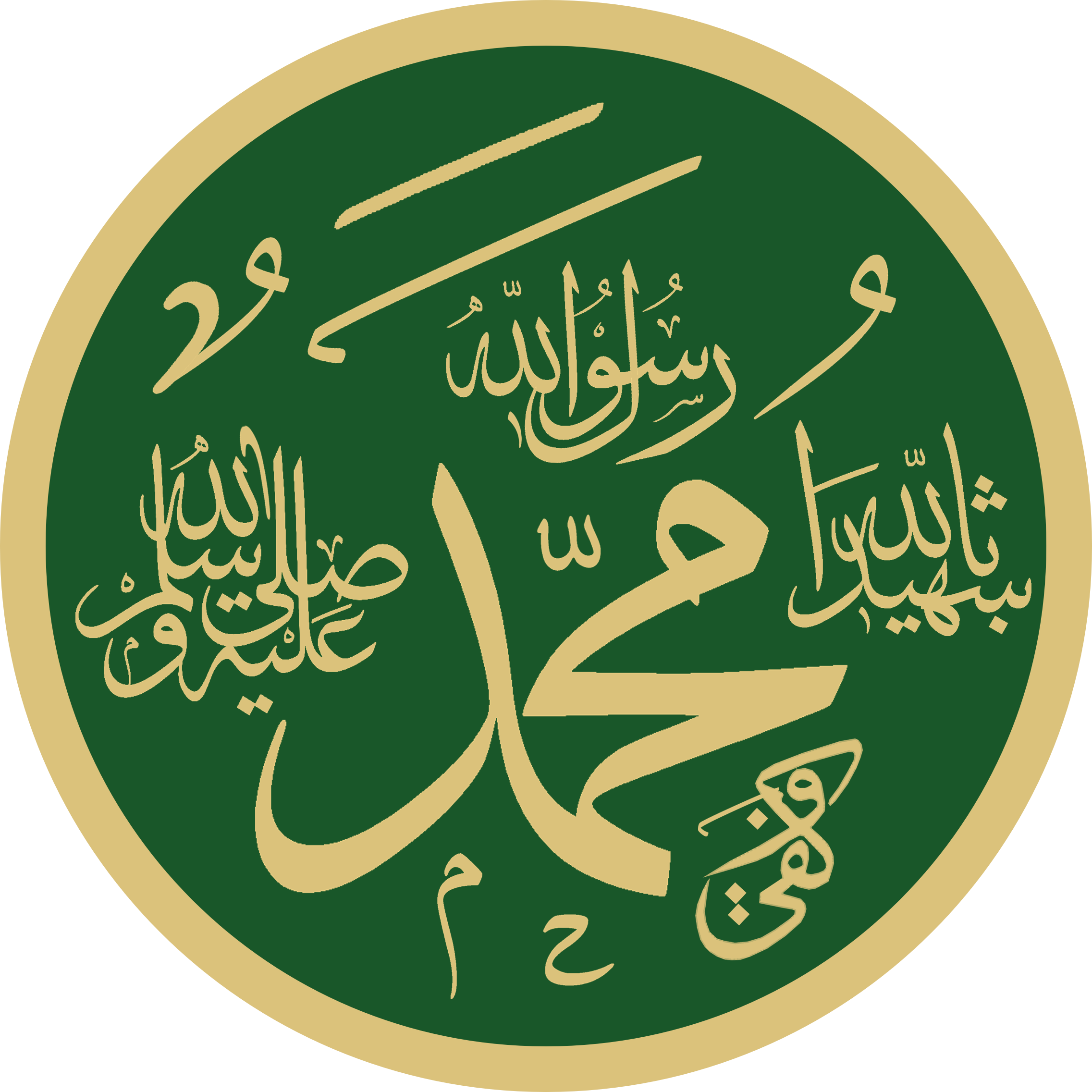
يحرص المُسلمون على معرفة الأحاديث المرويَّة عن النَّبي مُحمَّد لكونها تعد تشريعًا بعد القرآن الكريم في حياة المُسلم وأعماله.

جمع الإمام جلالُ الدِّين السُّيوطي مجموعة من الأحاديث النَّبويَّة نقلًا عن مجموعة من المُحدَّثين ممن رأوا وسمعوا المنصُور عمَّن سمعه منها حتى النبي مُحمَّد، وهي:
- قال ابن عساكر: حدثنا أبو بكر محمد بن عبد الباقي، حدثنا أبو محمد الجوهري، حدثنا أبو بكر محمد بن عبد الله بن الشخير، حدثنا أحمد بن إسحاق أبو بكر الملحمي، حدثنا أبو عقيل أنس بن سلم الأنطرطوسي، حدثني محمد بن إبراهيم السلمي، عن المأمون، عن الرَّشيد، عن المهدي، عن المنصُور، عن أبيه، عن جده، عن ابن عباس: «أن النبي ﷺ كان يتختم في يمينه».
- قال الصُّولي: حدثنا محمد بن زكريا اللؤلؤي، حدثنا جهم بن السباق الرياحي، حدثني بشر بن المفضل، سمعت الرَّشيد يقول: سمعت المهدي يقول: سمعت المنصور يقول: حدثني أبي، عن أبيه، عن ابن عبَّاس قال: قال رسول الله ﷺ: «مثل أهل بيتي مثل سفينة نوح، من ركب فيها نجا، ومن تأخر عنها هلك».
- قال الصولي: حدثنا محمد بن موسى، حدثنا سليمان بن أبي شيخ، حدثنا أبو سفيان الحِميَري، سمعت المهدي يقول: حدثني أبي، عن أبيه، عن علي بن عبد الله بن عباس، عن أبيه قال: قال النبي ﷺ: «إذا أمَّرنا أميراً وفرضنا له فرضاً، فما أصاب من شيء فهو غُلُول».
- قال الصولي: حدثنا جبلة بن محمد، حدثنا أبي، عن يحيى بن حمزة الحضرمي، عن أبيه، قال: ولاني المهدي القضاء، فقال: اصلب في الحكم، فإن أبي حدثني عن أبيه، عن علي بن عبد الله بن عباس، عن أبيه قال: قال رسول الله ﷺ: «يقول الله: وعزتي وجلالي لأنتقمن من الظالم في عاجله وآجله، ولأنتقمن ممن رأى مظلوماً يقدر أن ينصره فلم يفعل».
- قال الصولي: حدثنا محمد بن العباس بن الفرج، حدثني أبي، عن الأصمعي، حدثني جعفر بن سليمان، عن المنصور، عن أبيه، عن جده، عن ابن عباس: أن النبي عليه الصلاة والسلام قال: «كل سبب ونسب ينقطع يوم القيامة إلا سببي ونسبي»
- قال الصولي: حدثنا أب إسحاق محمد بن هارون بن عيسى، حدثنا الحسن بن عبيد الله الحصيبي، حدثنا إبراهيم بن سعيد، حدثني المأمون، عن الرشيد، عن المهدي، عن المنصور، عن أبيه، عن جده، عن ابن عباس قال: سمعت علي بن أبي طالب يقول: «لا تسافروا في محاق الشهر، ولا إذا كان القمر في العقرب».

### أقواله
تناقل العديد من المُؤرخين أقوال وكلمات المنصُور لما عُرف عنه من بلاغته وعلمه وأدبه، جاء منها:

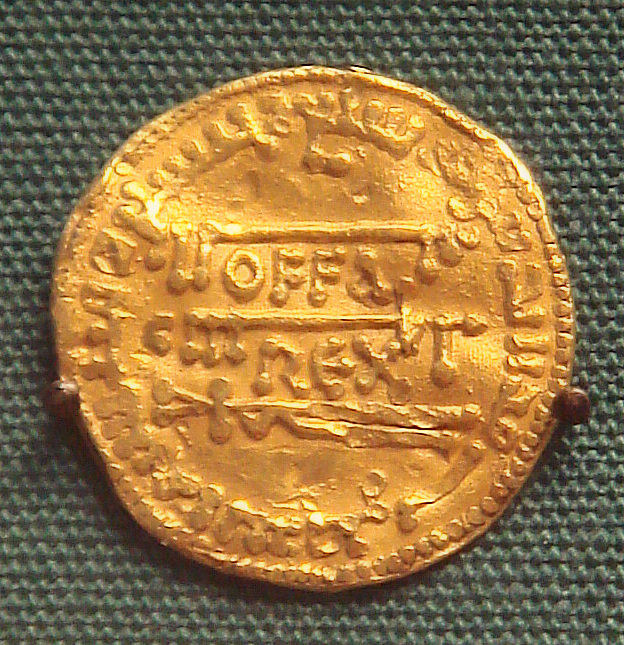
دينار ذهبي سُك في عهد ملك مُرسيا، أوفا رِكس (حكم 757-796م) مُستنسخًا شكل وتصميم دينارٌ ذهبيٌ عبَّاسي للخليفة أبو جعفر المنصور، ومكتوبٌ فيه محمد رسول الله. سُكت العملة سنة 156هـ / 773 أو 774م.

#### في السياسة
- اهتم المنصُور باستذكار سيرة الخُلفاء والملوك السَّابقين، فقال مرَّة: «الخُلفاء أربعة، أبو بكر، وعمر، وعثمان، وعلي، والملوك أربعة، معاوية، وعبد الملك، وهشام، وأنا».[12][79] وقال في مناسبة أخرى «الملوك أربعة: معاوية وكفاه زيادُه، وعبد الملك وكفاه حجَّاجُه، وهشام وكفاه مواليه، وأنا ولا كافيَ لي».[410][411] أبدى إعجابه وإنصافه في بعض خُلفاء بني أميَّة قائلًا: «معاوية للحلم والأناة، وعبد الملك للإقدام والإحجام، وهشام لتقسيط الأمور ووضعها مواضعها»،[412] وقال عن عمر بن عبد العزيز ومروان بن محمد: «ولنعم الرجل كان عمر بن عبد العزيز، كان أعور بين عميان .. نعم صاحب الحرب حمار الجزيرة (لقب مروان) من رجل لم يكن عليه طابع الخلافة».[413]
- حين سأل المنصُور الأمير عيسى بن موسى عن أنصار الثَّائر العلوي النَّفس الزكيَّة من المدينة المُنوَّرة، فأخبره أنهم من آل الزُّبير وآل عُمر، فقال المنصُور مُعبرًا عن نفوذ الأسرتين ورأيه بهما: «لو وجدت ألفًا من آل الزبير كلهم محسن فيهم مسيء واحد لقتلتهم جميعًا، ولو وجدت ألفًا من آل عمر كلهم مسيء وفيهم محسن واحد لأعفيتهم جميعًا».[414][415] جيء للمنصُور بعبد العزيز بن عبد الله بن عبد الله بن عمر بن الخطاب، أحد أنصار النَّفس الزكيَّة، فنظر إليه المنصُور واستعظم قتله قائلًا: «إذا قتلت مثل هذا من قريش فمن أستبقي!»، فأطلق سراحه وعفى عن غيره من القُرشيين، مُستثنيًا عثمان بن محمد الزُّبيري، فاستغرب عيسى بن موسى عدم شمله في العفو قائلًا:«يا أمير المؤمنين، ما أشقى هذا بك من بينهم!» فرد المنصُور: «إن هذا يدي».[414]
- كان المنصُور كثير النُّصح لابنه المهدي لتجهيزه للخلافة من بعده، ففي إحدى المواطئ لحثه على العدل والابتعاد عن الظُّلم، قال: «يا أبا عبد الله، إن الخليفة لا يصلحه إلا التقوى، والسلطان لا يصلحه إلا العدل، وأولى الناس بالعفو أقدرهم على العقوبة، وأنقص الناس عقلًا من ظلم من هو دونه». ونصحه بضرورة التفكير قبل الإقدام على أمر، قائلًا: «يا أبا عبد الله، لا تبرم أمرًا حتى تفكر، فإن فكرة العاقل مرآة تريه حسنه وسيئه». ونصحه بالتواضع والعفو ورحمة من هو دونه قائلًا: «يا أبا عبد الله، استدم النعمة بالشكر، والقدرة بالعفو، والطاعة بالتآلف، والنصر بالتواضع، ولا تنس مع نصيبك من الدنيا نصيبك من رحمة الله».[416] وقال أيضًا: «يا أبا عبد الله، ليس العاقل الذي يحتال للأمر الذي وقع فيه حتى يخرج منه، ولكنه الذي يحتال للأمر الذي غشيه حتى لا يقع فيه».[334] ولما ودعه حين أراد الخروج إلى مكة وتُوفي فيها، قال للمهدي: «إني تركت الناس ثلاثة أصناف: فقيراً لا يرجو إلا غناك، وخائفاً لا يرجو إلا أمنك، ومسجوناً لا يرجو الفرج إلا منك، فإذا وليت فأذقهم طعم الرفاهية، لا تمدد لهم كل المد».[417]
- قال يومًا لأصحابه: «إن هذا الملك أفضى إلي وأنا حنيك السن قد حلبتُ هذا الدهر أشطُره، وزاحمت المشاة في الأسواق، وشاهدتهم في المواسم، وغازيتهم في المغازي، فوالله ما أحب أن أزداد بهم خُبراً، على أني أحب أن أعلم ما أحدثوا بعدي منذ تواريت عنهم بهذه الجدارات (يقصد منذ توليه الحكم)، وتشاغلت عنهم بأمورهم، مع أني والله ما لمت نفسي أن أكون قد أذكيت العيون (الجواسيس) عليهم، حتى أتتني أخبارهم، وهم في منازلهم».[411]
- «أخطأت في ثلاث: قتلت أبا مسلم وأنا في جماعة قليلة، وحين خرجت إلى الشام ولو اختلف سيفان بالعراق لذهبت الخلافة، ويوم الرَّاوندية لو أصابني سهم غرب لذهبت ضياعًا».[418]
- «من قل ماله قل رجاله، ومن قل رجاله قوي عليه عدوه، ومن قوي عليه عوده اتّضع ملكه، ومن اتّضع ملكه استبيح حماه».[411]
- «إذا مد عدوك إليك يده فاقطعها إن أمكنك، وإلا فقبِّلها».[419]

#### في الأدب
- قال في نصيحته لشبيب بن شيبة التميمي خلال حجِّه في سنة 125هـ / أكتوبر 743م: «لا بأس عليك ما أعاذك الله من ثلاثة .. قدحٌ في الدين، وهتك للملوك، وتهمة في حرمة». وقال له «احفظ عني ما أقول لك، أصدق وإن ضرَّك الصدق، وانصح وإن باعدك النُّصح، ولا تُخالطن لنا عدوًا وان أحظيناه، فإنه مخذول، ولا تخذلن وليًا وإن أقصبناه، وأصحبنا بترك المُماكرة، وتواضع إذا رفعوك، وصل إذا قطعوك، ولا تستخف فيمقتوك، ولا تنقبض فيحتشموك، ولا تخطب الأعمال ولا تتعرض للأموال».[420]
- «من صنع مثل ما صنع إليه فقد كافأ، ومن أضعف فقد شكر، ومن شكر كان كريمًا، ومن علم أنه إنما صنع إلى نفسه لم يستبطئ الناس في شكرهم، ولم يستزدهم من مودتهم، فلا تلتمس من غيرك شكر ما آتيته إلى نفسك، ووقيت به عرضك، واعلم أن طالب الحاجة إليك لم يكرم وجهه عن وجهك، فأكرم وجهك عن رده».[385][421]
- كان يقول لأهل بيته: «إني لأجهل موضعي، حتى أحذر منكم، لأنه ما فيكم إلا عم وأخ وابن عم وابن أخ، فأنا أراعيكم ببصري، واهتم بكم بنفسي، فالله الله في أنفسكم فصونوا، وفي أموالكم فاحتفظوا بها، وإياكم والإسراف، فيوشك أن تصيروا من ولد ولدي إلى من لا يعرف الرجل حتى يقول له: من أنت؟».[422]
- كان المنصُور كثيرًا ما يُردد: «من فعل بغير تدبير، وقال عن غير تقدير، لم يعدم من الناس هازئًا أو لاحيًا».[385]
- «من أحب أن يحمد بغير مرزئة فليحسِّن خلقه ولينبسط بِشره».[423]
- «ليس بإنسان من أُسدي إليه معروف فنسيه دون الموت».[385]
- «عقوبة الحليم التعريض، وعقوبة السفيه التصريح».[385]

## إرثه

### الآراء حول المنصور

#### المُؤيدون

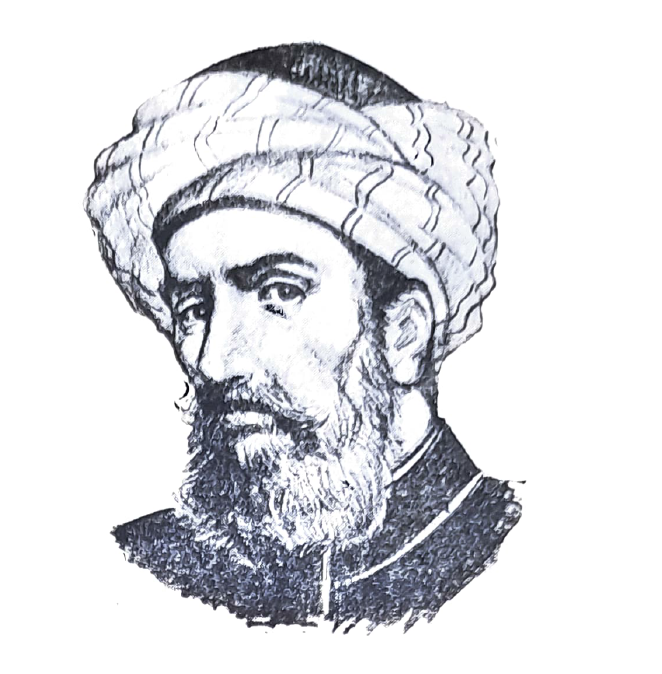
رسمٌ تخيُّلي للمُؤرخ والجُغرافي المسعودي.

- والي العراق الأموي ابن هُبَيْرة: قال في |حدى المُناسبات: «ما رأيت رجلًا قط في حرب، ولا سمعت به في سلم أنكر ولا أمكر ولا أشد تيقظًا من أبي جعفر، لقد حصرني تسعة أشهر ومعي فرسان العرب فجهدنا بكل الجهد أن ننال من عسكره شيئًا فما تهيأ لنا، وقد حصرني وما في رأسي شعرة بيضاء فخرجت إليه وما في رأسي شعرة سوداء».[148][424]
- المُؤرخ المسعودي: «محنك السن، حازم الرأي، قد عركته الدهور وحلَّت الأيام سطوته وروى العلم وعرف الحلال والحرام»، واستعرض مسألة كرمه وشُحِّه قائلًا: «يجود بالأموال حتى يقال هو أسمح الناس، ويمنع في الأوقات حتى يقال هو أبخل الناس»، ويُبين مدى قُوته وشدته قائلًا: «ويسوس سياسة الملوك، ويثب وثوب الأسد العادي، لا يُبالي أن يحرس ملكه بهلاك غيره، وخلَّف من الأموال ما لم يجتمع مثله لخليفة قبله ولا بعده».[398]
- الأديب والمُؤرخ الأندلسي ابن دحية الكلبي: «وكان المنصور أحزم الناس، قد عركته الأيام أيَّما عرك، وحكَّته بتقلبه فيها قبل إفضاء الأمر إليه بكل محك، ... ويتذكر ما فعل بنو أمية ببني علي وبني العباس».[425]
- المُؤرخ الموصلي ابن الطَّقطقي: «كان المنصور من عظماء الملوك وحزمائهم وعقلائهم وعلمائهم وذوي الآراء الصائبة منهم والتدبيرات السديدة، وقورًا شديد الوقار، حسن الخلق في الخلوة، من أشد الناس احتمالًا لما يكون من عبث أو مزاح»،[426] ويُبين أن المنصُور هو المُؤسس الحقيقي للخلافة العبَّاسية ومُوطِّد دعائمها، قائلًا: «واعلم أن المنصور هو الذي أصل الدولة وضبط المملكة ورتب القواعد وأقام الناموس»،[427] ويُوضح حقيقة ما يُقال عن كرم وبخل المنصور، قائلًا: «وكان المنصور مبخلًا يضرب بشحه الأمثال، وقيل كان كريمًا وإنه لما حج أفضل على أهل الحجاز، فكانوا يسمون عامه عام الخصب، والصحيح أنه كان رجلًا حزمًا يعطي في موضع العطاء، ويمنع في موضع المنع، وكان المنع عليه أغلب».[427]
- الإمام الحافظ شمس الدين الذَّهبي: «وكان فحلَ بني العبَّاس هيبة وشجاعة، ورأياً وحزماً، ودهاءً وجبروتاً، وكان جمَّاعاً للمال، حريصاً، تاركاً للَّهو واللعِب، كامل العقل، بعيد الغَور، حسن المشاركة في الفقه والأدب والعِلم» وينتقد بعض أعماله، قائلًا: «أباد جماعةً كباراً حتى توطَّد له الملك، ودانت له الأمم على ظُلم فيه وقوة نفس»، ومع ذلك، فإنه يؤكد على حُسن مذهبه وتديُّنه قائلًا: «ولكنه يرجع إلى صحة إسلامٍ وتديُّن في الجُملة، وتصوُّنٍ وصلاة وخير، مع فصاحة وبلاغة وجلالة».[24]

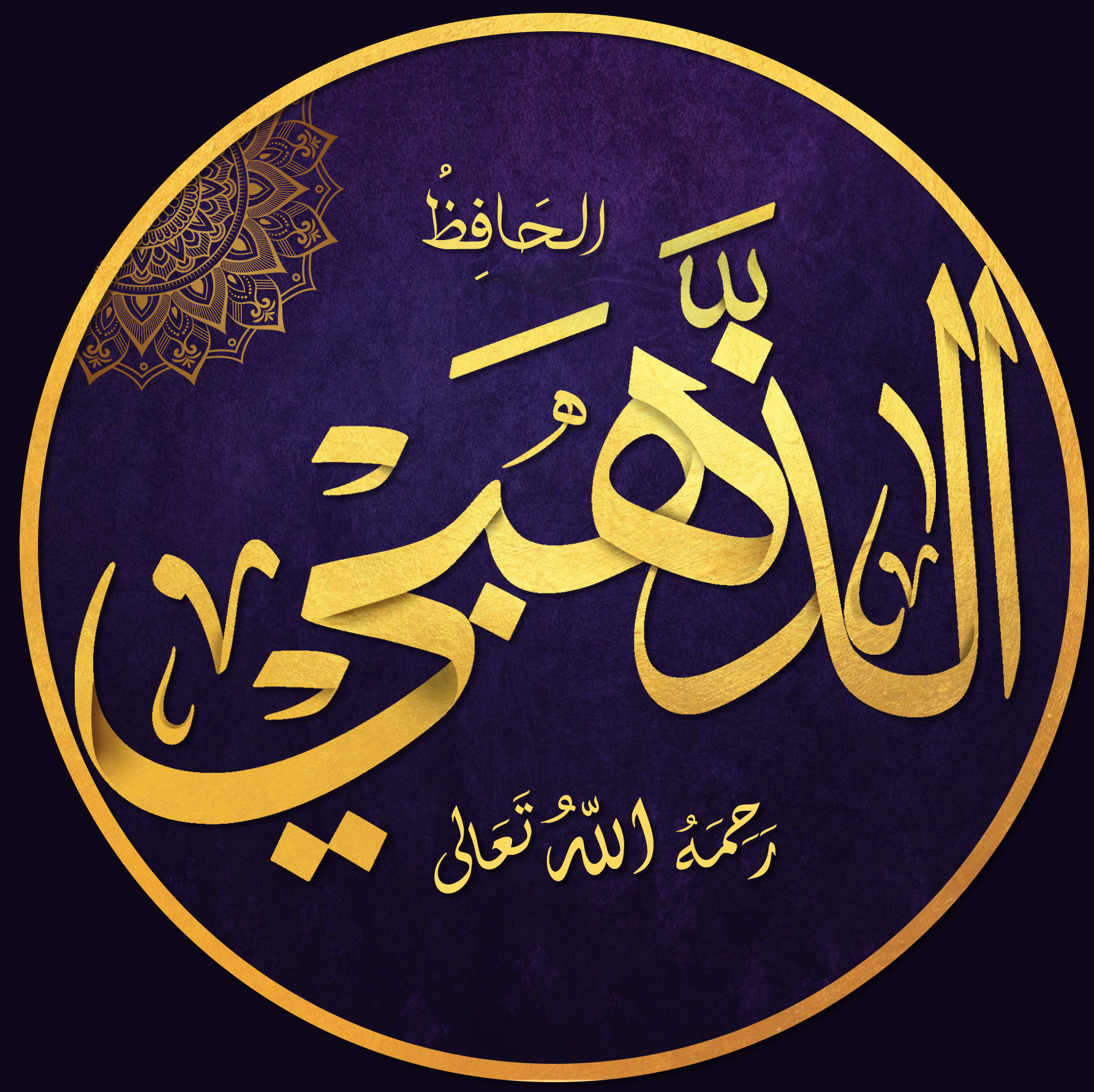
تخطيط باسم الإمام شمس الدين الذَّهبي.

- المُؤرخ اللبناني فيليب حتي: «وخلف السَّفَّاح أخوه أبو جعفر الملقب بالمنصور، وهو من أعظم الساسة العباسيين وان يكن من أكثرهم سفكًا للدماء. فالمنصور لا السَّفَّاح، هو الذي أسس الدولة العباسية حقًا وجميع الخلفاء الذين تبعوه وهم خمسة وثلاثون إنما كانوا من ذريته».[428]
- المُؤرخ العراقي عبد العزيز الدوري: «ونستخلص من هذا (أي سيرته) أن المنصور كان مجرباً حازماً، وقوراً، ظريفاً في مجالسه الخاصة، شديد الدهاء، مثقفاً كثير الحذر، يتحاشى اللذائذ، مهتماً بإدارة الدولة، مدبراً في المال، قوي الإرادة»،[429] ويقول حول قساوته: «ويبالغ البعض في وصف المنصور بالغدر، ولكن علينا أن نتذكر أن القسوة ضروريَّة لتثبيت دعائم دولة حديثة، وأن بعض ما ينسب إلى المنصور من أعمال الغدر ليس من صنعه كقتل ابن هبيرة، كما أن مجيء أبي مسلم إلى المنصور كان نتيجة التهديد والوعيد»،[430] ويقول في تقريره: «ولا شك أن المنصور ثبت أركان الدولة، ووطد الأمن فيها وأكد على العدل في الأحكام، فيرجع رفاه البلاد في عهدي المهدي والرشيد بالدرجة الأولى إليه».[296]
- المُؤرخ العراقي حسن فاضل العاني: «هذا وقد اجمع المؤرخون، على أن المنصور يعتبر المؤسس الحقيقي للدولة العباسية، وباني مجدها، ومشيد عظمتها، ومثبت أركانها» ويُتابع عن حزمه ورجاحة عقله: «فتمكن بفضل ما اوتيه من حزم، وصواب رأي، وحسن سياسة، من ارساء قواعد حكمه على اسس قوية ومتينة، فقدر لدولته الاستمرار لقرون عدة بعده».[431] ويُعلق قائلًا: «لقد كان من حسن حظ الدولة العباسية، وهي لا زالت بكرا، أن يتولى قيادتها رجل مثل أبي جعفر المنصور .. فاعتبر بحق فاتحة لبني العبَّاس».[432] ويختم قائلًا: «وتوصل الباحث، إلى أن المنصور، رغم ما سجله عليه من أخطاء، حدد مسؤوليته فيها، واعتبرها من الثلمات البارزة في حكمه، فإن إصلاحاته، ودوره العظيم في بناء الدولة، وما أسداه لها من خدمات جليلة، قد وضعته بحق في مصاف القادة البارزين، الذين صنعوا التاريخ، وأثروا في حوادثه، فخلدت ذكراهم الأيام على مر العصور والأجيال».[433]

#### المُنتقدون
- الإمامُ التَّابعيّ ابن أبي ذئب: اجتمع بالخليفة المنصُور وبقربه بعض العُلماء ومنهم الإمام مالك بن أنس، ويُناشدهم الله أن يُحدثوه عن رأيهم في عدله وجوره، فاستعفى الإمام مالك عن إجابته، وأثنى عليه ابن سمعان، وحين جاء دور ابن أبي ذئب، قال: «أنت والله عندي شر الرجال استأثرت بمال الله ورسوله وسهم ذوي القربى واليتامى والمساكين واهلكت الضعيف وأتعبت القوي وأمسكت أموالهم فما حجتك غداً بين يدي الله»، فاستغرب المنصُور وقال: «ويحك ما تقول أتعقل انظر ما امامك»، فرد ابن ذئب: «نعم قد رأيت أسيافا وانما هو الموت ولا بد منه عاجله خير من آجله»، والحضور في ذهول وخوفٌ عليه، حتى قال له الإمام مالك: «إني لأجد رائحة الحنوط (الموت) عليك»، فأخبره باغتساله وتطيُّبه قبل قدومه تحاوطًا إذا قُتل، فاستنكر المنصُور ظنونه قائلًا: «سبحان الله ما كنت لاثلم الإسلام وأسعى في نقضه أو ما تراني أسعى في أود الإسلام واعزاز الدين عائذا بالله مما قلت يا أبا عبد الله انصرف إلى مصرك راشدا مهديا وإن أحببت ما عندنا فنحن ممن لا يؤثر عليك أحدا ولا يعدل بك مخلوقا»، وتركه في حال سبيله.[434]
- المُؤرخ المطهر المقدسي: «وذكروا أنه كان رجلًا أسمر نحيفًا طويل القامة قبيح الوجه دميم الصورة ذميم الخُلق أشحَّ خلقِ الله وأشده حُبًا للدينار والدراهم سفاكًا للدماء ختارًا بالعهود غدارًا بالمواثيق كفورًا بالنعم قليل الرحمة»، وختم في جملة أحكامه قائلًا: «في الجملة والتفصيل كان رجلًا دنيئًا خسيسًا كريهًا شريرًا».[435] يُعلق الباحث العراقي حسن العاني على وصف المقدسي الحاد للمنصُور، قائلًا: «وتعتبر هذه الرواية شاذة في موضعها ويبدو التحامل فيها واضحًا وربما لميول المقدسي الشيعية أثر كبير في هذا الوصف، الذي وصل إلى حد التعريض والطعن والتجريح، من غير سند تاريخي يعضده فضلًا عن مخالفته لما أجمع عليه سائر المؤرخين في وصفه».[436]

صورة تظهر المُستشرق الهولندي فان فلوتن.

- المُؤرخ الهندي سيد أمير علي: استفتح قوله عن المنصُور، قائلًا: «ومع أن السفاح كان أول خلفاء البيت العباسي إلا أن أبا جعفر يعد في الواقع المؤسس الحقيقي لتلك الدولة ومشيد مجدها، كما يعزى إليه تمكن الأسرة العباسية من الحكم الذي زاولته طوال هذه القرون والنفوذ الذي تمتعت به حتى بعد أن فقدت سلطتها الزمنية»،[437] ثم يتحدث عن أخلاقه قائلًا: «كانت أخلاق أبي جعفر مزيجاً غريباً من الخير والشر، فهو كسياسي وإداري لا يشق له غبار .. وقد كان برا رحيما بأولاده، ولكنه كان من الجهة الأخرى غادراً خداعا، لا يتردد البتة في سفك الدماء، وتعزى قسوته إلى حقده البالغ حد الإفراط»،[438] ويُكمل انتقاده: «وعلى الجملة كان أبو جعفر سادراً في بطشه، مستهتراً في فتكه، وتعتبر معاملته لأولاد علي صفحة من أسوأ صفحات التاريخ العباسي».[439] ويقول ختامًا حول استقلال قضائه:«كذلك كان هذا الخليفة الذائد عن حياضه، الذاب عن كيان عرشه، مثالا صالحا للرعية في إطاعة القوانين والامتثال لحكم القضاة».[440]
- المُفكر المصري أحمد محمود صبحي: «وعم الاستياء أفراد الشعب بعد أن استفتح أبو عبد الله المعروف بالسفاح وكذلك المنصور بالإسراف في سفك الدماء على نحو لم يعرف من قبل»، ويستدل قائلًا: «بل إن دوائر أهل السنة التي عرفت بالاعتدال، قد عبرت عن عدم رضاها عن حكم السفاح والمنصور وما استهلا به حكمهما من مظالم وإراقة دماء»، ويقول أخيرًا: «كان قيام الدولة العباسية إذن نكبة على الشيعة، ولم يكن من اليسير أن يتحملوا كل ما تحملوه من مظالم الأمويين وطغيانهم لتقوم بعد ذلك دعوة باسمهم تنتزع حقهم».[441]
- المستشرق الهولندي فان فلوتن: «ولم يكن جور النظام العباسي وعسفه منذ قيام الدولة العباسية بأقل من النظام الأموي المختل حفزاً للنفوس إلى التمسك بعقيدة المهدي والتطلع إلى ظهوره لتخليصها من قسوة ذلك النظام الجديد وجوره»، ويُكمل قائلًا عن المنصُور وأحفاده: «وتذكرنا شراهة المنصور والرشيد والمأمون وجشعهم وجور أولاد علي بن عيسى وعبثهم بأموال المسلمين بزمن الحجاج وهشام ويوسف بن عمر الثقفي ولدينا البراهين الكثيرة على فجيعة الناس في هذا العرش الجديد ومقدار انخداعهم به». أنصف فلوتن كُلًا من المنصور وذريته من الخُلفاء، قائلًا: «على أن هذا لن يحملنا على الجور في الحكم على ذلك النظام الجديد، فإن الخلافة العباسية، وإن كانت تعوزها تلك الصفات .. فقد أنجبت الكثيرين من الخلفاء الذين أثاروا إعجاب التاريخ بما فطروا عليه من النظام وحب العلم كالمنصور والمأمون»، ويُبين مقدار الخلاف بين الجور الأموي والعبَّاسي قائلًا: «فإن اعتلاء العباسيين عرش الخلافة، وإن لم يحقق ذلك المثل الأعلى للعدل والمساواة الذي كان ينشده الناس، فليس معنى هذا أن الحال قد ظلت كما كانت عليه أيام بني أمية. نعم! كان لا يزال هناك الشيء الكثير من الظلم والجور، ولكن لم يكن قوامه ذلك التنافر الشديد بين طبقات الأمة المختلفة، الذي كان عماد النظام الإداري القديم في عهد بني أمية، فلم نعد نرى طبقة المحاربين ذات الامتيازات الكثيرة في ناحية، ثم طبقة الزراع المضطهدين في ناحية أخرى، وبذلك أصبح الدين (الإسلام) دون الجنس (الهويَّة العرقيَّة) المرجع الوحيد في تحديد العلاقات بين الحكومة (العباسية) والرعية ثم بين أفراد الشعب».[442]

### في الثَّقافة الشعبيَّة والمرئيَّة

#### تمثال المنصُور في بغداد

غلاف مسلسل أبو جعفر المنصور (2008)، والذي أدى المُمثل السُّوري عبَّاس النوري، دور الخليفة المنصُور.

في عهد الرئيس العراقي أحمد حسن البكر، افتُتح تمثال أبو جعفر المنصور في جانب الكرخ من منطقة المنصُور في العاصمة العراقيَّة بغداد تاريخ 6 يناير 1977م، في موضع قيل أن المنصُور وقف فيه مُعلنًا بناء مدينة السَّلام. بُني التمثال وفق الطراز المعماري البغدادي، ليُصبح واحدًا من أبرز معالم المدينة. بعد الغزو الأمريكي للعراق عام 2003، تعرَّض التمثال للتخريب والتشويه منذ الأشهر الأولى للغزو، كغيره من المعالم البغداديَّة والآثار العراقية. تعرَّض التمثال لنسفه كُليًا من قبل مجهولين عام 2005 من خلال وضع عبوات ناسفة تحته، ولم يصمد إلا رأس التمثال النُّحاسي للمنصُور، تزامنًا مع مُحاكمة الرئيس العراقي صدَّام حسين. افتتح التمثال في 30 يونيو 2008 بعد عامين تقريبًا من تفجيره، وفق الطراز البغدادي والتصاميم المحفوظة قبل تعرُّضه للانفجار.
تظهر دعوات شيعية مُناهضة في كل سنة تدعو لهدم وإزالة التمثال بحجة أن المنصُور هو من قتل الإمام جعفر الصَّادق (حسب المصادر الشِّيعيَّة المُتأخرة)، ويقود هذه الدعوات أشخاص مرتبطون بعصائب أهل الحق وغيرهم، لتثير جدالًا وسجالًا بين المُؤيدين لإزالته والمُدافعين عنه. يبرر المُدافعون عن ضرورة وجود تمثال المنصُور، كونه باني بغداد ومؤسس حضارتها لتُصبح حاضرة الدُّنيا، وأن الدعوات إلى هدمه لها أبعاد سياسيَّة وطائفيَّة. وقال البعض أنه إن توجَّب إزالة تمثال المنصُور، فيجب إزالة صور الأشخاص المرتبطين بإيران من شوارع بغداد في المُقابل. وسخر أحد المُدونين من تلك الدعوات، قائلًا: «يبدو أن أبو جعفر المنصور هو من سرق 1500 مليار دولار ومن هرب النفط العراقي ومنع استخراج الغاز لصالح بلاد فارس» في إشارة لوجود فساد كبير داخل الحكومة العراقيَّة. لم يكن تمثال المنصُور هو الوحيد المُعرَّض للإزالة، فقد أزيل نُصُب بلاط الشُّهداء، والأسير العراقي، والمُقاتل العراقي، والمسيرة، وغيرهم من النُّصب في شوارع بغداد في مرحلة ما بعد صدَّام.

#### المسلسلات
- طرائف أبي دلامة (1993): إنتاج سوري يُحاكي قصص الشَّاعر أبو دلامة في إطار كوميدي. جسَّد دور المنصُور، المُمثل السُّوري سلُّوم حدَّاد.
- أبو جعفر المنصور (1998): إنتاج عراقي يُحاكي سيرة المنصُور منذ توليه الخلافة في إطار درامي. جسَّد دور المنصُور، المُمثل العراقي ميمون الخالدي.
- صقر قريش (2002): إنتاج سوري يُحاكي أفول نجم الأمويين في المشرق، وظهورها في المغرب بيد عبد الرحمن الدَّاخل. جسَّد دور المنصُور، المُمثل السُّوري زهير عبد الكريم.
- أبو جعفر المنصور (2008): إنتاج أردني يُحاكي سيرة المنصُور من تأسيس الدَّعوة حتى توليه الخلافة. جسَّد دور المنصُور، المُمثل السُّوري عبَّاس النُّوري.

### فهرس المنشورات
1. ↑  أدهم (1969)، ص. 13.
2. ↑  البلاذري (1996)، ج. 4، ص. 157.
3. 1 2 3 4  الدياربكري (1884)، ج. 2، ص. 362.
4. 1 2 3  ابن عبد ربه (1983)، ج. 5، ص. 370.
5. 1 2  المسعودي (1893)، ص. 340.
6. ↑  [أ] الروحي (2001)، ص. 106.
[ب] أدهم (1969)، ص. 57-58.
7. ↑  [أ] الطبري (2004)، ص. 1259.
[ب] ابن الأثير (2005)، ص. 663.
[جـ] ابن الجوزي (1995)، ج. 6، ص. 335.
[د] البغدادي (2004)، ج. 10، ص. 55.
8. ↑  العاني (1981)، ص. 45.
9. ↑  العاني (1981)، ص. 44-45.
10. 1 2  الخضري (2003)، ص. 56.
11. ↑  السيوطي (2003)، ص. 206.
12. 1 2 3 4 5 6 7  ابن كثير (2004)، ص. 1520.
13. 1 2 3 4  ابن العمراني (1999)، ص. 62.
14. ↑  العاني (1981)، ص. 40-41.
15. ↑  ابن الأثير (2005)، ص. 661.
16. ↑  ابن الأثير (2005)، ص. 665.
17. 1 2  العاني (1981)، ص. 46.
18. ↑  أدهم (1969)، ص. 28-29.
19. 1 2 3 4 5 6  أدهم (1969)، ص. 58.
20. ↑  السيوطي (2003)، ص. 207.
21. ↑  ابن العمراني (1999)، ص. 62-63.
22. ↑  ابن العمراني (1999)، ص. 63.
23. 1 2 3 4  البلاذري (1996)، ج. 4، ص. 243.
24. 1 2 3  الذهبي (1996)، ج. 7، ص. 83.
25. ↑  العاني (1981)، ص. 48-49.
26. ↑  ابن الأبار (1985)، ج. 1، ص. 33.
27. 1 2  العاني (1981)، ص. 47.
28. ↑  ابن دحية (1946)، ص. 30.
29. ↑  العاني (1981)، ص. 46-47.
30. 1 2  ابن سعد (1968)، ج. 5، ص. 314.
31. ↑  العاني (1981)، ص. 54.
32. ↑  ابن الأثير (2005)، ص. 742-743.
33. 1 2  خليفة (1931)، ص. 22-23.
34. ↑  ابن الأثير (2005)، ص. 750-751.
35. 1 2  إلهامي (2013)، ص. 80.
36. ↑  المبرد (1997)، ج. 2، ص. 161.
37. ↑  المبرد (1997)، ج. 2، ص. 161-162.
38. ↑  الخضري (2003)، ص. 9.
39. ↑  شاكر (2000)، ج. 5، ص. 92.
40. ↑  [أ] خليفة (1931)، ص. 19-20.
[ب] المقدسي (1899)، ص. 58-59.
[جـ] إلهامي (2013)، ص. 82-83.
41. 1 2  الذهبي (1996)، ج. 6، ص. 58.
42. 1 2  ابن قتيبة (1912)، ج. 2، ص. 108.
43. ↑  أدهم (1969)، ص. 35.
44. ↑  العاني (1981)، ص. 51-52.
45. ↑  إلهامي (2013)، ص. 106-107.
46. ↑  إلهامي (2013)، ص. 83.
47. ↑  مجهول (1971)، ص. 213-215.
48. ↑  العاني (1981)، ص. 52.
49. ↑  الأزدي (1967)، ص. 157.
50. ↑  العاني (1981)، ص. 52-53.
51. 1 2  العاني (1981)، ص. 53-54.
52. 1 2 3  ابن الأثير (2005)، ص. 837-838.
53. 1 2  ابن خلكان (1978)، ج. 2، ص. 411.
54. ↑  [أ] ابن خلكان (1978)، ج. 3، ص. 461.
[ب] العاني (1981)، ص. 54-55.
55. ↑  العاني (1981)، ص. 55.
56. 1 2  العاني (1981)، ص. 56.
57. 1 2  ابن الأبار (1985)، ج. 2، ص. 339.
58. ↑  العاني (1981)، ص. 54-56.
59. 1 2 3  العاني (1981)، ص. 57.
60. ↑  اليعقوبي (2010)، ج. 2، ص. 251.
61. ↑  المبرد (1997)، ج. 2، ص. 162.
62. 1 2  الصفدي (2000)، ج. 6، ص. 70.
63. ↑  ابن خياط (1985)، ص. 356.
64. ↑  العاني (1981)، ص. 58.
65. ↑  ابن قتيبة (1912)، ج. 2، ص. 112.
66. 1 2  ابن قتيبة (1912)، ص. 138-139.
67. ↑  العاني (1981)، ص. 59-60.
68. ↑  العاني (1981)، ص. 57-58.
69. ↑  ابن الأثير (2005)، ص. 733-734.
70. 1 2  أدهم (1969)، ص. 59.
71. 1 2  ابن الأثير (2005)، ص. 751-752.
72. ↑  الجهشياري (1988)، ص. 64.
73. ↑  العاني (1981)، ص. 61.
74. 1 2  ابن الأثير (2005)، ص. 760-761.
75. 1 2  ابن خياط (1985)، ص. 387.
76. 1 2 3  أدهم (1969)، ص. 60.
77. 1 2 3 4  الجهشياري (1988)، ص. 65.
78. ↑  أدهم (1969)، ص. 59-60.
79. 1 2  البغدادي (2004)، ج. 10، ص. 56.
80. 1 2  البلاذري (1996)، ج. 4، ص. 244.
81. ↑  ابن الجوزي (1995)، ج. 8، ص. 15.
82. ↑  العاني (1981)، ص. 62.
83. 1 2 3  العاني (1981)، ص. 63.
84. 1 2  ابن كثير (2004)، ص. 1475.
85. 1 2  ابن كثير (2004)، ص. 1483.
86. ↑  المقدسي (1899)، ج. 6، ص. 64-65.
87. 1 2  العاني (1981)، ص. 64.
88. ↑  اليعقوبي (2010)، ج. 2، ص. 273-274.
89. 1 2  الأزدي (1967)، ص. 120.
90. ↑  إلهامي (2013)، ص. 217.
91. 1 2  الدوري (1997)، ص. 54.
92. ↑  [أ] إلهامي (2013)، ص. 100-101.
[ب] خليفة (1931)، ص. 21-22.
93. ↑  [أ] ابن الأثير (2005)، ص. 733.
[ب] ابن الأثير (2005)، ص. 733.
94. ↑  [أ] خليفة (1931)، ص. 25-26.
[ب] إلهامي (2013)، ص. 122-130.
95. 1 2  الطبري (2004)، ص. 1416-1419.
96. ↑  [أ] ابن عبد ربه (1983)، ج. 5، ص. 222.
[ب] ابن الأثير (2005)، ص. 758.
97. ↑  [أ] الدوري (1997)، ص. 27.
[ب] إلهامي (2013)، ص. 132-133.
98. ↑  [أ] البلاذري (1996)، ج. 4، ص. 174-178.
[ب] خليفة (1931)، ص. 25.
99. ↑  إلهامي (2013)، ص. 134.
100. ↑  [أ] الطبري (2004)، ص. 1445-1446.
[ب] خليفة (1931)، ص. 27.
101. 1 2  الطبري (2004)، ص. 1458-1471.
102. ↑  إلهامي (2013)، ص. 167.
103. ↑  [أ] الدوري (1997)، ص. 31.
[ب] ابن الأثير (2005)، ص. 766-775.
104. ↑  [أ] الدوري (1997)، ص. 42-43.
[ب] الأزدي (1967)، ص. 119.
[جـ] خليفة (1931)، ص. 27-28.
105. 1 2  البلاذري (1996)، ج. 4، ص. 165.
106. 1 2  الطبري (2004)، ص. 1472.
107. ↑  [أ] البلاذري (1996)، ج. 4، ص. 173.
[ب] خليفة (1931)، ص. 29.
108. ↑  [أ] البلاذري (1996)، ج. 4، ص. 187-188.
[ب] اليعقوبي (2010)، ج. 2، ص. 284.
109. 1 2  الطبري (2004)، ص. 1471.
110. ↑  ابن الأثير (2005)، ص. 777.
111. 1 2  الخضري (2003)، ص. 30.
112. ↑  العاني (1981)، ص. 67-68.
113. ↑  البلاذري (1996)، ج. 4، ص. 190.
114. ↑  ابن الأثير (2005)، ص. 778.
115. 1 2 3  ابن الأثير (2005)، ص. 778-781.
116. ↑  الدوري (1997)، ص. 47.
117. ↑  الدوري (1997)، ص. 46-47.
118. ↑  [أ] إلهامي (2013)، ص. 223-237.
[ب] خليفة (1931)، ص. 30-31.
119. ↑  [أ] إلهامي (2013)، ص. 204-205.
[ب] اليعقوبي (2010)، ج. 2، ص. 282-283.
[جـ] الطبري (2004)، ص. 1473.
120. ↑  الجهشياري (1988)، ص. 57.
121. 1 2  العاني (1981)، ص. 71-73.
122. ↑  إلهامي (2013)، ص. 247.
123. ↑  البلاذري (1996)، ج. 4، ص. 203-204.
124. ↑  شاكر (2000)، ج. 5، ص. 93-94.
125. 1 2 3  ابن الأثير (2005)، ص. 789-790.
126. 1 2  اليعقوبي (2010)، ج. 2، ص. 284-285.
127. ↑  شاكر (2000)، ج. 5، ص. 93.
128. 1 2  الطبري (2004)، ص. 1482.
129. ↑  العاني (1981)، ص. 74-75.
130. 1 2  الدوري (1997)، ص. 51.
131. 1 2 3  إلهامي (2013)، ص. 253-254.
132. 1 2  شاكر (2000)، ج. 5، ص. 94.
133. ↑  أدهم (1969)، ص. 63-64.
134. ↑  الطبري (2004)، ص. 1482-1483.
135. ↑  شاكر (2000)، ج. 5، ص. 94-95.
136. ↑  ابن كثير (2004)، ص. 1488.
137. 1 2  الطبري (2004)، ص. 1481.
138. ↑  ابن كثير (2004)، ص. 1488-1489.
139. 1 2 3 4  ابن كثير (2004)، ص. 1489.
140. 1 2  العاني (1981)، ص. 415.
141. ↑  العاني (1981)، ص. 91-92.
142. ↑  العاني (1981)، ص. 92.
143. ↑  العاني (1981)، ص. 93.
144. 1 2  ابن الأثير (2005)، ص. 774.
145. ↑  الطبري (2004)، ص. 1483.
146. ↑  ابن الأثير (2005)، ص. 784.
147. ↑  الطبري (2004)، ص. 1484.
148. 1 2  إلهامي (2013)، ص. 246.
149. ↑  شاكر (2000)، ج. 5، ص. 95.
150. ↑  إلهامي (2013)، ص. 250-251.
151. ↑  الدوري (1997)، ص. 50.
152. ↑  الجهشياري (1988)، ص. 62.
153. 1 2  أدهم (1969)، ص. 68-70.
154. 1 2 3  شاكر (2000)، ج. 5، ص. 96.
155. ↑  ابن الأثير (2005)، ص. 781-782.
156. ↑  أدهم (1969)، ص. 70.
157. ↑  الخضري (2003)، ص. 54-55.
158. ↑  اليعقوبي (2010)، ج. 2، ص. 296.
159. ↑  أدهم (1969)، ص. 71-72.
160. 1 2  ابن الأثير (2005)، ص. 790.
161. ↑  أدهم (1969)، ص. 71.
162. ↑  [أ] إلهامي (2013)، ص. 262-263.
[ب] أدهم (1969)، ص. 79-85.
[جـ] الطبري (2004)، ص. 1487.
163. ↑  الطبري (2004)، ص. 1494.
164. ↑  ابن كثير (2004)، ص. 1492.
165. ↑  إلهامي (2013)، ص. 264.
166. ↑  الطبري (2004)، ص. 1492.
167. ↑  أدهم (1969)، ص. 72-73.
168. 1 2 3 4  فوزي (1970)، ص. 384-386.
169. 1 2 3 4  المسعودي (1893)، ص. 341.
170. ↑  الخضري (2003)، ص. 56-57.
171. ↑  الدوري (1997)، ص. 55-57.
172. ↑  إلهامي (2013)، ص. 265.
173. ↑  الدوري (1997)، ص. 55.
174. ↑  [أ] الطبري (2004)، ص. 1493.
[ب] شاكر (2000)، ج. 5، ص. 98-99.
[جـ] الخضري (2003)، ص. 57.
175. ↑  أدهم (1969)، ص. 73.
176. ↑  إلهامي (2013)، ص. 265-266.
177. ↑  أدهم (1969)، ص. 73-74.
178. ↑  [أ] شاكر (2000)، ج. 5، ص. 99-100.
[ب] ابن الأثير (2005)، ص. 791.
[جـ] الخضري (2003)، ص. 57-58.
179. 1 2  ابن الأثير (2005)، ص. 792.
180. ↑  الخضري (2003)، ص. 58.
181. 1 2  الطبري (2004)، ص. 1495.
182. ↑  [أ] شاكر (2000)، ج. 5، ص. 100.
[ب] الخضري (2003)، ص. 58-59.
183. 1 2  ابن الأثير (2005)، ص. 793.
184. ↑  أدهم (1969)، ص. 77-78.
185. ↑  ابن الأثير (2005)، ص. 793-794.
186. ↑  أدهم (1969)، ص. 81-82.
187. 1 2  أدهم (1969)، ص. 84-83.
188. ↑  الدينوري (1960)، ص. 380-381.
189. ↑  ابن الأثير (2005)، ص. 794-795.
190. ↑  إلهامي (2013)، ص. 275-267.
191. 1 2 3  ابن الأثير (2005)، ص. 795.
192. ↑  إلهامي (2013)، ص. 276-277.
193. ↑  الدينوري (1960)، ص. 382.
194. ↑  إلهامي (2013)، ص. 281.
195. ↑  أدهم (1969)، ص. 85-87.
196. ↑  ابن الأثير (2005)، ص. 795-796.
197. 1 2  العاني (1981)، ص. 325-327.
198. 1 2 3  إلهامي (2013)، ص. 282.
199. ↑  ابن الأثير (2005)، ص. 796.
200. ↑  الطبري (2004)، ص. 1501-1502.
201. 1 2 3  ابن الأثير (2005)، ص. 796-797.
202. 1 2 3  ابن الأثير (2005)، ص. 797.
203. ↑  إلهامي (2013)، ص. 283.
204. ↑  ابن الأثير (2005)، ص. 801-802.
205. 1 2 3  ابن الأثير (2005)، ص. 803.
206. ↑  [أ] الطبري (2004)، ص. 1508-1509.
[ب] إلهامي (2013)، ص. 283-284.
207. ↑  ابن إسفنديار (2002)، ص. 181-182.
208. 1 2  أمير علي (1938)، ص. 188.
209. 1 2 3 4  الطبري (2004)، ص. 1509.
210. ↑  العاني (1981)، ص. 471.
211. 1 2 3  ابن إسفنديار (2002)، ص. 185.
212. ↑  العاني (1981)، ص. 490.
213. ↑  العاني (1981)، ص. 427-428.
214. ↑  ابن إسفنديار (2002)، ص. 185-186.
215. ↑  العاني (1981)، ص. 409-410.
216. ↑  العاني (1981)، ص. 410.
217. 1 2  أبو عزالدين (1985)، ص. 184-185.
218. ↑  أبو عزالدين (1985)، ص. 185.
219. 1 2 3  العاني (1981)، ص. 409.
220. 1 2 3  ابن الأثير (2005)، ص. 802.
221. 1 2 3  الدينوري (1960)، ص. 384.
222. ↑  خليفة (1931)، ص. 43-44.
223. ↑  إلهامي (2013)، ص. 286-287.
224. 1 2  ابن الأثير (2005)، ص. 817 و822.
225. 1 2 3  العاني (1981)، ص. 362-365.
226. 1 2  الحموي (1977)، ج. 1، ص. 457.
227. 1 2  إلهامي (2013)، ص. 293-294.
228. ↑  ابن عنبة (1961)، ص. 104.
229. ↑  الخضري (2003)، ص. 62.
230. ↑  الطبري (2004)، ص. 1524.
231. ↑  [أ] إلهامي (2013)، ص. 296.
[ب] الطبري (2004)، ص. 1526.
[جـ] العاني (1981)، ص. 276.
232. ↑  ابن الأثير (2005)، ص. 816.
233. 1 2  إلهامي (2013)، ص. 296-297.
234. ↑  السيوطي (2003)، ص. 208.
235. ↑  إلهامي (2013)، ص. 298-304.
236. 1 2 3  إلهامي (2013)، ص. 305-306.
237. 1 2  [أ] اليعقوبي (2010)، ج. 2، ص. 318.
[ب] إلهامي (2013)، ص. 307-309.
238. ↑  إلهامي (2013)، ص. 309-311.
239. ↑  [أ] ابن الأثير (2005)، ص. 821.
[ب] إلهامي (2013)، ص. 311-312.
240. ↑  إلهامي (2013)، ص. 318-319.
241. 1 2  ابن الأثير (2005)، ص. 817.
242. ↑  إلهامي (2013)، ص. 319.
243. 1 2 3  ابن الأثير (2005)، ص. 825.
244. ↑  العاني (1981)، ص. 224.
245. 1 2  ابن الأثير (2005)، ص. 788.
246. 1 2  العاني (1981)، ص. 225.
247. ↑  إلهامي (2013)، ص. 314-315.
248. ↑  الطبري (2004)، ص. 1566-1567.
249. ↑  اليعقوبي (2010)، ج. 2، ص. 319.
250. 1 2 3  ابن الأثير (2005)، ص. 823.
251. 1 2  ابن الأثير (2005)، ص. 823-824.
252. ↑  اليعقوبي (2010)، ج. 2، ص. 319-320.
253. 1 2  إلهامي (2013)، ص. 315.
254. ↑  الجهشياري (1988)، ص. 82.
255. ↑  العاني (1981)، ص. 543-544.
256. 1 2  إلهامي (2013)، ص. 286.
257. 1 2  ابن الأثير (2005)، ص. 827-828.
258. ↑  العاني (1981)، ص. 213-217.
259. ↑  العاني (1981)، ص. 217-219.
260. ↑  عواجي (2001)، ج. 1، ص. 227-228.
261. ↑  البلاذري (1996)، ج. 4، ص. 338.
262. ↑  اليعقوبي (2010)، ج. 2، ص. 325.
263. ↑  اليعقوبي (2010)، ج. 2، ص. 323.
264. ↑  العاني (1981)، ص. 230.
265. ↑  اليعقوبي (2010)، ص. 325.
266. ↑  ابن عذاري (2013)، ج. 1، ص. 81-91.
267. 1 2  مؤنس (2000)، ص. 78.
268. ↑  ابن عذاري (2013)، ج. 1، ص. 91-99.
269. 1 2 3  ابن عذاري (2013)، ج. 1، ص. 99-100.
270. ↑  العاني (1981)، ص. 235.
271. 1 2  مؤنس (2000)، ص. 79.
272. ↑  ابن عذاري (2013)، ج. 1، ص. 100.
273. ↑  ابن عذاري (2013)، ج. 1، ص. 101-102.
274. 1 2  ابن عذاري (2013)، ج. 1، ص. 102-103.
275. 1 2  مؤنس (2000)، ص. 79-80.
276. 1 2  إلهامي (2013)، ص. 321.
277. 1 2  ابن عذاري (2013)، ج. 1، ص. 103-104.
278. 1 2  مؤنس (2000)، ص. 80.
279. 1 2 3  ابن عذاري (2013)، ج. 1، ص. 105.
280. ↑  [أ] ابن عذاري (2013)، ج. 1، ص. 104.
[ب] العاني (1981)، ص. 235-236.
281. 1 2  مؤنس (2000)، ص. 87.
282. ↑  العاني (1981)، ص. 236.
283. ↑  العاني (1981)، ص. 238.
284. ↑  العاني (1981)، ص. 236-238.
285. ↑  العاني (1981)، ص. 238-239.
286. ↑  [أ] العاني (1981)، ص. 239.
[ب] حتي (1950)، ج. 2، ص. 362.
[جـ] الدوري (1997)، ص. 74-75.
287. ↑  [أ] ابن عذاري (2013)، ج. 1، ص. 105-114.
[ب] الطبري (2004)، ص. 1581-1582.
[جـ] الدوري (1997)، ص. 74-75.
288. 1 2  العاني (1981)، ص. 475-476.
289. 1 2  الطبري (2004)، ص. 1587-1588.
290. ↑  العاني (1981)، ص. 477.
291. 1 2 3 4 5 6  الطبري (2004)، ص. 1588.
292. ↑  الدينوري (1960)، ص. 385.
293. 1 2  الأزدي (1967)، ص. 230.
294. ↑  ابن الجوزي (1995)، ج. 8، ص. 208.
295. ↑  الخضري (2003)، ص. 84.
296. 1 2  الدوري (1997)، ص. 82.
297. ↑  [أ] العاني (1981)، ص. 460.
[ب] المسعودي (1893)، ص. 342.
298. 1 2 3 4 5 6  ابن الأثير (2005)، ص. 822.
299. ↑  ابن خلدون (2001)، ج. 3، ص. 247.
300. ↑  العاني (1981)، ص. 350-351.
301. 1 2  إلهامي (2013)، ص. 289.
302. ↑  الطبري (2004)، ص. 1547-1549.
303. ↑  الدوري (1997)، ص. 76.
304. 1 2  العاني (1981)، ص. 352-353.
305. ↑  الطبري (2004)، ص. 1548.
306. ↑  إلهامي (2013)، ص. 287-288.
307. 1 2  الطبري (2004)، ص. 1549.
308. ↑  العلي (1988)، ص. 23.
309. ↑  إلهامي (2013)، ص. 290.
310. ↑  البغدادي (2004)، ج. 1، ص. 93-94.
311. ↑  إلهامي (2013)، ص. 287.
312. ↑  العلي (1988)، ص. 278-279.
313. ↑  العلي (1988)، ص. 20-21.
314. ↑  الحموي (1977)، ج. 4، ص. 365.
315. ↑  البغدادي (2004)، ج. 1، ص. 88.
316. ↑  العلي (1988)، ص. 32-33.
317. ↑  العلي (1988)، ص. 20.
318. ↑  الحموي (1977)، ج. 1، ص. 459.
319. ↑  البغدادي (2004)، ج. 1، ص. 90.
320. ↑  ابن العمراني (1999)، ص. 67.
321. ↑  العاني (1981)، ص. 368.
322. ↑  العاني (1981)، ص. 368-369.
323. ↑  العاني (1981)، ص. 366-367.
324. ↑  [أ] التميمي (2011)، ص. 41-42.
[ب] إلهامي (2013)، ص. 335-336.
[جـ] ابن العبري (1997)، ص. 109-110.
325. 1 2 3  إلهامي (2013)، ص. 326.
326. ↑  الطبري (2004)، ص. 1503.
327. ↑  إلهامي (2013)، ص. 326-327.
328. 1 2  الدوري (1997)، ص. 74.
329. ↑  الطبري (2004)، ص. 1508.
330. 1 2  اليعقوبي (2010)، ج. 2، ص. 328.
331. ↑  اليعقوبي (2010)، ج. 2، ص. 309-310.
332. ↑  الطبري (2004)، ص. 1582.
333. ↑  [أ] الدوري (1997)، ص. 79.
[ب] ابن الطقطقي (1899)، ص. 156.
334. 1 2 3  الطبري (2004)، ص. 1592.
335. ↑  العاني (1981)، ص. 439.
336. ↑  الجهشياري (1988)، ص. 86.
337. ↑  [أ] الذهبي (1996)، ج. 7، ص. 228-229.
[ب] العاني (1981)، ص. 447.
338. ↑  الروحي (2001)، ص. 107.
339. ↑  العاني (1981)، ص. 447-448.
340. 1 2  الجهشياري (1988)، ص. 77-79.
341. ↑  العاني (1981)، ص. 448-449.
342. 1 2 3  العاني (1981)، ص. 470.
343. ↑  الدوري (1997)، ص. 80.
344. ↑  ابن الأثير (2005)، ص. 616.
345. ↑  العاني (1981)، ص. 444-445.
346. ↑  الطبري (2004)، ص. 1601.
347. ↑  الطبري (2004)، ص. 1590-1591.
348. 1 2  اليعقوبي (2010)، ج. 2، ص. 330-331.
349. 1 2  ابن خياط (1985)، ص. 434.
350. ↑  اليعقوبي (2010)، ج. 2، ص. 331.
351. ↑  الأزدي (1967)، ص. 199.
352. ↑  ابن خياط (1985)، ص. 435.
353. 1 2  السيوطي (2003)، ص. 211.
354. 1 2  العاني (1981)، ص. 437.
355. ↑  ابن خياط (1985)، ص. 430.
356. ↑  ابن العمراني (1999)، ص. 64-65.
357. ↑  رزق (2006)، ص. 461.
358. ↑  العاني (1981)، ص. 462-463.
359. ↑  الأزدي (1967)، ص. 222.
360. 1 2  الجبيلي (2015)، ص. 1319.
361. ↑  الجبيلي (2015)، ص. 1320.
362. ↑  الجبيلي (2015)، ص. 1321-1322.
363. ↑  الجبيلي (2015)، ص. 1322.
364. ↑  الجبيلي (2015)، ص. 1326.
365. ↑  العاني (1981)، ص. 405-406.
366. 1 2  ابن الأثير (2005)، ص. 797-798.
367. 1 2 3  إلهامي (2013)، ص. 328.
368. ↑  العاني (1981)، ص. 407.
369. ↑  العاني (1981)، ص. 414.
370. ↑  إلهامي (2013)، ص. 329.
371. ↑  العاني (1981)، ص. 413-414.
372. ↑  الطبري (2004)، ص. 1560.
373. ↑  [أ] الطبري (2004)، ص. 1572.
[ب] العاني (1981)، ص. 415-417.
374. ↑  العاني (1981)، ص. 417-419.
375. ↑  العاني (1981)، ص. 419.
376. ↑  [أ] ابن الأثير (2005)، ص. 799-800.
[ب] ابن كثير (2004)، ص. 1485.
[جـ] ابن عذاري (2013)، ج. 2، ص. 50-58.
377. ↑  [أ] العاني (1981)، ص. 399-400.
[ب] ابن عذاري (2013)، ج. 2، ص. 61.
378. ↑  [أ] ابن عذاري (2013)، ج. 2، ص. 61-62.
[ب] ابن عذاري (2013)، ج. 2، ص. 61-62.
379. ↑  [أ] العاني (1981)، ص. 401.
[ب] ابن عذاري (2013)، ج. 2، ص. 62.
380. ↑  العاني (1981)، ص. 402-401.
381. ↑  حتي (1950)، ص. 362-363.
382. ↑  ابن عذاري (2013)، ج. 2، ص. 71.
383. ↑  العباسي (2000)، ص. 69-70.
384. ↑  الطبري (2004)، ص. 1603.
385. 1 2 3 4 5  الطبري (2004)، ص. 1598.
386. 1 2 3  حسن (2013)، ص. 63.
387. ↑  ابن الساعي (1960)، ص. 43.
388. ↑  حسن (2013)، ص. 63-64.
389. ↑  الطبري (2004)، ص. 1589.
390. ↑  الطبري (2004)، ص. 1589 و1603.
391. ↑  العباسي (2000)، ص. 76.
392. ↑  الكازروني (1970)، ص. 116-117.
393. 1 2  الكازروني (1970)، ص. 114.
394. ↑  البغدادي (2004)، ج. 10، ص. 55.
395. ↑  ابن قتيبة (1912)، ج. 2، ص. 137-140.
396. ↑  الطبري (2004)، ص. 1595.
397. ↑  العاني (1981)، ص. 434.
398. 1 2  المسعودي (1893)، ص. 341-342.
399. ↑  الجاحظ (1955)، ص. 79.
400. ↑  ابن الأثير (2005)، ص. 838.
401. ↑  خليفة (1931)، ص. 52.
402. ↑  السيوطي (2003)، ص. 209.
403. ↑  السيوطي (2003)، ص. 212.
404. ↑  البلاذري (1996)، ج. 4، ص. 312-313.
405. ↑  الطبري (2004)، ص. 1567.
406. ↑  اليعقوبي (2010)، ج. 2، ص. 333.
407. ↑  [أ] الطبري (2004)، ص. 1599.
[ب] الدوري (1997)، ص. 38-39.
408. ↑  العاني (1981)، ص. 354.
409. ↑  السيوطي (2003)، ص. 214-215.
410. ↑  ابن الأبار (1985)، ج. 1، ص. 34.
411. 1 2 3  اليعقوبي (2010)، ج. 2، ص. 329.
412. ↑  البلاذري (1996)، ج. 4، ص. 255.
413. ↑  البلاذري (1996)، ج. 4، ص. 254.
414. 1 2  الطبري (2004)، ص. 1544.
415. ↑  الأزدي (1967)، ص. 193.
416. ↑  الجهشياري (1988)، ص. 81.
417. ↑  اليعقوبي (2010)، ج. 2، ص. 337.
418. ↑  ابن كثير (2004)، ص. 1499.
419. ↑  السيوطي (2003)، ص. 213.
420. ↑  [أ] ابن قتيبة (1912)، ج. 2، ص. 139.
[ب] أدهم (1969)، ص. 56.
421. ↑  الجاحظ (1955)، ص. 79-80.
422. ↑  اليعقوبي (2010)، ج. 2، ص. 328-329.
423. ↑  البلاذري (1996)، ج. 4، ص. 262.
424. ↑  أدهم (1969)، ص. 67.
425. ↑  ابن دحية (1946)، ص. 25.
426. ↑  ابن الطقطقي (1899)، ص. 141.
427. 1 2  ابن الطقطقي (1899)، ص. 142.
428. ↑  حتي (1972)، ص. 361.
429. ↑  الدوري (1997)، ص. 56.
430. ↑  الدوري (1997)، ص. 57.
431. ↑  العاني (1981)، ص. 432.
432. ↑  العاني (1981)، ص. 431.
433. ↑  العاني (1981)، ص. 493-494.
434. ↑  ابن قتيبة (1912)، ج. 2، ص. 143-144.
435. ↑  المقدسي (1899)، ج. 6، ص. 90-91.
436. ↑  العاني (1981)، ص. 48.
437. ↑  أمير علي (1938)، ص. 183.
438. ↑  أمير علي (1938)، ص. 184.
439. ↑  أمير علي (1938)، ص. 184-185.
440. ↑  أمير علي (1938)، ص. 196.
441. ↑  صبحي (1991)، ص. 381-382.
442. ↑  فلوتن (1965)، ص. 133-134.

### فهرس الوب
1. 1 2 3 4  "إزالة تمثال أبي جعفر المنصور في بغداد.. جدل يعيده دعاة الطائفية في كل مناسبة". العرب. 7 مايو 2024. مؤرشف من الأصل في 2024-05-10. اطلع عليه بتاريخ 2024-07-20.
2. ↑  صادق الطائي (12 مايو 2024). "العراق: المطالبة برأس أبي جعفر المنصور". القدس العربي. مؤرشف من الأصل في 2024-07-28. اطلع عليه بتاريخ 2024-07-20.
3. ↑  "لماذا تدمير معالم بغداد؟". الجزيرة نت. 23 فبراير 2010. مؤرشف من الأصل في 2024-07-28. اطلع عليه بتاريخ 2024-07-20.
4. ↑  "إعدام أبو جعفر المنصور ببغداد يوم محاكمة صدام". الجزيرة نت. 19 أكتوبر 2005. مؤرشف من الأصل في 2024-07-28. اطلع عليه بتاريخ 2024-07-20.
5. ↑  "مسلحون نسفوا تمثال أبو جعفر المنصور". البيان. 20 أكتوبر 2005. مؤرشف من الأصل في 2023-05-14. اطلع عليه بتاريخ 2024-07-20.
6. ↑  "رأس تمثال المنصور باني بغداد يعود إلى مكانه مجددا". الجزيرة نت. 30 يونيو 2008. مؤرشف من الأصل في 2023-10-03. اطلع عليه بتاريخ 2024-07-20.
7. 1 2  علاء اللامي (8 يونيو 2021). "مشروع فتنة كبرى في بغداد: هل أبو جعفر المنصور هو من قتل الإمام الصادق؟". سرجيل. مؤرشف من الأصل في 2024-07-29. اطلع عليه بتاريخ 2024-07-27.
8. ↑  مشتاق رمضان (7 يونيو 2021). "رأس أبو جعفر المنصور يواجه المقصلة وسجال "طائفي" يهدد مصيره في بغداد". روداو عربيَّة. مؤرشف من الأصل في 2024-08-03. اطلع عليه بتاريخ 2024-07-20.
9. ↑  قحطان العبوش (6 مايو 2024). "تمثال "أبو جعفر المنصور" يثير جدلا في العراق". إرم نيوز. مؤرشف من الأصل في 2024-07-28. اطلع عليه بتاريخ 2024-07-20.
10. ↑  أفراح شوقي (29 يونيو 2014). "شواخص العراق الفنية والتاريخية.. من المنصور إلى أبي تمام". الراكوبة. مؤرشف من الأصل في 2024-07-28. اطلع عليه بتاريخ 2024-07-20.

### معلومات المنشورات كاملة
الكُتُب العربيَّة مُرتَّبة حسب تاريخ النَّشر
- الديار بكري (1884)، تاريخ الخميس في أحوال أنفس النفيس (ط. 1)، القاهرة: مطبعة عثمان عبد الرزاق، OCLC:4770384722، QID:Q126708594
- المسعودي (1893)، التنبيه والأشراف، ليدن: مطبعة بريل، OCLC:4770144063، QID:Q126077496{{استشهاد}}:  صيانة الاستشهاد: ref duplicates default (link)
- المطهر بن طاهر المقدسي (1899)، البدء والتاريخ، تحقيق: كليمان هوارت، باريس، OCLC:236006376، QID:Q114790473{{استشهاد}}:  صيانة الاستشهاد: مكان بدون ناشر (link)
- ابن الطقطقي (1899)، الفخري في الآداب السلطانية والدول الإسلامية، القاهرة: شركة طبع الكتب العربية، OCLC:4769993811، QID:Q126075819{{استشهاد}}:  صيانة الاستشهاد: ref duplicates default (link)
- ابن قتيبة (1912)، الإمامة والسياسة، القاهرة: مطبعة الفتوح الأدبية، OCLC:784510952، QID:Q126727821
- حسن خليفة (1931)، الدولة العباسية: قيامها وسقوطها (ط. 1)، القاهرة: المطبعة الحديثة، OCLC:4770488803، QID:Q106997581
- فان فلوتن (1934)، السيادة العربية والشيعة والإسرائيليات في عهد بني أمية، ترجمة: حسن إبراهيم حسن؛ محمد زكي الدين إبراهيم (ط. 1)، القاهرة: مكتبة النهضة المصرية، OCLC:4770150979، QID:Q127946641
- سيد أمير علي (1938)، مُخْتَصَرِ تَارِيخِ الْعَرَب والتَّمَدُّن الْإِسْلَامِيّ: بَحْثٌ فِي نَهْضَةِ المُسْلِمِين وَتَدَهوُر سُلْطَانِهِم وَتَطَوُّر المَنَاحِي الاقْتِصَادِيَّة والاجْتِماعِيَّة وَالفِكْرِيَّة فِي الْأَمَةِ العَرَبِيَّةُ مِنْ أَقْدَمَ الْعُصُور حَتَّى إغَارَةِ التَّتَرِ عَلَى بَغْدَادَ، ترجمة: رياض رأفت، القاهرة: مطبعة لجنة التأليف والترجمة والنشر، OCLC:4771179792، QID:Q107564456
- ابن دحية الكلبي (1946)، النبراس في تاريخ خلفاء بني العباس، مراجعة: عباس العزاوي، بغداد: وزارة المعارف العراقية، OCLC:61742988، QID:Q125662775
- فيليب حتي (1950)، تاريخ العرب (مُطوَّل)، ترجمة: جبرائيل جبور؛ إدورد جرجي (ط. 1)، بيروت: دار الكشاف للنشر والطباعة والتوزيع، ج. 2، OCLC:4771287914، QID:Q116201076
- الجاحظ (1955)، التاج في أخلاق الملوك، بيروت: دار الفكر للطباعة والنشر والتوزيع، OCLC:4770516569، QID:Q127503739{{استشهاد}}:  صيانة الاستشهاد: ref duplicates default (link)
- أبو حنيفة الدينوري (1960)، الأَخبار الطِّوال، تراثنا، مراجعة: جمال الدين الشيال. تحقيق: عبد المنعم عامر (ط. 1)، القاهرة: وزارة الثقافة المصرية، OCLC:4769994321، QID:Q114787319
- ابن الساعي (1960)، نساء الخلفاء: جهات الأئمة الخلفاء من الحرائر والإماء، ذخائر العرب (28)، تحقيق: مصطفى جواد، القاهرة: دار المعارف، OCLC:953069400، QID:Q123371389{{استشهاد}}:  صيانة الاستشهاد: ref duplicates default (link)
- محمد بن سعد البغدادي (1968)، الطبقات الكبرى، مراجعة: إحسان عباس، بيروت: دار صادر، OCLC:41493022، QID:Q120648816
- علي أدهم (1969)، أبو جعفر المنصور، القاهرة: دار الكاتب العربي، OCLC:4770145624، QID:Q123471625
- ظهير الدين الكازروني (1970)، مختصر التاريخ من أول الزمان إلى منتهى دولة بني العباس، تحقيق: مصطفى جواد، سالم الآلوسي، بغداد: المؤسسة العامة للطباعة، OCLC:4771288367، QID:Q125826463
- مجهول (1971)، أخبار الدولة العباسية وفيه أخبار العباس وولده، تحقيق: عبد العزيز الدوري، عبد الجبار المطلبي، بيروت: دار الطليعة للطباعة والنشر، OCLC:264875392، QID:Q126284401{{استشهاد}}:  صيانة الاستشهاد: ref duplicates default (link)
- فيليب حتي (1972)، تاريخ سورية ولُبنان وفلسطين، ترجمة: جورج حداد؛ عبد الكريم رافق، مراجعة: جبرائيل جبور (ط. 3)، بيروت: دار الثقافة، OCLC:891846493، QID:Q127155770
- ياقوت الحموي (1977)، معجم البلدان (ط. 1)، بيروت: دار صادر، OCLC:1014032934، QID:Q114913343
- ابن خلكان (1978)، وفيات الأعيان وأنباء أبناء الزمان، تحقيق: إحسان عباس، بيروت: دار صادر، OCLC:4770140545، QID:Q115633147{{استشهاد}}:  صيانة الاستشهاد: ref duplicates default (link)
- حسن فاضل العاني (1981)، سياسة المنصور أبي جعفر الداخلية والخارجية، بغداد، OCLC:4770734406، QID:Q126164117{{استشهاد}}:  صيانة الاستشهاد: مكان بدون ناشر (link)
- ابن عبد ربه (1983)، العقد الفريد، بيروت: دار الكتب العلمية، OCLC:949403349، QID:Q120648618{{استشهاد}}:  صيانة الاستشهاد: ref duplicates default (link)
- ابن الأبار القضاعي (1985)، الحلة السيراء، تحقيق: حسين مؤنس (ط. 2)، القاهرة: دار المعارف، OCLC:24377474، QID:Q121086331
- نجلاء أبو عز الدين (1985)، الدروز في التاريخ (ط. 1)، بيروت: دار العلم للملايين، OCLC:4770317064، QID:Q127327109
- الجهشياري (1988)، الوزراء والكتاب، تحقيق: حسن الزين، بيروت: دار الفكر الحديث، OCLC:745128581، QID:Q125770511{{استشهاد}}:  صيانة الاستشهاد: ref duplicates default (link)
- صالح أحمد العلي (1988)، معالم بغداد الإدارية والعمرانية: دراسة تخطيطية (ط. 1)، بغداد: دار الشؤون الثقافية العامة، OCLC:4771143969، QID:Q126680900
- أحمد محمود صبحي (1991)، نظرية الإمامة لدى الشيعة الإثنى عشرية: تحليل نفسي للعقيدة، بيروت: دار النهضة العربية، OCLC:4771422324، QID:Q127946594
- أبو الفرج بن الجوزي (1995)، المنتظم في تاريخ الملوك والأمم، تحقيق: محمد عبد القادر عطا، مصطفى عبد القادر عطا، نعيم زرزور (ط. 2)، بيروت، OCLC:1222468306، QID:Q125912514{{استشهاد}}:  صيانة الاستشهاد: مكان بدون ناشر (link)
- البلاذري (1996)، جمل من كتاب أنساب الأشراف، تحقيق: سهيل زكار، رياض زركلي، بيروت: دار الفكر للطباعة والنشر والتوزيع، OCLC:122969004، QID:Q114665392{{استشهاد}}:  صيانة الاستشهاد: ref duplicates default (link)
- شمس الدين الذهبي (1996)، سير أعلام النبلاء، تحقيق: شعيب الأرنؤوط (ط. 11)، بيروت: مؤسسة الرسالة، OCLC:49724069، QID:Q124255462
- عبد العزيز الدوري (1997)، العصر العباسي الأول: دراسة في التاريخ السياسي والإداري والمالي (ط. 3)، بيروت: دار الطليعة للطباعة والنشر، OCLC:4770054541، QID:Q126953283
- ابن العبري (1997)، تاريخ مختصر الدول، بيروت: دار الكتب العلمية، OCLC:40943680، QID:Q133460695{{استشهاد}}:  صيانة الاستشهاد: ref duplicates default (link)
- المبرد (1997)، الكامل في اللغة والأدب، تحقيق: محمد أبو الفضل إبراهيم، القاهرة: دار الفكر العربي، OCLC:4770813475، QID:Q126692761{{استشهاد}}:  صيانة الاستشهاد: ref duplicates default (link)
- ابن العمراني (1999)، الإنباء في تاريخ الخلفاء، تحقيق: قاسم السامرائي (ط. 1)، القاهرة: دار الآفاق العربية، OCLC:41180859، QID:Q56367172{{استشهاد}}:  صيانة الاستشهاد: ref duplicates default (link)
- محمود شاكر (2000)، التاريخ الإسلامي (ط. 8)، بيروت: المكتب الإسلامي، OCLC:1158722179، QID:Q123238338
- صلاح الدين الصفدي (2000)، الْوافِي بالْوَفَيَات، تحقيق: أحمد الأرناؤوط، تركي فرحان المصطفى (ط. 1)، بيروت: دار إحياء التراث العربي، OCLC:713922056، QID:Q113528574
- حسني أحمد علي العباسي (2000). الأساس في أنساب بني العباس. تحقيق: أحمد عمر هاشم، حسين يوسف دويدار، محمد عبد الحميد راغب (ط. 1). القاهرة: دار ركابي للنشر. ISBN:978-977-6007-01-7. OCLC:45698005. OL:20771168M. QID:Q123463845.
- حسين مؤنس (2000). معالم تاريخ المغرب والأندلس (ط. 5). القاهرة: دار الرشاد. ج. 1. ISBN:977-5324-50-5. QID:Q126075516.
- ابن خلدون (2001)، تاريخ ابن خلدون، تحقيق: خليل شحادة، بيروت: دار الفكر للطباعة والنشر والتوزيع، OCLC:4771121968، QID:Q113632106{{استشهاد}}:  صيانة الاستشهاد: ref duplicates default (link)
- غالب علي عواجي (2001)، فرق معاصرة تنتسب إلى الإسلام وبيان موقف الإسلام منها، جدة: المكتبة العصرية الذهبية، OCLC:4770237982، QID:Q125750587
- أبو الحسن الروحي (2001)، بلغة الظرفاء في ذكرى تواريخ الخلفاء، تحقيق: محمد زينهم محمد، القاهرة: مكتبة الثقافة الدينية، OCLC:4770126693، QID:Q126696491
- ابن إسفنديار (2002)، تاريخ طبرستان، ترجمة: أحمد محمد نادى، القاهرة: المشروع القومي للترجمة، OCLC:745363020، QID:Q127225035{{استشهاد}}:  صيانة الاستشهاد: ref duplicates default (link)
- جلال الدين السيوطي (2003)، تاريخ الخلفاء (ط. 1)، بيروت: دار ابن حزم، QID:Q123424538
- محمد الخضري بك (2003). الدولة العباسية. مراجعة: نجوى عباس. القاهرة: مؤسسة المختار للنشر. ISBN:978-977-5283-97-9. OCLC:54844608. OL:31601253M. QID:Q123224571.
- ابن كثير الدمشقي (2004)، البداية والنهاية، تحقيق: أبو صهيب الكرمي (ط. 1)، لبنان: بيت الأفكار الدولية، OCLC:1014077365، QID:Q123368203
- محمد بن جرير الطبري (2004). تاريخ الأمم والملوك، تاريخ الطبري: طبعة مقدم لها بتوضيح في أسانيد الطبري وبيان المؤاخذات عليها، وصححت النسخة على أصح النسخ الموجودة، وخدمت بفهارس للآيات وفهارس للأحاديث، وفهارس للموضوعات. مراجعة: أبو صهيب الكرمي. عَمَّان: بيت الأفكار الدولية. ISBN:978-9957-21-152-3. OCLC:956977290. QID:Q123224476.
- الخطيب البغدادي (2004)، تاريخ بغداد أو مدينة السلام، تحقيق: مصطفى عبد القادر عطا (ط. 2)، بيروت: دار الكتب العلمية، OCLC:4771411351، QID:Q126373194
- ابن الأثير الجزري (2005)، الكامل في التاريخ، مراجعة: أبو صهيب الكرمي، عَمَّان: بيت الأفكار الدولية، OCLC:122745941، QID:Q123225171
- عاصم محمد رزق (2006). رايات الإسلام من اللواء النَّبوي الأبيض إلى العلم العُثماني الأحمر (ط. 1). القاهرة: مكتبة مدبولي. ISBN:977-208-544-5. OCLC:4771438276. OL:16255688M. QID:Q125925118.
- اليعقوبي (2010)، تاريخ اليعقوبي، تحقيق: عبد الأمير مهنا، بيروت، OCLC:759863356، QID:Q126721512{{استشهاد}}:  صيانة الاستشهاد: ref duplicates default (link) صيانة الاستشهاد: مكان بدون ناشر (link)
- حيدر قاسم التميمي (2011)، بيت الحكمة العباسي ودوره في ظهور مراكز الحكمة في العالم الإسلامي، عَمَّان: دار زهران للنشر والتوزيع، OCLC:6914260242، QID:Q133460823
- سولاف فيض الله حسن (2013). دور الجواري والقهرمانات في دار الخلافة العباسية (ط. 1). دمشق: صفحات للدراسات والنشر والتوزيع. ISBN:978-9933-495-13-8. OCLC:6914266520. OL:43175027M. QID:Q125689500.
- محمد إلهامي (2013)، العباسيون الأقوياء: رحلة العباسيين منذ بداية الثورة وحتى نهاية عصرهم الذهبي، رحلة الخلافة العباسية (1) (ط. 1)، القاهرة: مؤسسة اقرأ، OCLC:908114750، QID:Q126202684
- ابن عذاري (2013)، البيان المغرب في اختصار أخبار ملوك الأندلس والمغرب، تحقيق: بشار عواد معروف، تونس: دار الغرب الإسلامي، OCLC:949440485، QID:Q121789590{{استشهاد}}:  صيانة الاستشهاد: ref duplicates default (link)
- محمد صقر الدوسري؛ محمد نصر عبد الرحمن (2016). تاريخ الدولة العباسية في العصر العباسي الأول. الأحساء: جامعة الملك فيصل. ISBN:978-9960-08-128-1. QID:Q124417503.

مقالات محكمة
- فاروق عمر فوزي (1970). "ألقاب الخلفاء العباسيين ودلالتها الدينية - السياسية". مجلة الآداب. ج. 13 ع. 13: 376–405. ISSN:1994-473X. OCLC:9456542362. QID:Q127175138.
- علياء الجبيلي (2015). "عناصر الجيش العباسي وآثارها السياسية على الخلافة العباسية من 749 حتى 836 م". مجلة كلية الآداب في جامعة بنها. بنها. ج. 2 ع. 40: 1305–1351. DOI:10.21608/JFAB.2015.49911. ISSN:1687-2525. OCLC:8299664511. QID:Q124454831.

| أبُو جعفر المنصُورالخلافة العبَّاسيةولد: صفر 95هـ / نوفمبر 713م توفي: 6 ذو الحجَّة 158هـ / 6 أكتوبر 775م |                                                                               |                  |
| ألقاب سُنيَّة                                                                                         |                                                                               |                  |
| سبقه أبُو العبَّاس السَّفَّاح                                                                             | أمير المُؤمنين 13 ذو الحجَّة 136 – 6 ذو الحجَّة 158هـ 10 يونيو 754 – 6 أكتوبر 775م | تبعه مُحمَّد المهدي |